# قائمة أفلام مبنية على أحداث حقيقية

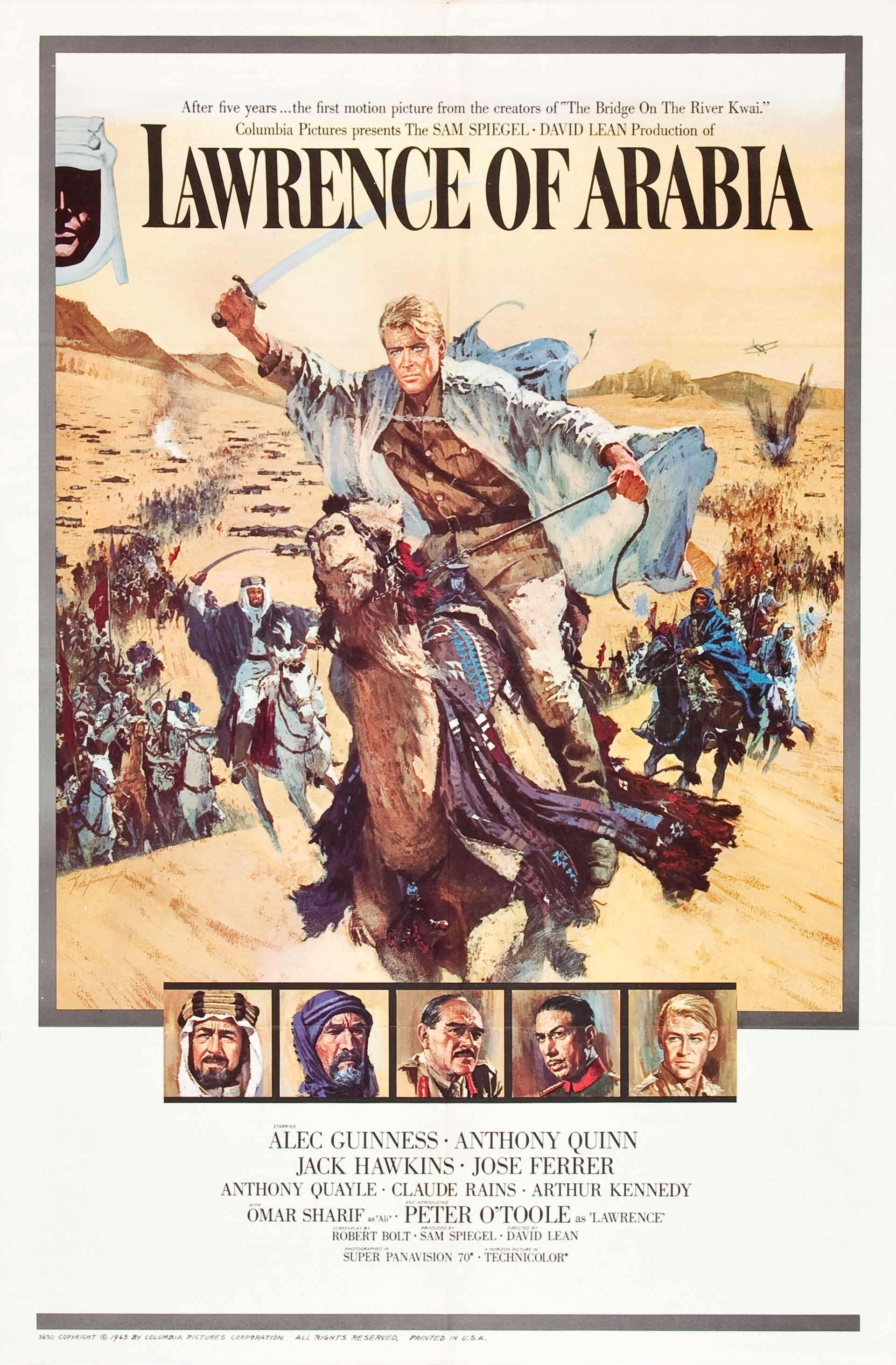
ملصق فيلم لورانس العرب (1963), فيلم ملحمي درامي تاريخي يستند على حياة توماس إدوارد لورنس وقصته خلال حملة سيناء وفلسطين والثورة العربية الكبرى ضد الإمبراطورية العثمانية خلال الحرب العالمية الأولى. الفيلم من إخراج ديفيد لين.

هذه قائمة أفلام سينمائية تستند إلى أحداث حقيقية أو جزء منها صُورت في إطار سينمائي غير خاضع لمعايير الأفلام الوثائقية، عادة ما تكون الأفلام التي تستند إلى أحداث حقيقية هي أفلام ذات طابع درامي أو حربي أو سير ذاتية تُخلد العديد من الأحداث واللحظات الحقيقية الفارقة في تاريخ البشرية، على الرغم أنه لا يوجد التزام كامل في بعض الاحداث تحت إطار رؤية فنية وسينمائية خاصة للمخرج أو كاتب سيناريو لحقيقية الأحدث أو الشخصيات التي يتم تصويرها وتتسم بقدر من التحرر من القيود التاريخية، لأغراض درامية أو تسويقية لزيادة جوهر الفيلم وشعبيته، اكتسبت هذا النوع من الأفلام المستندة إلى القصة الحقيقية شعبية في أواخر الثمانينيات وأوائل التسعينيات القرن العشرين على شبكات شبكة سي بي سيو شبكة أيه بي سي وهيئة الإذاعة الوطنية، تاريخياً لم يتأخر ظهور هذا النوع طويلا فقبل مرور عقدين على اختراع السينما، وقبل ان يظهر الصوت في الأفلام السينمائية كانت الأفلام التاريخية الصامتة تفرض نفسها على شاشات العالمية، يمكن هنا ذكر فيلم ظهر في الولايات المتحدة حيث استلهم المخرج الأمريكي ديفيد وارك غريفيث سنوات الحرب الأهلية الأمريكية ليقدم ملحمته التاريخية ولادة أمة عام 1915، أيضا فيلم آلام جان دارك من إخراج كارل تيودور دراير عام 1928، الذي يعده النقاد ومؤرخو السينما أفضل ما أنتجته السينما الصامتة من افلام التاريخية، دخول الصوت إلى الأفلام السينمائية أضاف لها بعدً جديداً ما جعلها أكثر قدرة على إنتاج أفلام كبيرة ومهمة وهو الأمر الذي لم تتوقف السينما عنه من بداية الثلاثينات من القرن العشرين وحتى الآن.

## عقد 1890

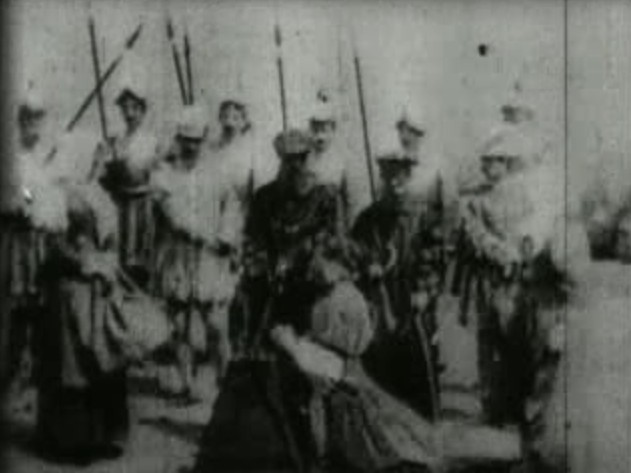
لقطة من فيلم إعدام ماري ستيوارت (1895)

- لقطة من فيلم إعدام ماري ستيوارت (1895)إعدام ماري ستيوارت (1895) - فيلم قصير صامت أنتجه توماس إديسون، باستخدام التصوير الفوتوغرافي الخادع لتصوير إعدام ماري ملكة اسكتلندا
- الملك جون (1899) - فيلم قصير صامت حول حياة الملك جون في العصور الوسطى، استنادًا إلى مسرحية ويليام شكسبير.[1]
- الرائد ويلسون الصمود الاخير (1899) - فيلم قصير حربي بريطاني يدور حول الاشتباك النهائي لدورية شانغاني ومقتل الرائد ألان ويلسون ورجاله في روديسيا عام 1893.[2]
- قضية دريفوس  (1899) - سلسلة من أحد عشر فيلم صامت قصير تعيد بناء حلقات من محاكمة ألفريد دريفوس.

## عقد 1900

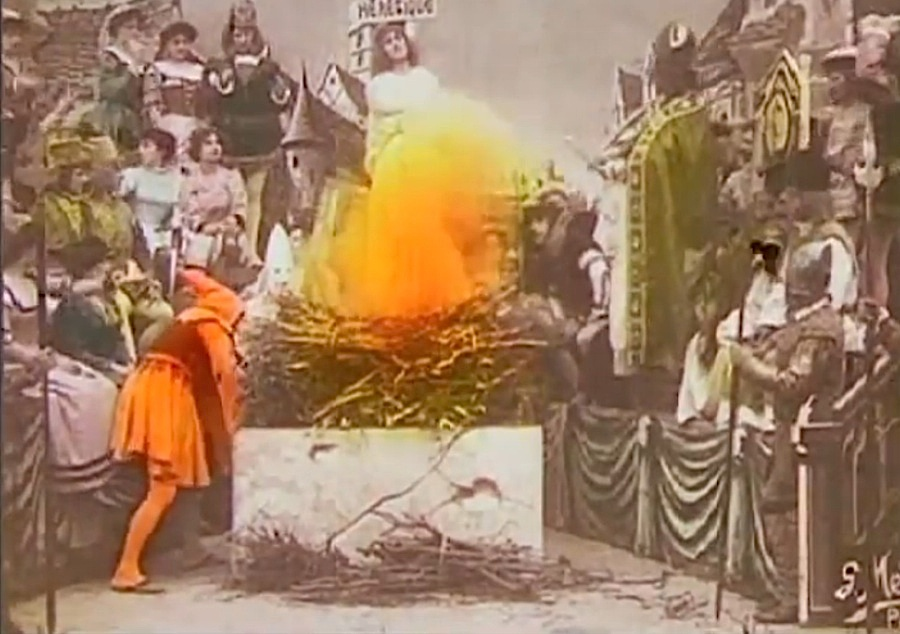
لقطة من فيلم جان دارك (1900)

- جان دارك (1900) - فيلم فرنسي صامت يعتمد على حياة جان دارك من إخراج جورج ميلييس.
- قصة عصابة كيلي (1906) - فيلم عصابات أسترالي يستند إلى حياة الأسطوري بوشرينجر نيد كيلي، وغالبًا ما يُستشهد به كأول فيلم روائي طويل.
- يوليوس قيصر (1909) - فيلم قصير صامت إيطالي يصور عودة يوليوس قيصر إلى روما من انتصاراته، غيرة كاسيوس وكاسكا وغيرهم من الرومان الذين يتمتعون بمكانة كبيرة في الدولة من نجاح قيصر، التأمر عليه مع بروتوس واغتياله لاحقاً، من إخراج جيوفاني باسترون
- اغتيال دوق غيز  (1908) - فيلم فرنسي صامت عن مقتل هنري الأول، دوق غيس في عام 1588.[3][4]
- إدغار آلان بو (1909) - فيلم درامي صامت أمريكي عام 1909 أنتجته شركة بيوغراف في نيويورك وأخرجه وشارك في كتابته ديفيد غريفيث تدور أحداثه حول الشاعر إدغار آلان بو وزوجته فيرجينيا كليم، التي تعاني من مرض خطير.

## عقد 1910

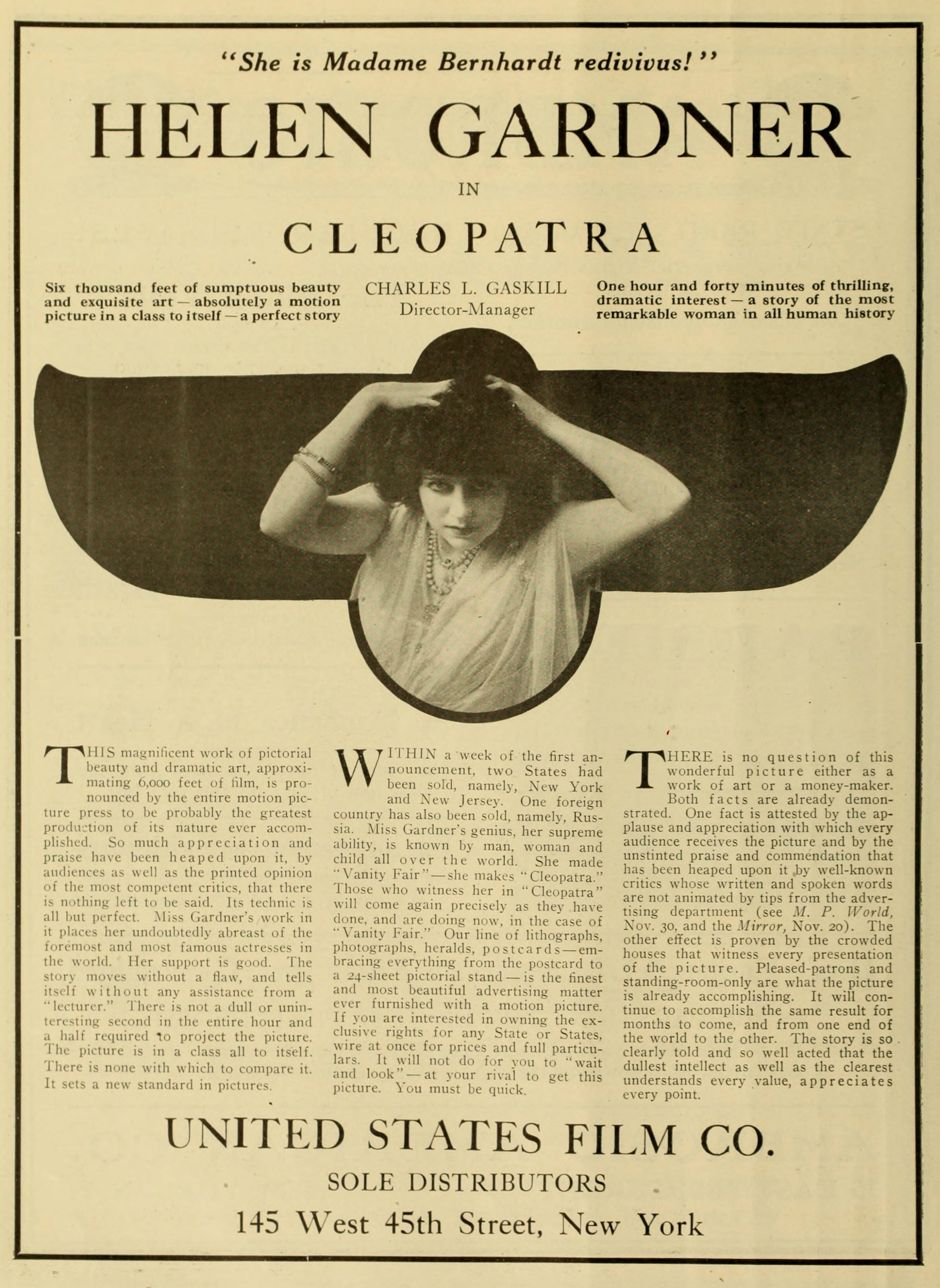
إعلان في صحيفة لفيلم كليوباترا (1912) تظهر فيه هيلين غاردنر بدور كليوباترا

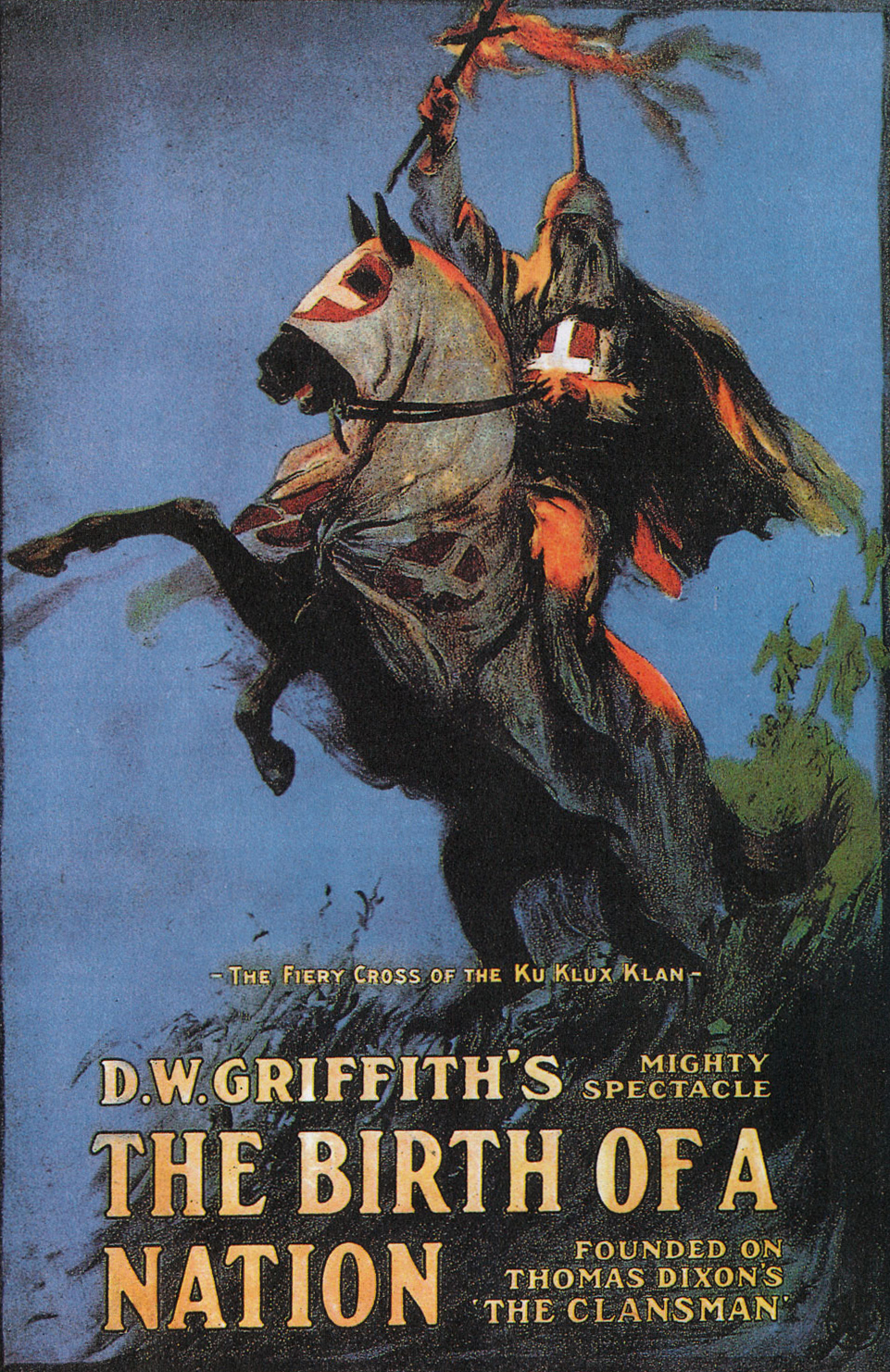
بوستر فيلم ولادة أمة (1915)

- ديفي كروكيت (1910) - فيلم تاريخي أمريكي صامت يعتمد بشكل فضفاض على رجل الحدود ديفي كروكيت
- بيغ وفينغتون (1910) - فيلم تاريخي أمريكي صامت عن الممثلة بيغ وفينغتون
- سقوط طروادة (1911) - فيلم قصير صامت إيطالي من إخراج جيوفاني باسترون ولويجي رومانو بورغنيتو.
- أنقذت من التيتانيك (1912) - فيلم عن غرق آر إم إس تيتانيك من بطولة دوروثي جيبسون، الناجية الفعلية من تيتانيك.
- كليوباترا (1912) - هو فيلم أبيض وأسود درامي تاريخي أمريكي صامت إنتاج عام 1912 من بطولة هيلين غاردنر وإخراج تشارلز إل جاسكيل.
- ديفيد جاريك (1913) - فيلم صامت الفيلم من إخراج ليدهام بانتوك عن حياة الممثل البريطاني دايفيد جاريك.[5]
- ستون عامًا ملكة (1913) - فيلم تاريخي بريطاني صامت عام 1913 حول حياة وعهد الملكة فيكتوريا في المملكة المتحدة.
- مغامرات فرانسوا فيلون (1914) - سلسلة من أربعة أفلام صامتة صدرت في عام 1914، من إخراج تشارلز غبلين استنادًا إلى حياة فرانسوا فيلون.
- إعادة الحروب الهندية (1914) - فيلم غربي أمريكي صامت أخرج الفيلم ثيودور وارتون يصور العديد من المعارك التاريخية للحروب الهندية.
- كابريا (1914) - فيلم صامت إيطالي، من إخراج جيوفاني باسترون وتم تصويره في تورينو.[6]
- يوليوس قيصر (1914) - فيلم درامي تاريخي إيطالي صامت، من إخراج إنريكو غوازوني يصور الأحداث التي أدت إلى اغتيال يوليوس قيصر.
- جين شور (1915) - فيلم بريطاني تاريخي صامت استنادًا إلى حياة إليزابيث "جين" شور واحدة من العديد من عشيقات الملك إدوارد الرابع ملك إنجلترا.
- الأمير والفقير (1915) - فيلم صامت من بطولة مارغريت كلارك استنادًا إلى رواية للكاتب استنادًا إلى رواية للكاتب مارك توين عن الملك إدوارد السادس ملك إنجلترا [11]
- ولادة أمة (1915) - فيلم درامي صامت ملحمي تاريخي أمريكي عن اغتيال أبراهام لنكولن على يد جون ويلكس بوث من إخراج وإنتاج ديفيد غريفيث
- ممرضة كافيل (1916) - فيلم أسترالي عن ممرضة إنجليزية إديث كافيل مشهورة في الحرب العالمية الأولى والتي تم إعدامها لمساعدة الحلفاء جنود يفرون من بلجيكا التي احتلتها ألمانيا في عام 1914.
- جان المرأة (1916) - فيلم أمريكي صامت من إخراج سيسيل بي ديميل وبطولة جيرالدين فارار في دور جان دارك.
- اللقلق الأسود (1917) - فيلم سينمائي أمريكي تأليف وبطولة هاري جيه. هايسلدن، كبير الجراحين في المستشفى الألماني الأمريكي فيشيكاغو اكتسب هايسلدن سمعة سيئة في عام 1915، عندما رفض إجراء الجراحة اللازمة للأطفال المولودين بتشوهات خلقية شديدة وسمح بموت الأطفال في عملية تحسين النسل.
- عملية بيخير (1918) - فيلم درامي هولندي صامت ومبني على القصة الحقيقية لثلاثة مجرمين يجهزون لعملية سطو على شركة الماس التابعة لشركة بيخير في أمستردام.
- أرمينيا المنهوبة (1919) - فيلم أمريكي صامت يصور الإبادة الجماعية للأرمن يستند إلى قصة الناجي أورورا مارديغانيان، الذي لعب دورًا رئيسيًا في الفيلم.
- مدام دوباري (1919) - فيلم صامت ألماني عن حياة مدام دو باري. أخرجها إرنست لوبيتش

## عقد 1920

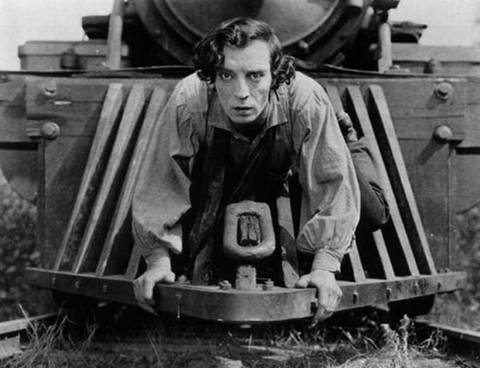
لقطة من فيلم الجنرال (1926) لباستر كيتون

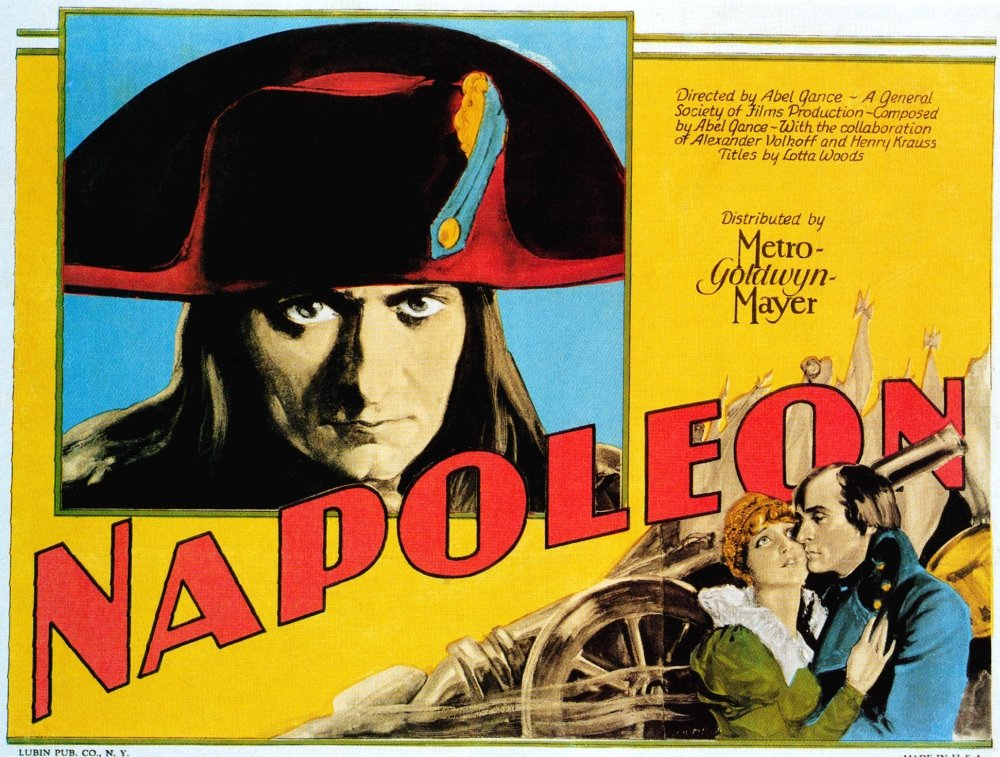
بوستر العرض السينمائي الأمريكي للفيلم الفرنسي نابليون (1927)

- السفينة الحربية بوتيمكين (1925) - فيلم كلاسيكي صامت للمخرج الروسي سيرجي آيزنشتاين المبني على تمرد وقد حدث في عام 1905 خلال النظام القيصري عندما تمرد طاقم السفينة الحربية الروسية بوتيمكين ضد ضباطهم.
- الجنرال (1926) - فيلم صامت يسرد سرقة قاطرة السكك الحديدية عام 1862 واستعادتها من قبل «رجل صغير» تم تجاهله.
- فيضان جونستاون (1926) - فيلم أسطوري أمريكي صامت يصور فيلم فيضان جونستاون لعام 1889 في جونستاون، ولاية بنسلفانيا.
- شيكاغو (1927) - فيلم صامت أمريكي لعبت الممثلة فيليس هافر دور روكسي هارت في هذا الفيلم المبني على مسرحية شيكاغو لعام 1926 من قبل ماورين دالاس واتكينز، والتي كانت مستوحاة من قصص بيلفا غايتنر وبولاه أنان، أطفال موسيقى الجاز الذين ينتظرون تنفيذ حكم الإعدام؛ إعادة إنتاجه في فيلم حمل عنوان روكسي هارت عام 1942 وفيلم شيكاغو عام 2002 بطولة رينيه زيلويغر والممثلة كاثرين زيتا جونز.
- نابليون (1927) - فيلم ملحمي فرنسي يحكي حياة نابليون بونابرت ومسيرته المبكرة، منذ طفولته خلال غزوه الناجح لإيطاليا.
- الملكة لويز (1927) - فيلم تاريخي ألماني صامت من إخراج كارل غرون وبطولة مادي كريستيانس ، ماتياس ويمان ، وأنيتا دوريس يصور حياة لملكة لويزه مكلنبورغ ستريليتس ، زوجة الملك البروسي فريدريك ويليام الثالث.
- آلام جان دارك (1928) - فيلم من إخراج كارل تيودور دراير، لقى نقدًا مستحسنًا في العقود اللاحقة واعتبر من أيقونات السينما الصامتة.[7]

## عقد 1930
- بوستر فيلم تمرد على السفينة باونتي (1935)لقطة من فيلم الجريمة أنا طريد العدالة ومن سلسلة عصابات (1932) الذي يعتبر من آخر أفلام هوليوود ما قبل الكودبوستر فيلم حياة إميل زولا (1937)

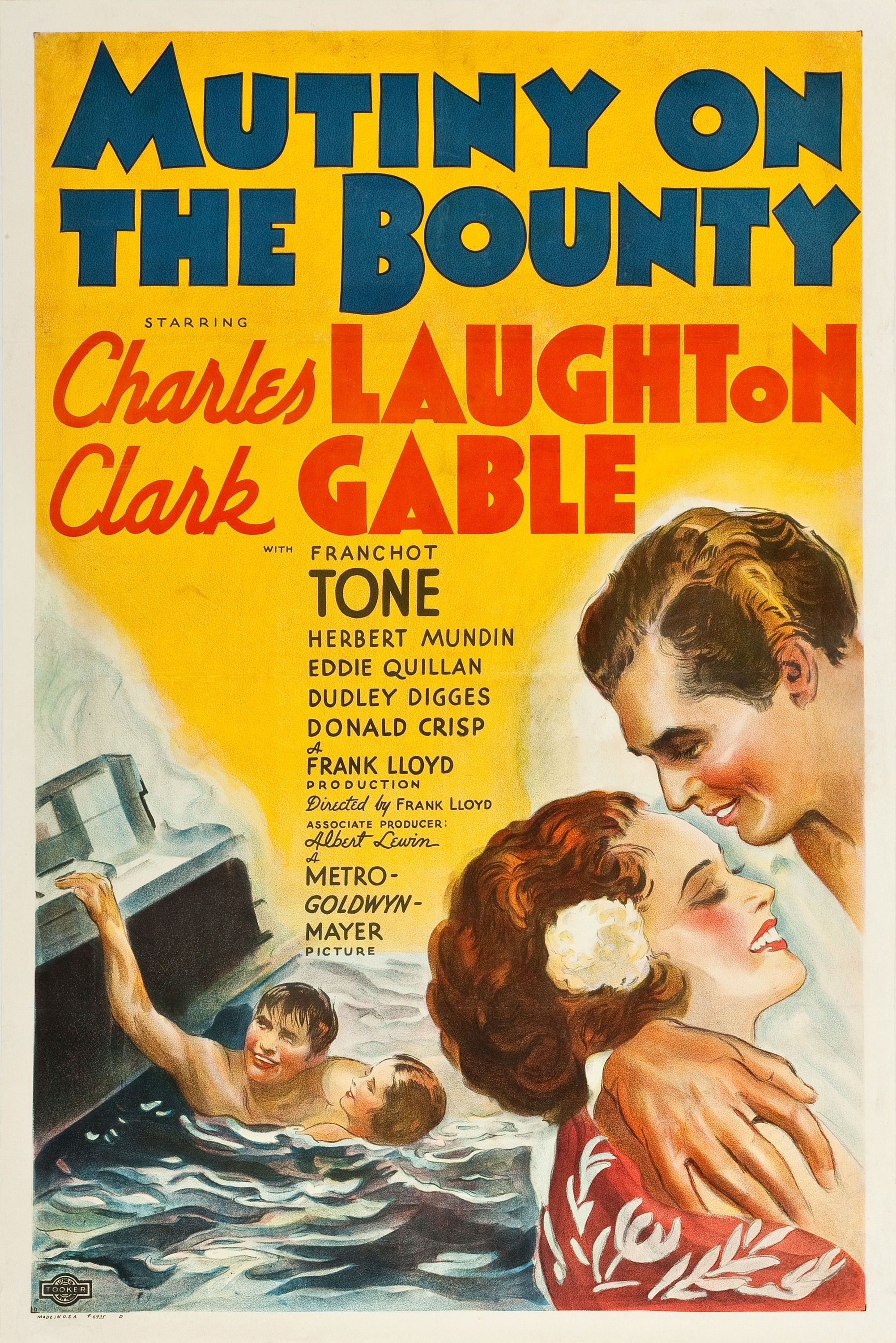
بوستر فيلم تمرد على السفينة باونتي (1935)

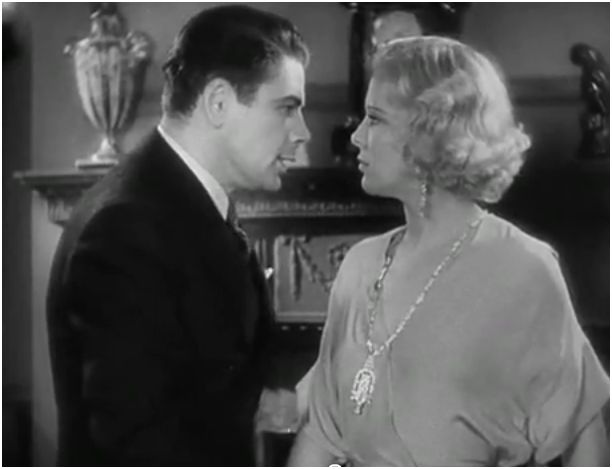
لقطة من فيلم الجريمة أنا طريد العدالة ومن سلسلة عصابات (1932) الذي يعتبر من آخر أفلام هوليوود ما قبل الكود

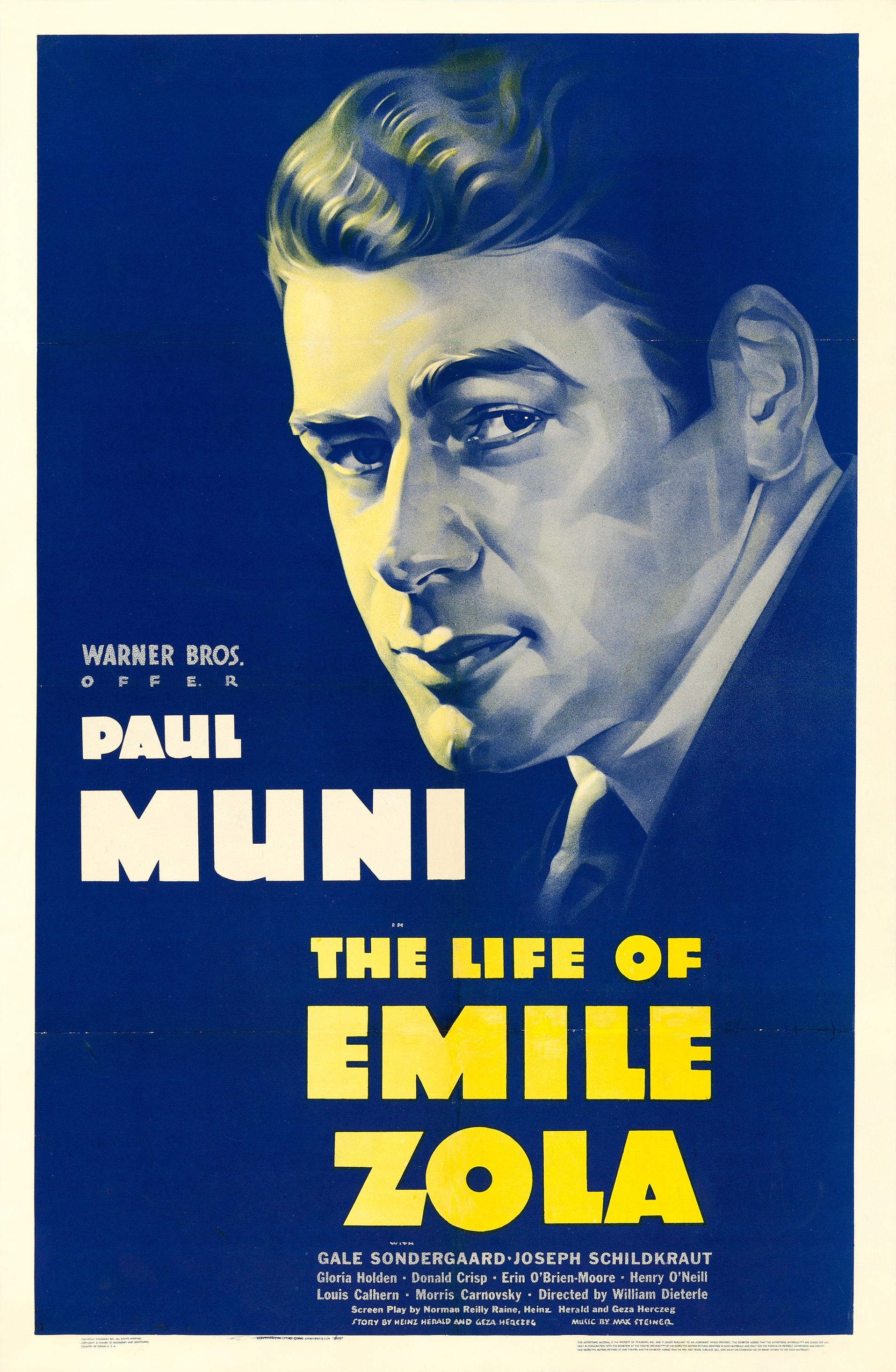
بوستر فيلم حياة إميل زولا (1937)

- أبراهام لنكولن  (1930) - فيلم سيرة ذاتية أمريكي عن شخصية الرئيس السادس عشر للولايات المتحدة الأمريكية أبراهام لنكولن.
- ألكساندر هاملتون  (1931) - قصة ألكساندر هاملتون.
- أنا طريد العدالة ومن سلسلة عصابات (1932) - استنادًا إلى السيرة الذاتية سلسلة الحياة الحقيقية روبرت إليوت بيرنز
- راسبوتين والإمبراطورة  (1932) - العاطفة والسياسة في بلاط القيصر نيقولا الثاني إمبراطور روسيا.
- حياة هنري الثامن الخاصة (1933) - قصة الملك هنري الثامن
- كليوباترا (1934) - سرد قصة الملكة كليوباترا.
- بيت روتشيلد (1934) - قصة ثراء وصعود عائلة روتشيلد.
- مدام دو باري (1934) - فيلم تاريخي أمريكي يصور الفيلم حياة مدام دو باري، آخر عشيقة للملك لويس الخامس عشر ملك فرنسا. من إخراج ويليام ديترل
- الفالس من فيينا  (1934) - فيلم سيرة ذاتية الموسيقية الملحن يوهان شتراوس الابن.
- تمرد على السفينة باونتي (1935) - أول تصوير هوليوودي لرواية تمرد في عرض البحر المبنية على قصة حقيقية، بطولة كلارك غيبل وتشارلز لوتون.
- أغسطس القوي (1936) - هو فيلم سيرة ذاتية أبيض وأسود ألماني بولندي أخرجه بول فيغنر وبطولة مايكل بونين، ليل داجوفر، مارييلوز كلوديوس يصور حياة أغسطس الثاني، حاكم القرن الثامن عشر
- زيغفيلد العظيم (1936) - فيلم موسيقي يستند لقصة فلورنز زيغفيلد جونيور.
- ماري من اسكتلندا (1936) - فيلم أبيض وأسود تاريخي درامي أمريكي من إخراج جون فورد انتاج عام 1936 من بطولة كاثرين هيبورن في دور ماري ملكة اسكتلندا.
- سجين جزيرة القرش  (1936) - قصة صموئيل مود.
- سان فرانسيسكو (1936) - فيلم يستند لقصة أحد الزلازل الكبرى يتجه بسرعة من بربري كوست، ويدمر جزء كبير منها استناد على أحداث زلزال سان فرانسيسكو 1906.
- حياة إميل زولا (1937) - قصة قضية دريفوس، استناداً إلى الازمة السياسية التي قسمت الجمهورية الفرنسية الثالثة من عام 1894 حتى حلها في عام 1906.
- ألكسندر نيفسكي  (1938) - فيلم سوفيتي حربي تاريخي عن الأمير ألكسندر نيفيسكي.
- مدينة الصبيان (1938) - قصة إدوارد جيه. فلاناغان
- في شيكاغو القديمة  (1938) - فيلم درامي أميركي عن أحداث حريق شيكاغو العظيم.
- ماري أنطوانيت (1938) - استنادًا إلى حياة ماري أنطوانيت، من خطبتها إلى لويس السادس عشر، مروراً بفترة حكمها باعتبارها ملكة فرنسا الأخيرة، إلى إعدامها.
- القرصان (1938) - فيلم مغامرة أمريكي مأخوذ عن جان لافيت ومعركة نيو أورليانز خلال حرب عام 1812. من أنتاج وإخراج سيسيل ديميل
- فرونتير مارشال  (1939) - قصة وايت إرب.
- خواريز  (1939) - قصة الرئيس المكسيكي بينيتو خواريز.
- قصة ألكسندر غراهام بيل (1939) - فيلم عن سيرة ألكسندر غراهام بيل، المنسوب إليه براءة اختراع الهاتف.
- قصة فيرنون و إيرين كاسل  (1939) - فيلم سيرة ذاتية كوميدي موسيقي عن فيرنون و إيرين كاسل، جسد شخصية كل من الممثل فريد أستير وجنجر روجرز.
- السيد الشاب لنكولن  (1939) - يجد رئيس المستقبلي النجاح كمحام، ويجد لنفسه زوجة (جسدت شخصيتها الممثلة مارجوري ويفر).

## عقد 1940

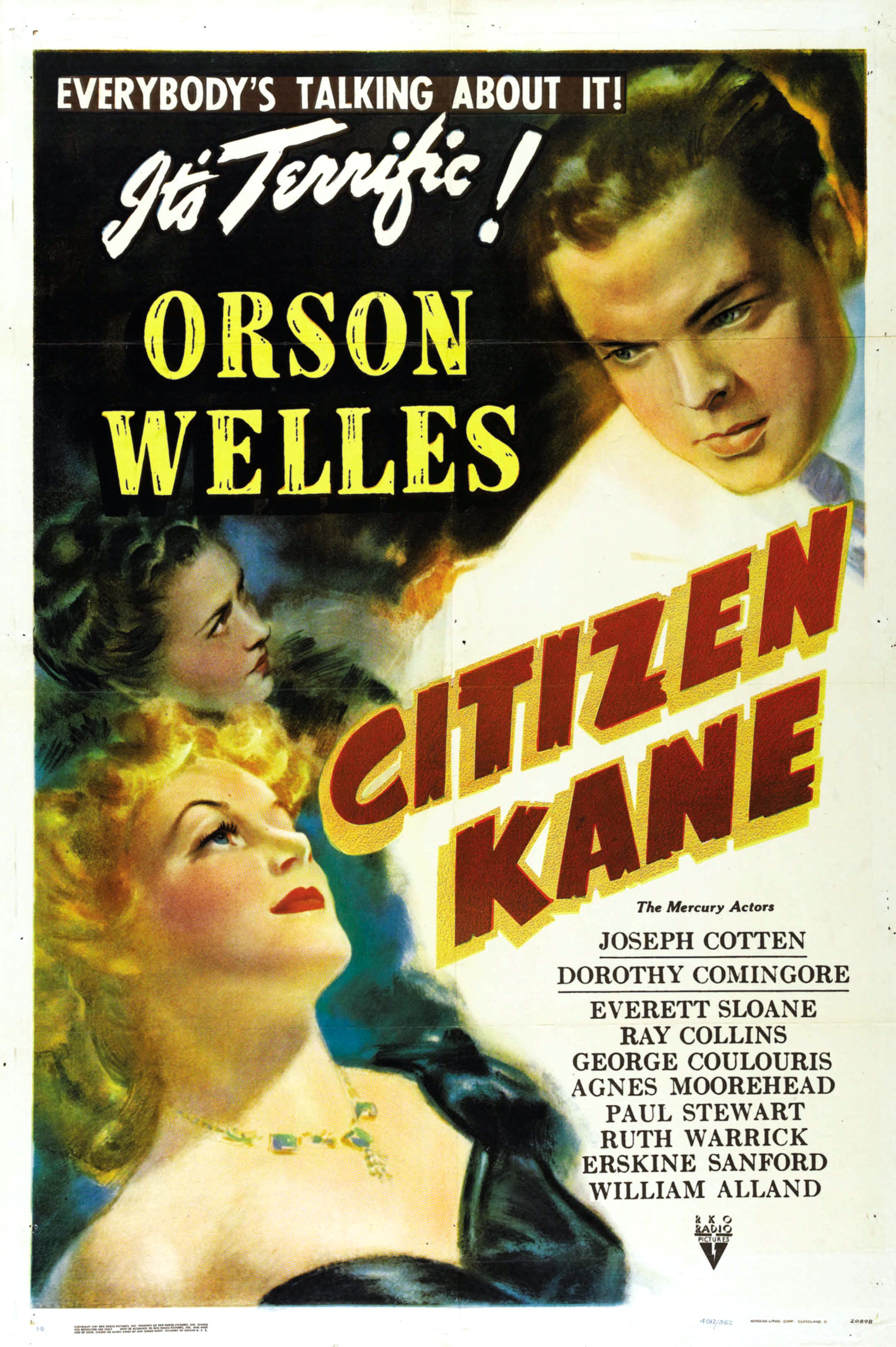
بوستر فيلم المواطن كين (1941)

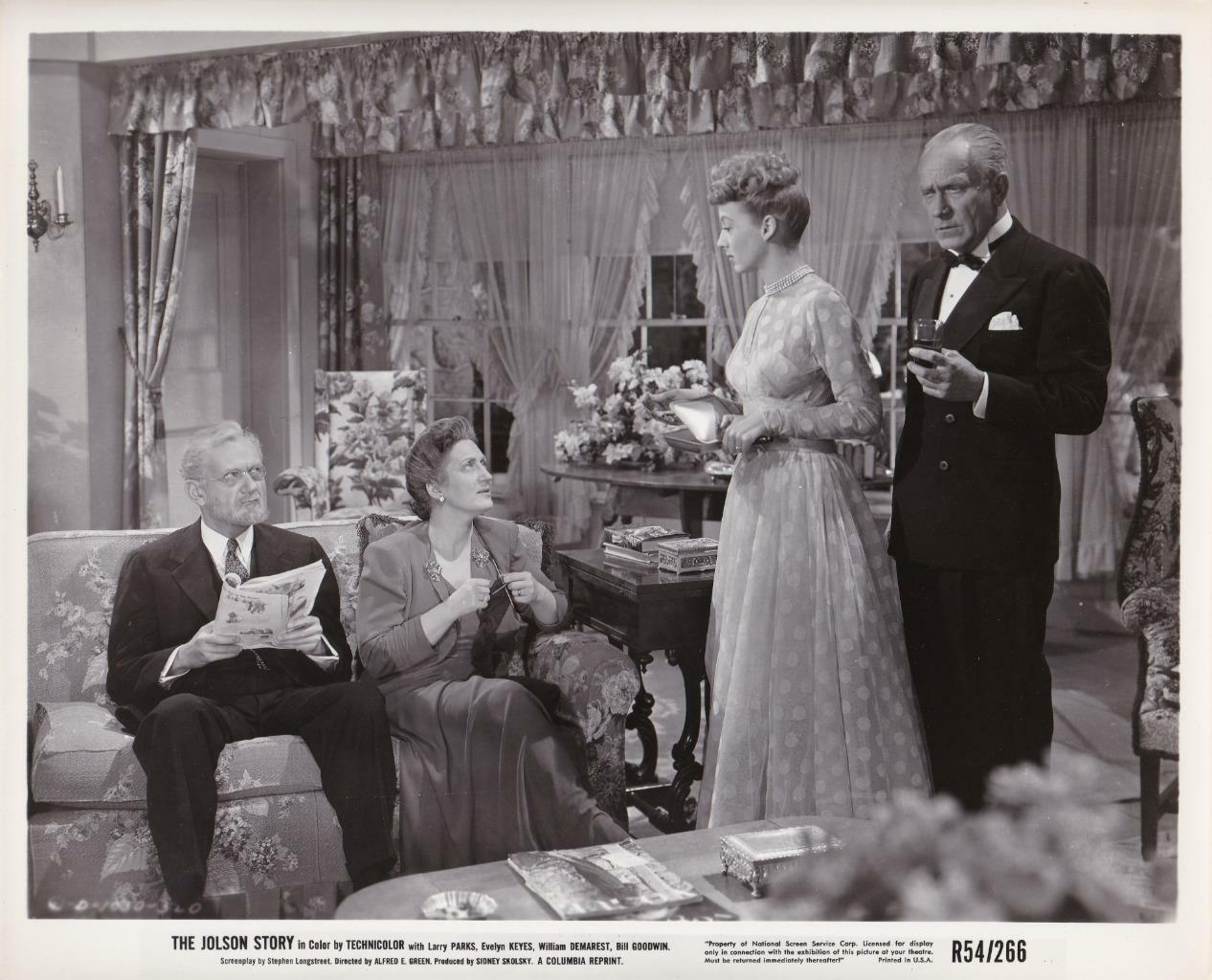
مشهد من فيلم قصة جولسون (1946) عن قصة حياة المغني والممثل آل جونسون

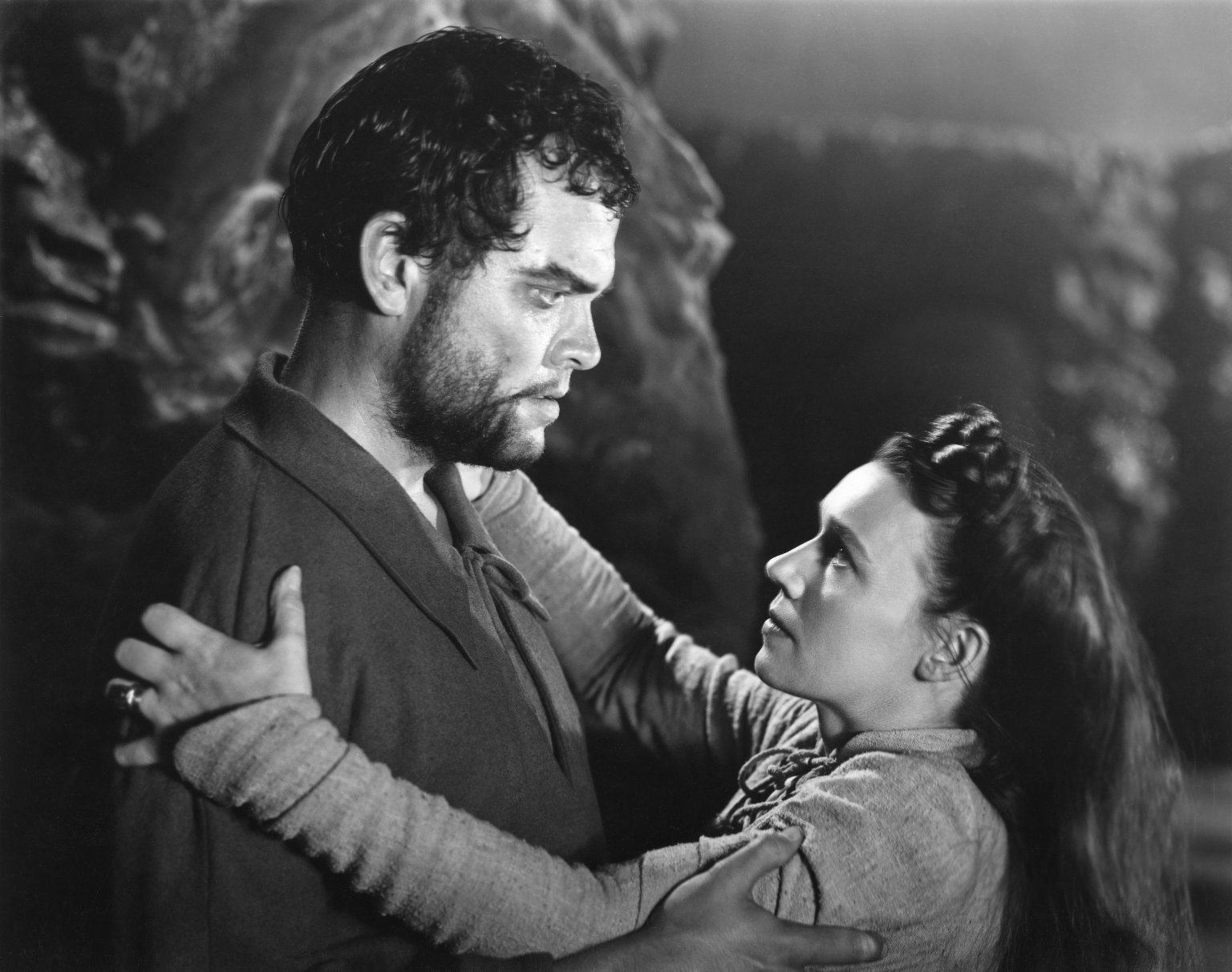
أورسن ويلز في دور ماكبث في فيلم ماكبث (1948)

- أبي لينكولن في إلينوي (1940) - قصة الرئيس أبراهام لينكولن
- اديسون، الرجل  (1940) - في فترة رجعة، بعد 50 عامًا من اختراع المصباح الكهربائي، يروي توماس إديسون البالغ من العمر 82 عامًا قصته بدءًا من العمر 22 مع وصوله إلى نيويورك.
- سانتا في تريل  (1940) - قصة جيمس إيويل براون ستيوارت ومهمته لوقف جون براون
- مدينة فرجينيا  (1940) - مبني على قصة شحنات الذهب المفترض في الولايات الكونفدرالية الأمريكية خلال الحرب الأهلية الأمريكية
- الشاب توم إديسون  (1940) - سرد لأحداث طفولة المخترع توماس إديسون، تظهر فيه صورة الفتى الذي الأختراعات والتجارب العلمية في كثير من الأحيان تنتهي في نتائج كارثية.
- المواطن كين (1941) - مستوحاة من أحداث حقيقية في حياة الناشر ويليام راندولف هارست
- الرقيب يورك (1941) - ألفين يورك، من دعاة السلام من التلال تينيسي، يصبح الجندي الأمريكي الأكثر مقلد بوسام الحرب العالمية الأولى (نال الممثل غاري كوبر عن دوره على جائزة الأوسكار لأفضل ممثل في الفيلم من إخراج هوارد هوكس
- ماتوا يرتدون أحذيتهم  (1941) - قصة الضابط جورج أرمسترونغ كاستر خلال الحرب الأهلية الأمريكية
- تينيسي جونسون (1942) - قصة الرئيس الولايات المتحدة الأمريكية السابع عشر أندرو جونسون
- كبرياء اليانكيز (1942) - استنادًا إلى لاعب فريق نيويورك يانكيز أول رجل قاعدة محترف «الحصان الحديدي» لو جيرج
- يانكي دودل داندي  (1942) - قصة جورج مايكل كوهان، والممثل والمغني، راقصة، كاتب مسرحي، وكاتب الاغاني والمنتج وصاحب المسرح، مدير، ومصممة الرقصات المعروفة باسم «الرجل الذي يملك برودواي»
- أغنية برناديت (1943) - رواية برناديت سوبيروس التي أبلغت عن رؤية رؤى السيدة العذراء مريم في لورد، فرنسا
- مغامرات مارك توين  (1944) - قصة المؤلف مارك توين
- بافالو بيل  (1944) - قصة بطل شعبي ومنظم العروض بافالو بيل كودي
- ويلسون (1944) - قصة الرئيس وودرو ويلسون
- كابتن كيد  (1945) - قصة الكابتن ويليام كيد
- قصة جولسون (1946) - تستند بشكل فضفاض إلى حياة المغني آل جولسون، الذي يؤديه لاري باركس
- حبيبي كليمنتين  (1946) - قصة وايت إرب
- الليل والنهار  (1946) - وهو مبني على حياة شاعر وملحن كول بورتر، الذي تضطلع به كاري غرانت
- الأخت كيني (1946) - فيلم السيرة الذاتية حول الأخت إليزابيث كيني، ممرضة الأسترالية الذين عالجوا ضحايا شلل الأطفال، وبطولة روزاليند راسل
- حتى تنجلي الغيوم  (1946) - وهو مبني على حياة شاعر وملحن جيروم كيرن، مع كل النجوم بما في ذلك سيناترا، جارلاند ولينا هورن
- بوميرنغ  (1947) - بناء على قصة حقيقية للمتشرد المتهم بالقتل، إلا أن وجدت الأبرياء من خلال جهود المدعي العام
- قصة بيب روث  (1948) - سيرة فيلم بيب روث، قام بتأدية الدور الممثل ويليام بنديكس.
- اتصل بالجزء الشمالي 777  (1948) - الفيلم الوثائقي «فيلم نوار» مستند إلى القصة الحقيقية لمراسل من شيكاغو أثبت أن رجلاً مسجوناً بتهمة القتل أدين خطأً
- سكوت من القطب الجنوبي  (1948) - يصور رحلة روبرت فالكون سكوت خلال بعثة تيرا نوفا التي لم تكلل بالنجاح ومحاولته أن يكون أول من وصل إلى القطب الجنوبي
- جولسون يغني مرة أخرى  (1949) - تتمة ل قصة جولسون  (1946)، وبطولة لاري باركس عن حياة آل جولسون

## عقد 1950

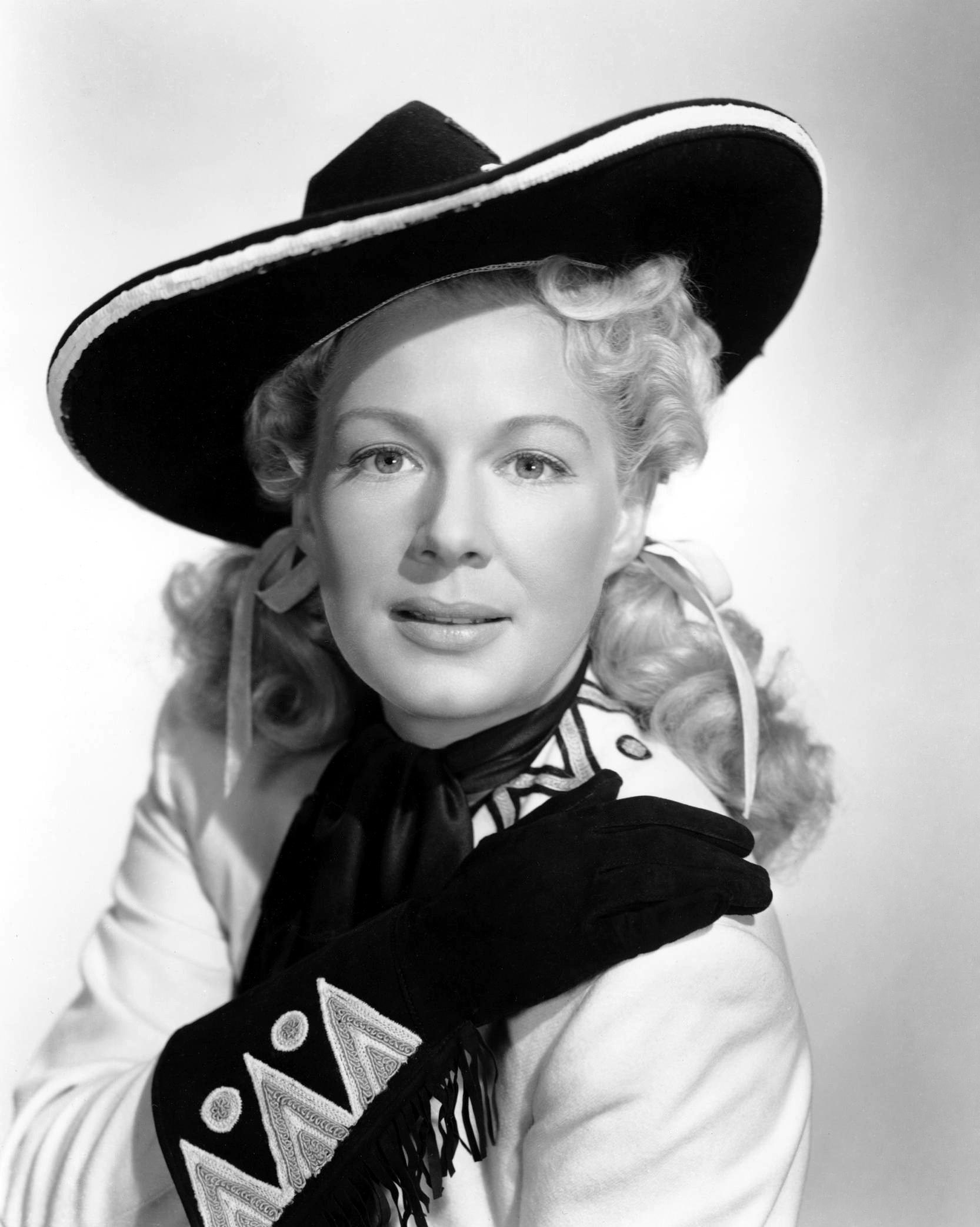
بيتي هيوتون في لقطة ترويجية لفيلم آني تأخذ سلاحك (1950)

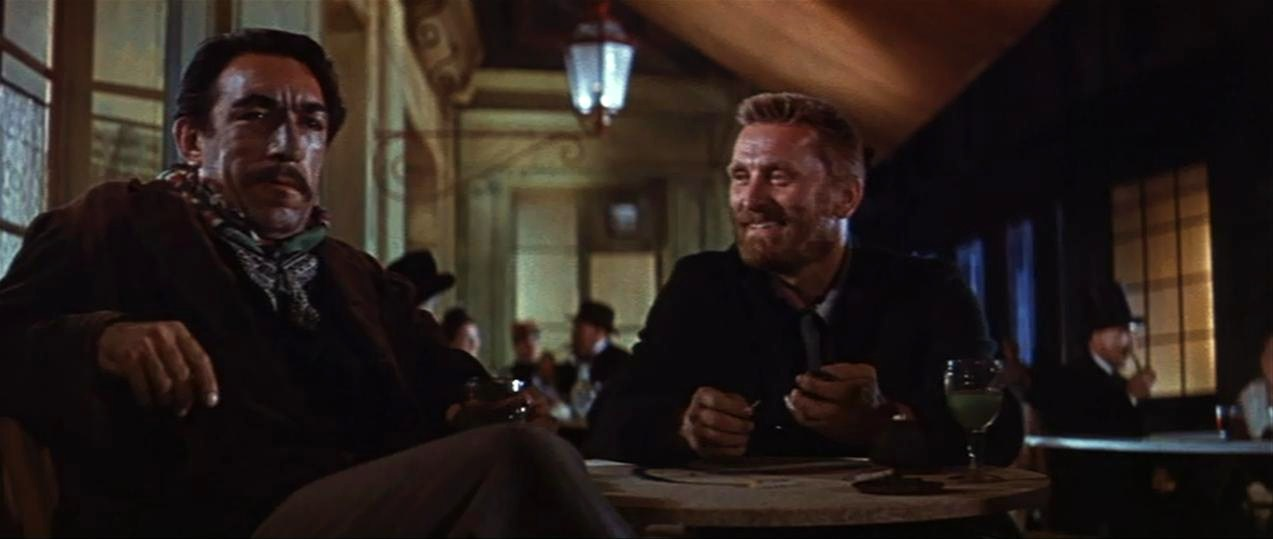
لقطة من فيلم رغبة في الحياة (1956) الذي جسّد فيه كيرك دوجلاس شخصية الرسام فينسنت فان جوخ

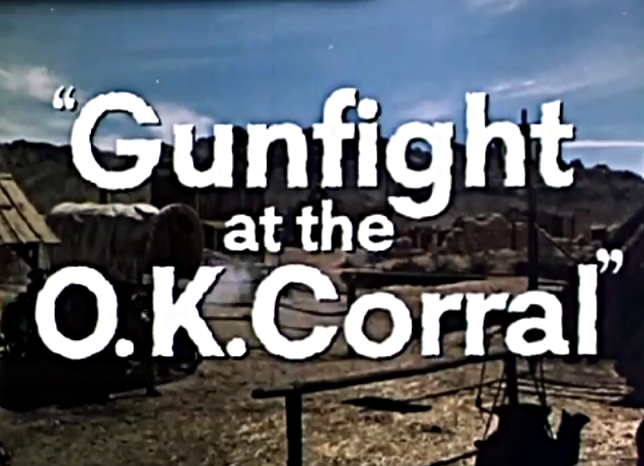
افتتاحية فيلم الغرب الأمريكي النزاع المسلح في أو كيه كورال (1957) الذي يصور حياة وايت إيرب وقصة النزاع المسلح في أو كيه كورال التي واجه فيها مع رجال قانون آخرين عصابة رعاة البقر.

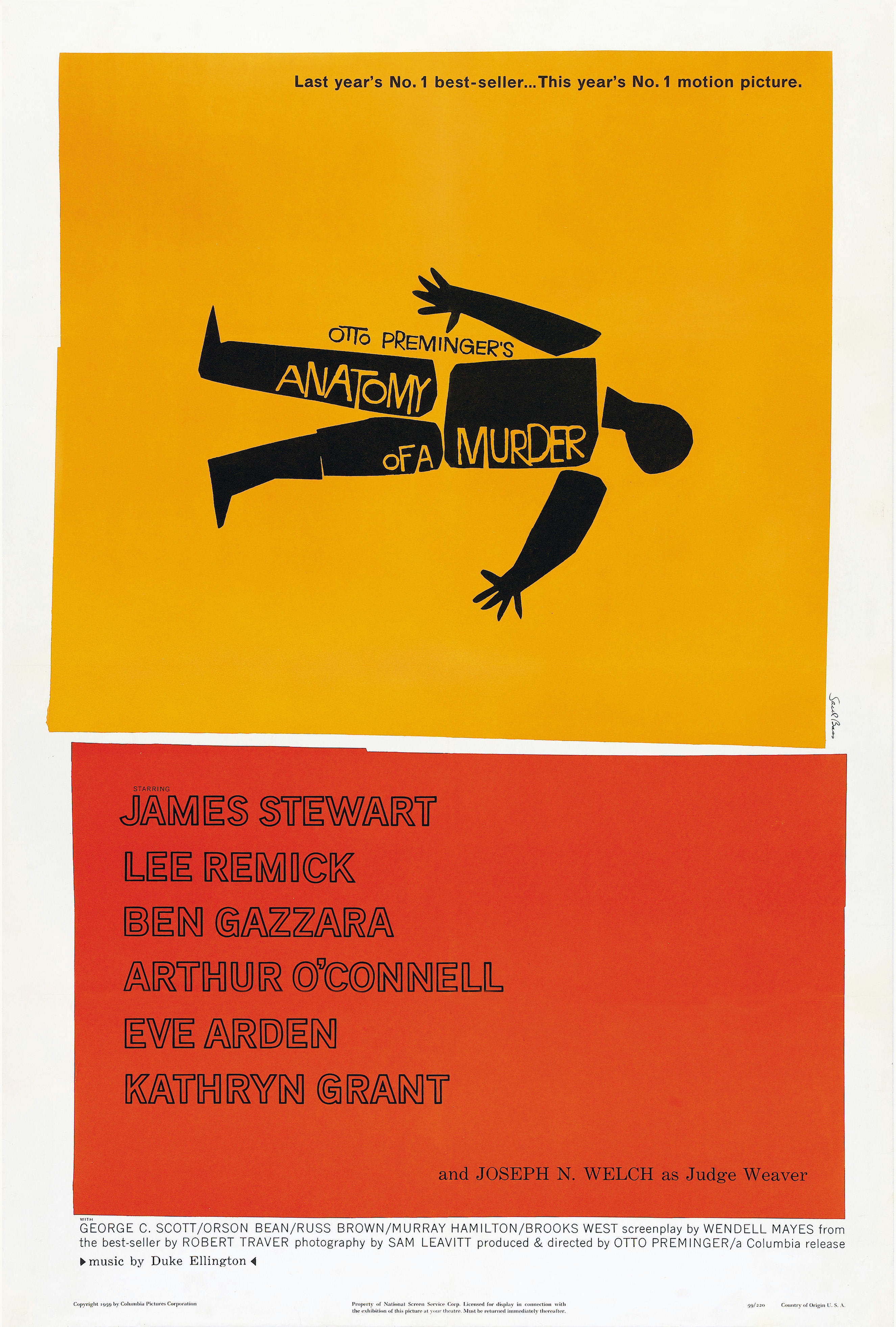
بوستر العرض السينمائي لفيلم تحليل جريمة قتل (1959)

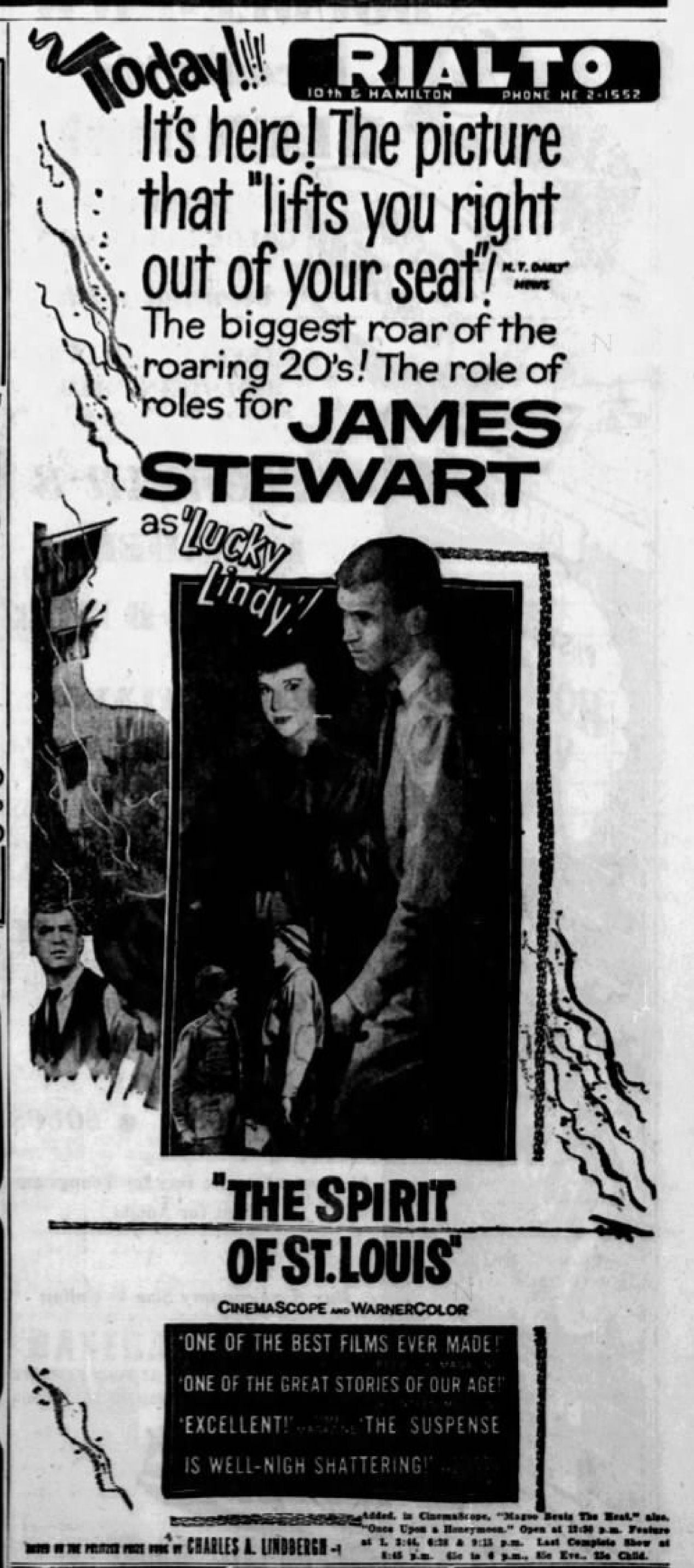
ملصق إعلان في السينما لفيلم روح سانت لويس (1957)

- الحصان الخشبي  (1950) - من إخراج جاك لي، بطولة ليو جين، أنتوني ستيل وديفيد توملينسون؛ قصة هروب لثلاثة ضباط من ستالاج لوفت الثالث، الذين نجحوا في الوصول إلى إنجلترا
- آني تأخذ سلاحك (1950) - فيلم مستوحى من قصة حياة القناصة ومطلقة النار آني أوكلي.
- شاب مع قرن  (1950) - مستوحاة من حياة العصامي بيكس بيدربيك، الذي وضع معايير جديدة في موسيقى الجاز ولكن خضعت لإدمان الكحول في سن 28، استبدلت مأساة الفيلم بنهاية سعيدة.
- 5 أصابع  (1951) - جيمس ماسون يلعب شيشرون، جاسوس حقبة الحرب العالمية الثانية في أنقرة، تركيا، والجاسوس الأعلى أجرا في التاريخ
- موعد مع فينوس  (1951) - استنادًا إلى إخلاء ماشية آلديرني من جزر القنال خلال الحرب العالمية الثانية
- ثعلب الصحراء  (1951) - الجنرال الألماني إروين روميل يتهرب من الحلفاء في شمال إفريقيا، ولكن ليس غيستابو العودة إلى الوطن
- سأراك في أحلامي  (1951) - من إخراج مايكل كورتز؛ بطولة داني توماس ودوريس داي قصة الكاتب الغنائي غوستاف جيرسون كان، أحد أكثر كتاب الأغاني غزارة في القرن العشرين
- مكان في الشمس (1951) - استناد إلى رواية ثيودور درايزر مأساة أمريكية، تحكي قصة أُعدم تشيستر جيليت بسبب إغراق صديقته الحامل
- حصان هدية  (في الولايات المتحدة باسم المجد في البحر) (1952) - ويستند في النصف الثاني من الفيلم على ما يعرف باسم «أكبر غارة للجميع» التي كانت تهدف إلى تفجير الرصيف في سان نازير عن طريق انتزاعها على متن سفينة محملة بالمتفجرات في الحرب العالمية الثانية؛ بطولة تريفور هوارد وريتشارد أتينبورو
- قصة ويل روجرز  (1952) - قصة ويل روجرز
- أطفال هيروشيما  (1952) - فيلم روائي ياباني عام 1952 من إخراج كانيتو شيندو، نظرة مؤلمة للحياة في هيروشيما بعد الحرب، مع السقوط الحرفي والعاطفي من القصف الذري بشكل واضح.
- ألبرت آر.أن.  (1953) - القصة الحقيقية لأسرى الحرب البريطانيين الذين يصنعون تمثال، «ألبرت»، والتي يستخدمونها عند الطلب لخداع الحراس الألمان
- سيدة الرئيس  (1953) - قصة الرئيس أندرو جاكسون
- تيتانيك  (1953) - عن سفينة الركاب عملاقة آر إم إس تيتانيك
- هوديني  (1953) - حساب خيالي من حياة الساحر وسكابولجست هاري هوديني، وبطولة توني كيرتس
- قصة غلين ميللر (1954) - قصة زعيم الفرقة غلين ميلر
- كاناريس (1954) - فيلم سيرة ذاتية ألماني عن فيلهلم كاناريس، رئيس المخابرات العسكرية (أبفير) لألمانيا النازية من عام 1935 إلى عام 1944.
- قصة كولديتز  (1955) - فيلم أسير حرب يستند إلى كتاب كتبه بات ريد، وهو ضابط هروب لأسرى الحرب البريطانيين المسجونين في أوفليغ أي ف-سي، قلعة كولديتز في ألمانيا خلال الحرب العالمية الثانية.
- دام باسترز  (1955) - تصوير عملية تأديب، غارات تحديا تقنيا ضد السدود الألمانية في الحرب العالمية الثانية، الأمر الذي يتطلب تطوير «كذاب قنبلة»
- سردار  (1955) - استنادًا إلى حياة ساردار فالاباي باتل، أحد أعظم القوميين في الهند وأول وزير داخلية للهند
- سبعة رجال غاضبون  (1955) - حياة مناضل أمريكي في سبيل حرية العبيد جون براون
- إلى الجحيم والعودة  (1955) - فيلم عن السيرة الذاتية التي أودي مورفي، جندي أميركا الأكثر حصول على أوسمة الشرف والبطولة بالحرب العالمية الثانية،
- معركة ريفر بليت  (1956) - بطولة أنطوني كويل. حول مطاردة سفينة حربية جيب الألمانية  غراف سبي
- الغازي  (1956) - قصة جنكيز خان
- رغبة في الحياة (1956) - فيلم سيرة ذاتية أمريكي أخرجه فينسينت مينيللي وأنتجه جون هاوسمان. عن حياة الرسام الهولندي فينسنت فان جوخ، استنادًا إلى رواية عام 1934 التي تحمل نفس الاسم من قبل ايرفينغ ستون الفيلم من بطولة كيرك دوجلاس مثل فان جوخ، وجيمس دونالد كأخيه ثيو، مع باميلا براون، إيفريت سلون، وأنتوني كوين. فاز دوغلاس بجائزة غولدن غلوب لأفضل ممثل - فيلم درامي عن أدائه، بينما فاز كوين بجائزة الأوسكار لأفضل ممثل مساعد.
- شخص ما هناك يحبني  (1956) - يرتكز على حياة ومهنة من المتوسط الملاكمة بطل روكي غرازيانو، بطولة بول نيومان
- الرجل الخطأ  (1956) - ألفريد هيتشكوك فيلم هنري فوندا يصور رجلاً متهمًا خطأً بالسرقة المسلحة
- قصة باستر كيتون  (1957) - حياة الممثل باستر كيتون
- النزاع المسلح في أو كيه كورال (1957) - قصة وايت إرب.
- رجل الألف وجوه  (1957) - حياة ممثل فيلم صامت لون تشاني، طفل من أبوين صمّاء، يلعبها جيمس كيني
- فضح بورتلاند  (1957) - قصة جيم الكينز، زعيم نقابة الجريمة في بورتلاند، أوريغون
- روح سانت لويس  (1957) - تصوير لأول رحلة فردية تشارلز ليندبيرغ عبر المحيط الأطلسي في عام 1927، مع جيمس ستيوارت باسم «لاكي ليندي»
- وجوه حواء الثلاث  (1957) - فيلم سينمائي من نوع سينسكوب الأمريكي من إخراج نونالي جونسون استنادًا إلى كتاب للأطباء النفسيين كوربيت هـ. تيجبن وهيرفي إم كليكلي، ساعد أيضا في كتابة السيناريو. واستند هذا إلى حالتهم كريس كوستنر سيزيمور، والمعروفة أيضًا باسم إيف وايت، وهي امرأة اقترحوا أنها قد تعاني من اضطراب الهوية الانفصالية (اضطراب الشخصية المتعددة). تم إخفاء هوية سيزيمور في المقابلات وهذا الفيلم، ولم يتم الكشف عنها للجمهور حتى عام 1975.
- حادث يانغتسي: قصة إتش.أم.أس. أميثيست  (1957) - قصة فيلم حرب يحكي قصة فرقاطة بريطانية الحربية أميثيست وقعت في الحرب الأهلية الصينية
- انا أتهم!  (1958) - قصة قضية دريفوس
- أريد أن أعيش!  (1958) - قصة خيالية عن باربرا غراهام، أدين بالقتل وتواجه الإعدام
- كنت مونتي لمرتين  (1958) - بناءً على سيرة ذاتية للشرق الأوسط كليفتون جيمس، الذي تظاهر بأنه برنارد مونتغمري كجزء من حملة التضليل خلال الحرب العالمية الثانية
- نزل السعادة السادسة  (1958) - قصة غلاديس أليوارد، التي تنقذ الأطفال الأيتام الصينيين
- ليلة لا تنسى  (1958) - سرد فيلم وثائقي عن نهاية تايتانيك، استناد إلى كتاب والتر لورد ليلة لا تنسى 1955
- كثير جدا، قريبًا جدًا  (1958) - القصة المؤسفة لـ ديانا باريمور، ابنة جون باريمور، بناءً على سيرتها الذاتية
- القرصان (1958) - تدور أحداث القصة خلال حرب عام 1812، وهي تروي نسخة خيالية بشكل كبير عن كيفية مساعدة القرصان جان لافيت في معركة نيو أورليانز وكيف كان عليه الاختيار بين القتال من أجل أمريكا أو لصالح الجانب الأكثر احتمالاً، المملكة المتحدة.
- الحبيب الكافر  (1959) - قصة فرنسيس سكوت فيتسجيرالد
- إكراه  (1959) - بناءً على جريمة القتل التي ارتكبها ليوبولد ولوب والمحاكمة اللاحقة
- الخمس بنسات  (1959) - فيلم عن شبه سيرة ذاتية لعام 1959 قام ببطولته داني كاي كلاعب كورنيت ورئيس فرقة ريد نيكولز
- تحليل جريمة قتل (1959) - عن قضية قتل حدثت عام 1952 وكان المدعي في القضية قاضي المحكمة العليا في ميشيغان جون دي فويلكير
- مصير شاعر (1959) - فيلم سوفيتي عن الشاعر الفارسي الرودكي.

## عقد 1960

### 1960
- وريث الريح  (1960) - فيلم درامي يستند إلى محاكمة "القرد" سكوبس عام 1925
- غرق بسمارك!  (1960) - البارجة البحرية العملاقة بسمارك مطلوبة من قبل البحرية الملكية بعد غرق سفينة المقاتلة أتش أم أس هود ومطاردة في جميع أنحاء شمال المحيط الأطلسي قبل قصفها وإرسالها إلى القاع في مايو 1941
- أوسكار وايلد  (1960) - قصة الكاتب أوسكار وايلد
- عشرة الذين تجرأوا  (1960) - قصة جون ويسلي باول ل حملة باول الجغرافية 1869 إلى أسفل نهر كولورادو
- محاكمات أوسكار وايلد  (1960) - قصة أوسكار وايلد

### 1961
- في ظل العمالقة (1961) - حياة العقيد ميكي ماركوس، الذي تطوع لمساعدة إسرائيل في الحرب العربية الإسرائيلية 1948 ؛ بطولة كيرك دوغلاس
- إل سيد  (1961) - قصة رومانسية للغاية عن حياة إل سيد فارس قشتالية
- جريفريارز بوبي (1961) - استنادًا إلى القصة الحقيقية لكلب نائم على قبر مالكه المتوفى كل ليلة في فناء كنيسة بأدنبرة.
- المنتحل العظيم  (1961) - استنادًا إلى حياة فرديناند والدو ديمارا، وبطولة توني كرتيس
- حكم في نورمبرغ (1961) - من إخراج سبنسر تريسي يصور قاضًا أمريكيًا في نورمبرغ في عام 1948، عُين مكلفًا برئاسة محاكمة أربعة قضاة ألمانيين، كل منهم مذنب جرائم الحرب، متهمة بإساءة استخدام نظام المحاكم للمساعدة في تطهير ألمانيا النازية من غير مرغوب فيه سياسيا واجتماعيا
- كابالاتيا تيمزيهان  (1961) - هندي فيلم تاميلي يعتمد على حياة فاليناياغام لوجاناثان تشيدامبارام بيلاي، بطولة سيفاجي غانيسان وجيميني غانيسان

### 1962
- اللص والكلاب (1962) - مبني على رواية نجيب محفوظ المستوحاة من حياة محمود أمين سليمان الخارج عن القانون
- طائر الكاتراز (1962) - يصور القاتل المدان روبرت ستراود من بطولة برت لانكستر، الذي لعب دورًا رئيسيًا في الفيلم.
- الخائن المزيف (1962) - يلعب ويليام هولدن دور جاسوس الحرب العالمية الثانية إريك إريكسون، الذي تتوسع نظرته في الحياة من قبل المرأة التي يحبها، والتي تلعبها ليلي بالمر
- جيبسي  (1962) - فيلم موسيقي عن العلاقة بين المتعرية الأسطورية جيبسي روز لي ووالدتها المسرحية التي لا يمكن كبتها، مأخوذة من عرض برودواي، الذي استند بدوره إلى مذكرات لي
- لورنس العرب (1962) - ديفيد لين يجسد في صورة ملحمة دور توماس إدوارد لورنس التاريخي في الجزيرة العربية.
- أطول يوم (1962) - تصوير دي-داي، وغزو نورماندي في 6 يونيو 1944، أثناء الحرب العالمية الثانية
- صانع المعجزات  (1962) - قصة الكفيفة والصماء هيلين كيلر ومعلمتها، آن سوليفان.
- تمرد على بونتي  (1962) - حدث التمرد على متن السفينة البحرية الملكية إتش أم اس بونتي
- كلمة السر هي الشجاعة  (1962) - الرقيب البريطاني تشارلز كوارد والمعروف باسم «كونت أوشفيتز»، تم أسره خلال الحرب العالمية الثانية وقام بإنقاذ يهود من أوشفيتز وادعى أنه قام بتهريب نفسه إلى المخيم لليلة واحدة، ثم شهد لاحقًا عن تجربته في محاكمات نورمبرغ؛ بطولة ديرك بوجاردي

### 1963

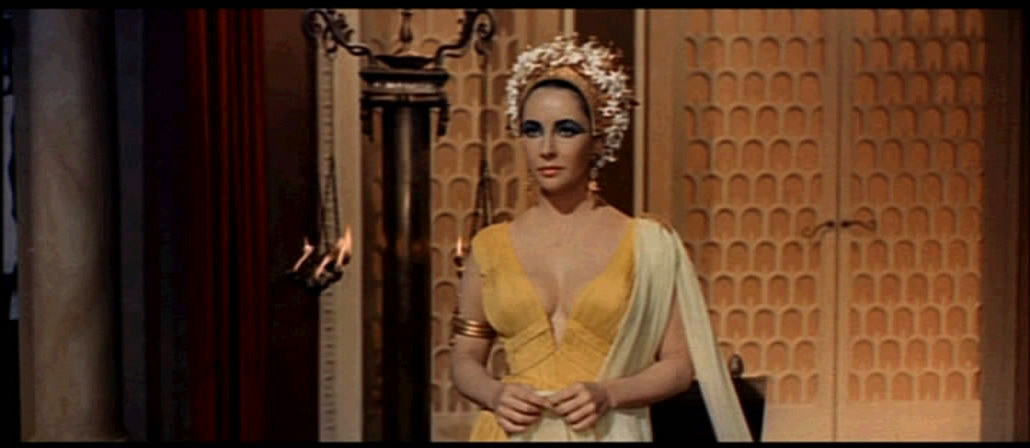
لقطة من إعلان فيلم كليوباترا (1963)

- كليوباترا (1963) - يسرد كفاح كليوباترا السابعة، ملكة مصر الشابة، لمقاومة طموحات روما الإمبريالية
- الهروب الكبير (1963) - يستند الفيلم إلى كتاب بول بريكهيل عام 1950 الذي يحمل نفس الاسم، سرد قصة الهروب الجماعي لأسرى حرب البريطانيين من معسكر الأسرى الألمان شتالاج لوفت الثالث في زاغان، في مقاطعة مقاطعة سيليزيا السفلى الألمانية النازية. استند الفيلم إلى أحداث حقيقية، ولكنه انحرف بشكل كبير عن الأحداث التاريخية، مصوراً نسخة خيالية بشكل كبير من الهروب مع العديد من الحلول الوسط من أجل أهداف تجارية، مثل ضم الأمريكيين بين الهاربين.[8]
- معجزة الفحول البيضاء  (1963) - فيلم عن إخلاء خيول ليبيزان من مدرسة الفروسية الإسبانية في فيينا خلال الحرب العالمية الثانية
- بي تي 109  (1963) - قيادة الملازم أول جون كينيدي (رئيس الولايات المتحدة في المستقبل) زورق موتور طوربيد بوت بي تي -109 في مسرح المحيط الهادئ لإنقاذ طاقمه الباقي على قيد الحياة بعد غرق بي تي -109 من قبل مدمرة يابانية خلال الحرب العالمية الثانية
- السادي  (1963) - أول فيلم روائي طويل مبني على أساس السفاحين في سن المراهقة تشارلز ستاركويذر وصديقته كاريل آن فوغيت

### 1964
- بيكيت  (1964) - فيلم درامي تاريخي حول العلاقة المتغيرة بين هنري الثاني ملك إنجلترا وتوماس بيكيت الذي أصبح رئيس أساقفة كانتربري، بطولة بيتر أوتول وريتشارد بيرتون
- سقوط الإمبراطورية الرومانية  (1964) - فيلم معركة ملحمية بطولة صوفيا لورين، ستيفن بويد، أليك غينيس، جيمس ماسون، كريستوفر بلامر، ميل فيرير وعمر الشريف، من إخراج أنتوني مان
- زولو  (1964) - فيلم حرب تاريخي يصور معركة روكس دريفت بين الجيش البريطاني وزولو في يناير 1879

### 1965

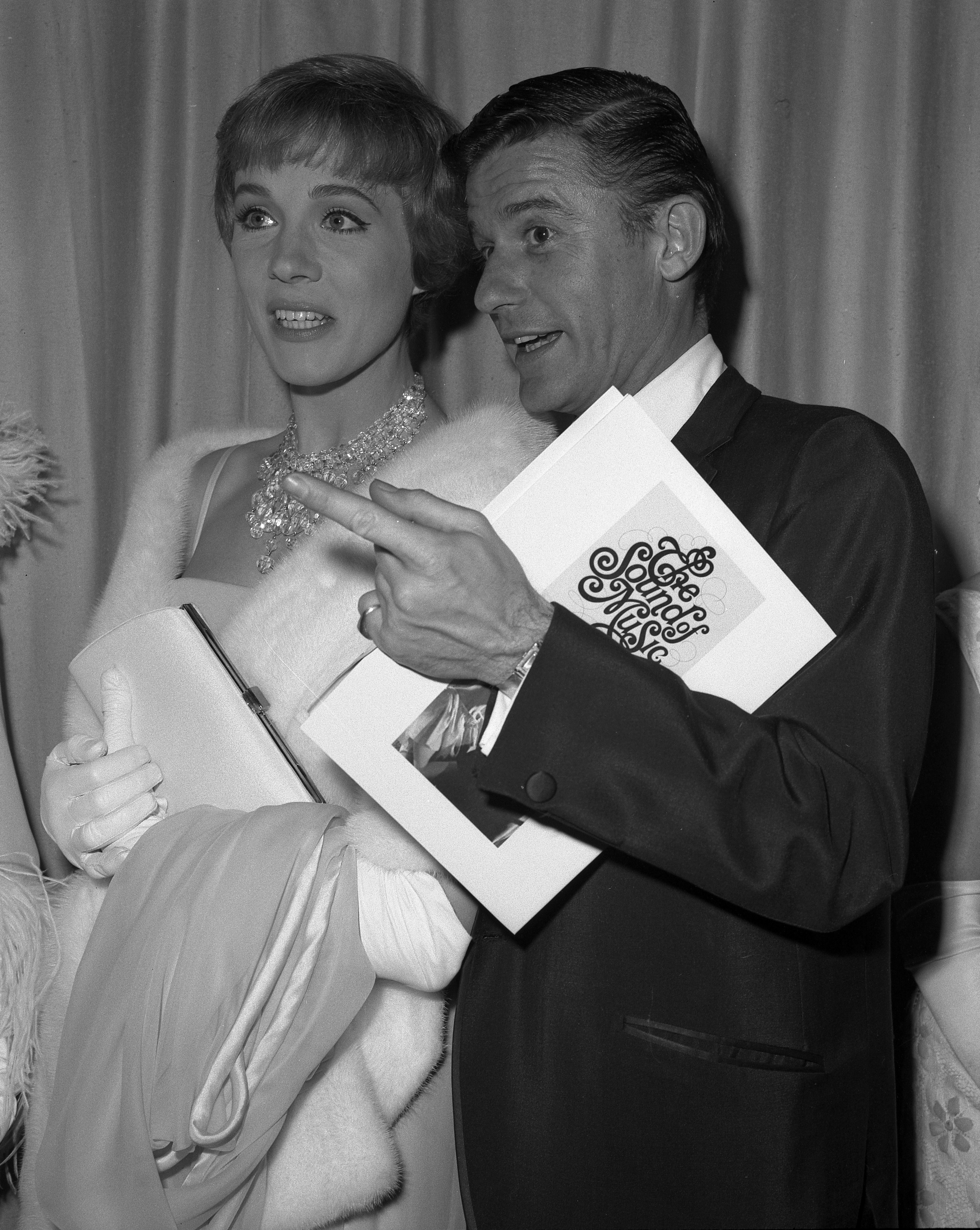
جولي آندروز بطلة فيلم صوت الموسيقى (1965) مع الممثل رودي ماكدويل خلال العرض الافتتاحي

- العذاب والنشوة  (1965) - فيلم يتناول صراعات مايكل أنجلو والبابا يوليوس الثاني خلال لوحة سقف كنيسة سيستين. بطولة تشارلتون هيستون في دور مايكل أنجلو وريكس هاريسون في دور البابا يوليوس الثاني، استند الفيلم جزئياً إلى رواية إيرفينغ ستون السيرة الذاتية «العذاب والنشوة».
- معركة الثغرة  (1965) - بناءً على آخر حملة هجومية ألمانية في الحرب العالمية الثانية، بطولة هنري فوندا
- هارلو  (1965) - فيلم عن السيرة الذاتية عن حياة النجم السينمائي جين هارلو، وبطولة كارول بيكر في دور البطولة
- صوت الموسيقى (1965) - قصة ماريا فون تراب، امرأة شابة تترك ديرًا نمساويًا لتصبح مربية لأطفال ضابط البحرية السبعة، بطولة جولي آندروز

### 1966
- فارس بني حمدان (1966) - فيلم مصري تاريخي عن أبو فراس الحمداني وابن عمه سيف الدولة الحمداني.
- معركة الجزائر (1966) - استنادًا إلى الأحداث التي وقعت خلال الحرب الجزائرية (1954-1962) ضد الحكم الاستعماري الفرنسي في شمال إفريقيا، وأبرزها هو لقب معركة الجزائر
- ولدوا أحرارا (1966) - استنادًا إلى الأحداث الحقيقية تجسيد لشخصية جوي آدمسون وجورج آدمسون، وهما زوجان في الحياة الواقعية قاما بتربية اللبؤة إيلسا، وهي شبل أسد يتيم، إلى سن الرشد، ثم أطلقوها في البرية في كينيا.

### 1967

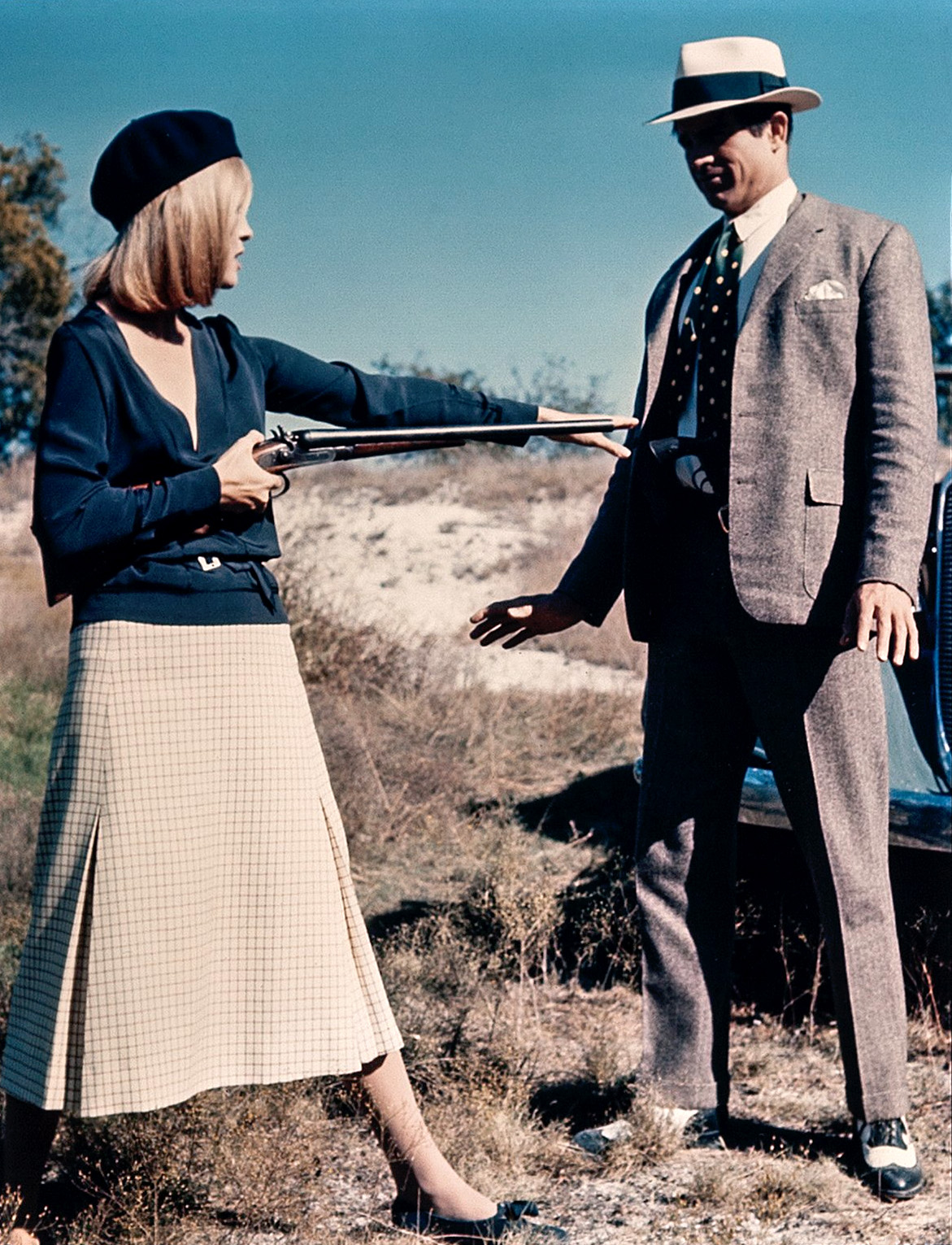
لقطة ترويجية لفيلم بوني وكلايد (1967)

- بوني وكلايد (1967) - قصة رومانسية للغاية للزوجين الخارجين عن القانون كلايد بارو وبوني باركر، بطولة وارن بيتي وفاي دوناوي.
- ساعة السلاح (1967) - عن آثار النزاع المسلح في أو كيه كورال
- بدم بارد (1967) - سرد جريمة قتل وقعة في عام 1959 ولاية كانساس، مقتبس من رواية ترومان كابوت بدم بارد يحمل نفس الاسم
- مذبحة سانت فالنتاين (1967) - استنادًا إلى الأحداث التي أدت إلى مقتل سبعة من رفاق الغوغاء في عصابة الجانب الشمالي عام 1929 بقيادة عصابة آل كابوني في الجانب الجنوبي، بطولة جيسون روباردز

### 1968
- خانق بوسطن (1968) - يلعب توني كرتيس شخصية البرت ديسالفو، الذي أدين وسُجن بسبب اغتصاب بمنطقة بوسطن والمشتبه في قيامه بقتل 13 امرأة من عام 1962 إلى 1964
- المسؤول عن اللواء الخفيف (1968) - فيلم بريطاني عن حرب القرم والأحداث التي سبقت هجوم اللواء الخفيف، وهو الحدث الذي خلده قصيدة 1854 من قبل ألفريد، لورد تينيسون
- إيزادورا  (1968) - فيلم سيرة ذاتية للراقصة الأمريكية إيزادورا دانكن، بطولة فانيسا رديغريف
- الأسد في الشتاء (1968) - فيلم تاريخي يستعرض قرار هنري الثاني بتسمية خليفة للعرش الإنجليزي والصراعات مع زوجته المنفصلة عنه، اليانور من بوردو، وأبنائه

### 1969

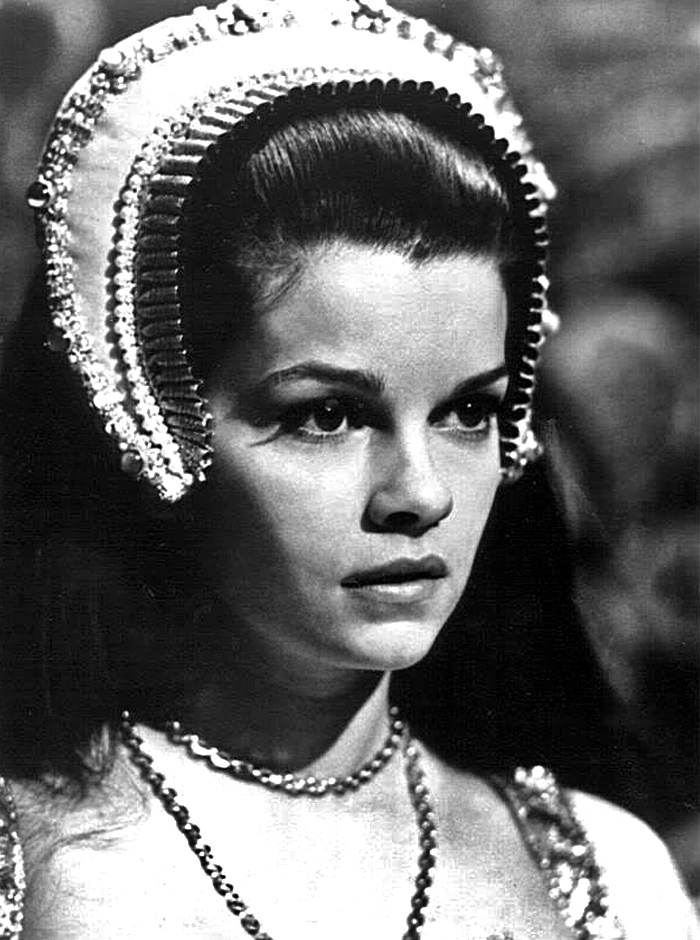
صورة دعائية لفيلم آن ذات الألف يوم (1969)

- آن ذات الألف يوم (1969) - قصة آن بولين، الزوجة الثانية للملك هنري الثامن، ووالدة والدة ملكة إنجلترا المستقبلية الملكة إليزابيث الأولى
- معركة بريطانيا  (1969) - المعارك بين سلاح الجو الملكي ولوفتفافه، مما أدى إلى فشل عملية هتلر عملية أسد البحر
- بياتريس سينسي  (1969) - دراما الرعب التاريخية عن النبيلة الإيطالية بياتريس سينسي التي تضع خطة لقتل والدها المسيء، من إخراج لوسيو فولكي
- بوتش كاسيدي وساندانس كيد (1969) - استنادًا إلى الواقع، يروي الفيلم قصة الخارجين عن القانون في الغرب الوحشي روبرت ليروي باركر، المعروف باسم بوتش كاسيدي، وشريكه هاري لونغبو، «صندانس كيد»، الذين يهربون من كسر الولايات المتحدة بعد سلسلة من عمليات السطو على القطار. يهرب الزوج وحبيب صندانس، إيتا بليس (كاثرين روس)، إلى بوليفيا بحثًا عن مهنة جنائية أكثر نجاحًا.
- حلقة من الماء الساطع (1969) - وهو مبني على قصة غافن ماكسويل الصورة السيرة الذاتية الكتاب الذي يحمل نفس الاسم، عن حياته مع حيوانات ثعالب الماء الأليفة في اسكتلندا

## عقد 1970

### 1970

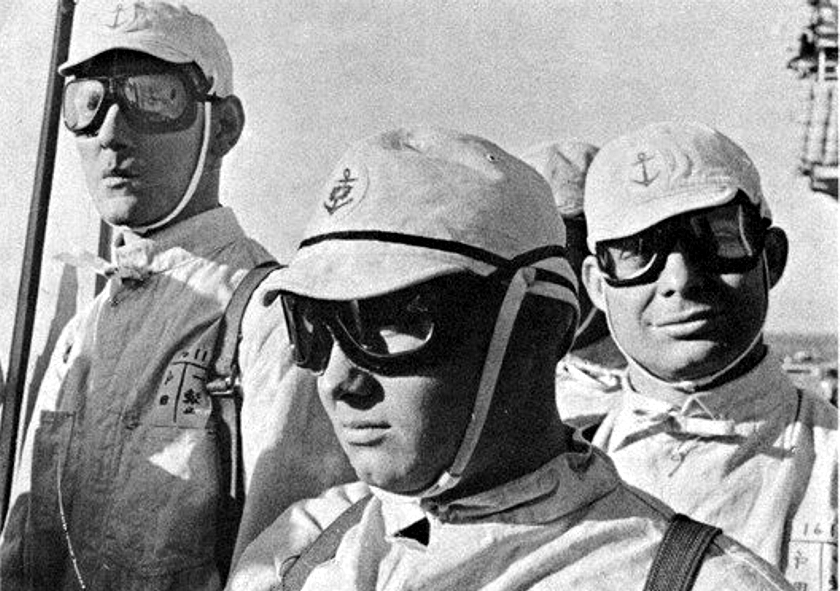
خلال تصوير فيلم تورا! تورا! تورا! (1970)

- مطار (1970) - استناد على تفجير كونتيننتال إيرلاينز الرحلة رقم 11 الانتحاري
- كرومويل  (1970) - فيلم الدراما التاريخي البريطاني، استنادا إلى حياة أوليفر كرومويل، الذي قاد القوات البرلمانية خلال الحرب الأهلية الإنجليزية
- باتون (1970) - فيلم دراما حرب أمريكي يروي قصة الذاتية للجنرال جورج باتون
- دورية شانغاني  (1970) - فيلم حرب، تم تصويره في الموقع في روديسيا، استنادًا إلى ملاحقة الملك لوبنغولا في عام 1893، وتنتهي مع الموقف الأخير البطولي لـ الرائد ألان ويلسون ورجاله
- تورا! تورا! تورا! (1970) - إنتاج ياباني أمريكي يستند إلى الهجوم على بيرل هاربر عام 1941
- عش اليوم، مُتْ غداً[الإنجليزية] (1970) - فيلم ياباني يحكي قصة ناغاياما نوريو البالغ من العمر 19 عامًا الي يسرق بندقية من القوات الأمريكية في يوكوسوكاويستخدمه لقتل عدة أشخاص. من إخراج كانيتو شيندو عام 1970.[9] فاز الفيلم بالجائزة الذهبية في مهرجان موسكو السينمائي الدولي السابع في عام 1971.[10]
- مدار السرطان (1970) - فيلم درامي أمريكي من إخراج جوزيف ستريك عن الروائي الأمريكي هنري ميلر.
- الطفل البري (1970) - فيلم فرنسي للمخرج فرانسوا تروفو، يحكي قصة طفل يقضي أول أحد عشر أو اثني عشر عامًا من حياته مع اتصال بشري قليل أو معدوم. ويستند إلى الأحداث الحقيقية المتعلقة بالطفل عن الطفل الوحشي فيكتور الأفيروني

### 1971
- 10 ريلينغتون بليس  (1971) - فيلم تصوير الأحداث المحيطة بالإعدام تيموثي إيفانز غير المشروع، وهو ويلزي أُدين خطأً وشنق لقتل زوجته وابنته الرضيعة، وشهادت جاره في الطابق السفلي القاتل المتسلسل الإنجليزي جون كريستي، الذي قتل النساء في شقته في 10 ريلينغتون بليس؛ تم تصوير أجزاء من الفيلم في الموقع الفعلي.
- أغنية براين  (1971) - قصة براين بيكولو، لاعب الركض فريق نادي كرة قدم أمريكي شيكاغو بيرز، ويسرد الفيلم تطور صداقتهم، المتعارضة للعنصرية مع زميله في الفريق غيل سايرز، ويخسر معركته مع السرطان، وينتهي بوفاة بيكولو في عام 1970. وبطولة جيمس كان وبيلي دي وليامز
- دوك  (1971) - يروي قصة النزاع المسلح في أو كيه كورال وأحد أبطالها، دوك هوليداي
- هاري القذر (1971) - مستوحاة من زودياك السفاح في الستينيات وأوائل السبعينيات؛ كان المحقق في القضية، ديف توشي، مصدر إلهام ل هاري كالاهان وفرانك بوليت في فيلم «بوليت» (1968)
- الرابط الفرنسي (1971) - استنادًا إلى قصة تهريب المخدرات من مرسيليا إلى مدينة نيويورك في الستينيات
- نيكولاس وألكسندرا (1971) - تم إسقاط القيصر نيكولاس الثاني، العاهل الروسي غير الكفء الذي لا يشعر باحتياجات شعبه، ونفيه إلى سيبيريا مع أسرته.

### 1972
- 1776 (1972) - تستند القصة إلى الأحداث المحيطة بتوقيع إعلان الاستقلال في الولايات المتحدة. وجهود جون آدمز لإقناع زملائه بالتصويت من أجل الاستقلال الأمريكي وتوقيع وثيقة الاستقلال
- سيدة تغني البلوز (1972) - قصة حياة المغنية بيلي هوليداي، وهو مبني على سيرتها الذانية المنشورة عام 1956
- أوراق فالاتشي  (1972) - قصة حقيقية عن رجل عصابات أمريكي بارز كأول عضو في المافيا الأمريكية الإيطالية التي اعترفت بوجودها علانية. ويعود الفضل في تعميم مصطلح كوسا نوسترا جوزيف فالاتشي، استنادًا إلى كتاب بيتر ماس

### 1973
- الأراضي الوعرة  (1973) - سرد خيالي عن موجة القتل في ولاية نبراسكا عام 1957 من قبل تشارلز ستاركويذر وصديقته البالغة من العمر 15 عامًا كاريل آن فوجات
- يوم ابن آوى  (1973) - ويدور الفيلم حول قاتل محترف يعرف فقط باسم «ابن آوى» الذي تم التعاقد معه لاغتيال الرئيس الفرنسي شارل ديغول في صيف عام 1963
- ديلينجر  (1973) - قصة رجل العصابات في ثلاثينيات القرن الماضي، بطولة وارن أوتس
- بابيلون (1973) - على أساس حياة المحكوم الفرنسي هنري تشاريير
- سيربيكو  (1973) - قصة رجل شرطة مدينة نيويورك فرانك سيربيكو، الذي يلعبه آل باتشينو، من إخراج سيدني لوميت
- المشي بثقة  (1973) - عن الحياة الحقيقية للرقيب بوفورد بوسر، مصارع سابق تحول إلى رجل قانون في مقاطعة ميكنيري، تينيسي
- جيوردانو برونو  (1973) - من إخراج جوليانو مونتالدو.[11] يسرد الفيلم آخر سنوات حياة الفيلسوف جيوردانو برونو من عام 1592 إلى إعدامه في عام 1600.[12]

### 1974

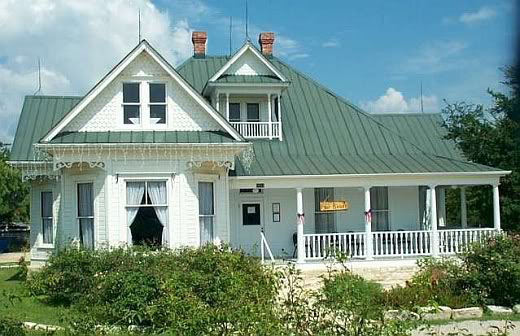
المنزل الذي استخدم لتصوير فيلم مجزرة منشار تكساس (1974)

- هيوستن، لدينا مشكلة  (1974) - فيلم تلفزيوني عن رحلة الفضاء أبولو 13
- ليني (1974) - فيلم سيرة ذاتية عن الكوميدي ليني بروس
- مجزرة منشار تكساس (1974) - فيلم رعب يقوم على مقتل امرأتين على يد إد جين
- محاصرون تحت البحر  (1974) - فيلم تلفزيوني فضفاض يستند إلى 1973 حادث جونسون سي لينك

### 1975
- درسو أوزالا (1975) - إنتاج فيلم سوفياتي يابانية مشترك بناء على مذكرات درسو أوزالا  1923 من قبل المستكشف الروسي فلاديمير أرسينييف
- عصر يوم قائظ (1975) - تصوير للأحداث المحيطة بسرقة بنك بروكلين في عام 1972، والتي قال عنها سارق البنك الأمريكي جون فويتوفيتش، الذي لعب دوره آل باتشينو، أنها «صحيح بنسبة 30 ٪ فقط»
- هيندنبورغ  (1975) - تصوير الألماني المنطاد  أل زي 129 هيندينبيرغ ، التي انفجرت لدى هبوطها في عام 1937. تم استبدال موضوع التخريب في الفيلم بأدلة جديدة في التسعينيات
- أسطورة ليزي بوردن  (1975) - صنع خصيصًا للتلفزيون من إخراج باول ويندكوس ووبطولة اليزابيث مونتغمري؛ بناءً على محاكمة ليزي بوردن عام 1892 وقدمت سيناريو خياليًا كان من الممكن أن تتخلص فيه ليزي من القتل.

### 1976
- كل رجال الرئيس (1976) - الصحفيان بوب وودوارد وكارل بيرنشتاين يكشفون عن تفاصيل فضيحة ووترغيت مما يؤدي إلى استقالة الرئيس نيكسون
- الاتجاه إلى المجد (1976) - فيلم سيرة ذاتية عن المغني عن حقبة الكساد الشعبية والدعوة الاجتماعية وودي غوثري
- هيلتر سكيلتر  (1976) - سرد لعمليات قتل تيت / لينو أند روزماري لابيانكا في لوس أنجلوس في عام 1969، التي ارتكبتها عائلة مانسون
- صالون كيتي  (1976) - فيلم الاثارة الحربي، مأخوذ عن رواية تحمل نفس الاسم من قبل بيتر بلدان الشمال، يغطي حادث صالون كيتي
- الرسالة (1976) - فيلم سيرة ملحمية عن حياة وأوقات النبي محمد
- سيبيل  (1976) - مستوحاة من حياة شيرلي أرديل ماسون، التي تم تشخيصها باضطراب تعدد الشخصية.
- قضية اختطاف ليندبيرغ  (تلفزيون 1976) - عرض مسرحي لـ اختطاف ليندبيرغ، التحقيق والمحاكمة لـ برونو هاوبمان (أنتوني هوبكنز)
- المدينة التي كانت خائفة من غروب الشمس  (1976) - تستند على أساس الجرائم الفعلية المنسوبة إلى قاتل متسلسل مجهول يعرف باسم فانتوم كيلر الذي أرهب السكان في مدينة تيكساركانا بولاية تكساس

### 1977
- جسر بعيد جداً  (1977) - قصة فشل عملية ماركت جاردن خلال الحرب العالمية الثانية
- ماكارثر  (1977) - رواية عن حياة الجنرال دوغلاس ماكارثر في حقبة الحرب العالمية الثانية من عام 1942، قبل معركة باتان، حتى عام 1952، بعد أن تم إزالته من قيادته من الحرب الكورية من قبل الرئيس هاري ترومان بسبب التمرد.
- عملية الصاعقة  (1977) - استنادًا إلى غارة الكوماندوز الإسرائيلية في عنتيبي، أوغندا، لإطلاق سراح أكثر من 100 رهينة

### 1978
- قصة بودي هولي  (1978) - فيلم السيرة الذاتية موسيقي من ولاية تكساس بودي هولي
- قطار منتصف الليل (1978) - استنادًا إلى كتاب ويليام هايز وتجاربه بعد أن تم القبض عليه بتهريب المخدرات من تركيا وإلقائه في السجن.

### 1979
- رعب أمتيفيل  (1979) - استنادًا إلى تجارب الحياة الواقعية المزعومة لعائلة لوتز، التي تشتري منزلًا جديدًا في لونغ آيلاند، فقط للفرار بعد أن تعرضوا لسلسلة من الأحداث المأساوية المروعة إلى جانب جرائم قتل عائلة ديفيو من قبل رونالد ديفيو الابن.
- كاليغولا (1979) - فيلم درامي تاريخي مثير إيطالي أمريكي عن الإمبراطور الروماني كاليغولا، الذي أدى دوره مالكولم ماكدويل
- الهروب من ألكتراز (1979) - فيلم السجن الأمريكي، من إخراج دون سيغل بطولة كلينت إيستوود، بناءً على أحداث حقيقية، ربما تكون محاولة الهروب الناجحة الوحيدة من سجن الأمن المشدد في جزيرة ألكتراز
- نورما راي (1979) - بناء على قصة كريستال لي ساتون؛ التي تعمل في مصنع نسيج في كارولينا الشمالية، وتشارك في تنظيم نقابة، جسد شخصيتها الممثلة سالي فيلد في فيلم نورما راي.
- الفجر الزولو  (1979) - فيلم حرب عن معركة إيساندلوانا حوالي 1879. أول مواجهة كبرى في الحرب الأنجلو-زولو بين الإمبراطورية البريطانية ومملكة الزولو. بعد أحد عشر يومًا من بدء البريطانيين لغزوهم في زولولاند في جنوب إفريقيا مقدمة لفيلم  الزولو  (1964)

## عقد 1980

### 1980
- بريكر مورانت  (1980) - قصة محكمة بريكر مورانت العسكرية 1902 خلال حرب البوير الثانية
- ابنة عامل مناجم الفحم (1980) - مأخوذة من كتاب السيرة الذاتية من تأليف لوريتا لين وجورج فيسي، من إخراج مايكل آبتيد
- الرجل الفيل (1980) - قصة جوزيف ميريك، وهو إنجليزي يعاني من تشوهات شديدة تم عرضه كفضول بشري. من إخراج ديفيد لينش
- بوابة الجنة  (1980) - فيلم غربي مبني على أساس حرب مقاطعة جونسون 1889-1893 ؛ من إخراج مايكل سيمينو
- أسد الصحراء (1980) - فيلم الحرب التاريخية التي تحكي قصة عمر المختار القتال ضد النظام الفاشي موسوليني في ليبيا
- ماكفيكار  (1980) - استنادًا إلى قصة رجل العصابات البريطاني جون ماكفيكار، الذي لعبه المغني الرئيسي روجر دالتري
- الثور الهائج (1980) - استنادًا إلى حياة بطل الملاكمة في الوزن المتوسط جيك لاموتا، الذي يلعبه روبرت دي نيرو
- ذئاب البحر  (1980) - استنادًا إلى الأحداث المحيطة بـ عملية الخور خلال الحرب العالمية الثانية

### 1981
- بوشيدو بليد  (1981) - فيلم تاريخي لفنون الدفاع عن النفس يصور هامشًا خياليًا للأحداث الحقيقية المحيطة بالمعاهدة التي وقعها العميد البحري ماثيو بيري مع شوغون اليابان الإقطاعية
- كريستيان ف. - نحن أطفال من محطة حديقة الحيوان  (1981) - دراما ألمانية غربية تصور حياة الفتاة المراهقة كريستيان فيرا فيلسرينوف
- الكيان  (1981) - استنادًا إلى كارلا موران وتجاربها مع كائن خارق التي ابتليت بها عائلتها منذ سنوات
- غاليبولي (1981) - تصوير فيلق الجيش الأسترالي ونيوزيلندا في غاليبولي ومعركة نيك في 7 أغسطس 1915
- إنتشون  (1981) - فيلم حرب الكورية الجنوبية للولايات المتحدة عن معركة إنتشون في عام 1950. بتمويل من مؤسس كنيسة التوحيد سون ميونغ مون
- الأم أعز  (1981) - استنادا إلى سيرة مثيرة للجدل من قبل ابنة جوان كراوفورد بالتبني كريستينا كراوفورد، يوثق الفيلم السنوات الأخيرة من حياة جوان وإساءة معاملتها المزعومة ضد ابنتها
- ريدز (1981) - صحفي أمريكي ومتطرف جون ريد يشارك في الثورة البلشفية في روسيا، وكتب خلالها " عشرة أيام هزت العالم

### 1982
- فرانسيس  (1982) - استنادًا إلى قصة فرانسيس فارمر، الممثلة المضطربة خلال ثلاثينيات القرن الماضي والتي عانت حياتها المهنية من مرضها العقلي.
- غاندي (1982) - فيلم عن السيرة الذاتية يستند إلى حياة المهاتما كارامشاند غاندي
- مفقود (1982) - استنادًا إلى القصة الحقيقية للصحفي الأمريكي تشارلز هورمان الذي اختفى في أعقاب انقلاب تشيلي عام 1973 المدعوم من الولايات المتحدة والذي قام بترحيل الرئيس الاشتراكي المنتخب سلفادور أليندي

### 1983
- من العاشرة حتى منتصف الليل (1983) - يوازي عمليات القتل التي ارتكبها القاتل الجماعي الأمريكي ريتشارد سبيك، فيلم من إخراج جيه. لي تومسون
- آدم  (1983) - فيلم تلفزيوني عن اختطاف 1981 وقتل آدم والش
- ادي شانكاراشاريا  (1983) - فيلم هندي بلغة السنسكريتية مأخوذ عن قصة حياة الفيلسوف عدي شنكراتشاريا من إخراج غاناباثي فينكاتارامانا آير
- كروس كريك  (1983) - تقوم ماري ستينبورغن بلعب بدور المؤلفة مارجوري كيننان رولينغز، وجزء من مذكرات المؤلف لعام 1942، «كروس كريك»
- الحب إلى الأبد  (1983) - دراما مغامرة تستند إلى خبرات الصحافي الأسترالي جون إفيرينغهام في لاوس وتايلند
- الرجال الحقيقيون (1983) - استنادًا إلى كتاب توم وولف لعام 1979 حول اختبار الطيارين المشاركين في البحوث الجوية عالية السرعة في وقت مبكر ومحاولة الولايات المتحدة الأولى في رحلة فضائية مأهولة
- سيلكوود (1983) - مستوحاة من قصة الحياة الحقيقية كارين سيلكوود، التي توفيت في حادث سيارة مشبوه أثناء التحقيق في مخالفات مزعومة في مصنع بلوتونيوم كير ماكجي حيث كانت تعمل.

### 1984
- السرير المحترق  (1984) - استنادًا إلى القصة الحقيقية فرانسين هيوز (تؤديها فرح فوسيت)؛ لدى الزوجة المعتدى عليها سوء المعاملة ما يكفي من زوجها المسيء؛ بعد أن اغتصبها ليلة واحدة، أشعلت النار في السرير وهو نائماً بجوارها
- النمر الأسود (1984) - قصة الملاكم محمد حسن المصري في ألمانيا، أدى دوره أحمد زكي
- حقول القتل (1984) - بناء على الحرب الأهلية الكمبودية

### 1985
- الرقص مع شخص غريب  (1985) - إخراج مايك نيويل، وبطولة ميراندا ريتشاردسون. قصة روث اليس، مضيفة المجتمع التي كانت آخر امرأة يتم شنقها في بريطانيا
- الطبيب والشياطين  (1985) - استنادًا إلى جرائم بورك وهير التي وقعت في عام 1828، على الرغم من تغيير أسماء الشخصيات
- غابة الزمرد  (1985) - تعتمد بشكل عام على القصة الحقيقية (شبه المؤكدة) لعامل من بيرو اختطف ابنه من قبل السكان الأصليين الأمازون
- الصقر والرجل الثلجي  (1985) - استنادًا إلى قصة أصدقاء الطفولة، كريستوفر بويس وأندرو دولتون لي، تحولا إلى جواسيس خائنين
- ماري  (1985) - استنادًا إلى اعتارض ماري راجيانتي على فضائح مجلس تينيسي للعفو والإفراج المشروط في عام 1970، مقتبسة من كتاب ماري: قصة حقيقية من تأليف بيتر ماس
- قناع (1985) - فيلم درامي عن السيرة الذاتية الأمريكية قائم على حياة صبي رواي ل. «روكي» دينيس، والذي عانى من خلل التنسج الغضروفي الشائك للغاية اضطراب نادر يُعرف باسم التهاب الأسد بسبب تضخم الجمجمة المسبب للتشوهات
- الخروج من إفريقيا (1985) - يروي الأحداث التي وقعت على مدار سبعة عشر عامًا عندما عاشت البارونة كارين فون بليكسين فينيك في كينيا، ثم سميت شرق إفريقيا البريطانية، في مزرعة البن
- أحلام سعيدة  (1985) - قصة أسطورة موسيقى الريف باتسي كلاين، لعبته جيسيكا لانج
- فالنبرغ: قصة بطل  (1985) - فيلم تلفزيوني إن بي سي بطولة ريتشارد تشامبرلين باعتباره راؤول والنبرغ، دبلوماسي سويدي فعال في إنقاذ الآلاف من اليهود المجريين من المحرقة.

### 1986

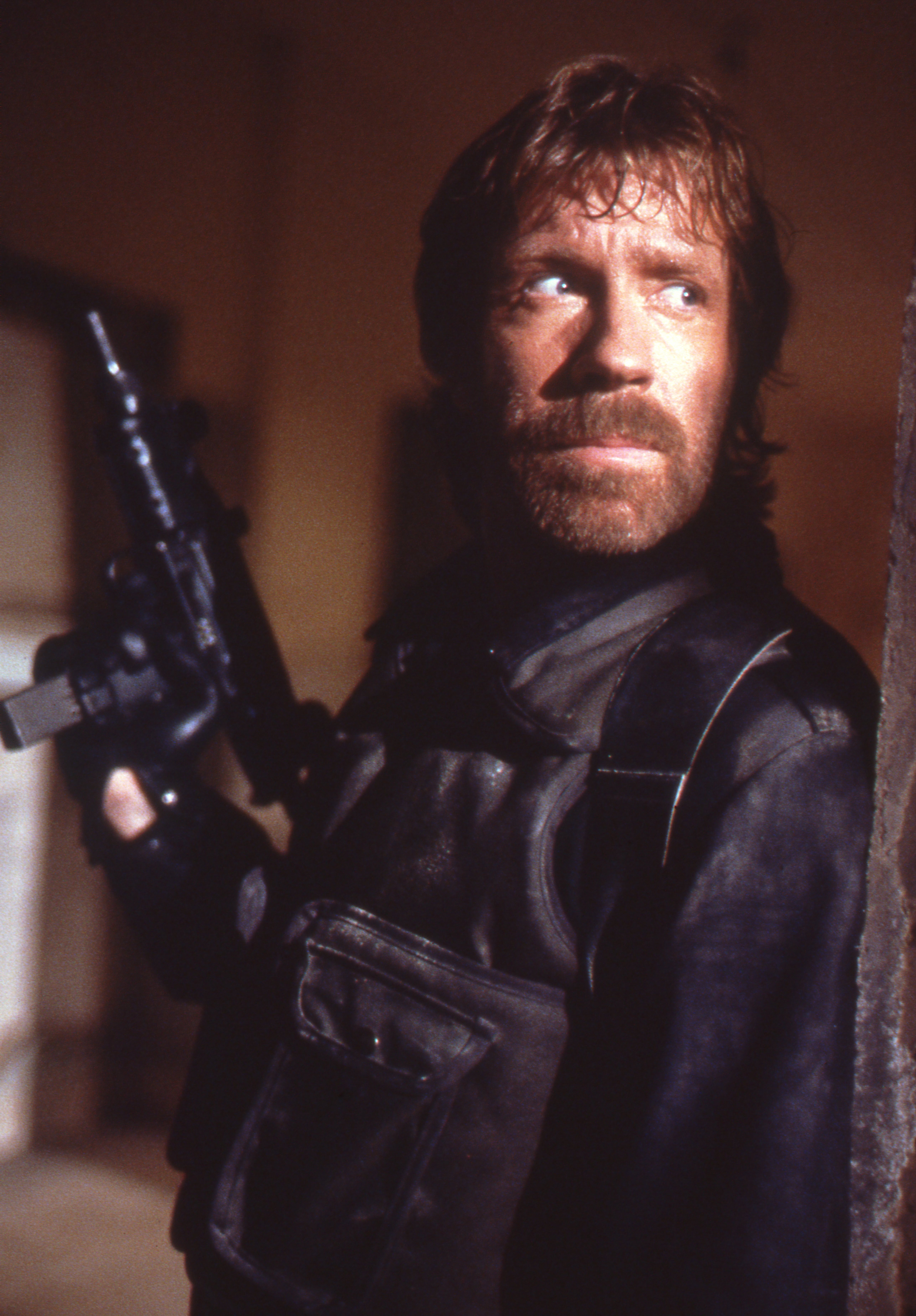
تشاك نوريس من فيلم ذا دلتا فورس (1986)

- قانون الانتقام  (1986) - استنادًا إلى جرائم قتل عائلية جوزيف يابلونسكي فيما يتعلق بـ عمال المناجم المتحدين
- في المدى القريب  (1986) - استنادًا إلى عائلة الجريمة في ولاية بنسلفانيا الريفية بقيادة بروس جونستون، الأب.، من إخراج جيمس فولي
- ذا دلتا فورس (1986) - اعتمدت بشكل كبير على اختطاف تي دبليو إيه الرحلة 847 في عام 1985، من إخراج مناحيم غولان
- حرقة  (1986) - استنادًا إلى رواية السيرة الذاتية لنورا إيفرون حول تفكك زواجها من كارل برنشتاين
- هوجيرس  (1986) - تعتمد بشكل كبير على فريق كرة السلة لمدرسة ميلان الثانوية 1953-1954، الفائزين في ذلك العام في ولاية إنديانا بطولة كرة السلة للمدرسة الثانوية الحكومية، على الرغم من تمثيلهم لمدرسة تضم 160 طالبًا فقط
- المهمة (1986) - تصوير تجارب اليسوعيين في القرن الثامن عشر في أمريكا الجنوبية، بطولة روبرت دي نيرو
- سلفادور  (1986) - قصة صحفي أمريكي في السلفادور خلال الحرب الأهلية السلفادورية
- سيد ونانسي  (1986) - عاستنادًا إلى العلاقة بين عازف قيثارة، فرقة سيكس بيستلس سيد فيشوس وصديقته، نانسي سبونجن، وتعاطي سيد للمخدرات والجدل المحيط بوفاة نانسي

### 1987
- 84 شارنج كروس رود  (1987) - استنادًا إلى الصداقة الطويلة المدى التي نشأت بين الكاتب الأمريكي هيلين هانف وبائعة الكتب الإنجليزية فرانك دويل من خلال الرسائل المتبادلة من 1949 إلى 1968 ؛ بطولة آن بانكروفت وأنتوني هوبكنز
- صرخة الحرية  (1987) - على أساس حياة جنوب أفريقيا الناشط ستيف بيكو
- الهروب من سوبيبور  (1987) - فيلم تلفزيوني بريطاني عن معسكر اعتقال السجناء اليهود من معسكر الإبادة في سوبيبور
- السترة المعدنية الكاملة  (1987) - بناء على كتاب  وقصيرة مؤقتات ، الذي يحكي تجربة جندي خلال حرب فيتنام
- همبرغر هيل  (1987) - استنادًا إلى الأحداث المحيطة بـ معركة همبرغر هيل، أيضًا أثناء حرب فيتنام
- لا بامبا  (1987) - استنادًا إلى أحداث الحياة الواقعية التي تؤثر على حياة نجم موسيقى الروك ريتشي فالنس وشقيقه غير الشقيق بوب موراليس، صديقته دونا لودفيج وعائلاتهم
- الإمبراطور الأخير (1987) - استنادًا إلى حياة إمبراطور صيني بو يي
- ماتون (1987) - جون سايلز 'فيلم يستعرض أحداث معركة ماتون، أحد عمال مناجم الفحم "إضراب في عام 1920 في ماتون، وهي بلدة صغيرة في تلال فرجينيا الغربية
- نايكان  (1987) - استنادا إلى حياة الرذيلة دون فارادارايان مودليار
- الممنوع لمسهم (1987) - بناءً على حملة وزارة الخزانة الأمريكية ضد عصابات شيكاغو آل كابوني من قِبل العميل إليوت نيس
- الأذى الأبيض  (1987) - استنادًا إلى أحداث السير جون "جوك" ديلفيس بروتون ومجموعة الوادي السعيد في عام 1940 خلال الحرب العالمية الثانية
- هاتشيكو مونوغاتاري  (1987) - قصة حقيقية مأساوية عن هاتشيكو، وهو كلب أكيتا كان مخلصًا لسيده البروفيسور أوينو، حتى بعد وفاة أوينو، الفيلم من إخراج سيجيرو كامياما

### 1988
- المتهم (1988) - تصوير تجربتين لاغتصاب عصابة شيريل أراوجو عام 1983 في بيج دانز تافيرن في نيو بدفورد، ماساتشوستس. يتناول هذا الفيلم بصراحة التحيز غير المعلن ضد ضحايا الاغتصاب
- العلية:اختباء آن فرانك  (1988) - استنادًا إلى كتاب ميب جيس «آن فرانك تذكره» الذي يوثق حياتها في الاختباء أثناء الاحتلال الألماني لهولندا في الحرب العالمية الثانية
- طائر (1988) - يصور فورست ويتيكر الحياة المضطربة لموسيقى الجاز تشارلي "بيرد" باركر، من إخراج كلينت إيستوود
- الأربعاء الدامي  (1988) - استنادًا إلى مجزرة سان يسيدرو ماكدونالدز
- المغفل  (1988) - قصة حول سارق القطار الكبير المغفل إدواردز، جسد دوره لاعب الدرامز الصخور فيل كولينز
- ملائكة الشر  (1988) - ميريل ستريب، بلهجة أسترالية، تلعب امرأة غير مرغوب فيها أدينت بقتل طفلها على يد محكمة الرأي العام، من إخراج فريد شبيسي
- ثمانية رجال خارج  (1988) - بناء على فضيحة بلاك سوكس خلال بطولة دوري البيسبول الكبرى بطولة العالم 1919
- مسيسيبي تحترق (1988) - بناء على تحقيق مكتب التحقيقات الفيدرالي بعد قتل تشاني، غودمان، وشويرنر، من إخراج آلان باركر
- يعمل على إفراغ  (1988) - بوليتيكو الصورة جيفري ريسنر يكتب أن آرثر وآني البابا وعلى غرار فضفاضة بعد الطقس تحت الأرض قادة بيل آيرز وبرناردين دوهرن. جون سيمون يذكر أن قصف الشخصيات لمنشأة أبحاث النابالم كان مستوحى من ستيرلنغ هول لعام 1970.
- الوقوف وتسليم  (1988) - استنادا إلى قصة مدرس رياضيات خايمي سكالانتي.
- نقاش راديو  (1988) - فيلم مبني على حادثة اغتيال مقدم البرامج الإذاعية آلان بيرغ، من إخراج أوليفر ستون
- تاكر: الرجل وحلمه  (1988) - قصة بريستون تاكر، مصمم السيارات المستقل وتحديه المشؤوم لصناعة السيارات من خلال مفهومه الثوري للسيارة، تاكر سيدان 1948
- يونغ توسكانيني  (1988) - فيلم درامي سيرة ذاتية إيطالي فرنسي من بطولة سي توماس هاول في دور ارتورو توسكانيني
- رجل المطر - فيلم درامي أمريكي يحكي ترك أب المتوفى مؤخرًا ميراث لإبنه المصاب ريموند ومبلغ زهيد لتشارلي الذين يسافر وشقيقه عبر البلاد في رحلة برية غيرت حياته ، حيث يشكل الشقيقان رابطة لا تصدق.

### 1989
- ولد في الرابع من يوليو (1989) - السيرة الذاتية لمحارب رون كوفيتش في حرب فيتنام، من إخراج أوليفر ستون
- ضحايا الحرب  (1989) - بناءً على أحداث الحادث الذي وقع في هيل 192 في عام 1966 أثناء حرب فيتنام
- مدينة حزن  (1989) - استنادًا إلى حادثة 28 فبراير، تحكي قصة عائلة متورطة في «الإرهاب الأبيض» المأساوي الذي ألحقته حكومة الكومينتانغ على الشعب التايواني (KMT) بعد وصولهم من الصين في أواخر الأربعينيات، خلالها تم القبض على عشرات الآلاف من التايوانيين، وأطلقوا النار و / أو أرسل إلى السجن ؛ فاز الفيلم بجائزة الأسد الذهبي (جائزة أفضل فيلم) في عام 1989 مهرجان البندقية السينمائي
- البكاء طلبا للمساعدة: قصة تريسي ثورمان  (1989) - فيلم تلفزيوني على شبكة إن بي سي يستند إلى حكم عام 1985 «ثورمان ضد مدينة تورينجتون» بخصوص ربة منزل رفعت دعوى قضائية ضد إدارة شرطة المدينة في تورينغتون بولاية كونيتيكت، مطالبة بفشل الحماية المتساوية بموجب القانون ضد زوجها المسيء ؛ بطولة نانسي ماكيون، ديل ميدكيف، وبروس ويتز
- طفل الجميع:إنقاذ جيسيكا مكلور  (1989) - بناء على قصة جيسيكا مكلور، وهو طفل عمره 18 شهرا الذين كان عالقا في بئر في الفناء الخلفي ل منزلها في ميدلاند، تكساس، لمدة 58 ساعة
- المجد (1989) - استنادًا إلى قصة فوج مشاة ماساتشوستس الرابعة والخمسين التطوعية خلال الحرب الأهلية الأمريكية؛ من إخراج إدوارد زويك
- أعرف اسمي الأول هو ستيفن  (1989) - قصة حقيقية عن حياة ستيفن ستاينر بعد خطفه في سن السابعة من قبل كينيث بارنيل، والاعتداء الجنسي عليه. ظهرت قصة ستيفن للعلن عندما اختطف كينيث فتى أصغر سنا تيموثي وايت، بعد عدة أسابيع تحلى ستيفن ستاينر بالشجاعة وقرر أخذ الصبي إلى مركز الشرطة ليتم العثور عليه بعد مدة احتجازه دامت 7 أعوام.
- اعتمد علي  (1989) - بناء على قصة حقيقية من جو لويس كلارك، وهو مدير في باترسون، مدرسة إيست سايد الثانوية التي اكتسبت اهتمامًا عامًا في الثمانينيات بتدابيره التأديبية غير التقليدية والمثيرة للجدل، من بطولة مورغان فريمان.
- قدمي اليسرى (1989) - قصة كريستي براون، كاتبة أيرلندية معاقة لا يمكنها الكتابة إلا مع أصابع قدميها اليسرى، بطولة دانييل داي لويس.
- إحياء  (1989) - استنادًا إلى قصة الجندي البريطاني فيليب ويليامز، الذي يُفترض أنه توفي وتُرك في جزر فوكلاند لكنه متهم بالفرار عندما عاد إلى الظهور بعد سبعة أسابيع من انتهاء حرب فوكلاند
- تضحيات صغيرة  (1989) - فيلم تلفزيوني أمريكي من تأليف جويس إلياسون واستناداً إلى كتاب من تأليف آن رول الذي يحمل نفس الاسم عن قتل ديان داونز ومحاولة قتل أطفالها الثلاثة ؛ بطولة فرح فوسيت
- سلكي  (1989) - تأليف كتاب بوب وودوارد الذي يحمل نفس الاسم عن حياة جون بيلوشي، من تأليف مايكل شيكليس

## عقد 1990

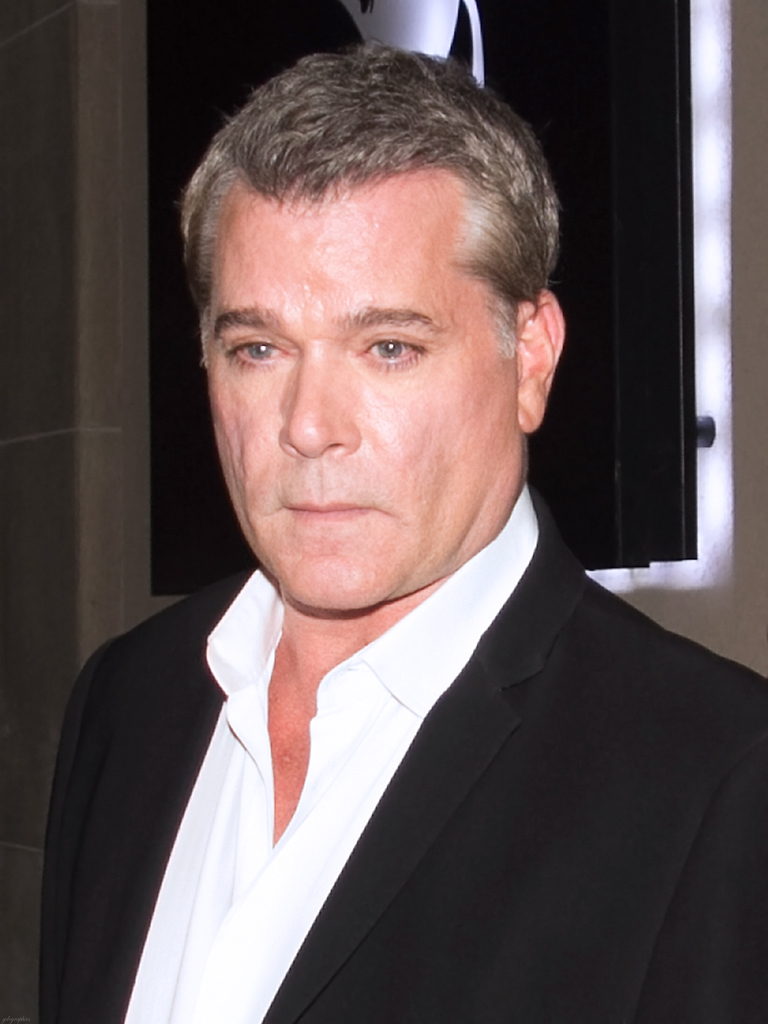
راي ليوتا، أحد أبطال فيلم الأصدقاء الطيبون

### 1990
- الإيقاظ (1990) - فيلم درامي أمريكي يستند إلى مذكرات عالم الأمراض العصبية البريطانية أوليفر ساكس التي تحمل نفس العنوان، عن اكتشافه للآثار المفيدة للدواء ليفودوبا، الذي أكله بعد مرضى الكاتونات، الذين استيقظوا بعد عقود من الكاتونات ؛ من إخراج بيني مارشال
- تشالنجر  (1990) - أمريكية فيلم تلفزيوني يستند إلى الأحداث المحيطة كارثة مكوك الفضاء  تشالنجر
- وفاة الطبيب  (1990) - فيلم هندي يستند إلى حياة الطبيب الهندي سوبهاش موكوبادهياي، الذي كان رائدا في العلاج الإخصاب في المختبر في نفس الوقت تقريبا عندما قام عالم بارز آخر د. روبرت إدواردز الذي أجرى تجارب منفصلة في إنجلترا.
- أوروبا أوروبا  (1990) - فيلم ألماني يستند إلى سيرة حياة سليمان بيرل، وهو صبي يهودي ألماني هرب من الهولوكوست بالتنكر كألماني «نازي».
- الأصدقاء الطيبون (1990) - استنادا إلى كتاب «شخص حكيم» من قبل نيكولاس بلجي، لقصة الحقيقية لرجل العصابات في مدينة نيويورك هنري هيل. من إخراج مارتن سكورسيزي
- هنري و جون  (1990) - استنادا إلى كتاب هنري و جون من تأليف أناييز نين، والقصة الحقيقية للميلر وأناييز نين. من إخراج فيليب كوفمان
- هيروشيما: الخروج من الرماد  (1990) - يتبع الفيلم منظور عدة شخصيات (مثل اليابانيين والجنود وأسرى الحرب الأمريكيين وغيرهم) وكيف عاشوا أو حاولوا البقاء على قيد الحياة أثناء الحرب العالمية الثانية.[13]
- ليس من دون ابنتي (1990) - قصة المؤلفة الأمريكية والمتحدثة العامة بيتي محمودي، التي اختطفت واحتجزت رهينة مع ابنتها في إيران، إخراج براين جيلبرت
- انعكاس الحظ (1990) - القصة الحقيقية للغيبوبة غير المفسرة لسوني فون بولو، ومحاولة القتل اللاحقة، وبرئة زوجها في النهاية، كلاوس فون بولو، الذي دافع عنه آلان ديرشوفيتز
- حفظ وحماية  (1990) - مستوحاة من مدام بوفاري  الكاتب غوستاف فلوبير، إنه يصور تراجع امرأة طفولية وهي تتورط في الزنا وتندرج في ديون معوقة
- الحالم أوز:قصة إل. فرانك بوم  (1990) - التلفزيون الفيلم الأمريكي حول ليمان فرانك بوم، مؤلف كتاب  المعالج الساحر لأوز
- كرايس  (1990) - تجربة عصرية على عصابات إيست إند المجنونة، توأمان كراي، اللذان استمتعا بمشاهدة قصيرة من الفكاهة السوداء خلال ثورة تمايل الستينات الثقافية في لندن
- صغير جدا للموت؟  (1990) - فيلم تلفزيوني من بطولة براد بيت وجولييت لويس، يتناول النقاش المتعلق بعقوبة الإعدام، استنادًا إلى القصة الحقيقية من أتينا ماري كاناداي
- فينسنت و ثيو  (1990) - العلاقة مكثفة بين تاجر تحف فنية فينسنت فان جوخ وشقيقه الأكبر الغريب ثيو، من إخراج روبرت التمان
- صياد أبيض قلب اسود  (1990) - على أساس تصوير موقع  الملكة الإفريقية  في عام 1951

### 1991
- كواحد  (1991) - استنادًا إلى القصة الحقيقية لنضال كوريا الشمالية وكوريا الجنوبية للمنافسة كفريق واحد، ومطالبتهم اللاحقة ببطولة العالم لكرة الطاولة 1991
- أسود رداء  (1991) - تحكي قصة الاتصالات الأولى بين هنري هورون في كيبيك والمبشرين اليسوعيين من فرنسا الذين جاءوا لتحويلهم إلى الكاثوليكية، وانتهى بهم المطاف تسليمهم في أيدي من أعدائهم
- بوغسي (1991) - قصة بوغسي سيغل، الأب المفترض لـ لاس فيغاس ستريب وعلاقته بفيرجينيا هيل نجمة هوليود الناجحة، من إخراج باري ليفنسون
- جي اف كي (1991) - يستند بشكل فضفاض إلى مقاضاة جيم غاريسون من نيو أورليانز في أواخر الستينيات من قبل المدعى عليه كلاي شو - بالإضافة إلى أجزاء من نصف دزينة من نظريات المؤامرة الأخرى - في اغتيال جون إف كينيدي
- دعه يحصل عليه  (1991) - قصة مقتل شرطي لندن قتل خلال محاولة استراحة من قبل كريستوفر كريج وديريك بنتلي؛ يغطي المحاكمة اللاحقة وتنفيذ ما تبين أنه رجل بريء ؛ بطولة كريستوفر إكليستون وبول رينولدز، من إخراج بيتر ميداك
- مهمة القرش: ملحمة يو. إس. إس. إنديانابوليس  (1991) - استنادا إلى قصة طرادًا البحرية الأمريكية الثقيلة يو إس إس إنديانابوليس (سي أي-35) خلال الحرب العالمية الثانية.
- مبدلة عند الولادة  (1991) - القصة الحقيقية لكيمبرلي ميس وأرلينا تويغ، تحول الأطفال بعد الولادة بوقت قصير في مستشفى بفلوريدا عام 1978
- الأولاد من سانت بيتري  (1991) - فيلم دنماركي مستوحى من أنشطة نادي تشرشل خلال الحرب العالمية الثانية
- الأبواب  (1991) - استنادًا إلى حياة جيم موريسون قبل وفاته في باريس، من إخراج أوليفر ستون
- بدون تحذير: قصة جيمس برادي  (1991) - فيلم تلفزيوني أمريكي حول جيمس برادي، الذي قتل خلال محاولة اغتيال رونالد ريغان عام 1981

### 1992
- فردوس الأرض 1492 (1992) - يحكي قصة خيالية عن الرحلات إلى العالم الجديد من قبل المستكشف الإيطالي كريستوفر كولومبوس وتأثير هذا على الشعوب الأصلية.
- دوريهن  (1992) - بناء على بطولة دوري بيسبول كل فتيات أمريكيا للمحترفين خلال الحرب العالمية الثانية
- وراء قانون  (1992) - استنادًا إلى قصة الحياة الحقيقية لشرطي سري يتسلل إلى مجموعة من سائقي الدراجات النارية الخارجين على القانون وراء عملية تهريب المخدرات وتجارة الأسلحة ؛ بطولة تشارلي شين
- شابلن  (1992) - على أساس حياة الممثل والكوميدي البريطاني تشارلي شابلن، بطولة روبرت داوني جونيور من إخراج
- هوفا  (1992) - استنادًا إلى حياة زعيم اتحاد سائقي الشاحنات جيمي هوفا قبل اختفائه في عام 1975.
- زيت لورنزو  (1992) - يستند إلى قصة أوغستو وميشيلا أودوني، وهما والدين في بحث لا هوادة فيه عن علاج لابنهما لورينزو من مرض سوء تغذية الكظرية وبيضاء الدماغ، من إخراج جورج ميلر.
- مالكوم إكس (1992) - استنادًا إلى ملحمة حيوية لزعيم المثير للجدل والمؤثر، زعيم أسود مثير للجدل وتأثير مالكوم إكس، من إخراج سبايك لي
- نيوزيس (1992) - فيلم درامي كوميدي موسيقي أمريكي إضراب صبية باعة الصحف عام 1899 في مدينة نيويورك
- الأف الأبطال (ويعرف أيضًا باسم«كراش لاندنج: إنقاذ الرحلة 232») (1992) - صنع فيلم تلفزيوني بطولة تشارلتون هيستون عن الهبوط رحلة الخطوط الجوية المتحدة 232 في سيوكس سيتي في عام 1989.
- على استعداد ليقتل:قصة مشجعين تكساس  (1992) - فيلم تلفزيوني يستند إلى قصة اندا هولواي

### 1993
- الناجين (1993) - بناء على كتاب بيرس بول ريد الذي يحكي قصة تحطم طائرة أوروغواي الجوية 571 في عام 1972، من إخراج فرانك مارشال
- قصة آمي فيشر  (1993) - فيلم تلفزيوني يستعرض الأحداث المحيطة بقضية المراهقة آمي فيشر مع جوي بوتافوكو وإدانتها بالاعتداء وإطلاق النار على زوجة ماري بوتو ماري جو
- وعزفت الفرقة  (1993) - فيلم تلفزيوني دراما وثائقية أمريكي استناد إلى كتاب راندي شيلتس الذي يحمل نفس العنوان، التي تؤرخ لاكتشاف وانتشار فيروس نقص المناعة البشرية، مع التركيز على الصراع السياسي واللامبالاة الحكومة إلى ما كان ينظر إليه على أنه مرض مثلي الجنس على وجه التحديد؛ من إخراج روجر سبوتيسوود
- كول رننج  (1993) - استنادًا إلى القصة الحقيقية لأول فريق جامايكا الوطني للبزلج يحاول الوصول إلى دورة الألعاب الأولمبية الشتوية 1988، من إخراج جون تيرتلتوب
- التنين:قصة بروس لي  (1993) - فيلم سيرة ذاتية دراما أمريكية، يحكي الفيلم قصة الممثل والفنان القتالي بروس لي من تأليف وإخراج روب كوهين، بطولة جيسون سكوت لي ولورين هولي
- غيتيسبيرغ  (1993) - استنادًا إلى قصة معركة غيتيسبيرغ؛ تم صنعه في الأصل ليكون عبارة عن مسلسل تلفزيوني، وهو أحد أطول الأفلام الروائية التي تم إطلاقها في 254 دقيقة
- السماء والأرض (1993) - استنادا إلى تجارب لي لي هايسليب خلال حرب فيتنام
- «الرجل ذو ثلاث زوجات» - كان هذا الفيلم التلفزيوني لعام 1993، عن طبيب متعدد الزوجات، قائمًا على حياة الدكتور نورمان ج. لويستون، أستاذ طب الأطفال بكلية طب جامعة ستانفورد ؛ حيث في وقت وفاته، كان شعوذة من خلال ثلاث زيجات في وقت واحد.
- مغامرات حقيقية ايجابية للمزعوم مشجعة تكساس، قتل أم  (1993) - فيلم تلفزيوني يستند إلى قصة اندا هولواي
- دمية متحركة  (1993) - قصة لي تيان لو، الذي أصبح عميلًا رئيسيًا للدمى ولكنه يواجه مطالب لتحويل مهاراته إلى دعاية خلال تايوان التي كانت تحكمها اليابان من ما قبل 1896 إلى نهاية الحرب العالمية الثانية في عام 1945 ؛ فاز بجائزة لجنة التحكيم في مهرجان كان السينمائي عام 1993 وجائزة الاتحاد الدولي لنقاد السينما في مهرجان إسطنبول السينمائي الدولي
- رودي  (1993) - استنادًا إلى قصة كرة قدم نوتردام المشي دانيال" رودي "رويتجر، من إخراج دايفيد أنسبو
- سردار  (1993) - على أساس حياة سردار ساردار فالاباي باتل، واحدة من أعظم المقاتلين من أجل الحرية في الهند وزير الداخلية أول من الهند
- قائمة شندلر (1993) - مقتبسة من كتاب  سفينة شندلر  للكاتب توماس كينيلي عن أوسكار شندلر وأفعاله لإنقاذ أكثر من 1000 يهودي من المحرقة، من إخراج ستيفن سبيلبرج
- أراضي الظل  (1993) - فيلم السيرة الذاتية حول العلاقة بين الكاتب وأكاديمية أكسفورد سي إس لويس والشاعرة الأمريكية جوي دافيدمان، زواجهما، ووفاتها من السرطان، بطولة أنتوني هوبكنز وديبرا وينجر
- تومبستون (1993) - قصة وايت إيرب

### 1994
- 8 ثوان  (1994) - استنادًا إلى قصة أسطورة روديو أمريكا لين فروست، الذي توفي متأثرًا بجروح أصيب بها وهو يركب ثورًا روديو شايان فرونتير دايز في 1989
- إد وود (1994) - استنادا إلى قصة المخرج السينمائي إدوارد دي. وود الابن، بطولة جوني ديب في دور إد وود ومارتن لانداو في دور بيلا لوغوسي، وإخراج تيم بيرتون
- مخلوقات سماوية  (1994) - بناء على قصة حقيقية من جولييت هولم وبولين باركر ومديري المدارس في عام 1954 قضية قتل باركر هولم في نيو نيوزيلندا
- جنون الملك جورج (1994) - القصة الحقيقية للملك جورج الثالث ملك المملكة المتحدة تصور تدهور الصحة العقلية، الناجمة من البورفيريا. استنادا إلى مسرحية  جنون الملك جورج الثالث
- السيدة باركر والحلقة المفرغة  (1994) - عن الكاتب دوروثي باركر وأعضاء مائدة الغونكوين المستديرة، مجموعة من الكتاب والممثلين والنقاد الذين اجتمعوا بشكل شبه يومي 1919-1929 في مانهاتن فندق الغونكوين
- الملكة مارغو (1994) - فترة من الفيلم تستند إلى رواية ألكسندر دوماس حول الكاثوليك والبروتستانت الهوغنوتيين الذين يقاتلون من أجل السيطرة السياسية على فرنسا
- كويز شو (1994) - مقتبس من كتاب ريتشارد غودوين عن التلفزيون الأمريكي من واقع الحياة فضائح برامج المسابقات في الخمسينات، من إخراج روبرت ريدفورد
- توم وفيف  (1994) - قصة العلاقة المضطربة بين الشاعر تى اس إليوت وزوجته الأولى، فيفين هاي وود إليوت
- وايت إيرب  (1994) - قصة وايت إيرب
- الأميرة كارابو  (1994) - استنادًا إلى قصة ماري بيكر دجالة خدعت مدينة بريطانية بأكملها لعدة أشهر بأنها أميرة من مملكة بعيدة. (يلعبه فيبي كيتس)،

### 1995
- أبولو 13 (1995) - قصة أبولو 13 مهمة قمرية، استنادا إلى كتاب  فقدت القمر  أبولو 13 رائد فضاء جيم لوفيل وجيفري كلوغر، من إخراج رون هوارد
- الرجل الثالث - قصة الطيار المصري حسين كمال الذي كان من بين الطيارين المقاتلين الذين شاركوا في حرب أكتوبر 1973 لكنه فُصل من الخدمة العسكرية بسبب خطأ غير مقصود تسبب في مقتل زميل له أثناء المعركة.
- بالتو (1995) - عمل رسوم متحركة حساب مغامرة التاريخية للكلب «بالتو» هاسكي سيبيري الذي ساعد في نقل ترياق الخناق في سباق سيروم إلى نومي 1925
- مذكرات كرة السلة  (1995) - بناء على مذكرات الذي يحمل نفس الاسم من قبل المؤلف والموسيقي جيم كارول، مجموعة منقحة من اليوميات احتفظ به بين سن 12 إلى 16 سنة
- بومباي  (1995) - فيلم بلغة التاميل الهندية ثنائي اللغة عن أعمال شغب بومباي لعام 1993
- قلب شجاع (1995) - فيلم حرب التاريخي مأخوذ عن قصة وليام والاس من اسكتلندا، محارب الإسكتلندي منتصف القرن الثالث عشر، الذي قاد الاسكتلنديين في حرب الاستقلال الاسكتلندية الأولى ضد الملك إدوارد الأول من إنجلترا، من إخراج وبطولة ميل جيبسون
- كارينجتون  (1995) - يسرد العلاقة بين الرسامة الإنجليزية دورا كارينجتون والكاتب ليتون ستراشي، بطولة إيما طومسون
- كازينو (1995) - يتعاون نيكولاس بيليجي ومارتن سكورسيزي في سرد قصة آخر كازينو تديره المافيا في لاس فيغاس، التي تستند إلى فرانك روزنتال، الذي كان يدير كازينوهات ستاردست، فريمونت، وهاسيندا في لاس فيغاس سلاح فرسان شيكاغو من السبعينيات وحتى أوائل الثمانينيات
- المواطن اكس  (1995) - استنادًا إلى التحقيق في جرائم القتل التي ارتكبها القاتل المتسلسل السوفيتي أندريه شيكاتيلو
- عقول خطرة (1995) - استنادا إلى قصة المعلمة لوان جونسون التي تواجه تحدي فئة جامحة معظم طلابها من المراهقين الأميركيين من أصول إفريقية واللاتينيين وتفوز بها
- هيت  (1995) - يعتمد بشكل فضفاض على سعي ضابط شرطة شيكاغو تشاك آدمسون لملاحقة المجرم نيل مكولي في الستينيات، بطولة آل باتشينو وروبرت دي نيرو، إخراج وإنتاج مايكل مان
- لائحة الاتهام: محاكمة ماكمارتين  (1995) - استنادًا إلى قضية حقيقية في المحكمة، يجد الفيلم أفراد عائلة ماكمارتين في محاكمة بتهمة التحرش الجنسي وإساءة معاملة الأطفال في منزلهم المحترم مرحلة ما قبل المدرسة.
- مراسم  (1995) - فيلم جريمة درامي عام 1995 لكلود شابرول ، مقتبس من رواية عام 1977 حكم في حجر لروث ريندل. يعكس الفيلم حالة كريستين وليا بابين ، الخادمتين الفرنسيتين اللتين قتلتا بوحشية زوجة صاحب العمل وابنتهما في عام 1933، بالإضافة إلى مسرحية عام 1947 التي ألهمتاهما ، الخادمات لجين جينيه.
- أميال  (1995) - فيلم درامي فرنسي عن الألمان واليهود والشيوعيين أو معارضي النازية الذين لجأوا إلى فرنسا ، والذين تم احتجازهم في كامب دي ميلز بالقرب من آكس أون بروفانس وركوب القطار للإخلاء إلى بايون في مايو 1940.
- خسارة إشعياء  (1995) - فيلم درامي مأخوذ عن رواية تحمل نفس الاسم من تأليف سيث مارغوليس ، عن الأمهات البيولوجيات والتبني لصبي صغير يشاركن في معركة حضانة مريرة ومثيرة للجدل
- قتل في الأولى  (1995) - فيلم درامي قانوني عن المجرم الصغير هنري يونغ، الذي يحاكم بتهمة القتل العمد من الدرجة الأولى
- نيكسون  (1995) - قصة الرئيس الأمريكي ريتشارد نيكسون
- عملية قطرة دامبو  (1995) - فيلم كوميدي أمريكي يستند إلى قصة حقيقية كتبها الرائد في جيش الولايات المتحدة جيم موريس، عن غرين بيريس خلال حرب فيتنام في عام 1968 الذين حاولوا نقل فيل عبر تضاريس غابة إلى قرية فيتنامية جنوبية المحلية، وهو ما يساعد بدوره القوات الأميركية في مراقبة نشاط جيش الفيتكونغ، بطولة داني غلوفر وراي ليوتا
- بوكاهونتاس (1995) - فيلم خيالية للغاية عن تسوية جيمس تاون بولاية فرجينيا، أول فيلم روائي طويل الرسوم المتحركة من إنتاج شركة ديزني أن تقوم على الأحداث التاريخية
- رافان راج: قصة حقيقية  (1995) - فيلم هندي يستند إلى قصة طبيب وقاتل متسلسل، يركز على مهربي الكلى
- كتيب شاب السموم  (1995) - كوميديا سوداء، استنادا إلى حياة القاتل المتسلسل الإنجليزي غراهام يونغ، المعروفة أكثر باسم «قاتل فنجان» من السبعينيات

### 1996
- أبولو 11  (1996) - فيلم تلفزيوني عن رحلات الفضاء أبولو 11
- لقيط من كارولينا  (1996) - استنادا إلى الأحداث من واقع الحياة من إساءة معاملة الأطفال من الكتاب شبه سيرة ذاتية من نفس العنوان من قبل دوروثي أليسون، من إخراج أنجيليكا هوستون
- البوتقة  (1996) - دراما على أساس محاكمات السحر في سالم بين 1692 و 1693، كتب من قبل آرثر ميلر واستناد إلى مسرحية البوتقة التي تحمل نفس الاسم
- رحلة قاتلة  (1996) - فيلم تلفزيوني من إخراج جون ماكنزي عن الناجي الوحيد كينغسلي أوفوسو، من مجموعة من تسعة مهاجرين أفارقة سريين قتلوا على متن سفينة الشحن أم سي روبي في عام 1992
- طبيب الأسنان  (1996) - فيلم رعب مبني على قصة طبيب الأسنان السفاح نيك ريكس. من إخراج براين يوزنا
- التحليق بعيد للوطن  (1996) - مقتبس من كتاب بيل ليشمان، الذي يستعرض تجاربته الفعلية بدأ في عام 1986 تدريب الأوز لمتابعة ونجح في قيادة هجرتهم في عام 1993 ؛ من إخراج كارول بالارد
- الشبح والظلام (1996) - سرد خيالي حول أسدين هاجموا وقتلوا العمال في تسافو بكينيا أثناء بناء سكة حديد أوغندا مومباسا الأفريقية في عام 1898، مما أسفر عن مقتل 130 شخصًا على مدى تسعة أشهر
- أشباح ميسيسيبي  (1996) - بناءً على إعادة محاكمة بايرون دي لا بيكويث عام 1994، وهو متشدد أبيض متهم باغتيال ناشط الحقوق المدنية مدغار إيفرز عام 1963 ؛ من إخراج روب راينر
- أصبت اندي وارهول  (1996) - على أساس حياة فاليري سولاناس وعلاقتها مع آندي وارهول
- القاتل: مجلة القتل  (1996) - يلعب جيمس وودز دور القاتل المسلسل الشرير في العشرينات من القرن العشرين كارل بانزرام، الذي أصبح صديقًا لحارس السجن هنري ليسير ؛ من إخراج تيم ميتكالف
- مايكل كولينز (1996) - استنادًا إلى حياة الجيش الجمهوري الايرلندي مايكل كولينز
- العاصفة الأبيض  (1996) - بناء على مصير المركب الشراعي  القطرس ، التي غرقت 2 مايو 1961، يزعم بسبب صراخ أبيض
- الجامعة العالمية (1996) - سيرة ذاتية دراما سينمائية حول روبرت هوارد، خالق كونان البربري

### 1997

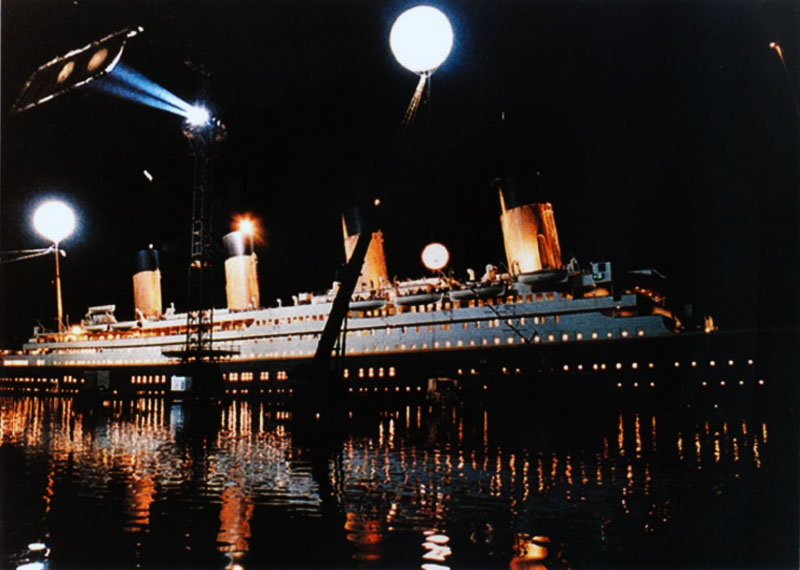
خلال تصوير فيلم تيتانيك (1997)

- أميستاد (1997) - استناد إلى قصة تمرد العبيد التي جرت على متن السفينة أميستاد في عام 1839، والمعركة القانونية التي تلت ذلك
- اناستازيا  (1997) - مبني على قصة الدوقة الكبرى أناستاسيا نيكولايفنا من روسيا، من إخراج دون بلوث وغاري جولدمان
- ليال مرعبة (1997) - تعتمد بشكل كبير على حياة النجم الإباحي جون هولمز
- الحدود  (1997) - فيلم حرب هندي يستند إلى الحرب الباكستانية الهندية 1971
- دوني براسكو  (1997) - مبني على جوزيف دومينيك بيستون، عميل مكتب التحقيقات الفيدرالي الذي تسلل بنجاح إلى عائلة بونانو الإجرامية في نيويورك مدينة خلال السبعينات
- أربعة أيام في سبتمبر  (1997) - فيلم برازيلي يروي القصة اختطاف السفير الأمريكي تشارلز بورك إلبريك عام 1969 من قبل حركة 8 أكتوبر الثورية، مقتبسة من كتاب فرناندو جابيرا، من إخراج برونو باريتو
- إيروار  (1997) - دراما سياسية تاميلية هندية قائمة على حياة الممثل والمخرج والمنتج والسياسي الهندي ماروثور جوبالا راماشاندران والسياسي الهندي موثوفيل كارونانيدهي
- كوندون (1997) - استنادًا إلى حياة الدالاي لاما، الزعيم السياسي والروحي المنفي للتبت
- السيدة براون  (1997) - استنادًا إلى العلاقة بين الملكة فيكتوريا وخادم جون براون الاسكتلندي بعد وفاة الأمير ألبرت
- طريق الجنة  (1997) - أميركية فيلم حرب عن مجموعة من النساء الإنجليزيات والأمريكيات والأستراليات والهولندية اللائي سجنتهن اليابانية في سومطرة خلال الحرب العالمية الثانية
- بريفونتين  (1997) - استنادًا إلى حياة الرياضي الأولمبي ستيف بريفونتين، عداء مسافات متوسطة وطويلة شارك في دورة الألعاب الأولمبية الصيفية 1972 وتوفي في الرابعة والعشرين من العمر في حادث سيارة
- أجزاء خاصة  (1997) - استنادًا إلى الراديو الغريب الأطوار دي جي هوارد ستيرن سيرته الذاتية لعام 1993 بنفس الاسم
- روزوود  (1997) - عرض مسرحي لهجوم الغوغاء العنصري الذي شن في 1923 على مجتمع أمريكي من أصل أفريقي
- سيلينا  (1997) - على أساس حياة المكسيكية الأمريكية المغني سيلينا قوينتنيلا بيريز
- سبع سنوات في التبت  (1997) - استنادًا إلى كتاب السيرة الذاتية الذي كتبه متسلق الجبال النمساوي هاينريش هارر، استنادًا إلى تجاربه الحقيقية في الحياة في التبت بين عامي 1944 و 1951 خلال الحرب العالمية الثانية والفترة المؤقتة قبل استأنفت السيطرة جيش التحرير الشعبي الصيني على التبت في عام 1950
- تيتانيك (1997) - استنادا إلى أحداث غرق  تيتانيك ، من إخراج جيمس كاميرون
- وايلد  (1997) - استنادا إلى الأحداث في حياة الكاتب الأيرلندي أوسكار وايلد. بطولة ستيفن فراي

### 1998
- دعوى مدنية (1998) - استنادًا إلى كتاب يحمل نفس الاسم من تأليف جوناثان هار، يقول الحقيقة قصة التلوث البيئي التي وقعت في ووبرن، ماساتشوستس في الثمانينات
- دون دي أتاس بانتال  (1998) - فيلم إندونيسي حائز على جائزة يعتمد على قصص حقيقية عن حياة ثلاثة من أولاد الشوارع في يوغياكارتا في، إندونيسيا، من إخراج غارين نوغروهو
- إليزابيث (1998) - تركزت في السنوات الأولى من حكم إليزابيث الأولى من إنجلترا ومهمتها الصعبة المتمثلة في تعلم ما هو ضروري لتكون ملكة
- جيا (1998) - استنادًا إلى حياة جيا كارانجي، عارض الأزياء الأمريكي البارز في أواخر السبعينيات وأوائل الثمانينيات
- الآلهة والوحوش  (1998) - تصوير الأيام الأخيرة من المخرج البريطاني جيمس ويل
- باتش آدامز  (1998) - قصة طبيب، مهرج، أداء، وناشط اجتماعي[14] باتش آدامز، من إخراج توم شادياك
- سايكو  (1998) - مستوحاة من جرائم سفاح إد جين. طبعة جديدة من فيلم ألفريد هيتشكوك  سايكو  (1960)
- إنقاذ الجندي ريان  (1998) - فيلم مستوحى من قصة الإخوة نيلاند خلال الحرب العالمية الثانية، من إخراج ستيفن سبيلبرج
- بلا حدود  (1998) - فيلم سيرة ذاتية عن العلاقة بين عداء المسافات البعد القياسي ستيف بريفونتين ومدربه بيل بورمان، الذي شارك لاحقًا في تأسيس نايكي، من إخراج روبرت تاون

### 1999
- رماد أنجيلا  (1999) - دراما أمريكية أيرلندية تستند إلى مذكرات بنفس العنوان كتبها فرانك مكورت قصة مكورت وطفولته بعد إجباره هو وعائلته على الانتقال من أمريكا إلى أيرلندا بسبب الصعوبات المالية والمشاكل العائلية الناجمة عن إدمان الكحول على أبيه
- آنا والملك (1999) - قصة كاتبة السفر الأنجلو هندية ومربية وناشطة اجتماعية آنا ليونوينز وتجاربها في سيام (تايلاند)، من إخراج أندي تينانت
- الصبيان لا يبكون (1999) - قصة ضحية جريمة الكراهية براندون تينا، من إخراج كيمبرلي بيرس
- فتاة، قوطعت (1999) - استنادًا إلى مذكرات المؤلف سوزانا كايسن التي تحمل الاسم نفسه، وتؤرخ إقامتها لمدة 18 شهرًا في مؤسسة عقلية، من إخراج جيمس مانجولد
- هونلي  (1999) - فيلم تلفزيوني أمريكي عن الغواصة الكونفدرالية  غواصة إتش إل هانلي ، أول غواصة قتالية تغرق سفينة حربية
- الإعصار (1999) - استنادا إلى سجن ملاكم الوزن المتوسط روبن "إعصار" كارتر، من إخراج نورمان جيويسون
- عميق جدا  (1999) - مبني على أساس كتاب عن إسقاط أمير عصابة من بوسطن، بمساعدة شرطي سري
- المطلع (1999) - اعتمادا على خبرات الدكتور جيفري ويغاند، أحد المخبرين في صناعة التبغ، من إخراج مايكل مان
- رجل على سطح القمر  (1999) - نبذة عن حياة الممثل الكوميدي الراحل أندي كوفمان
- الرسول: قصة جان دارك  (1999) - بناء على قصة جان دارك، وكانت فتاة شابة يعتقد انها مرسلة من الرب
- موسيقى القلب  (1999) - تستند إلى قصة روبرتا غواسباري، التي شاركت في تأسيس مدرسة أوبوس 118 هارلم للموسيقى وكافحت من أجل تمويل تعليم الموسيقى في المدارس العامة في مدينة نيويورك، من إخراج ويس كرافن بطولة ميريل ستريب
- أكتوبر السماء  (1999) - فيلم سيرة ذاتية أمريكي المقتبس من مذكرات  أبناء صاروخ  من قبل هومر هيكام، ابن عامل منجم فحم استلهم من إطلاق  سبوتنيك 1  في بناء صاروخ ضد رغبات والده، وفي النهاية أصبح مهندسًا في ناسا؛ من إخراج جو جونستون
- قراصنة وادي السليكون (1999) - بناء على قصة تنافس ستيف جوبز (شركة ابل كمبيوتر) وبيل غيتس (مايكروسوفت) على تطوير الكمبيوتر الشخصي
- آر كي أو 281  (1999) - قصة صناعة فيلم  المواطن كين ، من إخراج بنيامين روس
- روغ تريدر  (1999) - سيرة ذاتية درامية بريطانية يدور الفيلم حول حياة وسيط المشتقات السابق نيك ليسون وانهيار بنك بارينغز 1995، من تأليف وإخراج جيمس ديردن. من إنتاج سيدي ديفيد فروست
- قصة ستريت  (1999) - بناء على قصة رحلة ألفين ستريت عبر أيوا وويسكونسن على جزازة العشب
- توبسي ترفي (1999) - دراما موسيقية تتعلق بالفترة من عام 1884-1885 التي سبقت العرض الأول من جلبرت وسوليفان الصورة  إن الامبراطور لليابان. ، مع التركيز على الصراع الإبداعي بين الكاتب المسرحي والملحن، وقرار الرجلين بمواصلة شراكتهما
- الثلاثاء مع موري  (1999) - فيلم تلفزيوني يستند إلى مذكرات التي تحمل نفس العنوان

## عقد 2000

### 2000
- كل فتاة أمريكية: قصة ماري كاي ليتورنيو  (2000) - فيلم تلفزيوني مبني على علاقة ماري كاي ليتورنو غير المشروعة مع أحد طلابها في الصف السادس
- بالكاد مشهور (2000) - فيلم درامي كوميدي مبني على حياة كاميرون كرو المبكرة، يحكي قصة قادمة لصحفي مراهق يكتب لمجلة رولينج ستون بينما يغطى فرقة روك خيالية تدعى ستيلووتر
- قصة أودري هيبورن  (2000) - فيلم سيرة ذاتية تلفزيوني درامي عن يستند إلى حياة الممثلة البريطانية والإنسانية أودري هيبورن
- بافاندر  (2000) - فيلم هندي يستند إلى قصة بهانواري ديفي الحقيقية، ضحية اغتصاب من راجستان، الهند
- ضرب (2000) - فيلم سيرة ذاتية درامي يركز بشكل أساسي على الأسابيع العديدة الأخيرة من حياة الكاتبة جوان فولمر في عام 1951 في مكسيكو سيتي ، مما أدى إلى مقتلها عرضيًا على يد زوجها الكاتب ويليام س.
- قبل حلول المساء (2000) - فيلم سيرة ذاتية درامي رومانسي يعتمد على السيرة الذاتية التي تحمل الاسم نفسه لرينالدو أريناس وفيلم وثائقي بعنوان هافانا
- بست (2000) - فيلم بريطاني يصور مسيرة كرة القدم لنجم كرة القدم الأيرلندي الشمالي جورج بست، وخاصة السنوات التي قضاها في مانشستر يونايتد
- بهاراتي  (2000) - فيلم سيرة ذاتية تاميلي يقوم على حياة الكاتب والشاعر والصحافي الهندي وناشط الاستقلال الهندي والمصلح الاجتماعي مهاكافي بهاراتيار
- الخبز والورد (2000) - فيلم بريطاني ألماني إسباني عن كفاح عمال النظافة ذوي الأجور المنخفضة في لوس أنجلوس وكفاحهم من أجل ظروف عمل أفضل والحق في تكوين نقابات ، استنادًا إلى حملة «العدالة للحراس» لموظفي الخدمة الاتحاد الدولي (SEIU)
- بريتانيك (2000) - فيلم تجسس تلفزيوني ، رواية خيالية عن غرق سفينة تحمل الاسم نفسه قبالة جزيرة كيا اليونانية في نوفمبر 1916
- الفضة المحروقة (بالإسبانية: Plata quemada) (2000) - فيلم إثارة أرجنتيني مبني على رواية ريكاردو بيجليا عام 1997 التي تحمل الاسم نفسه ، والتي استلهمت من القصة الحقيقية لسرقة بنك سيئة السمعة عام 1965 في بوينس آيرس
- الغشاشون (2000) - فيلم درامي يؤرخ قصة فريق مدرسة مدرسة شتاينميتز الثانوية 1994-1995 الذي خدع في أكاديمية ديكاتلون الولايات المتحدة (USAD)، استنادًا إلى قصة حقيقية
- تشوبر  (2000) - استنادا إلى سيرة مجرم الأسترالي تشوبر ريد، من إخراج أندرو دومينيك
- لون الصداقة (2000) - فيلم تلفزيوني يستند إلى أحداث حقيقية حول الصداقة بين فتاتين ؛ مهري وبايبر ، أحدهما من الولايات المتحدة والآخر من الفصل العنصري في جنوب إفريقيا ، ويتعلمان التسامح والصداقة
- الشجاعة للحب (2000) - فيلم تاريخ تلفزيوني عن هنرييت ديليل
- صور قذرة (2000) - فيلم درامي يركز على محاكمة عام 1990 لمدير مركز سينسيناتي للفنون المعاصرة دنيس باري، الذي اتُهم بالترويج للمواد الإباحية من خلال تقديم معرض للصور الفوتوغرافية لروبرت مابلثورب والذي تضمن صورًا لأطفال عراة وعروضًا رسومية للسادية المازوخية المثلية
- الطبق  (2000) - قصة مرصد باركس في نيو ساوث ويلز، أستراليا، وكيف يلعب دورا رئيسيا في أول هبوط أبولو القمر، وشخصيات ملتوي من بلدة باركس القريبة
- منقسمون نسقط (2000) - (التشيك: Musíme si pomáhat) - فيلم درامي كوميدي تشيكي عن زوجين بلا أطفال يوافقان على إخفاء صديق يهودي في خطر شخصي كبير في تشيكوسلوفاكيا المحتلة النازية
- د. باباصحب أمبيدكار (2000) - فيلم هندي طويل باللغة الإنجليزية يحكي قصة بي آر أمبيدكار، المعروف بشكل أساسي بإسهاماته في تحرير الطبقات المضطهدة والمضطهدة في الهند وتشكيل دستور الهند ، بصفته رئيسًا للصياغة لجنة الجمعية التأسيسية الهندية
- إيرين بروكوفيتش (2000) - فيلم سيرة ذاتية عن كاتب القانوني الأمريكي والناشط البيئي ايرين بروكوفيتش، من إخراج ستيفن سودربرغ
- اولاد إسيكس  (2000) - مستوحاة من قتل رينج روفر في ريتندون
- الوداع - (الألمانية: Abschied - Brecht's last summer) - فيلم درامي ألماني عن بيرتولت بريخت
- من أجل الحب أو البلد: قصة أرتورو ساندوفال (2000) - فيلم درامي تلفزيوني عن السيرة الذاتية لموسيقي الجاز الكوبي أورتورو ساندوفال.
- أصابع خضراء (2000) - فيلم كوميدي بريطاني مبني بشكل فضفاض على القصة الحقيقية للسجناء الحائزين على جائزة سجن ليهيل ، وهو سجن ذو حد أدنى من الأمن في كوتسوولدز ، إنجلترا ، قصة نشرت في نيويورك تايمز في عام 1998
- اكبر برادي (2000) - فيلم تلفزيوني عن السيرة الذاتية يعتمد على السيرة الذاتية لعام 1992 أكبر برادي: كنت مراهقًا غريغ كتبها الممثل باري ويليامز مع كريس كريسكي
- حرب مقاطعة هارلان (2000) - فيلم تلفزيوني عن امرأة من ولاية كنتاكي تنضم إلى صفوف الاعتصام في إضراب طويل عنيف بعد أن كاد زوجها العامل في المناجم أن يقتل في كهف ، ويموت والدها ببطء بسبب الرئة السوداء في السبعينات .
- هندريكس (2000) - فيلم سيرة ذاتية تلفزيوني عن حياة جيمي هندريكس
- حلمت بإفريقيا (2000) - فيلم سيرة ذاتية درامي يستند إلى رواية السيرة الذاتية التي حلمت بها بإفريقيا للكاتب الإيطالي كوكي جالمان ، الذي انتقل إلى كينيا وشارك في أعمال الحفظ.
- في حياته: قصة جون لينون (2000) - فيلم سيرة ذاتية تلفزيوني أمريكي عن سنوات مراهقة جون لينون
- في ضوء القمر (2000) - فيلم رعب مبني على جرائم قاتل ويسكونسن إد جين
- الأبرياء (2000) - فيلم درامي طبي تلفزيوني بريطاني يستند إلى فضيحة قلب بريستول في الثمانينيات والتسعينيات
- القذارة والغضب  (2000) - عن فرقة بانك إنجليزية سيكس بيستلس
- سيدات حديديات  (2000) - فيلم كوميدي تايلاندي يستند على أساس فريق الكرة الطائرة للرجال يتكون من رياضيين مثليي الجنس ومتحولين جنسيا
- ليست عظيمة (2000) - فيلم سيرة ذاتية درامي كوميدي يقدم سيرة ذاتية خيالية للمؤلف جاكلين سوزان
- يوسف: ملك الأحلام (2000) - فيلم الرسوم المتحركة الدرامي الموسيقي الأمريكي التوراتي. الفيلم مقتبس من قصة يوسف من سفر التكوين في الكتاب المقدس
- الملك يرقص (2000) - دراما أزياء فرنسية مبنية سيرة جان بابتيست لولي، ويركز على علاقة لولي الشخصية مع الملك ، فضلاً عن صداقته الحميمة مع موليير والتنافس مع روبرت كامبرت.
- أسطورة ريتا (الألمانية: Die Stille nach dem Schuss) (2000) - فيلم ألماني يركز على التواطؤ بين الشرطة السرية لألمانيا الشرقية ، أو ستاسي ، والجماعة الإرهابية في ألمانيا الغربية فصيل الجيش الأحمر (RAF). جميع الشخصيات الخيالية لها أوجه تشابه قريبة مع أعضاء سلاح الجو الملكي الواقعي
- لومومبا (2000) - فيلم سيرة ذاتية تمحور حول باتريس لومومبا في الأشهر التي سبقت وبعد استقلال الكونغو ليوبولدفيل عن بلجيكا في يونيو 1960
- رجال الشرف (2000) - استنادًا إلى كارل براشيير أول أمريكي من أصل إفريقي غواص رئيسي من البحرية الأمريكية، من إخراج جورج تيلمان، الابن
- حورية البحر (2000) - فيلم تلفزيوني مبني على قصة حقيقية من ديزيريه لين جيل وهي تتعلم قبول وفاة والدها
- معجزة في لين 2 (2000) - فيلم ديزني عن القصة الحقيقية لجوستين يودر ، وهو صبي صغير ولد مصابًا بالسنسنة المشقوقة واستسقاء الرأس ، ويستخدم كرسيًا متحركًا وهو مصمم على الفوز بكأس مثل أخيه الرياضي الأكبر
- صانع المعجزات (2000) - فيلم رسوم متحركة بريطاني روسي أمريكي عن حياة يسوع المسيح
- خادمات قاتلات (بالفرنسية: Les Blurures Assassines) (2000) - فيلم فرنسي يحكي القصة الحقيقية للخادمتين الفرنسيتين كريستين وليا بابين
- العاصفة المثالية  (2000) - مقتبس من كتاب  العاصفة المثالية  من قبل سيباستيان جونكر عن العاصفة المثالية 1991، المعروف أيضا باسم عيد هالوين ولا 'عيد الفصح لعام 1991. من إخراج وولفغانغ بيترسن
- تذكر الجبابرة (2000) - بناءً على موسم فريق كرة القدم وقضية التمييز العرقي في مدرسة تي. جيم وليامز الثانوية لعام 1971 في الإسكندرية، فرجينيا
- سبع أغاني من التندرا (بالفنلندية: Seitsemän laulua tundralta) (2000) - فيلم فنلندي مبني على تجارب أناستاسيا لابسوي الخاصة وفولكلور نينيتس
- شبح مصاص الدماء (2000) - فيلم عبارة عن سرد خيالي لتصوير فيلم مصاص دماء كلاسيكي  نوسفرتو، سيمفونية الرعب ، من إخراج إدموند إلياس مرهيج
- ثلاثة عشر يومًا  (2000) اندلعت خلال أزمة الصواريخ الكوبية التي استمرت أسبوعين في أكتوبر عام 1962، تركزت على كيفية تعامل الرئيس جون كينيدي، والنائب العام روبرت كينيدي، وغيرهم مع الوضع المتفجر
- متأخر جدًا (بالبرتغالية: Tarde Demais) (2000) - فيلم برتغالي عن مجموعة من الصيادين البرتغاليين الذين وقعوا في وسط عاصفة في نهر تاجة (لشبونة) ويكافحون من أجل البقاء
- فاتيل (2000) - فيلم درامي تاريخي فرنسي بريطاني مستوحى من حياة الشيف الفرنسي فرانسوا فاتيل في القرن السابع عشر
- عندما عاد أندرو إلى المنزل (2000) - فيلم تلفزيوني عن امرأة اجتمعت مع ابنها المخطوف بعد خمس سنوات
- عندما تسقط السماء  (2000) - تستند القصة إلى قصة فيرونيكا غيران، مراسلة جريمة تكتب عن المخدرات لصحيفة صنداي إندبندنت، وعن تحقيقاتها وقتلها.
- من قتل أطفال أتلانتا؟ (2000) - فيلم تلفزيوني ألماني أمريكي عن جرائم القتل في أتلانتا 1979-1981

### 2001
- أيام السادات (2001) - سيرة حياة الرئيس المصري محمد أنور السادات.
- علي (2001) - سيرة حياة أسطورة رياضية، محمد علي، من سنواته الأولى إلى أيامه في الحلبة
- عقل جميل (2001) - مأخوذ من سيرة غير مصرح بها للكاتبة سيلفيا نصار في كتاب  عقل جميل ، عن عالم الرياضيات الأمريكي جون فوربس ناش، الابن، من إخراج رون هوارد
- خلف خطوط العدو (2001) - هو مبني على أساس انقاذ طيار مقاتل في سلاح الجو الأمريكي سكوت أوغرادي، من إخراج جون مور
- المؤمن  (2001) - مبنية على قصة حقيقية عن دانييل بوروس، وهو عضو في الحزب النازي الأمريكي، والحزب الجديد فرع نيويورك تابع لحركة يونايتد كلانس أوف أمريكا، الذي انتحر بعد أن كشفت عنه صحيفة «نيويورك تايمز» على أنه يهودي
- سقوط الصقر الأسود (2001) - مقتبس من  سقوط الصقر الأسود: قصة الحروب الحديثة  من قبل مارك بودين عن معركة مقديشو
- ضربة  (2001) - عن مهرب الكوكايين من أمريكا جورج يونغ، من إخراج تيد ديم
- بولي  (2001) -مبني على قصة بوبي كينت، الذي اغتيل على يد سبعة من المراهقين في ما يعرف الآن ويستون، فلوريدا، من إخراج لاري كلارك
- مواء القط  (2001) - مستوحاة من الموت الغامض لإمبراطور صانعة الأفلام توماس هاربر إينس
- العدو على الأبواب (2001) - استنادًا إلى مواجهة القناصة الروسية والألمانية ولعبة القط والفأر بين السوفياتي فاسيلي زايتسيف والألماني إرفين كونيج خلال معركة ستالينغراد، من إخراج جان جاك أنو
- من الجحيم  (2001) - تدور أحداث الرواية التي وقعت أثناء جرائم قتل وايت تشابل في أواخر العصر الفيكتوري حول هوية جاك السفاح ودوافعه
- أيريس (2001) - استنادًا إلى السيرة الذاتية لحياة الروائية الأيرلندي آيريس مردوك وتدهور حالتها العقلية من مرض الزهايمر
- جيمس دين  (2001) - يرتكز على حياة ومهنة نجم هوليوود جيمس دين، وكذلك علاقته مع والده المنفصل.
- بيرل هاربر (2001) - استنادا إلى أحداث الهجوم على بيرل هاربر وغارة دوليتل، من إخراج مايكل باي
- الإقلاع  (2001) - دراما صينية تقوم على حياة الممثل جيا شنغ، الذي كان يعاني من إدمان الهيروين والماريجوانا لمدة خمس سنوات من 1992 حتى عام 1997
- ركوب السيارات مع الأولاد  (2001) - على أساس حياة كتابة بيفرلي دونوفريو، والتي كتبت سيرة ذاتية على حياتها وتحمل نفس العنوان
- روك ستار  (2001) - يحكي قصة كريس «إزي» كول، مغني فرقة تحية الذي صعد إلى موقع الصدارة استلهم المنشد من فرقته المفضلة من قصة الحياة الواقعية لـ تيم "الخارق" أوينز
- هناك سر في حسائي  (2001) - بناء على قتل هالو كيتي

### 2002
- 8 أميال (2002) - استنادًا إلى مغني الراب إمينيم ومعارك الراب في ديترويت
- 24 ساعة حزب الشعب  (2002) - بناء على قصة توني ويلسون وعلامة تسجيلات فاكتوري 1976-1992.
- تركيز تلقائي  (2002) - يرتكز على حياة ومهنة بوب كرين نجم  هوجانز هيروز ، وكذلك صداقته مع جون هنري كاربنتر
- الأحد الدامي  (2002) - استنادًا إلى أحداث الأحد الدامي في 30 يناير 1972، في ديري، أيرلندا الشمالية، حيث تم إطلاق النار على 26 من المتظاهرين غير المسلحين والمدافعين عن الحقوق من قبل جنود الجيش البريطاني
- أمسكني لو استطعت (2002) - فيلم أمريكي يحكى عن فنان خدع البصرية فرانك أباغنيل، من إخراج ستيفن سبيلبرغ
- أنتون فيشر  (2003) - دراما أمريكية على أساس كتاب سيرة ذاتية  العثور على الأسماك ، من إخراج دينزل واشنطن في أول ظهور له كمخرج
- شيكاغو  (2002) - مقتبس من المسرح الموسيقي من تأليف بوب فوس وفريد إيب، لاستكشاف موضوعات المشاهير والفضيحة والفساد في عصر الجاز شيكاغو، من إخراج روب مارشال
- مدينة الرب  (2002) - فيلم دراما جريمة برازيلية، مأخوذ من كتاب من باولو لينس، يصور نمو الجريمة المنظمة في ريو دي جانيرو بين نهاية الستينيات وبداية الثمانينيات، من إخراج فرناندو ميريليس وكاتيا لوند
- اعترافات عقل خطير  (2002) - فيلم فيلم كوميدي تجسس يصور حياة مضيف ومنتج شهير تشاك بريس، الذي ادعى أنه كان أيضًا قاتلًا لوكالة الاستخبارات المركزية
- داهمر  (2002) - قصة سفاح جيفري دامر
- فريدا  (2002) - قصة رسام المكسيكي فريدا كاهلو
- قندهار  (2002) - قصة عودة اللاجئ الأفغاني نيلوفر بازيرا إلى أفغانستان، من إخراج محسن مخملب
- مشروع لارامي  (2002) - مقتبس من المسرحية  مشروع لارامي ، وكلاهما من تأليف مويسيس كوفمان، ويحكي قصة مقتل الطالب الأمريكي في ماثيو شيبارد في لارامي، وايومنغ عام 1998
- نبوءات الموثمان  (2002) - مقتبسة من 1975 كتاب يحمل نفس الاسم من قبل جون كيل، يقول قصة مشاهد الرجل العثة في بوينت بليزانت، فيرجينيا الغربية، في عامي 1966 و 1967
- مدفوع بالكامل  (2002) - استنادًا إلى أحداث في حياة تاجر مخدرات آزي فيسون وتفشي تعاطي كراك أثناء وباء الكراك في هارلم في الثمانينيات، مما أدى إلى مقتل أصدقائه ريتش ودونيل بورتر، فيلم من إخراج تشارلز ستون الثالث
- عازف البيانو (2002) - بناء على مذكرات من واديسو زبيلمان، وهو موسيقي البولندي من أصول يهودية وأحد الناجين من بولندا التي احتلها النازيون
- حفلة كوين الموسيقية: قصة مارك هول  (2002) - استنادًا إلى قضية 2002 في المحكمة  مارك هول ضد مجلس مدرسة دورهام الكاثوليكية
- سياج واقية من الأرانب  (2002) - يلم درامي أسترالي يستند إلى كتاب «متابعة سياج واقية من الأرانب» لدوريس بيلكنجتون جاريمارا، استنادًا إلى القصة الحقيقية لوالدة المؤلف واثنين من فتيات الشعوب الأصلية المختلطة العرق اللائي هربن من مستوطنة نهر مور الأصلية شمال بيرث، أستراليا الغربية، للعودة إلى عائلاتهم من السكان الأصليين بعد وضعهم هناك في عام 1931 ؛ من إخراج فيليب نويس
- لاعب مبتدئ  (2002) - بناءً على حياة لاعب البيسبول الأمريكي المحترف جيم موريس، والمعروف عن حياته المهنية القصيرة في دوري البيسبول
- تيد بندي  (2002) - قصة سفاح تيد بندي
- كنا جنودا  (2002) - استنادًا إلى معركة أيا درانج، أول مشاركة كبرى للقوات الأمريكية في حرب فيتنام؛ من إخراج راندال والاس

### 2003
- 44 دقيقة: إطلاق النار في شمال هوليود  (2003) - استنادا إلى قصة من واقع الحياة من السرقة 1997 والمعروفة باسم تبادل لاطلاق النار شمال هوليوود
- ذكريات قاتل (2003) - الفيلم يستند إلى قصة أول قاتل متسلسل في كوريا الجنوبية على الرغم من أن الفيلم لم يذكر ذلك هوية القاتل المتسلسل، ويركز على المحققين اللذين تم تكليفهما بالقضية والذين كانا غير مهيئين للتعامل مع الموقف مع عثورهم على 10 نساء مقتولات في هواسونغ بين عام 1986 إلى 1991.
- دي سي 11/9 : وقت الأزمة  (2003) - فيلم تلفزيوني أمريكي عن هجمات 11 سبتمبر كما يُرى من وجهة نظر الرئيس جورج دبليو بوش وموظفيه
- الفيل  (2003) - بناء على الأحداث المحيطة، مجزرة مدرسة كولومبين العليا 20 أبريل 1999 في كولومبين في كولورادو
- جاسي  (2003) - قصة السفاح جون واين جاسي. يركز على حياة جاسي بعد انتقاله إلى نوروود بارك في عام 1971 حتى اعتقاله في عام 1978
- الآلهة والجنرالات  (2003) - مقدمة لل أفاد ، عن العام ستونيوال جاكسون
- لوك كارجيل  (2003) - فيلم حرب الهندي استنادا لعام 1999 حرب كارجيل
- ذكريات القتل  (2003) - فيلم الكوري الجنوبي بناء على قصة حقيقية من جرائم القتل المتسلسلة الأولى المعروفة في البلاد، التي وقعت بين عامي 1986 و 1991
- الوحش  (2003) - قصة سفاح أيلين ورنوس، إخراج باتي جنكينز
- راديو  (2003) - استنادًا إلى قصة الحياة الحقيقية لمدرب كرة القدم في ساوث كارولينا هارولد جونز ومساعده الذي يواجه تحديًا عقليًا جيمس روبرت من مقال نشر عام 1996  الرياضة المصورة من تأليف جاري سميث بعنوان «شخص ما ليتم الاعتماد عليه»
- سيبيسكيت (2003) - استنادًا إلى كتاب  سيبيسكيت: أسطورة أمريكية  من لورا هلنبراند عن بطل سباق الخيول الأمريكي سيبيسكيت
- زجاج محطم  (2003) - استنادًا إلى ستيفن جلاس في مهنة الصحافة في الجمهورية الجديدة خلال منتصف التسعينيات واكتشاف له الاحتيال الصحفي على نطاق واسع
- الواقف  (2003) - على أساس الحياة والموت من أندريه الواقف، وتحول نقيب شرطة جنوب افريقيا لص البنك
- فيرونيكا غيران  (2003) - على أساس القصة الحقيقية للصحفي الإيرلندي فيرونيكا غيران
- العجائب  (2003) - بناء على قتل العجائب في لوس انجليس في عام 1981، من إخراج جيمس كوكس
- ذكريات قاتل  (2003) - فيلم كوري جنوبي تستند إلى القصة الحقيقية لأول جرائم قتل مسلسل في التاريخ في كوريا، والتي وقعت بين عامي 1986 و 1991 في هواسونغ، مقاطعة غيونغي يناضل ثلاثة من رجال المباحث مع قضية العثور على عدة فتيات صغيرات يتعرضن للاغتصاب والقتل على أيدي مجرم مجهول، فيلم من إخراج بونغ جون هو
- إلاريا ألبي - أكثر الأيام قسوة  (2003) - فيلم من إخراج فيرديناندو فيسنتيني أورغناني يحكي قصة مأساوية ومظلمة حياة لصحفية الإيطالية إلاريا ألبي ومصورها ميران هيروفاتين قبل قتلهما في مقديشو، الصومال، في 20 مارس 1994.

### 2004
- 3: قصة دايل إيرنهارت  (2004) - فيلم تلفزيوني عن حياة وموت الأسطوري ناسكار سائق دايل إيرنهارت
- 12 يوما من الإرهاب  (2004) - استنادًا إلى الأحداث الحقيقية التي حدثت في يوليو 1916 في وسط وجنوب ولاية نيو جيرسي ؛ يروي 12 يومًا تعرض خلالها أشخاص على طول ساحل جيرسي لهجمات قام بها قرش
- لا أحد يعلم (2004) - فيلم درامي ياباني يستند إلى قضية التخلي عن الأطفال في سوغامو عام 1988، فيلم من إخراج هيروكازو كور إيدا
- 36 كاي دي أورفريس  (2004) - فيلم فرنسي يستند إلى قصة حقيقية عن تنافس اثنان من رجال الشرطة على المقعد الشاغر لرئيس شرطة باريس الجنائية، فيلم من إخراج أوليفييه مارشال
- ضد الحبال  (2004) - دراما تستند إلى حياة مدير الملاكمة الأمريكي جاكي كالين، أول امرأة تنجح في الرياضة الملاكمة
- ألكساندر  (2004) - استنادًا إلى حياة ألكساندر الكبير
- اغتيال ريتشارد نيكسون (2004) - قصة قاتل محتمل صموئيل بيك، الذي تآمر لقتل ريتشارد نيكسون في عام 1974، من إخراج نيلز مولر
- الطيار  (2004) - قصة هوارد هيوز، من إخراج مارتن سكورسيزي
- راء البحار  (2004) - قصة حياة المغني بوبي دارين
- الجمعة السوداء  (2004) - فيلم هندي هندي يستند إلى تفجيرات بومباي 1993
- دي-لافلي  (2004) - قصة الزواج من شاعر وملحن كول بورتر وليندا لي توماس
- سقوط  (2004) - فيلم ألماني مبني على آخر 12 يومًا من حياة أدولف هتلر في مستودعاته في برلين وألمانيا النازية في عام 1945
- الطبل  (2004) - يرتكز على حياة الصحفي الاستقصائي جنوب افريقيا هنري نسومالو
- إيفلينكو  (2004) - فيلم إيطالي باللغة الإنجليزية مبني على أساس قاتل متسلسل سوفيتي يدعى أندريه شيكاتيلو
- العثور على نيفرلاند  (2004) - قصة السير جيمس ماثيو باري مع أسرة ألهمته لخلق «بيتر بان»
- أضواء ليلة الجمعة  (2004) - مأخوذة من  أضواء ليلة الجمعة: مدينة، فريق، وحلم  بقلم هاري جيرارد بيسنجر، حول موسم كرة القدم لعام 1988 المدرسة الثانوية بيرميان في أوديسا، تكساس، من إخراج بيتر بيرج
- هيدالغو  (2004) - قصة متسابق المسافة الأمريكي فرانك هوبكنز وله موستانج هيدالغو، وهو يسرد سباق حصانه في الجزيرة العربية عام 1891 ضد البدو ركوب الخيل الحصان العربي، من إخراج جو جونستون
- التلال الخانق  (2004) - بناء على قصة حقيقية من التلال الخانق السفاحين، كينيث بيانكي وأنجلو بونو، الابن، الذي خطف واغتصب وعذب وقتل الفتيات والنساء في أواخر عام 1977 إلى أوائل عام 1978 في التلال أعلاه لوس أنجلوس، كاليفورنيا
- فندق رواندا  (2004) - قصة تجارب بول روساباجينا خلال الإبادة الجماعية الرواندية، من إخراج تيري جورج
- ملائكة جاويد الحديد  (2004) - يتبع أليس بول ومحاولات حزب المرأة الوطنية لإجبار الرئيس ويلسون على منح النساء الأميركيات حق التصويت خلال الحرب العالمية
- كادهيل  (2004) - دراما التاميل الرومانسية عن قصة قصة حب حقيقية
- كاماراج  (2004) - فيلم سيرة التاميل عن قصة حياة السياسي الهندي كوماراسوامي كاماراج، والمعروفة باسم «صانع الملوك» خلال الستينات في الهند
- كينزي  (2004) - نظرة على حياة ألفريد كينزي، وهو رائد في مجال البحوث النشاط الجنسي البشري
- معجزة  (2004) - قصة هيرب بروكس وفريق الهوكي الأولمبية الأمريكية التي سبقت، وأثناء، والألعاب الأولمبية الشتوية 1980، من إخراج غافن أوكونور
- يوميات دراجة نارية  (2004) - نشأة وبداية حياة تشي غيفارا
- المياه المفتوحة  (2004) - بناء على قصة توم أند إيلين لونرغان، الذين تركوا وراء على رحلة الغوص في جنوب المحيط الهادئ، وجهت بواسطة كريس كنتيس
- راي (2004) - حياة المغني راي تشارلز
- شيء من صنع الرب  (2004) - عن رائدة القلب السوداء فيفيان توماس وشراكته المعقدة والمتقلبة مع الجراح الأبيض ألفريد بلالوك، «طبيب الطفل الأزرق» المشهور عالميًا والذي كان رائدًا في جراحة القلب الحديثة
- المحطة  (2004) - فيلم من إخراج ستيفن سبيلبرغ ومن بطولة توم هانكس، يسرد قصة رجل من أوروبا الشرقية أجبر على العيش في مطار (جون كينيدي)، اقتبس الفيلم عن قصة حقيقية وتجربة قاسية عاشها (مهران كريمي ناصيري) اللاجئ الإيراني الذي عاش في مطار (تشارلز دي غول) في العاصمة الفرنسية باريس لمدة ثمانية عشر سنة كاملة.

### 2005
- صديق العائلة (2005) - فيلم تلفزيوني كندي مقتبس من كتاب أليسون شو لعام 1998 الذي يحمل نفس الاسم ، عن القصة الحقيقية لديفيد سنو ، «قاتل الكوخ»
- مطاردة أمريكية  (2005) - فيلم رعب على أساس رواية بيل الساحرة: أمريكية المطاردة برنت موناهان، حول أسطورة الساحرة بيل.
- أورور  (2005) - دراما سيرة ذاتية بناء على قتل أورور غانيون، ضحية كندية لإساءة معاملة الأطفال
- ما وراء غيتس  (2005) - استنادا إلى الأحداث خلال الأيام الأولى من الإبادة الجماعية في رواندا، من إخراج مايكل كيتون جونز
- كابوت (2005) - فيلم سيرة ذاتية عن ترومان كابوت الذي يشرع في كتابة مقال لصحيفة نيويوركر حول القتل الوحشي لعائلة قتل عائلة كانساس، وتطوير علاقة وثيقة مع القاتل بيري سميث يرافقه صديقه المقرب هاربر لي في المشروع الذي سيصبح كتابه  بدم بارد .
- رجل السندريلا (2005) - استنادًا إلى قصة جيمس جيه. برادوك، الملاكم المفترض أنه تم غسله ويعود ليصبح بطلاً وإلهامًا في الثلاثينيات
- المدرب كارتر (2005) - بناء على فريق كرة السلة مدرسة ريتشموند الثانوية من قبل المدرب بقيادة كين كارتر
- ديفيد وليلى  (2005) - فيلم مستقل مستوحى من قصة حقيقية ليهودي ومسلم يقعان في الحب في نيويورك.
- داون آنا  (2005) - فيلم تلفزيوني يستند إلى أحداث حقيقية تحيط بمذبحة مدرسة كولومبين الثانوية
- ديفاكي  (2005) - فيلم هندي يستند إلى واقعة بيع امرأة قبلية تدعى ديفاكيباي في مزاد مفتوح في باندانا ، قسم فرعي في منطقة خاندوا في ماديا براديش ، في يناير 2003
- دومينو  (2005) - مستوحاة من دومينو هارفي، ابنة اللغة الإنجليزية من خشبة المسرح والشاشة الممثل لورنس هارفي، الذي أصبح لوس انجليس باونتي هنتر.
- الثراء أو داي ترين(2005) - عن كورتيس«50 سنت» حياة جاكسون
- ليلة سعيدة، وحظا سعيدا  (2005) - يروي إدوارد ر. مورو معارضة السناتور جوزيف مكارثي خلال جلسات الاستماع الشيوعية لمجلس الشيوخ من منتصف 1950s، من إخراج جورج كلوني
- رائد عظيم  (2005) - قصة اقتحام كاباناتوان في جزيرة الفلبين لوزون خلال الحرب العالمية الثانية، من إخراج جون دال
- أعظم لعبة لعبت على الإطلاق  (2005) - استنادًا إلى حياة لاعب الجولف فرانسيس أويميت، من إخراج بيل باكستون
- نهر الأخضر القاتل  (2005) - على أساس سفاح واقع الحياة غاري ريدجواي، من إخراج ولي لومل
- جارهيد  (2005) - بناء على حرب الخليج مذكرات من أنطوني سوفورد، من إخراج سام منديس
- آخر جلاد  (2005) - استنادًا إلى حياة ووظيفة البريطانيين الجلاد ألبير بيربونت، من أوائل عام 1933 وحتى نهاية حياته المهنية في عام 1955، وخلالها أعدم حوالي 608 شخصًا، بمن فيهم نورمبرج مجرمو الحرب وروث إليس، آخر امرأة تُعدم في بريطانيا
- أكاذيب أخبرتني بها والدتي  (2005) - فيلم تلفزيوني كندي يقوم على الحياة الحقيقية قتل لاري ماكنبني من قبل زوجته، إليسا ماكنبني، بمساعدة طالب جامعي
- ميونيخ  (2005) - تستند بشكل فضفاض إلى عملية غضب الله في أعقاب أعقاب مذبحة ميونيخ، من إخراج ستيفن سبيلبرغ
- العالم الجديد (2005) - يصور تأسيس جيمس تاون، فيرجينيا، مستوحى من الشخصيات التاريخية الكابتن جون سميث وبوكاهونتاس
- شمال البلد  (2005) - الأمريكي فيلم الدراما تؤرخ لحالة  جنسون ضد إفيليث شركة تاكونيت ، التي غيرت قانون التحرش الجنسي، من إخراج نيكي كارو
- سيهر  (2005) - فيلم هندي هندي يصور الجريمة المنظمة في أواخر تسعينيات القرن الماضي في الهند، ويستند بشكل فضفاض إلى رجل عصب الحياة والقاتل المستأجر شري براكاش شوكلا
- الخطايا  (2005) - بوليوود فيلم يعتمد على القصة الحقيقية لكاهن كاثوليكي من كيرلا تم شنقه بسبب علاقته الجنسية مع امرأة متزوجة
- سيريانا  (2005) - فيلم الجيوسياسي مقتبس عن كتاب  انظر لا الشر  من قبل روبرت باير، عميل سابق لمكتب التحقيقات الفيدرالي، بناءً على تجاربه
- السير على الخط  (2005) - استنادا إلى اثنين من السير الذاتية لجوني كاش "، " الرجل الأسود " 'و' 'كاش: السيرة الذاتية'
- وولف كريك  (2005) - مستوحاة من جرائم قتل الرحال من قبل إيفان ميلات
- الهندي الأسرع في العالم  (2005) - قصة حياة النيوزيلندي بيرت مونرو، الذي قضى سنوات في بناء 1920 هندي، دراجة نارية، دراجة مما ساعده في تسجيل الرقم القياسي العالمي لسرعة الأرض في بونفيل سولت فلاتس في ولاية يوتا عام 1967

### 2006
- كلب ألفا  (2006) - دراما إجرامية أمريكية تستند إلى اختطاف وقتل نيكولاس ماركويتز والأحداث المحيطة بها في عام 2000، نظمتها بشكل رئيسي جيسي جيمس هوليوود، تاجر مخدرات شاب من الطبقة الوسطى في كاليفورنيا
- تشوشو فايف  (2006) - فيلم درامي تاريخية يابانية عن خمسة من الساموراي الشباب الذين خاطروا بحياتهم للسفر إلى الغرب بحثًا عن المعرفة على الرغم من المخاطرة بعقوبة الإعدام بسبب انتهاك الحظر المفروض على السفر إلى الخارج، فيلم من إخراج شو إيغاراشي.[15][16]
- النعمة المذهلة  (2006) - قصة معركة ويليام ويلبرفورس لتحريم تجارة الرقيق في البرلمان البريطاني
- كتاب أسود  (2006) - فيلم هولندي يستند إلى القصة الحقيقية لفتاة يهودية، تم تصويرها خلال الحرب العالمية الثانية
- الداليا السوداء  (2006) - وهو مبني على قصة حقيقية من دون حل الداليا السوداء جريمة قتل في يناير كانون الثاني عام 1947، من إخراج بريان دي بالما
- بوبي  (2006) - استنادًا إلى أحداث مضاربة تؤدي إلى إطلاق النار على روبرت ف. كينيدي في فندق السفير في عام 1968، من إخراج اميليو استيفيز
- بوينس آيرس، 1977  (المعروف أيضا باسم  وقائع للإفلات ) (2006) - الأرجنتيني السياسي لفيلم الرعب الذي يحكي قصة حقيقية من أربعة رجال نجى بأعجوبة من الموت على يد جيش فرقة الموت في الأرجنتين الحرب القذرة في 1970s
- قبض على النار  (2006) - بناء على تجارب سابقة العامل المهاجر تحولت رمح الأمة عضو باتريك تشاموسو خلال الفصل العنصري في الثمانينات من القرن الماضي، من إخراج فيليب نويس
- درسدن  (2006) - فيلم تلفزيوني ألماني يصور قصة رومانسية خلال هجوم تاريخي على مدينة درسدن في فبراير 1945
- البحث عني مذنب  (2006) - بناء على محاكمة عصابة جياكومو "جاكي" DiNorscio، والذي أصبح أطول محاكمة المافيا في التاريخ الأميركي. من إخراج سيدني لوميت
- أعلام آبائنا  (2006) - استنادًا إلى كتاب  أعلام آبائنا ، كتبه جيمس برادلي ورون باورز، عن معركة ايو جيما ورفع العلم على ايو جيما
- الرحلة 93  (2006) - استنادا إلى الأحداث على متن يونايتد ايرلاينز الرحلة رقم 93 في هجمات 11 سبتمبر، إخراج بيتر ماركل
- طريق المجد  (2006) - بناء على قصة 1965-1966 تكساس الغربية فريق عمال المناجم كرة السلة ومسيرتها إلى [1966 قسم NCAA الرجال [ أنا كرة السلة البطولة | بطولة وطنية]]، على الرغم من بعض الحريات التي اتخذت
- غريديرون غانغ  (2006) - استنادًا إلى حوادث حقيقية تورط فيها أعضاء من عصابات الشباب في سجن شاب يدعى «معسكر كيلباتريك» الذي لعب لفريق كرة قدم بقيادة المدرب شون بورتر
- هوليوود لاند  (2006) - بناء على وفاة مشبوهة الممثل جورج ريفز في 16 يونيو 1959، من إخراج ألن كولتر
- فيلم سيئ السمعة  (2006) - أثناء بحثه في كتابه  في دم بارد ، يطور الكاتب ترومان كابوت علاقة وثيقة مع القتلة المدانين ديك هيكوك وبيري سميث
- لا يقهر  (2006) - بناء على قصة فينس بابالي، الذي لعب للفيلادلفيا ايجلز في 1970s باعتباره المشي على
- كارلا  (2006) - بناء على قصة حقيقية من السفاحين بول برناردو وكارلا هومولكا
- آخر ملوك اسكتلندا  (2006) - استنادا إلى الأحداث واقعية خلال عيدي أمين الصورة حكم أوغندا، من إخراج كيفن ماكدونالد
- حيدا قلوب  (2006) - وهو مبني على التحقيق في جرائم القتل المخبر المير سي روبنسون في حيدا قلوب القتلة، من إخراج له حفيد الخاصة تود روبنسون
- ماري أنطوانيت  (2006) - استنادًا إلى حياة ماري أنطوانيت، الملكة الأخيرة من فرنسا، من خطوتها والزواج منها لويس السادس عشر لعهدها كملكة الثورة الفرنسية
- ملكة جمال بوتر  (2006) - فيلم الأنجلو أمريكية السيرة الذاتية عن مؤلف الأطفال والمصور بياتريكس بوتر
- فقط الشجعان  (2006) - قصة إنقاذ فقدت الكتيبة من 442 فريق الفوج القتالي خلال الحرب العالمية الثانية، من إخراج لين نيشيكاوا
- أثار  (2006) - استنادًا إلى القصة الحقيقية لـ كيرانجيت أهلواليا، التي قتلت زوجها المسيء
- أرقص معي (فيلم)  (2006) - استنادًا إلى قصة بيير دولين، وهو راقص معروف في قاعة الاحتفالات ومدرب للرقص، يُعرف باسم «قاعة الرقص»، حيث يدرس إمكانات عالية المتسربين من المدارس كيف يرقصون الرقص أثناء الاحتجاز في محاولة لرفع احترامهم لذاتهم وثقتهم
- خدعة  (2006) - سرد كليفورد إيرفنج الصورة خدعة متقنة على بنشر السيرة الذاتية من هوارد هيوز في وقت مبكر 70s.
- السعي للسعادة  (2006) - استنادًا إلى القصة الحقيقية لنضال كريس غاردنر الذي ظل متشرداً لمدة عام، وبطولة ويل سميث وابنه جيدن سميث
- الملكة  (2006) - بعد موت من الأميرة ديانا، الملكة اليزابيث الثانية صراعات مع رد فعل لها على تسلسل الأحداث لا يمكن لأحد أن يتنبأ
- زودياك  (2006) - عن زودياك القاتل
- آثار الحب  (2006) - بناء على انهيار متجر سامبونغ لعام 1995
- يونايتد 93  (2006) - على أساس يونايتد ايرلاينز الرحلة رقم 93 والركاب على متن الطائرة الذي منع الخاطفين من الوصول إلى هدفهم المنشود، من إخراج بول جرينجراس
- نحن مارشال  (2006) - قصة أعقاب تحطم طائرة 1970 الذي أسفر عن مقتل 5 أفراد من طاقم الطائرة، 25 التعزيز، 8 مدربين و 37 لاعبي كرة القدم جامعة مارشال فريق، من إخراج ماك جي
- مركز التجارة العالمي  (2006) - استنادًا إلى إنقاذ جون ماكلوغلين وويل جيمينو، تحرر كلاهما من حطام أبراج مركز التجارة العالمي

### 2007
- 300 (2007) - سرد خيالي لعركة ترموبيل، بناءً على سلسلة كوميكس كتبه فرانك ميلر
- جريمة أمريكية  (2007) - دراما إجرامية أمريكية تستند إلى تعذيب وقتل سيلفيا ليكينز من قبل ربة منزل إنديانابوليس جيرترود بانيزوفسكي
- رجل عصابة أمريكي (2007) - استنادًا إلى قصة الحياة الحقيقية لـ فرانك لوكاس، تاجر سابق الهيروين، ومدير الجريمة المنظمة في [هارلم] خلال أواخر الستينيات وأوائل السبعينيات
- اغتيال جيسي جيمس من قبل الجبان روبرت فورد (2007) - استنادًا إلى السنة الأخيرة من حياة جيسي جيمس، التي أدت إلى اغتياله بواسطة روبرت فورد
- معركة في سياتل  (2007) - استنادًا إلى نشاط الاحتجاج في المؤتمر الوزاري لمنظمة التجارة العالمية لعام 1999
- أصبحت جين (2007) - سيرة ذاتية عن جاين أوستن قبل الشهرة وعلاقتها الرومانسية مع إيرلندي شاب
- بوردرلاند  (2007) - مبني على قصة حقيقية عن أدولفو كونستانزو، رب المخدرات وقائد طائفة دينية مارست التضحيات الإنسانية، من تأليف وإخراج زيف بيرمان
- خرق  (2007) - بناءً على القبض على الجاسوس السوفيتي روبرت هانسن
- الفصل 27  (2007) - فيلم عن السيرة الذاتية يصور مقتل جون لينون على يد مارك ديفيد تشابمان
- الجزيرة (2007) - فيلم مصري مستوحى من قصة تاجر المخدرات عزت حنفي.
- حرب تشارلي ويلسون  (2007) - استنادًا إلى عضو الكونغرس في تكساس تشارلي ويلسون للتعاملات السرية في أفغانستان للمساعدة في إطلاق عملية الإعصار، برنامج لتنظيم ودعم الأفغان المجاهدين خلال الحرب السوفيتية - الأفغانية
- مذبحة شيكاغو: ريتشارد سبيك  (2007) - استنادًا إلى القاتل الجماعي الشهير ريتشارد سبيك، الذي قام بانتظام بتعذيب واغتصاب وقتل مجموعة من الممرضات الطلاب من مستشفى ساوث شيكاغو المجتمعي في عام 1966
- التحكم  (2007) - استنادًا إلى قصة ايان كورتيس، مغني فرقة جوي ديفيجن الذي قادته حياته الشخصية والمهنية والرومانسية إلى الانتحار في سن 23 عامًا
- لعنة البرج  (2007) - فيلم رعب أمريكي قائم على عمليات القتل التي وقعت في منطقة سان فرانسيسكو باي في أوائل سبعينيات القرن العشرين.
- جرس الغوص والفراشة  (2007) - دراما السيرة الذاتية على أساس حياة جان دومينيك بوبي، والتي تصور حياته بعد تعرضه ل سكتة دماغية هائلة في ديسمبر 1995 عن عمر يناهز 43 عامًا، مما تركه مصابًا بحالة متلازمة مغلقة
- ايخمان  (2007) - دراما السيرة الذاتية بالتفصيل استجواب أدولف ايخمان
- أل كانتانتي  (2007) - استنادًا إلى حياة مغني السلسا الأسطوري، هيكتور لافو، من إخراج ليون يشاو
- إليزابيث: العصر الذهبي  (2007) - تكملة لفيلم 1998  اليزابيث ، والتي تصور ناضجة الملكة اليزابيث إنجلترا، الذي يتحمله أزمات متعددة في وقت متأخر من فترة حكمها، بما في ذلك المؤامرات المحكمة، مؤامرة اغتيال، والأرمادا الإسبانية، والرومانسية خيبات الأمل
- كتاب الحرية  (2007) - بناء على كتاب  إن حرية الكتاب يوميات  من قبل المعلم إيرين غروويل، قائمة على أساس وودرو ويلسون الكلاسيكية المدرسة الثانوية في إيستسايد، لونغ بيتش، كاليفورنيا
- الفتاة بالقرب من الباب  (2007) - فيلم رعب أمريكي مبني على أساس وقتل سيلفيا ليكينز من قبل ربة منزل إنديانابوليس جيرترود بانيزوفسكي واستناداً إلى كتاب «الفتاة الفتاة المجاور»، كتبها جاك كيتشوم
- وداعا بافانا  (2007) - استنادًا إلى العلاقة بين نيلسون مانديلا والكاتب جيمس غريغوري
- المناظرون العظماء  (2007) - قصة جهود مدرب المناظرات ملفين بونوروس تولسون في كلية وايلي سوداء تاريخيا لوضع فريقه على قدم المساواة مع البيض في أمريكا الجنوبية خلال الثلاثينات
- غورو (فيلم)  (2007) - فيلم ثنائي اللغة الهندية (الهندية والتاميلية) يعتمد بشكل كبير على حياة رجل الأعمال الهندي ظهير أمباني، الذي ساعد في انشئ ريلاينس للصناعات المحدودة في مومباي، الهند
- الخدعة  (2007) - فيلم من إخراج السويدي لاسي هالستروم. يستند سيناريو وليام ويلر إلى كتاب يحمل نفس العنوان من تأليف كليفورد ايرفينغ. وهو يروي خدعة إيرفينج المفصّلة حول نشر سيرة حياة هوارد هيوز التي زعم أنه ساعد في كتابتها، دون أن يتحدث إلى هيوز أبدًا.
- لست هناك.  (2007) - عن حياة بوب ديلان، التي تجسد فيها ستة أحرف جانبًا مختلفًا من حياة الموسيقي وعمله
- في وادي إيلاه  (2007) - مبنية على القتل العائد لمحارب قديم في حرب العراق ريتشارد ت. ديفيس في عام 2003 على يد زملائه جنود من شركة بيكر، من إخراج بول هاجيس
- في البرية  (2007) - على أساس لعام 1996 غير روائية الكتاب الذي يحمل نفس الاسم من جون كراكاور عن المغامرات والرحلات من كريستوفر جونسن مكندلز عبر أمريكا الشمالية وقضى حياته في البرية في ألاسكا في 1990s في وقت مبكر
- كالوري (فيلم)  (2007) - فيلم «التاميل الهندي» استنادًا إلى حادثة حقيقية تم فيها إحراق ثلاث فتيات حتى الموت في دارمابوري، تاميل نادو، الهند ؛ من إخراج بالاجى شكثيفيل
- مقتل جون لينون  (2007) - قصة مارك تشابمانز مؤامرة للقتل جون لينون
- المملكة  (2007) - بناءً على تفجير عام 1996 لمجمع الخبر السكني وتفجير مجمع الرياض في عام 2003
- قلبي العزيز  (2007) - استنادًا إلى مقتل الصحفي الأمريكي دانييل بيرل في باكستان
- المغول (2007) - يهدف إلى أن يكون الأول في ثلاثية أفلام يرتكز على حياة جنكيز خان
- أبي  (2007) - فيلم كوري جنوبي يستند إلى قصة ابن بالتبني يبحث عن والديه البيولوجيين في كوريا الجنوبية خلال بحثه، قابل والده الحقيقي، قاتل محكوم عليه بالإعدام. من إخراج هوانج دونغ هيوك
- بريار  (2007) - فيلم سيرة ذاتية هندي تاميلي يرتكز على حياة المصلح الاجتماعي والعقلانية آيرود فينكادابا راماسامي
- فخر  (2007) - يعتمد بشكل كبير على القصة الحقيقية لمدرب السباحة في فيلادلفيا جيم إليس وفريق السباحة الأمريكي من أصل أفريقي في عام 1974 فيلادلفيا
- البدائية  (2007) - فيلم رعب أمريكي مستوحاة جزئياً إلى تمساح يدعى غوستاف، يأكل البشر ولا يزال يعيش في بوروندي، من إخراج مايكل كاتلمان
- فجر الإنقاذ  (2007) - بناء على قصة ديتر دنجلر، وهو طيار البحرية الأمريكية الذين اسقطت في لاوس خلال حرب فيتنام
- صعود جندي المشاة  (2007) - فيلم عصابات بريطاني يستند إلى قصة حقيقية عن جرائم القتل ريتندون والسيرة الذاتية كارلتون ليتش، مثيري الشغب السابقين في كرة القدم سيء السمعة إنتر سيتي فيرم، الذي أصبح شخصية قوية في العالم السفلي الإنجليزية
- صوت قاتل  (2007) - فيلم إثارة كوري جنوبي من تأليف وإخراج بارك جين-بيو، القصة عبارة عن سرد خيالي لحالة خطف حقيقية في عام 1991.[17][18]
- غريم الحب  (2007) - على أساس أكلة لحوم البشر «روتنبورغ» (آرمين مايفيس)
- ساثام بوداثي  (2007) - فيلم الإثارة النفسية التاميل الهندي القائم على قصة حقيقية يستند إلى حادثة موسيقى سجلها يوفان شانكار رجا، والتي تلقت تقييمات مثيرة.
- فجر سبتمبر  (2007) - استنادًا إلى 7-11 سبتمبر 1857، مذبحة ماونتين ميدوز
- تبادل لاطلاق النار في لوكاندوالا  (2007) - فيلم هندي يستند إلى إطلاق النار في مجمع لوكاندوالا 1991، معركة حقيقية بالأسلحة النارية بين رجال العصابات وشرطة مومباي أثناء لقاء مع العصابات مايا دولاس
- عالق  (2007) - مبني على قاعدة هروب بعد الحادث مستوحاة من قصة مقتل غريغوري غلين بيغز، من إخراج ستيوارت جوردون
- سيبيل  (2007) - قصة حقيقية تستند إلى حياة شيرلي أرديل ماسون، الذي كان شخصت مع اضطراب تعدد الشخصية
- تحدث معي  (2007) - استنادًا إلى حياة واشنطن العاصمة، شخصية الراديو رالف "بيتي" غرين
- ما نقوم به هو سر  (2007) - استنادًا إلى مغني فرقة جيرمز بانك الرئيسي داربي كراش في لوس أنجلوس خلال السبعينيات
- زودياك  (2007) - بناء على قصة زودياك السفاح

### 2008
- 21 (2008) - مستوحاة من قصة فريق أم أي تي بلاك جاك
- المطارد (2008) - فيلم حركة كوري جنوبي مستوحاة من قاتل المسلسل الكوري الحقيقي يو يونغ تشول، من إخراج نا هونغ جين.[19]
- مجمع بادر ماينهوف  (2008) - استنادًا إلى المجموعة الألمانية المتشددة فصيل الجيش الأحمر، تعيد سرد قصة السنوات الأولى لـ سلاح الجو الملكي، مع التركيز على بداياتها في عام 1967 (في زمن الحركة الطلابية الألمانية) حتى الخريف الألماني (دويتشر هيربست) لعام
- بيبي بلوز  (2008) - استنادًا إلى أندريا ييتس، التي غرقت أطفالها الخمسة في عام 2001 في حالة شديدة من ذهان ما بعد الولادة
- المهمة المصرفية  (2008) - بناءً على عملية سطو في لندن عام 1971 زُعم أنها اختُرعت بواسطة المكتب الخامس
- برونسون  (2008) - خيالية، واستنادا إلى حياة السجين الأكثر عنفا في بريطانيا مايكل جوردون بيترسون، المعروف باسم تشارلز برونسون
- تسجيلات كاديلاك  (2008) - على أساس حياة تأثيرا تتخذ من شيكاغو مقرا المسؤولين التنفيذيين في الشركة سجل ليونارد الشطرنج والمطربين الذين أقاموا في الشطرنج السجلات
- كامينو  (2008) - مستوحاة من قصة حقيقية لفتاة توفيت من مرض السرطان في العمود الفقري في سن ال 14 في عام 1985 ويعمل حاليا في عملية [[تقديس
- كيب رقم 7  (2008) - قصة استنادا إلى تقرير عن ساعي البريد التايواني الذي ألقى بنجاح قطعة من البريد المعنون على الطراز الياباني القديم. كان المرسل هو صاحب العمل الياباني السابق للمستلم ؛ تايوان حكمها اليابان من عام 1896 إلى عام 1945، ويصور الفيلم العلاقات الطويلة الأمد بمهارة بين الناس في تايوان واليابان
- استبدل  (2008) - وهو مبني على أساس واقع الحياة القتل، التي تنطوي على كريستين كولينز واختفاء ابنها
- تشي  (2008) - نسخة مدمجة من فيلمين:  الأرجنتيني  و  حرب العصابات ، عن حياة الماركسية الثورية، تشي جيفارا
- المزيفون  (2008) - فيلم نمساوي يستند إلى عملية بيرنهارد
- حرارة ديسمبر  (2008) - دراما العمل التاريخي حول 1924 انقلاب الإستوني محاولة انقلاب
- نكاية  (2008) - قصة أنصار بيلسكي
- الدوقة  (2008) - استنادًا إلى حياة جورجيانا كافنديش، دوقة ديفونشاير
- لحظات أبدية  (2008) - دراما سويدية تستند إلى القصة الحقيقية لماريا لارسون، وهي سيدة سويدية من الطبقة العاملة في أوائل القرن العشرين تفوز بكاميرا في يانصيب وتستمر لتصبح مصور فوتوغرافي
- إن اكسبرس: قصة إرني ديفيس  (2008) - على أساس حياة «وإلميرا اكسبريس» إرني ديفيس، أول أمريكي من أصل أفريقي للفوز كأس هيسمن
- خمسون رجل ميت يمشي  (2008) - التكيف فضفاض من مارتن ماكغارتلاند الصورة 1997 السيرة الذاتية التي تحمل الاسم نفسه
- المجرم  (2008) - استنادا إلى الأحداث في سجن ولاية كاليفورنيا، كوركوران في 1990s
- فالمين وسترون  (2008) - استنادًا إلى حياة بينت فارتشو - هفيد وجورجين هاغن شميت، عضوًا في جماعة هولغر، وهي جماعة مقاومة دنماركية في الدنمارك التي احتلها النازيون
- فلاش عبقرية  (2008) - قصة روبرت كيرنز، مخترع متقطعة مساحة الزجاج الأمامي ومزاعمه ودعوى قضائية ضد شركة فورد للسيارات
- إلى الأبد لحظة  (2008) - استنادًا إلى الإنجازات التي حققها المنتخب الوطني الكوري الجنوبي كرة اليد في فريق أولمبياد الصيف 2004
- فروست / نيكسون (2008) - فيلم يدور حول الشخصية التلفزيونية ديفيد فروست ضد الرئيس السابق ريتشارد نيكسون في سلسلة مقابلات نيكسون المتلفزة التي يأمل نيكسون في استخدامها لإعادة تأهيل سمعته في عالم ما بعد ووترغيت ، بينما يحاول فروست استنباط قصة صناعة الأخبار التي يمكن أن تجدد حياته المهنية.
- هابر  (2008) - عمل فريتز هابر في تطوير أسلحة كيماوية للجيش الألماني خلال الحرب العالمية الأولى
- الجوع  (2008) - على أساس بوبي ساندز و1981 إضرابا عن الطعام الأيرلندي
- هيرت لوكر  (2008) فيلم فائز أوسكار حرب عن ثلاثة رجال التخلص من الذخائر المتفجرة الفريق خلال حرب العراق
- ايب مان  (2008) - قصة حياة ايب مان، معلم الفنون القتالية الذي كان أستاذًا لبروس لي
- جودا اكبر  (2008) - قصة حياة الإمبراطور المغولي جلال الدين أكبر
- دليل حي  (2008) - بناء على قصة حياة حقيقية من ديني سلامون، الذي ساعد في تطوير عقار لسرطان الثدي هيرسيبتين (2)
- مارلي وأنا  (2008) - بناء على مذكرات من نفس عنوان من قبل الصحفي جون جروجان
- ماكس مانوس  (2008) - النرويجية فيلم الحرب السيرة الشخصية المبنية على أحداث حقيقية في حياة رجال المقاومة ماكس مانوس، الذي ساعد في إنقاذ بلاده من الألمان خلال الحرب العالمية الثانية
- ميلك  (2008) - على أساس حياة هارفي ميلك، وهو أول رجل مثلي الجنس علنا انتخب لشغل المناصب العامة في ولاية كاليفورنيا
- شمال الوجه  (2008) - فيلم ألماني عن 1936 محاولة من توني كورتس وأندرياس هينترستويصر ل قمة ايجر عن طريق شمال وجه
- فتاة بولين الأخرى  (2008) - قصة حياة الأخوات آن وماري بولين، الذي تنافس على المودة من الملك هنري الثامن
- ستون المصير  (2008) - قصة محام إيان هاملتون، الذي ساعد في استعادة الحجر من سكون لاسكتلندا
- رجم سورايا م.  (2008) - قصة ثريا مانوشهري، ضحية الرجم في إيران
- فالكيري  (2008) - قصة مؤامرة 20 يوليو في عام 1944 من قبل ضباط الجيش الألماني لاغتيال أدولف هتلر واستخدام عملية فالكيري خطة الطوارئ الوطنية للسيطرة على البلاد
- دبليو.  (2008) - استنادًا إلى حياة الرئيس جورج دبليو بوش

### 2009
- 12 خطوات بدون رأس  (2009) - فيلم ألماني استنادًا إلى قصة يركز الفيلم على البطل الشعبي الألماني كلاوس شتورتيكر، الذي كان قراصنا في بحر الشمال عام 1401.
- حادث على الطريق هيل  (2009) - استنادًا إلى قصة شانت مالارد، فورت وورث، تكساس، التي أدينت وحكم عليها بالسجن 50 عاما لدورها في وفاة رجل بلا مأوى عمره 37 عام
- أيدي موهوبة: قصة بن كارسون (2009) - استنادًا إلى حياة بن كارسون، الذي نشأ ليصبح جراح الأعصاب المشهور عالميًا في جونز هوبكنز وأول جراح يفصل توأمان ملتصقان
- مسابقات شهر أبريل  (2009) - فيلم أمريكي مستقل مستوحى من فيلم 1999 تصوير مدرسة كولومبين الثانوية والأيام التي تلت ذلك
- أميليا (2009) - نظرة على حياة الطيار الأمريكي الأسطوري أميليا إيرهارت، الذي اختفى أثناء تحليقه فوق المحيط الهادئ في عام 1937 في محاولة للتنقل
- خاطف الطفل  (2009) - فيلم تلفزيوني من الأسبوع بناء على اختطاف الفعلي للراشيل آن الأبيض. نجوم الفيلم فيرونيكا هامل، نانسي ماكيون، مايكل مادسن، ديفيد دوتشوفني، وبيني فولر.
- الجانب الأعمى  (2009) - مقتبس من عام 2006 مايكل لويس كتاب  إن الجانب الأعمى: تطور لعبة ، مع التركيز على حياة المستقبل الرابطة الوطنية لكرة القدم لاعب ميتشايل وهر
- برايت ستار  (2009) - دراما تعتمد على الرومانسية لمدة ثلاث سنوات بين شاعر القرن التاسع عشر جون كيتس وفاني براون، الذي كان قطع طريق موت كيتس المفاجئ في سن 25
- كوكو قبل شانيل  (2009) - عن مصمم الأزياء كوكو شانيل قبل أنها كانت مشهورة
- اتحاد الملعون  (2009) - فيلم بريطاني رياضي يستند إلى فترة برايان كلوف مدير فني لفريق ليدز يونايتد
- الحرب كل رجل  (2009) - بناء على معركة من الإنتفاخ خلال الحرب العالمية الثانية
- فورموزا المغدورة  (2009) - فيلم سياسي أمريكي الذي يصور حكومة الكومينتانغ المتعمد مسح التدريجي لأصوات المعارضة للشعب تايوان في الثمانينيات، وحي عن طريق حدثين حقيقيين - أحدهما وفاة الأستاذ تشن ون تشن (陳文成) من جامعة كارنيجي ميلون في عام 1981، والآخر اغتيال عام 1984 للصحفي (المواطن الأمريكي) هنري ليو في كاليفورنيا
- هاتشي: حكاية كلب  (2009) - استنادًا إلى القصة الحقيقية اكيتا إينو (Hachikō)، وهي من إخراج لاس هالستروم، من تأليف ستيفن ب. ليندسي وكانيتو شيندو، بطولة ريتشارد جير، الفيلم نسخة جديدة من الفيلم الياباني هاتشيكو مونوغاتاري عام 1987.
- في بشرتها  (2009) - دراما أسترالية تستند إلى القتل الوحشي لفتاة ملبورن راشيل باربر البالغة من العمر 15 عامًا، والتي فقدت في 1 مارس 1999
- آمل أن يخدمون الجعة في الجحيم "(2009) - مستقل فيلم كوميدي قائم بشكل فضفاض على عمل وشخصية الكاتب تاكر ماكس، الذي شارك في كتابة السيناريو.
- المخبر!  (2009) - استنادا إلى قصة من واقع الحياة من الأقسام ايتاكر، والسلطة التنفيذية أعلى مرتبة في تاريخ الولايات المتحدة لتحويل المبلغين
- مبدع  (2009) - أمريكية فيلم يستند إلى قصة صديقين، وهو مخترع من صغار وبائع شرقى، الذي ضرب الحضيض من الفقر إلى الغنى قبل الخروج بأداة تصبح ظاهرة عالمية
- الذي لا يقهر  (2009) - استنادا إلى قصة رئيس جنوب افريقيا نيلسون مانديلا وفرانسوا بينار، وقائد سبرينغبوكس، وفريق جنوب أفريقيا الاتحاد الرغبي
- جولي وجوليا (2009) - دراما كوميدية أمريكية المتناقضة لحياة اثنين من الكتاب الغذاء: رائدة الطاهي جوليا تشايلد في الأربعينيات وجولي باول في القرن الواحدوالعشرين، التيي تطمح لطهي جميع وصفات 524 في كتاب طبخ الطفل في 365 يوماً
- غرفة القتل  (2009) - فيلم نفسي على أساس مشروع إم كي ألترا من قبل وكالة الاستخبارات المركزية، مع شخصيات خيالية
- راقصة ماو الآخير  (2009) - بناء على السيرة الذاتية للراقصة الباليه لى كونسين
- إطلاق مركبة فضائية  (2009) - فيلم تلفزيوني بريطاني حول الأحداث التي أدت إلى رحلة الفضاء أبولو 11
- سيئة السمعة  (2009) - تصوير حياة ومهنة مغني الراب بيغي سمول
- بازحاسي رجا  (2009) - فيلم باللغة الملايلامية دراما تاريخية يرتكز على حياة من بازحاسي رجا، الملك الهندوسي الذي قاتل ضد البريطانيين في القرن الثامن عشر.
- صلوات من أجل بوبي  (2009) - فيلم دارمي يحكى قصة لصليبة حقوق المثليين ماري جريفيث، التي انتحر ابنها المراهق بسبب تعصبها الديني، استنادًا إلى كتاب يحمل نفس العنوان من تأليف لوري ف هارون
- الأعداء العامون  (2009) - فيلم الجريمة السيرة الأمريكية الذي يحاول فيه مكتب التحقيقات الفيدرالي إنزال العصابات الأمريكية سيئة السمعة جون ديلنجر، بيبي فيس نيلسون وبريتي بوي فلويد خلال موجة الجريمة المزدهرة في الثلاثينيات
- عازف منفرد  (2009) - على أساس حياة ناثانيل ايرز، وهو موسيقي الذي طور الفصام وأصبحت بلا مأوى
- جريمة قتل ستونمان  (2009) - فيلم هندي على أساس واقع الحياة ستونمان مسلسل القتل، التي تصدرت عناوين الصحف في أوائل 1980s في مومباي
- اخذ فرصة  (2009) - يستند هذا إلى تجارب العقيد البحري مايكل ستروبل، الذي اصطحب جثة جندي مشاة البحرية، تشانس فيلبس (تمت ترقيته بعد وفاته إلى العريف)، والعودة إلى مسقط رأسه من حرب العراق.
- اخذ وودستوك  (2009) - كوميديا أمريكي على أساس وودستوك مهرجان لعام 1969، من إخراج آنغ لي
- فيكتوريا الصغيرة  (2009) - فيلم درامي يتتبع هذا الفيلم حياة الملكة فيكتوريا من إنجلترا، من انضمامها إلى العرش إلى اتحادها مع الأمير ألبرت ساكس كوبورج-غوثا، من إخراج جان مارك فالي
- قضية قتل ايتوان  (2009) - فيلم كوري جنوبي يستند إلى قضية قتل ايتوان، التي صدمت كوريا عندما عثر على طالب من جامعة هونغيك ميتاً في ايتوان برجر كنج في عام 1997.

## عقد 2010

### 2010
- 127 ساعة  (2010) - استنادًا إلى قصة آرون رالستون، متسلق الجبال الأمريكي الذي بترت ذراعه لتحرير نفسه بعد أن حوصرت به صخرة لمدة ستة أيام في بلو جون كانيون في عام 2003
- كل الاشياء الجيدة  (2010) - مستوحاة من حياة القاتل المتهم روبرت دورست، يسرد الفيلم حياة الابن الأثرياء لرجل الأعمال العقاري في نيويورك، سلسلة من جرائم القتل المرتبطة به، وعلاقته المتقلبة مع زوجته واختفاءها اللاحق
- مملكة الحيوان (2010) - فيلم درامي جريمة أسترالي من تأليف وإخراج ديفيد ميتشود. مستوحاة من الأحداث التي تورطت فيها عائلة بيتلينغل الإجرامية في ملبورن، فيكتوريا. في عام 1991، تمت تبرئة شقيقين تريفور بيتيل وفيكتور بيرس (مع رجلين آخرين: أنتوني لي فاريل وبيتر ديفيد ماكفوي) في جريمة قتل ضابطي شرطة في فيكتوريا عام 1998.
- أنتاردواند (2010) - فيلم هندي على أساس حالات اختطاف العريس التي تم الإبلاغ عنها في ولاية بيهار بالهند.
- نادي بيغ بانغ  (2010) - فيلم كندي في جنوب أفريقيا تقوم على حياة أربعة مصورين صحفيين الفاعل في بلدات جنوب أفريقيا خلال الفصل العنصري، خصوصا بين عامي 1990 و 1994
- بيلغرانو (2010) - فيلم سيرة ذاتية درامي أرجنتيني يقوم على حياة البطل الوطني الأرجنتيني مانويل بيلجرانو.
- بينيث هيل 60 (2010) - دراما حرب أسترالية من إخراج جيريمي سيمز. تدور أحداث الفيلم خلال الحرب العالمية الأولى، ويحكي قصة جهود شركة الأنفاق الأسترالية الأولى في مجال التعدين تحت هيل 60 في إبرس سيلينت على الجبهة الغربية. خلال الحرب، تم وضع سلسلة من الألغام المملوءة بالعبوات الناسفة تحت الخطوط الألمانية للمساعدة في تقدم القوات البريطانية. يعتمد السيناريو على سرد المحنة التي كتبها الكابتن أوليفر وودارد.
- الاستعبادي بواسطة الدم  (2010) - بناء على الأولاد إسيكس، مجموعة المتورطين في الجريمة المنظمة في إسكس، إنكلترا، وقتلهم المشبوهة، التي لا تزال تناقش اليوم (انظر أيضًا «صعود الأقدام»)
- بروس لي، أخي  (2010) - استنادًا إلى حياة بروس لي من سنوات مراهقته خلال جزء من سنواته البالغة
- بورك وهير (2010) - فيلم كوميدي بريطاني أسود، مبني بشكل فضفاض على جرائم قتل بورك وهير في عام 1828.
- إدانة (2010) - دراما قانونية تستند إلى قصة أم عزباء بيتي آن ووترز، التي تذهب إلى كلية الحقوق لتتمكن من أن تصبح شقيقها محامي كيني بعد إدانة كيني بجريمة القتل.
- كازينو جاك (2010) - فيلم إثارة كوميدي درامي من إخراج جورج هيكنلوبر وبطولة كيفين سبيسي. يركز الفيلم على الحياة المهنية لرجل الأعمال جاك أبراموف، الذي تورط في فضيحة فساد ضخمة أدت إلى إدانته وكذلك إدانة اثنين من مسؤولي البيت الأبيض، النائب بوب ني، وتسعة جماعات ضغط أخرى وموظفو الكونغرس. أدين أبراموف بالاحتيال والتآمر والتهرب الضريبي في عام 2006، وبتجارة الهدايا والوجبات والرحلات الرياضية باهظة الثمن مقابل الخدمات السياسية. قضى أبراموف ثلاث سنوات ونصف من السجن لمدة ست سنوات في السجن الفيدرالي، وتم تعيينه في منزل في منتصف الطريق. أُطلق سراحه في 3 ديسمبر 2010.
- كروك (2010) - فيلم إثارة باللغة الهندية على أساس الجدل حول الهجمات العنصرية المزعومة على الطلاب الهنود في أستراليا بين عامي 2007 و 2010.
- قناص دي.سي. (2010) - فيلم دراما أميركي مباشر إلى الفيديو استنادًا إلى هجمات قناص بيلتواي في أكتوبر 2002 ارتكبها جون ألين محمد ولي بويد مالفو
- عزيزي السيد جاسي (2010) - فيلم درامي كندي مبني على كتاب الضحية الأخيرة لجيسون موس
- تدابير استثنائية (2010) - فيلم درامي طبي تستند إلى قصة جون كراولي وأيلين كراولي، ولديهما أطفال مرض بومبي
- طعام، صلاة، حبّ (2010) - فيلم سيرة ذاتية درامي رومانسي تستند على سيرة إليزابيث جيلبرت من بطولة جوليا روبرتس، استنادًا إلى مذكرات جيلبرت لعام 2006 التي تحمل نفس الاسم.
- لعبة عادلة  (2010) - استنادا إلى نزهة من السابق وكالة المخابرات المركزية وكيل فاليري بليم من قبل أعضاء حكومة الولايات المتحدة
- المقاتل  (2010) - على أساس حياة الملاكم ميكي وارد وأخيه غير الشقيق، ديكي إكلوند
- المنطقة الخضراء  (2010) - فيلم حرب بريطاني فرنسي أمريكي يصور الأحداث من نهاية مرحلة الغزو غزو العراق عام 2003 ونقل السلطة إلى العراقيين.
- أنا أحبك فيليب موريس  (2010) - قصة حقيقية تقوم على حياة الفنان يخدع، المحتال والفار السجن عدة ستيفن جاي روسل
- ايب مان 2  (2010) - على أساس حياة ايب مان، وغراند ماستر للفنون الدفاع عن النفس الجناح شون، وقصة له في هونغ كونغ
- كيلين هوم جي الجان ساي  (2010) - الفيلم الهندي على أساس انتفاضة شيتاغونغ لعام 1930
- خطاب الملك (2010) - درما بريطانية تاريخية عن الملك جورج السادس الذي كان يعاني من تأتأة شديدة.
- رسائل إلى الله  (2010) - بناء على قصة حقيقية من تايلر دايتس، والمعاناة البالغة من العمر 8 سنوات من مرض السرطان مع حب الكتابة وإرسال رسائل إلى الله
- لولا، ابن البرازيل  (2010) - استنادًا إلى حياة الرئيس البرازيلي لويز إيناسيو لولا دا سيلفا
- مونتيفيديو، بارك الله فيكم!  (2010) - استنادًا إلى الأحداث التي أدت إلى مشاركة منتخب يوغوسلافيا الوطني لكرة القدم في كأس العالم 1930 في مونتيفيديو، أوروغواي في يوليو 1930
- السيد. نايس  - مبني على قاعدة يلز مهرب مخدرات سابق تحول إلى مؤلف، هوارد ماركس، الذي حقق سمعة سيئة من خلال قضايا قضائية رفيعة المستوى
- نادونيسي نايجال  (2010) - فيلم الإثارة النفسية التاميل الهندي القائم على قصة حقيقية عن القاتل فيرا (سمر)
- من الآلهة والرجال  (2010) - بناء على اغتيال رهبان تبحرين
- ركتا شاريتا  (2010) - الهندية بثلاث لغات (التيلجو، الهندية، والتاميل) فيلم جريمة عن حياة القائد السياسي والفصيل باريتا رافيندرا، من إخراج رام غوبال فارما
- الهاربون  (2010) - الدراما الأمريكية على أساس في 1970s كل فتاة الروك والهاربون، مع التركيز بشكل خاص على العلاقة بين الروك شيري كوري وجوان جيت، مقتبسة من مذكرات كوري
- الأمانة  (2010) - استنادًا إلى قصة شخص اسمه الأمانة، الذي فاز بـ التاج الثلاثي في بلمونت ستيكس ولا يزال يحمل الرقم القياسي بعد 37 عاما، وصاحبه، بيني شينيري
- البيت الصامت  (الإسباني:  لا كازا مودا ) (2010) - فيلم من الأوروغواي باللغة الاسبانية بطابع رعب من إخراج غوستافو هيرنانديز، يُزعم أنه مستوحى من الأحداث الحقيقية التي حدثت في الأربعينيات
- الشبكة الاجتماعية  (2010) - تستند بشكل فضفاض إلى إنشاء فيس بوك والدعاوى القضائية التي تلت ذلك
- العلاقة الخاصة  (2010) - فيلم سياسي أمريكي بريطاني قائم على العلاقة بين رئيس الوزراء البريطاني توني بلير والرئيس الأمريكي بيل كلينتون
- مهاجم  (2010) - فيلم درامي لأفلام بوليوود في غيتو مومباي في منتصف الثمانينيات من القرن الماضي، قصة انتصار وروح إنسانية على احتمالات لا تقهر
- تمبل جراندين  (2010) - فيلم السيرة الذاتية للمخرج ميك جاكسون وبطولة كلير دينز عن تمبل جراندين، امرأة مع مرض التوحد الذي أحدث ثورة في الممارسات من أجل التعامل الإنساني للماشية في مزارع الأبقار والمجازر
- لا يمكن إيقافه  (2010) - فيلم حركة أمريكية مبني على حادث سي أس أكس 8888، يروي قصة قطار هارب يحمل مواد خطرة، والتي تضع المدن والناس في خطر
- في طريق العودة  (2010) - قصة حقيقية من سبعة رجال الذين يهربون من سجن في سيبيريا (بعد احتجازهم من قبل ستالين)، ثم المشي من خلال صحراء غوبي، جبال الهيمالايا وعلى طول الطريق إلى سيكيم، الهند
- المبلغين  (2010) - قصة مثيرة تحكي قصة كاثرين بولكوفاتش، ضابطة شرطة في نبراسكا تم تجنيده للعمل كقائد سلام للأمم المتحدة مع دينكورب الدولية البوسنة والهرسك عام 1999
- أنت لا تعرف جاك  (2010) - فيلم تلفزيوني يستند جزئيًا إلى كتاب "بين الموتى والموتى: دكتور جاك كيفوركيان "الحياة والمعركة لإضفاء الشرعية على القتل الرحيم"، مع التركيز على حياة وأعمال الانتحار بمساعدة الطبيب جاك كيفوركيان
- الحرباء  (2010) - فيلم فرنسي تستند السيناريو إلى القصة الحقيقية جزئية عن فريدريك بوردين الذي انتحل شخصية طفل مفقود يدعى نيكولاس باركلي في سان أنطونيو بولاية تكساس في التسعينيات.
- ملاك الشر  (2010) - فيلم جريمة إيطالي تحكي سيرة لسارق مصرف ميلانو ريناتو فالانزاسكا، من إخراج ميكيل بلاسيدو.

### 2011
- 17 معجزة  (2011) - استنادًا إلى التجارب المزعومة لأعضاء شركة ويلي هاندكارت من رواد المورمون بعد بداية موسمهم المتأخر ورحلتهم الشتوية اللاحقة إلى سولت ليك سيتي في عام 1856
- 1911 (2011) - دراما تاريخية صينية على أساس ثورة 1911 والثورة ألوهين، وبطولة جاكي شان
- 50/50  (2011) - فيلم درامي كوميدي مبني على حياة كاتب السيناريو ويل ريزر
- أماندا نوكس: جريمة قتل في إيطاليا  (2011) - فيلم تلفزيوني يستند إلى مقتل ميريديث كيرشر ومحاكمة المتهمين أماندا نوكس
- أطفال...  [لغات أخرى]‏  (2011) - فيلم كوري جنوبي يستند لحقيقية من أوائل التسعينات معروفة لدى الكوريين باسم «اختفاء أطفال الضفادع». في عام 1991، أخبر خمسة من طلاب المدارس الابتدائية أولياء أمورهم بأنهم سوف يمضون إلى جبل قريب لصيد الضفادع، فيلم من إخراج لي كيو مان
- بيرني  (2011) - فيلم كوميدي أسود يستند إلى اغتيال المليونير مارجوري نوجنت البالغ من العمر 81 عامًا عام 1996 في كارثاغ تكساس، من قبل رفيقها البالغ من العمر 39 عاما
- بلاكثورن  (2011) - فيلم الغربي يرتكز على حياة من العمر بوتش كاسيدي الذين يعيشون تحت اسم مستعار جيمس بلاكثورن في قرية منعزلة في بوليفيا بعد 20 سنة من اختفائه في عام 1908
- قاتل كريغزلست  (2011) - فيلم مستوحى من القصة الحقيقية لرجل يدعى فيليب ماركوف والذي قتل امرأة واحدة ومن المعروف أنه هاجم ما لا يقل عن اثنين آخرين في ماساتشوستس ورود آيلاند
- الشيطان المزدوج  (2011) - فيلم بلجيكي هولندي سيرة يستند إلى جندي عراقي لطيف يحيى يقاتل في الحرب بين الإيرانية والعراقية، ليصبح فادي عدي صدام حسين، ابن مستهتر للرئيس العراقي صدام حسين من إخراج لي تاماهيوري
- أسلوب خطير  (2011) - وضعت عشية الحرب العالمية الأولى، تصف العلاقات المضطربة بين كارل يونغ، مؤسس علم النفس التحليلي؛ سيغموند فرويد، مؤسس الانضباط التحليل النفسي؛ وسابينا سبيلرين، في البداية مريضة من جونغ ثم طبيبة وواحدة من أوائل المحللات النفسيات
- الصورة القذرة  (2011) - فيلم سيرة هندي عن حياة سيلك سميثا، والممثلة الهندية الجنوبية والمعروف عن أدوارها المثيرة
- صامت  (2011) - يستند إلى الأحداث الفعلية التي وقعت في مدرسة غوانغجو إنهوا لضعاف السمع، حيث كان الطلاب الصم الشباب ضحايا للاعتداءات الجنسية المتكررة من قبل أعضاء هيئة التدريس على مدى فترة خمس سنوات في أوائل عام 2000.[20][21]
- حكاية دولفين  (2011) - مستوحاة من القصة الحقيقية لدلافين يدعى وينتر تم إنقاذه قبالة ساحل فلوريدا وتم اصطحابه من قبل كليرووتر مارين أكواريوم، حيث تم تجهيزها بذيل اصطناعي بعد أن فقدت ذيلها الطبيعي بسبب اشتباكها في حبل متصل بمصيدة سرطان البحر
- صاخب لأقصى حد وقريب قرب لا يصدق (2011) - استنادًا إلى هجمات 11 سبتمبر على مركز التجارة العالمي (1973-2001)
- الحقول  (2011) - عن حياة كاتب السيناريو هاريسون سميث
- المساعدة  (2011) - دراما أمريكية عن امرأة بيضاء شابة وعلاقتها بخادمين أسودين خلال عصر الحقوق المدنية
- المنبوذون  (2011) - دراما كوميديا فرنسية تستند إلى القصة الحقيقية لرجل مشلول يقوم بتطوير صداقة مع القائم بأعماله
- سيدة الحديد  (2011) - فيلم السيرة الذاتية البريطاني المقيم في حياة مارغريت تاتشر (1925-2013)، رئيس الوزراء الأطول خدمة في المملكة المتحدة القرن 20
- جي. إدغار  (2011) - سيرة حياة تعتمد على حياة جي. إدغار هوفر، من إخراج كلينت إيستوود
- جيني جونز  (2011) - فيلم أمريكي يستند إلى قصة فتاة صغيرة تركتها والدتها السابقة التي كانت مدمنة بالميثاق، والتي أبلغت نجم موسيقى روك يتلاشى انها ابنته
- خوان وإيفا  (2011) - فيلم أرجنتيني يعتمد على الاجتماع الأول للرئيس الأرجنتيني خوان بيرون وإيفا بيرون خلال زلزال سان خوان 1944
- أقتل الايرلندي  (2011) - فيلم سيرة عن حياة الشقي الأمريكي الأيرلندي داني غرين
- رشاش واعظ  (2011) - سيرة حياة تعتمد على حياة راكب الدراجة النارية السابق تحولت إلى واعظ ومدافع عن أيتام أفريقيا سام تشايلدرز، بطولة جيرارد بتلر
- الهامش  (2011) - فيلم أمريكي مستقل تم تصميمه بشكل فضفاض على ليمان براذرز والأزمة المالية 2007-2008
- كرة المال (2011) - فيلم درامي سيرة رياضية أمريكي يستند إلى «كرة المال: فن الفوز في لعبة غير عادلة»، لسرد قصة فريق ألعاب القوى للبيسبول في أوكلاند موسم ألعاب القوى للبيسبول في أوكلاند 2002 مايكل لويس
- لم يقتل أحد جيسيكا (2011) - استنادًا إلى قضية قتل عارضة أزياء جيسيكا لال، في نيودلهي حيث عملت كساقية المشاهير في حفل اجتماعي مزدحم عندما قتلت بالرصاص في أبريل 1999
- ليست قصة حب  (2011) - فيلم بوليوود استنادًا إلى قضية قتل نيراج جروفر عام 2008
- ثقب  (2011) - استنادًا إلى قصة حقيقية عن مايك فايس، وهو محام شاب من هيوستن ومدمن مخدرات
- راجيني أم أم أس  (2011) - بوليوود فيلم رعب استنادًا إلى قصة حقيقية لفتاة من دلهي تدعى ديبيكا
- عمر قتلني (2011) - فيلم مغربي-فرنسي عن قصة مهاجر مغربي في فرنسا في التسعينات.
- الكلب الأحمر  (2011) - فيلم عائلي أسترالي يستند إلى قصة حقيقية عن كلب كان معروفًا برحلاته عبر أستراليا الغربية بمنطقة بيلبرا
- المقاومة  (2011)، فيلم الحركة / المغامرة الصيني، مستوحى من حدث حقيقي لمذبحة نانكينغ التي حدثت في الصين خلال الحرب العالمية الثانية ؛ بطولة بنغ تشانغ لي
- المعتكف  (2011) - مستوحاة من تجربة أندرو وايت القريبة من الموت بعد قيادة رحلة استكشافية لأميال الغوص في نظام من الكهوف تحت الماء، ثم الاضطرار إلى إيجاد مخرج بعد انهيار المدخل
- سايلنت هاوس  (2011) - فيلم رعب أمريكي مستقل يستند إلى امرأة شابة تُرعب في منزلها العائلي أثناء قيامها بتنظيف العقار مع والدها وعمها
- سنو تاون  (2011) - دراما إجرامية أسترالية من إخراج جوستين كورزل استنادًا إلى القصة الحقيقية لجرائم القتل في سنو تاون.
- روح راكبة الأمواج  (2011) - دراما أمريكية عن بيثاني هاملتون، راكبة أمواج تبلغ من العمر 13 عامًا فقدت ذراعها في هجوم على أسماك القرش، ولكنها مصممة على العودة إلى الماء.
- تكساس كيلينغ فيلدز  (2011) - استنادا إلى الأحداث الحقيقية التي تحيط قتل النساء التقطت على طول الطريق السريع 45 وملقاة في حقل النفط القديمة في جامعة سيتي، تكساس
- ثامبي فيتوثي سوندارام  (2011) - فيلم تاميل هندي يستند إلى قصة حقيقية، تم عرضه في كاليكافيلا، وهي بلدة تقع على حدود الدولة
- حركة المرور  - فيلم الإثارة في المالاياليم استنادًا إلى الأحداث الفعلية التي حدثت في تشيناي
- اشترينا حديقة حيوانات  (2011) - فيلم عائلي درامي كوميدي يستند إلى مذكرات من إعداد بنيامين مي، مالك حديقة دارتمور للحيوان بالقرب من قرية سباركويل في مقاطعة ديفون في إنجلترا
- يوغابيرشم  (2011) - فيلم مالايالامية يرتكز على حياة قديس نارايانا جورو

### 2012
- عملية إنقاذ (2012) - فيلم أمريكي على أساس حقيقي بعثات فقمات البحرية الأمريكية في جميع أنحاء العالم
- لا تبكي يا أمي  (2012) - فيلم درامي كوري جنوبي تدور حول انتقام الأم من مغتصبي ابنتها مستوحى من قضية كيم بو نام، فيلم من إخراج كيم يونج هان.
- تشيسيول  (2012) - فيلم كوري جنوبي كتبه وأخرجه أوه كيونغ هيون ويتناول مذبحة المدنيين على يد الجيش أثناء انتفاضة جيجو في عام 1948 ومهتمة بشكل خاص بمجموعة من 120 من قرى اللاجئين في كهف بالقرب من سيوجويبو.
- إرافان  (2012) - فيلم فترة التاميل الذي يستند إلى رواية التاميل التي تصور تاريخ مادوراي من 1310 إلى 1910
- أرغو  (2012) - بناء على عملية إنقاذ ستة دبلوماسين الولايات المتحدة من طهران في عام 1979 أثناء أزمة الرهائن في إيران
- معجزة كبيرة  (2012) - قصة حقيقية قائمة على أساس عملية اختراق في عام 1988
- الجزار الأزرق العينين  (2012) - عن سوزان رايت طعن زوجها عدة مرات في عام 2003
- بوذا في ازدحام مروري  (2012) - فيلم بوليوود يعتمد بشكل كبير على حياة المؤلف الهندي والناشط السياسي أرونداتي روي
- مطاردة مافريكس  (2012) - استنادا إلى الحياة من سيرفر جاي موريارتي
- الامتثال  (2012) - يستند إلى عملية احتيال عبر الهاتف لإجراء مكالمة هاتفية في قطاع مدينة واشنطن، حيث أقنع المتصل متظاهرًا أنه ضابط شرطة، مدير مطعم بتنفيذ إجراءات غير قانونية وتطفلية على الموظف.
- داندوباليا  (2012) - فيلم جريمة هندي باللغة الكانادا استنادًا إلى أحداث الحياة الحقيقية لعصابة سيئة السمعة تدعى داندوباليا
- الإمبراطور  (2012) - فيلم أمريكي ياباني مبني على التحقيق في دور الإمبراطور هيروهيتو في الحرب العالمية الثانية
- للمجد الكبرى  (المعروف أيضا باسم  كرستيادا) (2012) - الدراما الحرب التاريخية على أساس الثورة المكسيكية الكاثوليكية المضادة في العشرينات
- تغيير اللعبة  (2012) - فيلم سياسي يستند إلى جون ماكين حملة الانتخابات الرئاسية عام 2008
- عصابات واسيبور  (2012) - فيلم جريمة هندي مبني على قصة حقيقية حول الأحداث في واسيبور، الهند، من إخراج أنوراغ كاشياب
- هيتشكوك  (2012) - بناء على كتاب  ألفريد هيتشكوك وجعل من النفسية  حول العلاقة بين مدير ألفريد هيتشكوك وزوجته ألما ريفيل أثناء تصوير فيلم «سيكو»
- منزل على التلة  (2012) - استنادًا إلى قصة حقيقية تروي قصة القتل القاتل في الثمانينيات من قاتل المسلسل ليونارد لاك وتشارلز نغ، الذي استهدف وخطف وسرق وقتل اناس
- هايد بارك في هدسون  (2012) - فيلم درامي تاريخي كوميدي درامي بريطاني يستند إلى مذكرات مارغريت سوكلي، وهي صديقة مقربة للرئيس الأمريكي فرانكلين دي روزفلت
- رجل الثلج  (2012) - فيلم الجريمة الأمريكية المبني على حياة قاتل المافيا الشهير ريتشارد كوكلينسكي
- المستحيل  (2012) - على أساس الأسرة الاسباني الذي ينجو من مأساة تسونامي في 26 ديسمبر 2004، في تايلاند، من إخراج ع. بايونا وبطولة ناعومي واتس وإيوان ماكغريغور
- إيفان ميجاروبان  (2012) - فيلم المالايالامية على أساس حياة الشاعر المالايالامية بي. كونهيرمان ناير
- جيف  (2012) - عن سفاح جيفري دامر خلال فصل الصيف من اعتقاله
- كازهوجو  (2012) - فيلم تاميل هندي يدور حول أربعة أشخاص، يشار إليه باسم «كازهوجو»، الذين يستعيدون جثث ضحايا الانتحار الذين قفزوا من أعلى جرف
- آخر رحلة إلى أبوجا  (2012) - النيجيري فيلم كارثة فيلم يستند إلى مأساة الطيران النيجيرية 2006
- لينكولن (2012) - فيلم دراما ملحمة تاريخية أمريكي مبني على الأشهر الأربعة الأخيرة في حياة الرئيس أبراهام لينكولن وجهوده في يناير 1865 للحصول على التعديل الثالث عشر دستور للولايات المتحدة الأمريكية أقره مجلس النواب الأمريكي
- دعونا نلقي نظرة على الصفحة الوسطى  (2012) - قيل أن الفيلم يستند إلى واقعة حقيقية حدثت في حياة المصور السينمائي س. بريم كومار، ووصف بأنه قصة فكاهية عن شاب ينسى بضعة أيام من حياته حتى وهو على وشك الزواج
- لا  (2012) - دراما تشيلية تستند إلى المسرحية غير المنشورة «الاستفتاء»، مع التركيز على كيفية استخدام أساليب الإعلان على نطاق واسع في الحملات السياسية
- بان سينغ تومار  (2012) - قصة حياة عداء وبطل هندي وطني في رياضة سباق حواجز بان سينغ تومار، لكنه اضطر إلى أن يصبح قاطع طرق.
- أناس مثلنا  (2012) - استنادًا إلى القصة الحقيقية للأخت والأخ الذي لا يعرف أبدًا أنهم أشقاء
- ظلال راقصة  (2012) - استنادا إلى رواية تحمل نفس الاسم من قبل توم برادبي عن عضو نشط في الجيش الجمهوري الايرلندي يصبح مخبرًا المكتب الخامس من أجل حماية رفاهية ابنه.
- فينمينغل  (2012) - فيلم تاميل هندي يستند إلى حادث حقيقي عندما يولد طفل مصاب بالشلل الدماغي، فإن تأثيره المتتالي على الآباء والمجتمع الذي ينتمون إليه وما يحدث عندما ينمو هذا الطفل ليصبح شابًا هو فينمينغل.[22]
- العهد (2012) - فيلم رومانسي يستند إلى قصة كيم وكريكيت كاربنتر
- 30 دقيقة بعد منتصف الليل (2012) - فيلم حرب يستند إلى مطاردة زعيم تنظيم القاعدة أسامة بن لادن الذي استمر عشر سنوات بعد أحداث 11 سبتمبر 2001 الإرهابية في الولايات المتحدة

### 2013
- عبد لاثني عشر عاما (2013) - استنادًا إلى قصة سولمون نورثوب، من ولد حراً في ولاية نيويورك وتم خداعه واختطافه في واشنطن العاصمة وبيعه في سوق العبودية (1841-1853)
- 42 (2013) - استنادًا إلى جاكي روبينسون أول أميركي من أصل أفريقي يلعب في دوري كرة القاعدة الرئيسي في الأربعينات
- مغامرة في الزمان والمكان  (2013) - فيلم تلفزيوني بريطاني عن إنتاج المواسم الثلاثة الأولى من فيلم «دكتور هو»، بطولة ديفيد برادلي في دور ويليام هارتنيل
- احتيال أمريكي (2013) - اضطر رجل محتال، ايرفينج روزنفيلد، إلى جانب شريكه البريطاني المغري، سيدني بروسر، للعمل لدى عميل من مكتب التحقيقات الفيدرالي، ريتشي ديماسو، الذي دفعهم إلى عالم جيرسي وسطاء القوة والمافيا
- العودة إلى الوطن  (2013) - تستند إلى القصة الحقيقية لربة منزل كورية عادية سجنت في مارتينيك لمدة عامين بعد اتهامها خطأً بتهريب المخدرات في مطار باريس.[23][24][25][26]
- هجمات 26/11  (2013) - استنادًا إلى هجمات مومباي 2008
- أتاهاسا  (2013) - فيلم كانادي السيرة الذاتية استنادًا إلى بريجان الغابات سيئة السمعة فيرابان
- بهاج ميلكها بهاج  (2013) - فيلم هندي على أساس حياة رياضي الهندي ميلكا سينغ
- حلقة بلينج  (2013) - فيلم جريمة كوميديا سوداء ساخرة أمريكي مبني على خاتم مزخرف، مجموعة من اللصوص المدانين يتألفون من سبعة مراهقين وصغار البالغين مقيمين في كالاباساس وحولها في كاليفورنيا. لقد سرقوا منازل العديد من المشاهير خلال فترة يُعتقد أنها كانت بين أكتوبر 2008 وحتى أغسطس 2009.
- عازف الكمان الشيطان (2013) - فيلم يرتكز على حياة من باغانيني
- كابتن فيليبس  (2013) - سيرة ذاتية للتجار البحري النقيب ريتشارد فيليبس، الذي أخذ رهينة من قراصنة صوماليين في المحيط الهندي أثناء اختطاف ميرسك ألاباما في 2009 بقيادة موسى عبدولي
- شريط سينمائي  (2013) - المالايالامية الفيلم المأخوذ عن قصة حياة J. سي دانييل، والد السينما المالايالامية
- مجنون مثير بارد: قصة تي أل سي  (2013) - سيرة التي تلي تيون "تي-بوز" واتكينز، روزوندا "تشيلي" توماس، وليزا "ليفت أي " لوبيز، تشكلت كمجموعة تي أل سي، وترتفع وتهبط في مهنهم الموسيقية أثناء كونهم«أفضل مجموعة فتيات مبيعًا على الإطلاق»
- نادي دالاس للمشترين  (2013) - في عام 1985، يعمل دالاس ومهندس الكهرباء رون وودروف حول النظام لمساعدة مرضى الإيدز في الحصول على الأدوية التي يحتاجون إليها بعد تشخيص إصابته بالمرض نفسه
- عقدة الشيطان  (2013) - فيلم درامي جريمة يستند إلى قصة حقيقية كما روى في مارا ليفريت عام 2002 عقدة الشيطان كتاب يحمل نفس الاسم، بخصوص ثلاثة مراهقين يُعرف باسم ثلاثي ويست ممفيس، الذين أدينوا بقتل ثلاثة أولاد صغار وحُكم عليهم بالسجن المؤبد
- ديانا  (2013) - فيلم بريطاني يستند إلى العامين الأخيرين في حياة ديانا، أميرة ويلز
- إمباير ستات  (2013) - فيلم أمريكي مبني على صديقين في طفولتهما يخططان لسرقة مستودع سيارات مصفحة
- السلطة الخامسة  - فيلم مثير لعام 2013 من إخراج بيل كوندون، عن موقع ويكيليكس الذي يسرب الأخبار.
- الأرض المتجمدة  (2013) - فيلم تشويق أمريكي يستند إلى البحث الحقيقي عن الحياة في ألاسكا في الثمانينيات من القرن الماضي عن قاتل متسلسل روبرت هانسن، من تأليف وإخراج سكوت ووكر
- محطة فروتفيل  (2013) - استنادًا إلى القصة الحقيقية لرجل أمريكي من أصل أفريقي يبلغ من العمر 22 عامًا، أوسكار غرانت، ويومه الأخير في أوكلاند، كاليفورنيا قبل إطلاق النار عليه من قبل شرطة العبور في عام 2009
- غيمي شيلتر  (2013) - قصة فتاة صغيرة تشعر بأنها غير مرغوبة هاربة توضع في منزل للفتيات الحوامل.
- جبل طارق  (2013) - فيلم فرنسي عن قصة مارك فيفت، مخبر خدم الجمارك الفرنسية في أكتوبر 1987، حيث وجد نفسه في مركز تجارة المخدرات الهائلة في جبل طارق، إسبانيا
- جوبز  (2013) - فيلم درامي عن السيرة الذاتية الأمريكية يستند إلى حياة ستيف جوبز
- أمل (2013) - فيلم كوري جنوبي مأخوذ عن قضية نايونغ سيئة السمعة في عام 2008، حيث تعرضت فتاة تبلغ من العمر 8 سنوات ، تُدعى «نا يونغ» في الصحافة الكورية ، للاغتصاب والضرب على يد شخص في حالة سكر يبلغ من العمر 57 عامًا في مرحاض عام.
- هان غونغ-جو (2013) - فيلم كوري جنوبي مستوحى من قضية اغتصاب جماعي لفتيات المدارس الإعدادية من قبل طلاب المدارس الثانوية في ميريانغ ، جيونج سانج نام دو في عام 2004.
- قفطان  (2013) - فيلم باكستاني يعتمد على حياة السياسي الباكستاني، الأخصائي الاجتماعي والكريكيت السابق عمران خان
- اقتل أعزائك  (2013) - ترتبط جريمة قتل عام 1944 بمجموعة من الشعراء الشباب الذين يأملون في تغيير الأدب
- ناج وحيد  (2013) - الحساب الحقيقي للشجاعة العسكرية والبقاء على قيد الحياة، القائم قبالة عملية أجنحة الأحمر
- النظرة الحب  (2013) - فيلم بريطاني على أساس حياة بول ريمون
- لويس سير "(2013) - سيرة لويس سير، الرجل القوي في القرن التاسع عشر الذي ما زال يعتبر واحداً من أقوى الرجال الذين عاشوا على الإطلاق
- لوفلاس  (2013) - قصة ليندا لوفليس، التي يتم استخدامها وإساءة معاملتها من قبل صناعة الإباحية بناء على طلب زوجها القسري، قبل السيطرة على حياتها
- مدراس كافيه  (2013) - استنادا إلى الأحداث خلال الحرب الأهلية السريلانكية
- مانديلا: رحلتي الطويلة إلى الحرية  (2013) - فيلم جنوب افريقيا بناء على سيرته الذاتية عام 1994 من قبل نيلسون مانديلا
- فرصة واحدة  - فيلم دراما كوميدي بريطاني أمريكي عن السيرة الذاتية لعام 2013 عن مغني الأوبرا والفائز غوت تالنت بريطانيا بول بوتس.
- أوريسا  (2013) - فيلم مليالم مبني على قصة حب بين شرطي وفتاة أوديشا
- ألم وربح  (2013) - فيلم كوميدي للجريمة الأمريكية يستند إلى خطف العديد من الأشخاص وابتزازهم وتعذيبهم وقتلهم على أيدي مجموعة منظمة من المجرمين تضمنت عددًا من لاعبي كمال الأجسام المرتبطين بشركة صن رياضة في فلوريدا
- فيلومينا  (2013) - التقطت صحفية سياسية مرهقة من العالم قصة بحث امرأة عن ابنها الذي أُخذ بعيدا عنها منذ عقود بعد أن أصبحت حاملاً اضطر للعيش في الدير
- اندفاع  (2013) - استنادًا إلى القصة الحقيقية لموسم فورمولا 1 في عام 1976 مع معركة لا تُنسى من أجل البطولة بين جيمس هانت ونيكي لاودا، والشفاء الملحوظ من حادث مميت بالقرب من سباق الجائزة الكبرى الألماني لعام 1976
- إنقاذ السيد بانكس  (2013) - استنادًا إلى القصة الحقيقية التي لا توصف لتكييف والت ديزني لكتاب «ماري بوبينس» للكاتب P. لام ترافرز
- شهيد  (2013) - فيلم عن السيرة الذاتية إخراج حنسال مييتا والتي تنتجها أنوراغ كاشياب. وهو مبني على حياة المحامي وناشط حقوق الإنسان شهيد عزمي، الذي اغتيل عام 2010 في مومباي.[27][28]
- تبادل لاطلاق النار في وادالا  (2013) - فيلم هندي على أساس سيئة السمعة dacoit الحضرية الهندية والعصابات الأكثر رعبا في العالم السفلي مومباي مانيا سورف
- أخبر عنه  (2013) - بناء على قصة حقيقية لتاجر مخدرات
- خاص 26  (2013) - بوليوود الفيلم مستوحاة من سرقة دار الأوبرا 1987 حيث مجموعة متنكرين في زي مكتب التحقيقات المركزي (CBI) ضباط تنفيذ غارة ضريبة الدخل على الصائغ في مومباي
- المسارات  (2013) - في عام 1977، روبين ديفيدسون يسافر من أليس سبرينغز عبر 2700 كيلومترا (1700 ميلا) من الصحارى الأسترالية إلى المحيط الهندي مع كلبها وأربعة من الجمال ؛ «ناشيونال جيوغرافيك» توثق المصور ريك سمولان رحلتها
- هل تريد مني أن أقتله؟  (2013) - استنادًا إلى القصة الحقيقية لاثنين من تلاميذ المدارس المراهقين الذين يتم جذبهم إلى عالم معقد من غرف الدردشة على الإنترنت، قم بتغيير الغرور والخداع، مما يؤدي في النهاية إلى طعن أحدهما الآخر
- وولف كريك 2  (2005) - مستوحاة من القتل الرحال من قبل إيفان ميلات وقتل بيتر فالكونيو من قبل برادلي جون مردوخ
- ذئب وول ستريت  (2013) - بناء على قصة حقيقية من الأردن بلفور بطولة ليوناردو دي كابريو ويونان هيل

### 2014
- 50 إلى 1  (2014) - فيلم درامي أمريكي يعتمد على القصة مين ذات بيرد، وهو فرس سباق صغير أصيل فاز بجائزة كنتاكي ديربي 2009 في واحدة من أكبر الاضطرابات في تاريخ السباق
- قناص أمريكي (2014) - فيلم درامي سيرة حرب أمريكية يستند إلى حياة كريس كايل، وهو أكثر قناص فتاك في التاريخ العسكري الأمريكي
- الأدميرال: التيارات الهادرة  (2014) - فيلم درامي حربية من كورية الجنوبية يستند على يي سون شين في مملكة جوسون والصمود الأخير الملحمي في معركة ميونغنيانغ في 1597
- دولة سيئة  - فيلم مبني على قصة حقيقية بطولة مات ديلون، ويليم دافو، إيمي سمارت وتوم بيرينجر. عندما قام المحقق التابع لشرطة باتون روج بخرق العقد القاتل جيسي ويلاند، فإنه يقنع جيسي بأن يصبح مخبرًا ويصنف أقوى حلقة للجريمة في الجنوب. لذا عندما أمرت النقابة بوفاة كارتر ومعرف على هوية ويلاند كمخبر، قام الفريقان بإنزال الغوغاء ورئيس الجريمة الذي أمر بالضرب.
- شارار ساهبزاده  (2014) - فيلم رسوم متحركة ثلاثي الأبعاد تاريخي هندية يستند إلى تضحيات أبناء المعلم العاشر من السيخ غورو جوبيند سينغ - أجيت سينغ، جوهار سينغ، زوروار سينغ، وفاتح سينغ.
- المواطن الرابع  (2014) - عن إدوارد سنودن وفضيحة تجسس كالة الأمن القومي
- انعكاس مظلم  (2014) - فيلم تحقيق بريطاني مستقل يستند إلى الأحداث الفعلية المحيطة بمسألة متلازمة السمية الهوائية
- الدبلوماسية  (2014) - أثناء تحرك قوات الحلفاء نحو باريس، أمر أدولف هتلر الجنرال ديتريش فون تشولتز بتدمير المدينة. يرسل تشولتز فريقًا لهدم المعالم الشهيرة في المدينة وتجاوز نهر السين. دبلوماسي سويدي يدعى راؤول نوردلينغ يتسلل إلى مكتب الجنرال في فندق موريس عن طريق ممر سري.
- وجه ملاك  (2014) - إثارة نفسية بريطانية مستوحاة من كتاب «ملاك الوجه»، مأخوذة من تغطية الجريمة من قبل كاتبة مجلة نيوزويك   ديلي بيست  باربي لاتزا نادو، استنادًا إلى قصة حياة أماندا نوكس، التي اتُهمت بقتل ميريديث كيرشر في عام 2007
- صائد الثعالب  (2014) - الدراما الإجرامية الحقيقية للسيرة الذاتية المرتكزة على الأحداث المحيطة بالملايين. وريث عائلة دو بونت وعشاق المصارعة جون إي دو بونت عام 1986 في عام 1984 المصارع الحاصل على الميدالية الذهبية الأولمبية الأمريكية مارك شولتز وشقيقه الأكبر ديف للمساعدة في تدريب المصارعين الأمريكيين للمشاركة في المسابقات الوطنية والعالمية والأولمبية
- الجنة حقيقية  (2014) - استنادًا إلى كتاب يحمل نفس الاسم؛ يبلغ كولتون البالغ من العمر أربع سنوات من رؤية رؤى للسماء أثناء جراحة الطوارئ
- الكذاب صادق  (2014) - حياة الساحر السابق، الفنان الهارب، والمعلم المتشكك جيمس راندي، لا سيما التحقيقات التي من خلالها كشف راندي علانية الوسطاء، المعالجون بالإيمان، المحتالون
- لعبة التزييف  (2014) - وهو فيلم تاريخي البريطاني وهو مبني على أساس سيرة  آلان تورينج: لغز  من قبل أندرو هودجز عن تحليل الشفرات البريطاني آلان تورينج، الذي ساعد في حل لغز كود خلال الحرب العالمية الثانية وفي وقت لاحق تمت محاكمتهم بسبب الشذوذ الجنسي
- كاجاكي  (2014) - استنادًا إلى القصة الحقيقية لمارك رايت ووحدة صغيرة من الجنود البريطانيين المتمركزين بالقرب من سد كاجاكي، في أفغانستان
- اقتل الرسول  (2014) - فيلم روائي أمريكي عن فيلم من إخراج مايكل كويستا وكاتب بيتر لاندسمان. استنادًا إلى كتاب يحمل نفس الاسم من تأليف نيك شو وكتاب تحالف الظلام من قبل غاري ويب الذي يركز على تورط وكالة الاستخبارات المركزية في مكافحة الاتجار بالكوكايين
- الحب والرحمة  (2014) - الأمريكي السيرة الذاتية موسيقي الفيلم وكاتب الاغاني معلومات عن برايان ويلسون من إن بيتش بويز
- رائع  (2014) - دراما بريطانية فيلم تلفزيوني عن حياة نيل بالدوين
- ماري كوم  (2014) - دراما رياضية سيرة هندية حوالي خمس مرات بطلة العالم في الملاكمة والميدالية البرونزية الأولمبية ماري كوم، المرأة الوحيدة في الملاكمة فاز بميدالية في كل واحدة من بطولات العالم الست
- ذراع مليون دولار  (2014) - بناء على قصة حقيقية من أباريق البيسبول رينكو سينغ ودينيش باتل الذين تم اكتشافها من قبل وكيل الرياضية جي. بي. برنشتاين بعد فوزه في مسابقة حقيقية
- رجال الآثار  (2014) - الفيلم الحربي الأمريكي-الأمريكي مبني على أساس كتاب غير روائي بعنوان «رجال الآثار: أبطال الحلفاء، اللصوص النازيون وأعظم البحث عن الكنز في التاريخ»، بواسطة روبرت إم. إدسل مع بريت ويتر ؛ يتبع الفيلم مجموعة من الحلفاء من برنامج الآثار والفنون الجميلة والأرشيف، والمكلف بإيجاد وحفظ القطع الفنية وغيرها من المواد المهمة ثقافياً قبل تدميرها أو سرقتها على يد النازيين خلال الحرب العالمية الثانية
- السيد. تيرنر  (2014) - فيلم درامي عن السيرة الذاتية يستند إلى نحو خمسة وعشرين عامًا من حياة ومهنة رسام جي. م. أو. تيرنر (1775–1851)
- جريمة قتل بجانب نهر يانهي  (2014) - فيلم تاريخي صيني يستند إلى قضية قتل هوانغ كيغونغ، الذي كان جنرالًا في جيش العمال والفلاحين الصينيين
- نوبل  (2014) - فيلم من تأليف وإخراج ستيفن برادلي عن قصة الحياة الحقيقية لـ كريستينا نوبل، ناشطة في مجال حقوق الطفل، وعاملة خيرية وكاتبة، أسست مؤسسة كريستينا نوبل للأطفال في عام 1989
- فخر  (2014) - فيلم درامي كوميدي تاريخي بريطاني مرتبط ب إل جي بي تي من تأليف ستيفن بيريسفورد وإخراج ماثيو وارشوس؛ يصور مجموعة لنشطاء المثليات والمثليين الذين جمعوا الأموال لمساعدة الأسر المتضررة من إضراب عمال المناجم البريطانيين عام 1984
- روز ووتر  - في عام 2009، الصحفي الإيراني - الكندي المقيم في لندن مازيار باهاري محتجز في إيران بعد أن كتب عن العنف ضد المتظاهرين في الانتخابات الرئاسية في البلاد.
- سيلما (2014) - فيلم دراما تاريخي يستند إلى مسيرات حقوق التصويت لعام 1965 من سلمى إلى مونتغمري بقيادة مارتن لوثر كينغ جونيور وجون لويس وهوسا ويليامز ، والتي أدت إلى إقرار قانون حقوق التصويت.
- نظرية كل شيء  (2014) - السيرة الذاتية البريطانية لسن الدراما الرومانسية مقتبسة من مذكرات «السفر إلى إنفينيتي: حياتي مع ستيفن» بقلم جين وايلد هوكينج، التي تتعامل مع زوجها السابق، عالم الفيزياء النظرية الإنجليزية ستيفن هوكينج
- تمبكتو  (2014) - فيلم عن الاحتلال وجيزة من تمبكتو، مالي التي كتبها أنصار الدين تأثرت أجزاء من الفيلم قبل الرجم العام 2012 ل. زوجان غير متزوجين في أغيلهوك، تم تصوير الفيلم في بلدة عواطة الواقعة في جنوب شرق موريتانيا
- لا ينكسر  (2014) - فيلم سيرة الولايات المتحدة الأمريكية حول أولمبي ورياضي لويس "لوي" زامبريني، الذي تضطلع به جاك أوكونيل. نجا زامبريني في مجموعة كبيرة لمدة 47 يومًا بعد سقوط تحطم طائرة مفخخة في المحيط خلال الحرب العالمية الثانية، ثم أرسل إلى سلسلة من معسكرات أسرى الحرب.
- عواطف متحدة  (2014) - فيلم دراما فرنسية باللغة الإنجليزية عن أصل كرة القدم، وبطولة تيم روث عن سيب بلاتر
- بري (2014) - فيلم سيرة ذاتية أمريكية استنادًا إلى مذكرات شيريل سترايد التي قررت رحلة لاكتشاف الذات من خلال المشي لمسافات طويلة لمسافة 1100 ميل من درب باسيفيك كريست.
- الاتصال  (2014) - فيلم إثارة جريمة فيلم فرنسي بلجيكي مستوحى من أحداث الاتصال الفرنسية في السبعينيات

### 2015
- الرجل الذي عرف إنفينيتي  (2015) - هو فيلم بريطاني دراما عن السيرة الذاتية لعام 2015 عن عالم الرياضيات الهندي سرينيفاسا رامانوجان، استنادا إلى كتاب الذي يحمل نفس الاسم في عام 1991 بواسطة روبرت كانيجل.
- خط الحدود الشمالية  (2015) - فيلم إثارة بحري كوري جنوبي من تأليف وإخراج كيم هاك-سون، استنادًا إلى أحداث الحياة الحقيقية معركة يون بيونغ الثانية.
- ال 33 (2015) - فيلم تشيلي باللغة الإنجليزية يعتمد على الأحداث الحقيقية لكارثة التعدين 2010، التي حوصرت فيها مجموعة من ثلاثة وثلاثين عاملاً داخل سان خوسيه مين في تشيلي لأكثر من شهرين
- ذا بيج شورت (2015) - أربعة من سكان العالم ذوي التمويل المرتفع يتنبأون بانهيار فقاعة الائتمان والإسكان في منتصف العقد الأول من القرن العشرين، ويقررون اتخاذ البنوك الكبرى لجشعهم وعدم وجود التبصر
- كتلة سوداء  (2015) - نظمت حركة أمريكية دراما للجريمة على أساس كتاب 2001  كتلة سوداء: القصة الحقيقية لتحالف غير مقدس بين مكتب التحقيقات الفيدرالي والأيرلندي الغوغاء، كتبه ديك لير وجيرارد أونيل، عن رجل العصابات الإيرلندي الأمريكي وايتي بولغر
- ولد ليكون الأزرق  (2015) - فيلم عن الموسيقي الجاز الأمريكي شيت بيكر، يصور إيثان هوك
- جسر الجواسيس  (2015) - فيلم تجسس تاريخي أمريكي يستند إلى حادثة طائرة التجسس الأمريكية يو-2، وفيها المحامي جيمس بي. دونوفان يتم اقتحام مركز الحرب الباردة عندما يُعطى مهمة للتفاوض على إطلاق فرانسيس غاري باورز، وهو طيار أسقطت طائرته في الاتحاد السوفيتي
- الأسير  (2015) - الأمريكية جريمة دراما فيلم يستند إلى كتاب غير خيالي  من المستبعد تماما الملاك  من قبل أشلي سميث حول بريان نيكولز، الذي فر من محكمة مقاطعة فولتون في أتلانتا في 11 مارس 2005 واحتجز سميث كرهينة
- الطفل 44  (2015) - بناءً على قضية أندريه شيكاتيلو
- كولونيا  (2015) - فيلم تم تصويره على خلفية الانقلاب العسكري الشيلي عام 1973 وطائفة «كولونيا ديغنيداد» الحقيقية، وهي عبادة سيئة السمعة في جنوب تشيلي، بقيادة الألمانية وضع واعظ بول شيفر
- ارتجاج في المخ  (2015) - دراما رياضية أمريكية، استنادًا إلى مقال بعنوان «لعبة الدماغ» لعام 2009 من تأليف جان ماري لاسكاس، على أخصائي علم الأمراض الشرعي وعلم الأمراض العصبية، الدكتور بينيت أومالو (الذي يلعبه ويل سميث)، الذي اكتشف مرض اعتلال دماغي رضحي مزمن في أدمغة لاعبين في اتحاد كرة القدم الأميركي
- الفتاة الدنماركية  (2015) - قصة حب مستوحاة من حياة الفنانين ليلي إلب وجيردا فيجنر، الذين يتطور زواجهم وعملهم أثناء تنقلهم في رحلة ليلى الرائدة كرائد متحول جنسياً
- داني كولينز (2015) - دراما كوميدية أمريكية مستوحاة من القصة الحقيقية للمغني الشعبي ستيف تيلستون
- إفرست  (2015) - فيلم إثارة مغامرة السيرة التاريخية الأمريكية المثيرة المبني على الأحداث الحقيقية لـ كارثة جبل إفرست 1996 والكتاب غير الخيالي في الهواء الطلق من تأليف جون كاكوير
- أفضل الساعات  (2015) - دراما كارثية أمريكية تستند إلى كتاب 2009 يحمل نفس الاسم، من تأليف كيسي شيرمان ومايكل ج. توجياس، حول القصة الحقيقية لـ محاولة إنقاذ مهمة  بندلتون من قبل سفن حرس السواحل الأمريكي
- قتلت أعز صديقتي  (2015) - فيلم تلفزيوني مدى الحياة بطولة كاترينا بودين، كريس زيلكا وأوليفيا كروشيتشيا، كتبه بليك بيريس وداني هابيل، وإخراج سيث جاريت. مستوحاة من قصة حقيقية، مقتل آن ماري كامب على يد جيمي دينيس وزوجها مايكل جياناكوس، في مينيسوتا في عام 1997
- في قلب البحر  (2015) - فيلم سيرة أمريكية مبني على ناثانيل فيلبريك لعام 2000 كتاب غير خيالي يحمل نفس الاسم، حول غرق الحيتان "" إسيكس ""
- ايب مان 3  (2015) - المركز الثالث في  ايب مان  سلسلة من الأفلام على أساس حياة الجناح شون غراند ماستر ايب مان وسمات دوني ين تكرر دور البطولة. الفيلم أيضًا نجوم مايك تايسون، ويُلميذ تلميذ ييب مان بروس لي بواسطة داني تشان
- جوي  (2015) - دراما كوميدية أمريكية عن السيرة الذاتية عن أم عازبة تكافح من ثلاثة أطفال، جوي مانغانو، الذي اخترع الممسحة المعجزة
- السيدة في الشاحنة  (2015) - فيلم درامي كوميدي بريطاني من إخراج نيكولاس هايتنر، تأليف ألان بينيت، وبطولة ماجي سميث وأليكس جينينغز. إنها تحكي القصة الحقيقية لماري شبرد، وهي امرأة مسنة تعيش في شاحنة متهالكة في ممر بينيت في لندن لمدة 15 عامًا.
- أسطورة  (2015) - فيلم الجريمة البريطانية المبني على رجال العصابات الواقعين في لندن، التوأم كراي؛ مقتبسة من كتاب «مهنة العنف: صعود وسقوط توأمان كراي» من قبل جون بيرسون.
- مانجي - رجل الجبل  (2015) - سيرة حياة تستند إلى حياة داشراث مانجي، والمعروفة باسم «رجل الجبل»، الذي عاش في قرية غيلور، بالقرب من جايا، في بيهار. من إخراج كيتان ميهتا ؛ بطولة نواز الدين صديقي وراديكا أبتي
- مانتو  (2015) - فيلم درامي عن السيرة الذاتية لباكستان يعتمد على حياة الكاتب الباكستاني القصة القصيرة سادات حسن مانتو، بطولة سرمد سلطان خوصات
- مكفارلاند، الولايات المتحدة الأمريكية  (2015) - استنادًا إلى القصة الحقيقية لفريق عبر البلاد عام 1987 من مدرسة ثانوية لاتينية في ماكفارلاند بكاليفورنيا
- تضحية البيدق  (2015) - فيلم سيرة أمريكية يصور الحرب الباردة - مباراة شطرنج بطولة بين عصر بوبي فيشر وبوريس سباسكي
- العائد  (2015) - فيلم غربي أمريكي مقتبس من رواية مايكل بنك لعام 2003 تحمل نفس الاسم، تستند جزئياً إلى حياة رجل الحدود هيو زجاج
- رودراماديفي  (2015) - فيلم تيلجو هندي ثلاثي الأبعاد التاريخي استنادًا إلى حياة رودراما ديفي، أحد الحكام البارزين لسلالة كاكاتيا في هضبة ديكان، واحدة من الملكات القليلة الحاكمة في التاريخ الهندي
- قطع غيار  (2015) - دراما أمريكية تستند إلى القصة الحقيقية لمجموعة من طلاب المدارس الثانوية الذين يتنافسون في مسابقة الروبوتات تحت الماء 2004
- أضواء كاشفة (2015) - فيلم درامي أمريكي يستند إلى القصة الحقيقية لجون جيوغان، كاهن متهور متهم بالتحرش بالأولاد ؛ وعن فريق من المراسلين الاستقصائيين في بوسطن غلوب الذين كشفوا عن الجهود التي بذلتها الكنيسة الكاثوليكية على مدى عقود لقمع المعلومات حول عشرات التهم الموجهة ضد القساوسة.
- تجربة سجن ستانفورد  (2015) - استنادًا إلى تجربة سجن ستانفورد التي لعب فيها الطلاب دور السجين أو حارس السجن، في جامعة ستانفورد تحت إشراف أستاذ علم النفس فيليب زيمباردو في عام 1971
- ستيف جوبز  (2015) - دراما سير ذاتية أمريكية تستند إلى حياة مؤسس شركة أبل ستيف جوبز، سيناريو مقتبس من والتر إيزاكسون كتاب سيرة  ستيف جوبز
- الخروج من كومبتون  (2015) - دراما سير ذاتية أمريكية تدور حول صعود وسقوط مجموعة الراب كومبتون، كاليفورنيا
- سوفرجت  (2015) - دراما تاريخية عن بداية الحركة النسوية
- قصة حقيقية  (2015) - فيلم درامي أمريكي يستند إلى مذكرات الصحفي مايكل فينكل حول مقابلته مع القاتل المطلوب كريستيان لونغو، الذي اختبأ تحت هوية فينكل
- ترامبو  (2015) - فيلم درامي عن السيرة الذاتية بعد حياة كاتب السيناريو في هوليوود دالتون ترومبو ونفيه بسبب معتقداته السياسية
- فيسارني  (2015) - فيلم إثارة مستوحى من جريمة التاميل الهندية كتبه وأخرجه فيتريمران. إنها مبنية على رواية واستنادا إلى رواية حبس من قبل شاندرا كومار التي تروي القصة الحقيقية عن وحشية الشرطة والفساد وفقدان البراءة في وجه الظلم.
- السير  (2015) - فيلم عن السيرة الذاتية الأمريكية يستند إلى قصة سيرا فنان فرنسي رفيع المستوى فيليب بوتي على الأقدام بين البرجين التوأمين لل مركز التجارة العالمي في 7 أغسطس 1974
- المرأة في الذهب  (2015) - دراما بريطانية أمريكية مبنية على القصة الحقيقية لـ ماريا التمان، وهي إحدى الناجيات من المحرقة النازية، مع محامها الشاب أي. راندول شونبرج، ضد حكومة النمسا لاستعادة لوحة غوستاف كليمت  بورتريه أديل بلوخ باور، والتي بلغت ذروتها في قضية 2004 قبل المحكمة العليا للولايات المتحدة، «جمهورية النمسا ضد التمان»
- دلون  (2015) - فيلم مسيحي دراما رياضية أمريكية بناء على قصة حقيقية من توني ناثان ودلون فريق كولونيلز الكبير كفريق كرة قدم كمدربين وزملاء في الفريق يكافحون لتخفيف التوترات العرقية خلال إلغاء التمييز العنصري في عام 1973 برمنغهام، ألاباما نظام مدارس مدينة برمنغهام

### 2016
- 13 ساعات: الجنود السري بنغازي  (2016) - فيلم حرب أمريكي يستند إلى كتاب ميتشيل زوكوف 13 ساعة عام 2014، يروي أحداث الحياة الحقيقية لستة أعضاء من فريق الأمن الذين قاتلوا للدفاع عن المجمع الدبلوماسي الأمريكي في بنغازي، بعد موجات من هجمات إرهابية في 11 سبتمبر
- 100 متر  (2016) - فيلم إسباني من إخراج مارسيل باررينا تستند إلى قصة حقيقية لرجل إسباني مصاب بمرض التصلب العصبي المتعدد، حاول إنهاء سباق الرجل الحديدي: السباحة 3,8 كم، ركوب الدراجات 180 كم والركض 42.
- جسر جوي  (2016) - فيلم بوليوود يعتمد على إجلاء الشعب الهندي من الكويت أثناء غزو الكويت
- أليغرا  (2016) - سيرة ذاتية بوليوود فيلم درامي يعتمد على الأستاذ راماشاندرا سيروس تم إقالته من جامعة عليكرة الإسلامية بسبب ميوله الجنسية
- على طول الطريق  (2016) - فيلم درام سيرة ذاتية أمريكي بناءً على أحداث رئاسة ليندون جونسون
- ليلة الهواة  (2016) - أمريكية سيرة ذاتية فيلم كوميدي استنادًا إلى أوائل السينمائيين جو سيراكيوز وليزا أداريو في هوليوود
- أنثروبويد  (2016) - قصة تاريخية تحكي قصة عملية الأنثروبويد، اغتيال الحرب العالمية الثانية لـ رينهارد هايدريش من قبل جنود تشيكوسلوفاكي المنفي على 27 مايو 1942
- أزهر  (2016) - استنادًا إلى حياة قائد فريق الكريكيت الهندي السابق محمد أزهر الدين
- باري (2016) - فيلم درامي أمريكي من إخراج فيكرام غاندي عن حياة باراك أوباما في جامعة كولومبيا في عام 1981.
- ولادة أمة (2016) - فيلم درامي من الفترة الأمريكية الكندية يعتمد على قصة نات تورنر، الرجل المستعبد الذي قاد تمرد العبيد في مقاطعة ساوثهامبتون، فيرجينيا في عام 1831.
- الدماغ المشتعل (2016) - فيلم سيرة ذاتية درامي من إخراج وكتابة المخرج الأيرلندي جيرارد باريت. ويستند الفيلم على الدماغ المشتعل: شهري من الجنون.
- كريستين (2016) - فيلم سيرة ذاتية مأخوذ عن المراسلة الصحفية كريستين تشوبوك، المعروف لكونه أول شخص يقدم على الانتحار في بث تلفزيوني مباشر
- تأكيد  - حول جلسات استماع ترشيح كلارنس توماس قاضي في المحكمة العليا، والجدل الذي بدأ عندما زعمت أنيتا هيل أنها تعرضت للتحرش الجنسي من قبل توماس
- دانجال (2016) - يستند الفيلم إلى عائلة الأخوات فوغات، ويحكي قصة ماهافير سينغ فوغات، مصارع هاوي، ومدرب أولمبي. الذي عمل على تدرب بناته غيتا فوغات وبابيتا كوماري لتحقق كل منهما ميدالية ذهبية على الصعيد العالمي.
- ديب ووتر هورايزن  (2016) - فيلم كارثة أمريكي من إخراج بيتر بيرج، من تأليف ماثيو ساند وماثيو مايكل كارناهان، وبطولة فرقة من الممثلين بما في ذلك مارك والبرج وكورت راسل، جون مالكوفيتش، جينا رودريغيز، ديلان أوبراين وكيت هدسون. بناءً على انفجار ديب واتر هورايزن 2010 وانسكاب النفط في خليج المكسيك
- إنكار  (2016) - استنادًا إلى القصة الحقيقية لقضية تشهير منكر المحرقة ديفيد إيرفينغ ضد الكاتب ديبورا ليبستادت في قضية ديفيد إيرفينغ ضد بينجوين بوكس وديبورا ليبستادت
- إيدي النسر (2016) - استنادًا إلى حياة مايكل إدواردز، المتزحلق البريطاني الذي أصبح في عام 1988 أول منافس يمثل بريطانيا العظمى في الأولمبية في مسابقة القفز على الجليد منذ عام 1928
- فلورنس فوستر جينكينز  (2016) - فيلم بطولة ميريل ستريب، وريثة نيويورك التي أصبحت مغنية الأوبرا المعروفة لافتقارها المؤلم لمهارة الغناء
- المؤسس (2016) - بناءً على قصة حقيقية عن راي كروك وبدء امتياز ماكدونالدز، بطولة مايكل كيتون
- ولاية جونز الحرة  (2016) - فيلم حرب أمريكية مستوحاة من حياة نيوتن فارس وتمرده المسلح ضد الكونفدرالية في جونز مقاطعة، ميسيسيبي، خلال الحرب الأهلية الأمريكية. تأليف وإخراج غاري روس، نجوم السينما ماثيو ماكونهي، غوغو مبثا - راو، ماهرشالا علي وكيري راسل
- ذهب  (2016) - مبنية على قصة حقيقية لفضيحة التعدين بري-أكس لعام 1993، عندما كان من المفترض اكتشاف رواسب ضخمة من الذهب في الأدغال اندونيسيا
- هاكسو ريدج  (2016) - فيلم دراما حرب سيرة ذاتية عن تجارب ديسموند دوس خلال الحرب العالمية الثانية، وهو طبيب مسالم أمريكي مقاتل مسيحيً من طائفة سبتيون رفض حمل أو استخدام سلاح ناري أو أسلحة من أي نوع. الفيلم من إخراج ميل جيبسون والنجوم أندرو غارفيلد
- شخصيات خفية (2016) - فيلم أمريكي يحكى واقع كاثرين جونسون ودوروثي فوغان وماري جاكسون الأمريكيات من أصول إفريقية التي واجهن تمييزًا منهجيًا واسع النطاق لمواصلة عملهم في الإدارة الوطنية للملاحة الجوية والفضاء ناسا خلال سباق الفضاء. نجوم السينما ترجي بي. هينسون عن كاثرين جونسون، اوكتافيا سبنسر عن دوروثي فون ويانيل موناي عن ماري جاكسون
- أنا لست خجلًا  (2016) - استنادًا إلى راشيل سكوت، الضحية الأولى مذبحة مدرسة كولومبين الثانوية
- المتسلل  (2016) - فيلم درامي للجريمة الأمريكية من إخراج براد فورمان وتأليف إيلين براون فورمان. يعتمد الفيلم على السيرة الذاتية التي تحمل نفس الاسم من قبل روبرت مازور، وهو أمريكي عميل خاص للجمارك، الذي ساعد في ثمانينيات القرن الماضي في القضاء على منظمة بابلو إسكوبار لغسل الأموال من خلال التستر كرجل أعمال فاسد نجوم الفيلم [براين كرانستون]، ديان كروغر، بنجامين برات، جون ليغيزمو، وآمي ريان
- أسد  (2016) - بناء على قصة حقيقية من سارو بريرلي الذين ضاعت في محطة قطار في الهند ورحلته الرائعة للعثور على بيت باستخدام خرائط جوجل
- لافينغ  (2016) - استنادًا إلى القصة الحقيقية ريتشارد وميلدريد لافينغ، وهما زوجان عرقيان كانا مدعين في قرار المحكمة العليا الأمريكية لعام 1967 لافينغ ضد فرجينيا، التي تعتبر قوانين مكافحة تمازج الأجناس غير دستورية.
- عقول مدبرة  (2016) - فيلم كوميدي أمريكي يستند إلى سطو لوميس فارجو عام 1997 في ولاية كارولينا الشمالية. من إخراج جاريد هيس وكتابة كريس بومان، هابل بالمر وإميلي سبيفي، بطولة زاك غاليفياناكيس، أوين ويلسون، أوين ويلسون، كريستين ويغ وجيسون سوديكيس
- معجزات من السماء  (2016) - استنادًا إلى فتاة تبلغ من العمر 10 أعوام أنابيل بيم تم تشخيص إصابتها باضطراب في الجهاز الهضمي بدون علاج معروف. بعد سقوط حاد، تعاني فقط من ارتجاج، ثم تتعافى بشكل غير متوقع من مرضها. بعد ذلك تقول إن روحها تركت جسدها خلال الخريف ووعد الله أنها ستشفى
- أم. أس:القصة التي لم تحكي  (2016) - فيلم هندي على أساس رحلة ماهندرا سينغ دوني أن يصبح لاعب الكريكيت وقائد فريق الهند
- نيرجا  (2016) - فيلم سيرة ذاتية بوليوود بناء على اختطاف طائرة بان اميركان الرحلة 73 وتضحية مضيفات نيريا بانوت خلال هذا الحدث
- يوم باتريوت  (2016) - استنادًا إلى القصة الحقيقية لـ تفجير ماراثون بوسطن وما تلاها من مطاردة إرهابية
- بيليه: ولادة أسطورة  (2016) - فيلم يركز على العلاقة بين بيليه والده
- الوعد  (2016) - دراما تاريخية تحكي قصة مثلث الحب في السنوات الأخيرة من الإمبراطورية العثمانية
- سباق (2016) - فيلم سيرة ذاتية عن الرياضي الأمريكي من أصل أفريقي جيسي أوينز، الذي فاز بسجل أربع ميداليات ذهبية في الألعاب الأولمبية الصيفية 1936 في برلين
- روستم (2016) - فيلم بوليوود يعتمد بشكل فضفاض على حادثة الحياة الحقيقية للضابط البحري ك.م. نانافاتي ورجل الأعمال بريم أهوجا.
- ساربجيت  (2016) - فيلم بوليوود سيرة ساربجيت سينغ، هندي الجنسية أدين الإرهاب والتجسس من قبل محكمة باكستانية. ادعى سارابجيت أنه مزارع ضل طريقه إلى باكستان من قريته الواقعة على الحدود، بعد ثلاثة أشهر من التفجيرات
- سنودن (2016) - قصة مثيرة للسيرة الذاتية الأمريكية تستند إلى الكتب  ملفات سنودن  من لوقا هاردينغ و  وقت الأخطبوط  بواسطة أناتولي كوتشرينا
- ساوث سايد معك  (2016) - فيلم درامي رومانسي أمريكي عن السيرة الذاتية يصور أول تاريخ لـ باراك أوباما وميشيل أوباما
- سولي (2016) - الكابتن. تشيزلي "سولي" سولينبرغر (توم هانكس) يحاول القيام بهبوط اضطراري في نيويورك ضرب نهر هدسون بعد رحلة الخطوط الجوية الأمريكية رقم 1549 قطيعًا من الأوز
- فيرابان  (2016) - فيلم هندي جنوب استنادا إلى واقع الحياة العصابات الهندي فيرابان والأحداث التي أدت إلى عملية شرنقة، وهي مهمة لالتقاط وقتلته
- كلاب حرب (2016) - فيلم سيرة ذاتية حرب كوميديا سوداء أمريكي عن اثنين من تجار الأسلحة، إفرايم ديفيرولي وديفيد باكوز، الذين يحصلون على عقد للجيش الأمريكي لتزويد الجيش الوطني الأفغاني بالذخائر، واتهم في نهاية المطاف بالاحتيال لإعادة تغليف الذخيرة الصينية

### 2017
- 9/11  (2017) - دراما تصور خمسة ركاب في المصعد محاصرين أثناء هجمات 11 سبتمبر
- ما بعد الحادثة (2017) - فيلم إثارة أمريكي يعتمد على الأحداث والأشخاص المحيطين بتصادم أوبرلينغن 2002 في الجو لشركة طيران ركاب بطائرة شحن، على الرغم من تغيير الأسماء والأماكن والجنسيات والحوادث.
- عصر الرواد  (2017) - فيلم درامي تاريخي روسي عن رائد الفضاء أليكسي ليونوف، أول إنسان يقوم بتمشي في الفضاء
- كل العيون علي  (2017) - دراما سيرة ذاتية عن فنان الهيب هوب توباك شاكور
- كل المال في العالم (2017) - فيلم إثارة جريمة من إخراج ريدلي سكوت وتأليف ديفيد سكاربا. يصور الفيلم الأحداث المحيطة بالاختطاف لعام 1973 لجون بول غيتي الثالث في إيطاليا ورفض جده، قطب النفط الملياردير جيه بول جيتي، للتعاون في مطالب الابتزاز لمجموعة الجريمة المنظمة المافيا ندرانجيتا.
- صناعة أمريكية (2017) - فيلم سيرة ذاتية عن باري سيل، كابتن طيار مدني أصبح أحد مهربي المخدرات في منظمة كارتل ميديلين ومن ثم أصبح مخبراً حكومياً
- معركة الجنسين  (2017) - دراما رياضية عن السيرة الذاتية لمباراة التنس عام 1973 بين بيلي جان كينج وبوبي ريجز
- المرض الكبير (2017) - فيلم كوميدي رومانسي أمريكي مبني على أساس الرومانسية في الحياة الواقعية بين كميل نانجياني وإميلي غوردون، ويتتبع قصة زوجين الأعراق الذين يجب عليهم التعامل مع الاختلافات الثقافية بعد يصبح مرض إميلي.
- حصاد مرير  (2017) - فيلم درامي أكشن رومانسي تم تصويره في أوكرانيا السوفيتية في أوائل الثلاثينيات يجادل الفيلم بأن هولودومور كانت إبادة جماعية من قبل الديكتاتور الشيوعي جوزيف ستالين الذي استخدم الطعام كسلاح من خلال المجاعة الجماعية حيث مات ملايين الأوكرانيين في ظل التجميع القسري لجميع المزارع وملاك الشركات الأوكرانيون.
- برج ضد ماكنرو  (2017) - فيلم دراما رياضية ترتكز على التنافس الشهير بين لاعب التنس السويدي بيورن بورغ ولاعب التنس الأمريكي جون ماكنرو في بطولة ويمبلدون 1980
- التنفس (2017) - فيلم درامي عن السيرة الذاتية يحكي قصة روبن كافنديش، الذي أصيب بالشلل من الرقبة إلى أسفل بسبب شلل الأطفال في سن 28.
- قضية المسيح (2017) - فيلم درامي مسيحي أمريكي من إخراج جون غون وكتبه بريان بيرد، بناءً على القصة الحقيقية التي ألهمت كتاب 1998 الذي يحمل نفس الاسم بقلم لي ستروبل.
- تشاباكويديك (2017) - فيلم درامي أمريكي من إخراج جون كوران، وتأليف تايلور ألين وأندرو لوجان. الفيلم من بطولة جايسون كلارك مثل سيناتور ماساتشوستس تيد كينيدي وكيت مارا مثل ماري جو كوبيكن، مع إد هيلمز، بروس ديرن، جيم غافيجان، كلانسي براون، وأوليفيا ثيرلبي في أدوار الدعم. تفاصيل المؤامرة حادثة تشاباكويديك لعام 1969 حيث قاد كينيدي سيارته، مما أسفر عن مقتل كوبيكن، وكذلك استجابة عائلة كينيدي.
- تشرشل (2017) - فيلم درامي حرب بريطاني تاريخي عن وينستون تشرشل في يونيو 1944 - خاصة في الساعات التي سبقت يوم النصر.
- حرب التيارات (2017) - فيلم درامي تاريخي أمريكي مستوحى من منافسة القرن التاسع عشر بين توماس إديسون وجورج وستنجهاوس حول نظام توصيل الطاقة الكهربائية الذي سيتم استخدامه في الولايات المتحدة (غالبًا ما يشار إليه باسم «حرب التيارات»).
- الساعة الأكثر ظلمة (2017) - فيلم دراما حرب تم تعيينه في مايو 1940، بطولة غاري أولدمان مثل ونستون تشرشل وهو سرد لأيامه الأولى كرئيس للوزراء خلال الحرب العالمية الثانية وأزمة خزانة الحرب في مايو 1940، بينما اجتاحت ألمانيا النازية فرماخت وهددت أوروبا الغربية بهزيمة المملكة المتحدة. يؤدي التقدم الألماني إلى احتكاك على أعلى مستويات الحكومة بين أولئك الذين قد يعقدون معاهدة سلام مع أدولف هتلر، وتشرشل، الذين رفضوا.
- وفاة ستالين (2017) - فيلم كوميدي ساخر بريطاني ساخر يصور الصراع على السلطة بعد وفاة الزعيم السوفيتي جوزيف ستالين في عام 1953.
- ديترويت (2017) - فيلم درامي للجريمة في الفترة الأمريكية حادث موتيل الجيرز خلال أعمال شغب ديترويت 1967
- الفنان الكارثة (2017) - فيلم كوميدي فيلم يسرد الصداقة المحتملة بين الممثلين الناشئين تومي فيزاو وغريغ سيستيرو
- دونكيرك (2017) - عن انسحاب دونكيرك في فرنسا خلال الحرب العالمية الثانية
- اللوحة الأخيرة (2017) - فيلم درامي بريطاني أمريكي عن الصداقة بين النحات السويسري والرسام ألبرتو جياكوميتي والكاتب الأمريكي جيمس لورد.
- أولا هم قتلوا والدي  (2017) - يصور الفيلم أونغ البالغة من العمر 5 سنوات، والتي تُجبر على أن تدرب كجندي أطفال بينما يتم إرسال أشقائها إلى معسكرات العمل خلال نظام الشيوعي الخمير الحمر. أرسلت إلى معسكرات العمل.
- قلعة الزجاج (2017) - فيلم درامي سيرة ذاتية أمريكي من إخراج ديستين دانيال كريتون. وتستند إلى مذكرات جانيت والز الأكثر مبيعًا لعام 2005 التي تحمل الاسم نفسه. تصوير طفولة وول، حيث عاشت عائلتها في فقر.
- وداعا كريستوفر روبن (2017) - فيلم درامي عن السيرة البريطانية عن آلان ألكسندر ميلن وابنه كريستوفر روبن ميلن، مصدر إلهام لكتب ويني ذا بو
- أعظم رجل استعراض (2017) - فيلم درامي عن السيرة الذاتية الموسيقية، الفيلم مستوحى من قصة إنشاء بي.تي. بارنوم لمتحف بارنوم الأمريكي وحياة معالمه النجمية.
- أنا، تونيا (2017) - فيلم سيرة ذاتية مع عناصر من الكوميديا السوداء والجريمة أمريكي، يتتبع حياة لاعبة التزلج على الجليد تونيا هاردينغ وصلتها بالهجوم على منافستها نانسي كيريجان عام 1994.
- المعهد (2017) - فيلم تشويق أمريكي يستند إلى قصة حقيقية معاملة فتاة صغيرة في معهد روزوود في أوينجز ميلز، ماريلاند
- أدغال (2017) - هذه (حوالي عام 1981) قصة بقاء يوسي غينسبرغ على قيد الحياة في الغابات البوليفية
- الرجل الذي اخترع عيد الميلاد (2017) - فيلم سيرة ذاتية درامي من إخراج بهارات نالوري وكتبه سوزان كوين بناءً على كتاب يحمل نفس الاسم ليه ستانديفورد. من بطولة دان ستيفنز وكريستوفر بلامر وجوناثان برايس. سيناريو تتبع تشارلز ديكنز (ستيفنز) وهو يتصور ويكتب كارول عيد الميلاد.
- الرجل ذو القلب الحديدي  (2017) - فيلم درامي حرب فرنسي-بلغاري من إخراج سيدريك خيمينيز يستند إلى رواية الكاتب الفرنسي لوران بينيت، ويركز على عملية أنثروبويد، اغتيال الزعيم النازي راينهارد هايدريش في براغ خلال الحرب العالمية الثانية.
- مارك فيلت: الرجل الذي أسقط البيت الأبيض (2017) - فيلم إثارة سياسي أمريكي عن السيرة الذاتية من إخراج وكتابة بيتر لانديسمان. يصور الفيلم كيف أصبح مارك فيلت المصدر المجهول الملقب بـ «الحلق العميق» للمراسلين بوب وودوارد وكارل بيرنشتاين وساعدهم في التحقيق الذي قادهم إلى فضيحة ووترغيت، مما أدى إلى استقالة الرئيس ريتشارد نيكسون.
- مارشال (2017) - فيلم سيرة ذاتية درامي قانوني أمريكي بطولة تشادويك بوسيمان مثل ثورغود مارشال، أول قاضي في المحكمة العليا الأمريكية الأفريقية، ويركز على إحدى الحالات الأولى من حياته المهنية، دولة كونيتيكت ضد جوزيف سبيل.
- ميغان ليفي (2017) - فيلم سيرة ذاتية درامي أمريكي يعتمد على الأحداث الحقيقية حول امرأة شابة اسمها ميجان ليفي وكلب قتالي اسمه ريكس.
- الرحمة (2017) - فيلم درامي عن السيرة الذاتية البريطاني، من إخراج جيمس مارش وكتبه سكوت زي بيرنز. وهو يستند إلى قصة حقيقية لمحاولة الكارثية التي كتبها بحار الهواة دونالد كرووهورست لاستكمال سباق صنداي تايمز غولدن غلوب في عام 1968 ومحاولاته لاحقة للتغطية على فشله.
- لعبة مولي (2017) - فيلم درامي عن جرائم السيرة الذاتية الأمريكية يستند إلى مذكرات تحمل نفس الاسم لمولي بلوم.
- المرأة الأكثر كرهًا في أمريكا  (2017) - فيلم سيرة ذاتية درامي أمريكي قصة مادالين موراي أوهير، الناشطة الملحدة التي أدت جهودها إلى صدور حكم من المحكمة العليا بحظر قراءات الكتاب المقدس الرسمية في المدارس العامة خلال الستينيات، وخطفها وقتلها في عام 1995 من إخراج تومي أوهايفر
- فقط الشجعان  (2017) - يحكي الفيلم قصة فريق من نخبة رجال الإطفاء الذين فقدوا 19 من أصل 20 عضوًا أثناء مكافحة حريق تل یارنل في يونيو 2013
- بابيلون (2017) - فيلم سيرة ذاتية درامي من إخراج مايكل نوير. يروي قصة المدان الفرنسي هنري شاريير (تشارلي هونام)، الملقب بابيلون («الفراشة»)، الذي سُجن في عام 1933 في مستعمرة جزيرة ديفيل سيئة السمعة وهرب في عام 1941 بمساعدة مدان آخر، لويس ديغا (رامي) مالك).
- قراصنة الصومال  (2017) - دراما عن جاي بهادور وتقريره عن القرصنة في الصومال
- ملك البولكا (2017) - فيلم كوميدي أمريكي عن السيرة الذاتية من إخراج مايا فوربس وكتبه فوربس ووالاس وولودارسكي. يدور الفيلم حول زعيم فرقة بولكا بولندي أمريكي حقيقي يان لوان، الذي سُجن في عام 2004 لإدارة مخطط بونزي.
- بورنا: شجاعة ليس له حدود  (2017) - فيلم سيرة ذاتية هندي من إخراج راهول بوس يحكي الفيلم قصة مالافاث بورنا، أصغر فتاة في تسلق جبل إفرست.[29]
- ذا بوست (2017) - فيلم إثارة سياسي تاريخي أمريكي من إخراج وإنتاج ستيفن سبيلبرغ، وكتبته ليز هانا وجوش سينجر. من بطولة ميريل ستريب في دور كاثرين غراهام، أول ناشرة لصحيفة أمريكية رئيسية، وتوم هانكس في دور بن برادلي، المحرر التنفيذي لصحيفة واشنطن بوست. تدور أحداث صحيفة ذا بوست عام 1971، وتصف القصة الحقيقية لمحاولات الصحفيين في صحيفة واشنطن بوست لنشر أوراق البنتاغون، وهي وثائق سرية تتعلق بتورط حكومة الولايات المتحدة لمدة 20 عامًا في حرب فيتنام.
- البروفيسور مارستون والمرأة العجيبة  (2017) - فيلم درامي عن السيرة الذاتية وليام مولتون مارستون، خالق المعجزة
- روكسان روكسان (2017) - فيلم درامي أمريكي كتبه وأخرجه مايكل لارنيل. يدور الفيلم حول حياة مغني الراب روكسان شانت.
- ساليوت 7  (2017) - فيلم دراما روسية تاريخية عن بعثة سويوز تي-13 إلى محطة الفضاء الدولية ساليوت 7 عام 1985
- نفس النوع يختلف عني (2017) - يأتي رون هول، تاجر أعمال ناجح، إلى منزل خوليو، وهو رجل باعه سابقًا لوحة. يسمح خوليو لرون بكتابة كتاب عن حياته وحدث تغير حياته.
- قلعة الرمال (2017) - يركز الفيلم على مات أوكر، وهو جندي شاب في جيش الولايات المتحدة، مكلف بإعادة المياه إلى قرية في العراق. ويستند إلى الأحداث الحقيقية وتجربة كاتب الفيلم روزنر خلال حرب العراق.
- سترونجر  (2017) - فيلم سيرة ذاتية مأخوذ عن مذكرات من ماراثون بوسطن تفجير الناجين جيف بومان
- شكرا لخدمتك (2017) - فيلم سيرة ذاتية درامي حربي أمريكي كتبه وأخرجه جايسون هول، استنادًا إلى الكتاب غير الخيالي لعام 2013 الذي يحمل نفس الاسم بقلم ديفيد فينكل. فينكل، مراسل واشنطن بوست، كتب عن قدامى المحاربين في الكتيبة الثانية، فوج المشاة السادس عشر العائدين إلى محيط فورت رايلي، كانساس، بعد انتشار لمدة 15 شهرًا في العراق في عام 2007. الفيلم عن اضطراب ما بعد الصدمة، يصور الجنود الأمريكيين الذين يحاولون التكيف مع حياة المدنيين.
- ثلاثة مسيح هو فيلم درامي أمريكي لعام 2017 من إخراج جون أفنيت ومشارك في إنتاجه وشارك في كتابته واستناداً إلى كتاب ميلتون روكيتش غير الخيالي المسيح من يبسيلانتي.
- الاتجاه الصعودي (2017) - فيلم درامي كوميدي أمريكي من إخراج نيل برغر وكتبه جون هارتميري. إنه طبعة جديدة لفيلم الفرنسي المنبوذون 2011، الذي استلهم من حياة فيليب بوزو دي بورجو.
- بيت فايسروي (2017) - فيلم درامي تاريخي بريطاني هندي من إخراج غوريندر تشادها وتأليف بول مايدا بيرجيس ومويرا بافيني وتشادها. يروي الفيلم القصة الحقيقية للأشهر الأخيرة من الحكم البريطاني في الهند. كان منزل نائب الملك في دلهي موطن الحكام البريطانيين في الهند. بعد 300 عام، كانت تلك القاعدة تقترب من نهايتها. لمدة 6 أشهر في عام 1947، تولى اللورد مونتباتن، حفيد الملكة فيكتوريا، منصب نائب الملك الأخير، المكلف بإعادة الهند إلى شعبها.
- فيكتوريا وعبدل (2017) - فيلم درامي كوميدي بريطاني من إخراج ستيفن فريرز وكتبه لي هول. الفيلم مأخوذ عن كتاب يحمل نفس الاسم لشراباني باسو، عن العلاقة الواقعية بين الملكة فيكتوريا ملكة المملكة المتحدة وخادمها المسلم عبد الكريم.
- آلة الحرب  (2017) - فيلم حرب ساخرة يصور نسخة خيالية للأحداث المحيطة بالجنرال ستانلي ماكريستال في أفغانستان
- مرأة تمشي إلى الأمام (2017) - فيلم سيرة ذاتية درامي أمريكي من إخراج سوزانا وايت وكتبه ستيفن نايت. الفيلم هو قصة كارولين ويلدون، رسامة صورة يسافر من نيويورك إلى داكوتا لرسم صورة لجلسة سيتينج بول في عام 1890.
- زوجة حارس الحديقة (2017) - فيلم درامي حرب من إخراج نيكي كارو. يروي الفيلم القصة الحقيقية لكيفية إنقاذ جان وأنطونينا زابينسكي لمئات اليهود من الألمان بإخفائهم في حديقة حيوان وارسو خلال الحرب العالمية الثانية.
- نامهانسانسونغ (2017) - فيلم درامي حربي يتناول الصراع السياسي في نامهانسانسونغ أثناء اندلاع معركة بيونغجاهوران عام 1636.

### 2018
- 7 أيام في عنتيبي (2018) - فيلم إثارة يروي قصة عملية عنتيبي، عملية إنقاذ الرهائن لمكافحة الإرهاب لعام 1976.
- 12 قوي (2018) - فيلم درامي حربي أمريكي قائم على كتاب دوغ ستانتون كتاب غير روائي جنود الخيول، الذي يحكي قصة مجموعة القوات الخاصة الأمريكية الخامسة التي تم إرسالها إلى أفغانستان مباشرة بعد هجمات 11 سبتمبر.
- 15:17 إلى باريس  (2018) - فيلم من إخراج كلينت ايستوود فيلم حول كيفية سبنسر ستون، أليك سكارلاتوس وأنتوني سادلر أصبح الأصدقاء منذ المدرسة الابتدائية قبل سبنسر وأليك ينضمون إلى العسكرية ويسافر الأصدقاء الثلاثة في جولتهم الصيفية الأوروبية 2015 قبل إشراك مسلح داعش المحتمل في قطار متجه من أمستردام إلى باريس ويصبح أبطالًا للجمهور عند الصعود إلى الشهرة.
- 22 يوليو (2018) - فيلم نتفليكس عن أسوأ هجوم إرهابي في النرويج والذي قتل فيه أكثر من سبعين شخصًا.[30] من إخراج بول غرينغراس.
- بجرف البحر  (2018) - فيلم استنادًا إلى القصة الحقيقية للزوجين الذين تقطعت بهم السبل في وسط المحيط الهادئ ويجب عليهم الانتقال إلى هاواي بدون أدوات اتصال أو تنقل
- عند بوابة الخلود (2018) - فيلم سيرة ذاتية درامي عن السنوات الأخيرة من حياة الرسام فنسنت فان جوخ.
- إيماءة غير مجدية وغبية (2018) - فيلم درامي كوميدي أمريكي عن السيرة الكوميدية دوغلاس كيني، خلال صعود وسقوط ناشيونال لامبون.
- حرب خاصة (2018) - فيلم سيرة ذاتية درامي أمريكي من إخراج ماثيو هاينمان وبطولة روزاموند بايك في تجسيد شخصية صحفية ماري كولفين.
- الملاك (2018) - فيلم إثارة جاسوس إسرائيلي أمريكي. يروي القصة الحقيقية لشخصية أشرف مروان، وهو مسؤول مصري رفيع المستوى أصبح جاسوسا لإسرائيل وساعد في تحقيق السلام بين البلدين.
- الفتى الجميل (2018) - فيلم سيرة ذاتية درامي أمريكي من إخراج فيليكس فان جرونينجن، في أول ظهور له باللغة الإنجليزية. ويستند إلى مذكرات الصبي الجميل: رحلة الأب من خلال إدمان ابنه ديفيد شيف.
- نادي الأولاد المليارديون (2018) - فيلم سيرة ذاتية درامي جرائم أمريكي أخرجه جيمس كوكس وشارك في كتابته كوكس وكابتن موزنر. يعتمد الفيلم على نادي الملياردير بويز الواقعي من جنوب كاليفورنيا خلال الثمانينيات، وهي مجموعة من المراهقين الأغنياء الذين يشاركون في مخطط بونزي والوحل في نهاية المطاف.
- بلاكككلنزمن (2018) - فيلم جريمة سيرة أمريكي. يستند في أوائل عام 1970 في كولورادو سبرينغز، وتتبع شخصية رون ستالورث، أول مخبر أمريكي من أصل أفريقي في قسم شرطة المدينة بينما يشرع في التسلل وفضح فرع كو كلوكس كلان المحلي.
- بليز (2018) - فيلم سيرة ذاتية درامي أمريكي من إخراج إيثان هوك بناءً على حياة الموسيقي الريفي بليز فولي.
- الملحمة البوهيمية (2018) - نبذة عن فرقة الروك البريطانية كوين. ويتبع ذلك حياة المغني فريدي ميركوري الذي قاد فرقة كوينز إلى أداء حفل لايف إيد في ملعب ويمبلي في عام 1985.
- بوي ايريسد (2018) - فيلم سيرة ذاتية درامي أمريكي يستند إلى مذكرات جارارد كونلي التي تحمل نفس الاسم لعام 2016 الفيلم من بطولة لوكاس هيدجز ونيكول كيدمان وراسل كرو، ويتبع ابن أحد الآباء المعمدانيين الذين أجبروا على المشاركة في برنامج علاج تحويل مثلي الجنس.
- بوردن (2018) - فيلم درامي أمريكي يستند إلى قصة مايكل بوردن، عضو كو كلوكس كلان الذي كان لديه خلاف مع معلمه جون هوارد، وبحث من صديقته ترك المنظمة. لجأ الزوجان إلى القس ديفيد كينيدي، القس الأمريكي الأفريقي للكنيسة المعمدانية التبشيرية الجديدة، للحصول على المساعدة.
- بريان بانكس (2018) - فيلم سيرة ذاتية درامي أمريكي من إخراج توم شادياك، من تأليف دوغ أتشيسون، وبطولة ألديس هودج في دور بريان بانكس، لاعب خط الوسط في المدرسة الثانوية الذي اتهم زورا بالاغتصاب وحاول إطلاق سراحه لتحقيق حلمه في صنع الدوري الوطني لكرة القدم.
- أيمكنك أن تسامحني؟ (2018) - فيلم سيرة ذاتية أمريكي إخراج مارييل هيلر وسيناريو من تأليف نيكول هولوفسينر وجيف وايت، بناءً على مذكرات اعتيادية تحمل نفس الاسم من تأليف لي إسرائيل.
- كوليت (2018) - فيلم درامي سيرة ذاتية أخرجه واش ويستمورلاند، بناءً على حياة الروائية الفرنسية كوليت.
- تعال الأحد (2018) - فيلم درامي أمريكي يعتمد على حرمان كارلتون بيرسون من إخراج جوشوا مارستون.
- المفضلة (2018) - فيلم كوميديا سوداء إنتاج مشترك في المملكة المتحدة وأيرلندا والولايات المتحدة من أخراج يورجوس لانثيموس، وكتابة ديبورا ديفيس وتوني ماكنمارا. تدور أحداث الفيلم في أوائل إنجلترا في القرن الثامن عشر، والعلاقة بين سارة دوقة مارلبورو وأبيغيل ماشام، الذين يتنافسون ليكونوا الشخصية المفضلة لدى آن ملكة بريطانيا العظمى.
- أول رجل (2018) - فيلم من إخراج داميان شيزيل وبطولة رايان غوسلينغ في دور نيل آرمسترونغ، استكشاف الأحداث التي أدت إلى المهمة التي جعلت أرمسترونغ أول رجل يمشي على سطح القمر.
- عداء المقدمة (2018) - فيلم درامي سياسي أمريكي يؤرخ صعود السيناتور الأمريكي غاري هارت، المرشح الديمقراطي للرئاسة في عام 1988، وسقوطه اللاحق عندما ظهرت تقارير إعلامية عن علاقته خارج إطار الزواج.
- الذهب: الحلم الذي يوحد أمتنا  (2018) - فيلم درامي رياضي تاريخي هندي يستند إلى لقب فريق الهوكي الوطني في الألعاب الأولمبية الصيفية 1948.
- الكتاب الأخضر (2018) - فيلم سيرة ذاتية درامي كوميدي أمريكي مستوحى من حقيقة جولة في أعماق الجنوب قام بها عازف البيانو الكلاسيكي الأمريكي والجاز دون شيرلي والحارس الإيطالي الأمريكي فرانك "توني ليب" فالالونغا سائق شيرلي وحارسه الشخصي.
- غوسنيل: محاكمة أكبر قاتل متسلسل في أمريكا (2018) - فيلم درامي أمريكي يعتمد على أحداث الحياة الحقيقية حول كيرميت قوزنيل، طبيب ومجهز للإجهاض أدين بجريمة قتل من الدرجة الأولى في وفاة ثلاثة أطفال ولدوا على قيد الحياة في القتل غير العمد في وفاة مريض يخضع لإجراء إجهاض، و 21 تهمة جنائية بالإجهاض غير القانوني المتأخر، و 211 تهمة بانتهاك قانون الموافقة المستنيرة على مدار 24 ساعة. وحكم عليه بالسجن مدى الحياة دون إمكانية الإفراج المشروط.
- غوتي (2018) - فيلم سيرة ذاتية جريمة أمريكي عن عصابة جون غوتي في مدينة نيويورك.
- الأمير السعيد (2018) - فيلم سيرة ذاتية درامي عن أوسكار وايلد.
- فندق مومباي (2018) - فيلم إثارة الإثارة من إخراج أنتوني ماراس وشارك في كتابته ماراس وجون كولي. إنتاج أسترالي أمريكي هندي مشترك، مستوحى من الفيلم الوثائقي لعام 2009 وثائقي البقاء مومباي على قيد الحياة حول هجمات مومباي 2008 في فندق تاج محل بالاس في الهند.
- غير قابل للتجزئة (2018) - فيلم درامي مسيحي أمريكي من إخراج ديفيد جي إيفانز. الفيلم مأخوذ عن القصة الحقيقية لدارين تورنر. إنه يتبع قسيس جيش وهو يكافح من أجل موازنة إيمانه وحرب العراق.
- في مثل فلين (2018) - فيلم سيرة ذاتية أسترالي حول حياة الممثل إيرول فلين.
- ليزي (2018) - فيلم إثارة سيرة ذاتية أمريكي من إخراج كريغ ويليام ماكنيل. ويستند إلى قصة ليزي بوردن، التي اتهمت وبرئت بجرائم قتل والدها وزوجة أبيها بالفأس في فال ريفر، ماساتشوستس عام 1892.
- ماري ملكة الاسكتلنديين (2018) - نجمة أفلام الدراما التاريخية سيرشا رونان في دور ماري ملكة اسكتلندا ومارجو روبي في دور ابنة عمها الملكة إليزابيث الأولى، وتؤرخ الصراع بين البلدين 1569.
- موسم المعجزة (2018) - فيلم درامي أمريكي من إخراج شون مكنمارا. يعتمد الفيلم على القصة الحقيقية لفريق الكرة الطائرة بالمدرسة الثانوية في ولاية آيوا سيتي بعد الموت المفاجئ لقلب الفريق وزعيمه كارولين فاوند في عام 2011.
- البغل (2018) - فيلم درامي جريمة أمريكي أنتج وأخرجه كلينت إيستوود، والذي يروي قصة ليو شارب، المخضرم في الحرب العالمية الثانية الذي أصبح ناقلًا للمخدرات لمنظمة كارتل سينالوا في الثمانينيات من عمره.
- الرجل العجوز والمسدس (2018) - فيلم أمريكي كتبه وأخرجه ديفيد لوري، عن فورست تاكر، مجرم مهني وهروب فنان.
- على بشرتي (2018) - فيلم درامي إيطالي يعتمد على القصة الحقيقية للأيام الأخيرة من ستيفانو كوكتشي، مساح مساح 31 عامًا توفي في عام 2009 أثناء الحجز الوقائي، ضحية وحشية الشرطة.
- على أساس الجنس (2018) - فيلم سيرة ذاتية درامي قانوني أمريكي يعتمد على الحياة والحالات المبكرة لقاضية المحكمة العليا روث بدر جينسبيرغ.
- عملية نهائية (2018) - فيلم درامي تاريخي أمريكي من إخراج كريس ويتز، من سيناريو للمخرج ماثيو أورتن. الفيلم من بطولة أوسكار إيزاك (الذي أنتج أيضًا)، وبن كينغسلي، وليور راز، وميلاني لوران، ونيك كرول، وهالي لو ريتشاردسون، ويتابع جهود ضباط الموساد الإسرائيلي للقبض على ضابط السابق أدولف إيخمان في عام 1960.
- الملك الخارج على القانون (2018) - فيلم درامي أكشن تاريخي عن روبرت بروس، الملك الإسكتلندي في القرن الرابع عشر الذي شن حرب عصابات ضد الجيش الإنجليزي الأكبر. يحدث الفيلم إلى حد كبير خلال الفترة التاريخية لمدة 3 سنوات من 1304، عندما قرر بروس التمرد ضد حكم إدوارد الأول على اسكتلندا، وبالتالي أصبح «خارجًا عن القانون»، حتى معركة 1307 في لودون هيل.
- بارمانو: قصة بوكران  (2018) - يستند الفيلم إلى سلسلة التجارب النووية السرية الثانية في الهند في بوكران، راجستان في عام 1998.
- رازي  (2018) - فيلم تدور القصة حول جاسوسة هندية متزوج من رجل باكستاني خلال الحرب الباكستانية الهندية 1971 من إخراج ميجنا غولزار، بطولة عاليا بهات وفيكي كوشال في الأدوار القيادية.
- سانجو (2018) - وصل الممثل الهندي الهندي سانجاي دوت، الذي ينتمي إلى عائلة من الأساطير السينمائية، إلى أعلى مستويات النجاح المذهلة - لكنه أيضًا يكافح العديد من الإدمان والشياطين الشخصية الأخرى.
- بشرة (2018) - فيلم سيرة ذاتية درامي أمريكي من إخراج الإسرائيلي جاي ناتيف. ويتبع حياة بايرون ويدنر، العضو السابق في مجموعة حليقي الرؤوس المتأثرة بالنازية الجديدة.
- سورما  (2018) - فيلم درامي رياضي هندي لعام 2018 يستند إلى حياة وعودة لاعب هوكي الحقل سانديب سينغ.
- ستان وأولي (2018) - فيلم درامي كوميدي من إخراج جون إس بيرد وكتابة جيف بوب. واستنادا إلى السنوات الأخيرة من حياة الكوميديا المزدوجة لوريل وهاردي.
- ليلة 12 عاما  (2018) - فيلم يستند إلى كتاب «مذكرات زنزانة» من إخراج ألفارو بريكنر. الفيلم مستوحى من سنوات الحبس والعزلة التي عانت منها ثلاث شخصيات من الأوروغواي: خوسيه "بيبي" موهيكا، وموريسيو روسينكوف، وألوتيريو فرنانديز هويدوبرو.
- لا شيء تخسره (2018) - فيلم سيرة درامي برازيلي حول الأسقف الإنجيلي والكاتب ورجل الأعمال إيدير ماسيدو. أخرجه ألكساندر أفانسيني وقام بكتابة ستيفن ب. ليندساي وإميليو بوتشات.
- تاغ (2018) - فيلم كوميدي أمريكي من إخراج جيف تومسيك وكتبه روب ماكيتريك ومارك ستيلين. يعتمد الفيلم على قصة حقيقية نُشرت في صحيفة وول ستريت جورنال حول مجموعة من الشبان الذين يقضون شهرًا واحدًا في السنة في لعب اللعبة.
- غير مكسور: الطريق إلى الخلاص (2018) - فيلم درامي مسيحي أمريكي من إخراج هارولد كرونك، ويعمل كتكملة لفيلم غير مكسور لعام 2014، على الرغم من عدم عودة أي من الممثلين أو الطاقم الأصلي، يروي الفيلم لويس زامبيريني بعد عودته من الحرب العالمية الثانية، وصراعاته الشخصية للتكيف مع الحياة المدنية وتحوله في نهاية المطاف إلى المسيحية الإنجيلية بعد حضور أحد إحياء كنيسة بيلي غراهام.
- النائب (2018) - فيلم سيرة ذاتية درامي كوميدي أمريكي من إخراج آدم ماكاي. الفيلم من بطولة كريستيان بايل كنائب للرئيس الأمريكي السابق ديك تشيني، مع إيمي أدامز، ستيف كاريل، سام روكويل، جوستين كيرك، تايلر بيري، أليسون بيل، ليلي راب، وجيسي بليمونز في الأدوار الداعمة. يتبع الفيلم تشيني في طريقه ليصبح أقوى نائب رئيس في التاريخ الأمريكي.
- مرحبا بكم في مروين (2018) - فيلم درامي أمريكي من إخراج روبرت زمكيس، الذي شارك في كتابة السيناريو مع كارولين تومسون. مستوحى من قصة مارك هوغانكامب، وهو رجل يكافح مع اضطراب ما بعد الصدمة، بعد أن تعرض لاعتداء جسدي، أنشأ قرية خيالية لتخفيف صدماته.
- الفتى الأبيض ريك (2018) - فيلم سيرة ذاتية درامي جرائم أمريكي من إخراج يان ديمانج، استنادًا إلى قصة حقيقية، نجم الفيلم ريتشي ميريت في دور ريتشارد ويرش جونيور، الذي أصبح في الثمانينيات أصغر مخبر لمكتب التحقيقات الفيدرالي على الإطلاق في سن الرابعة عشرة.
- الطاقم الأبيض (2018) - فيلم بريطاني من تأليف ديفيد هير وإخراج رالف فينيس. يروي تاريخ الحياة والرقص لراقصة الباليه رودولف نورييف.

### 2019
- 4×4  (2019) - فيلم جريمة أرجنتينية يستند إلى أحداث حقيقية حول احتجاز لص داخل سيارة ولا يمكنه الخروج بإي وسيلة ممكنة، فيلم من إخراج ماريانو كوهن
- 1917 (2019) - فيلم حرب ملحمي من إخراج سام مينديز يعتمد جزئيًا على رواية جد الفريد مينديز، ويسرد قصة جنديين بريطانيين شابين خلال الحرب العالمية الأولى، كُلفا بمهمة مستحيلة في سباق مع الزمن لتسليم رسالة من شأنها أن توقف الهجوم المميت على مئات الجنود بعد تراجع الألمان إلى خط هيندنبورغ خلال عملية البريتش عام 1917. هذه الرسالة مهمة بشكل خاص لأحد الجنود الشباب حيث يشارك أخوه في الهجوم.
- الطيارون  (2019) - فيلم مغامرات سيرة ذاتية من إخراج توم هاربر يستند الفيلم إلى كتاب «السقوط للأعلى» لعام 2013: كيف توصلنا إلى الهواء بقلم ريتشارد هولمز حول رحلة المغامر جيمس غليشر البالونية، التي تهدف حياته إلى السفر إلى السماء للتنبؤ بالطقس وتحطيم الرقم القياسي العالمي للارتفاع بعد بلوغ ارتفاع يصل إلى 36000 قدم.
- أموندسن  (2019) - فيلم نرويجي يعرض تفاصيل حياة المستكشف النرويجي روال أموندسن.
- يوم جميل في الحي (2019) - الصحفي الساخر الحائز على جوائز، لويد فوجيل، يقبل على مضض مهمة لتخصيص ملف تعريف لرمز التلفزيون المحبوب فريد روجرز.
- حياة خفية  (2019) - فيلم درامي تاريخي ملحمي من تأليف وإخراج تيرينس ماليك، بطولة أغسطس ديهل، فاليري باتشنر، وماتياس شوينيرتس مع كل من مايكل نيكفيست وبرونو غانز في عروضهم النهائية. يصور الفيلم حياة فرانز ياجرشتاتر، مزارع نمساوي وكاثوليكي متدين رفضوا القتال من أجل النازيين في الحرب العالمية الثانية.
- أفضل الأعداء  (2019) - فيلم درامي أمريكي يركز على التنافس بين الناشطة في مجال الحقوق المدنية آن أتواتر وزعيم كو كلوكس كلان سي بي إليس.
- العمى من النور  (2019) - فيلم درامي كوميديا بريطانية من إخراج غوريندر تشادا، مستوحاة من حياة الصحفي سارفراز منذور وحبه لأعمال بروس سبرينغستين.
- مفاجأة مذهلة (2019) - فيلم درامي عن السيرة الذاتية من إخراج جاي روتش وكاتبه تشارلز راندولف. نجوم الفيلم تشارليز ثيرون، ونيكول كيدمان، ومارجو روبي، ويستند إلى روايات النساء في قناة فوكس الإخبارية اللاتي شرعن في فضح المدير التنفيذي روجر آيلز للتحرش الجنسي.
- الصبي الذي سخر الريح (2019) - فيلم درامي بريطاني كتبه وأخرجه وبطولة شيواتال إيجيوفور في أول ظهور له في الاتجاه. ويستند الفيلم على مذكرات الولد الذي سخر الريح التي كتبها ويليام كامكوامبا وبريان ميلر.
- اختراق (2019) - فيلم درامي مسيحي أمريكي من إخراج روكسان داوسون عن مؤلف سانت لويس ابن جويس سميث جون الذي تسلل عبر بحيرة جليدية في يناير 2015 وكان تحت الماء لمدة 15 دقيقة قبل بدء جهود الإنعاش. على الرغم من أنه يتم إنقاذه، فهو في غيبوبة، ويجب على عائلته الاعتماد على إيمانهم للتغلب على المحنة.
- الأخوة (2019) - فيلم درامي كندي من تأليف وإخراج ريتشارد بيل. تدور أحداث الفيلم في عشرينيات القرن الماضي، وهو يروي القصة الحقيقية لمجموعة من الشباب في معسكر صيفي على بحيرة بلسم في بحيرات كورثا، الذين اضطروا للقتال من أجل البقاء عندما طغت عاصفة رعدية غير متوقعة على رحلة الزورق.
- كلوز (2019) - فيلم إثارة من إخراج فيكي جيوسون تستند على شخصية جاكي ديفيس، وهي واحدة من الحراس الشخصيات الرائدات في العالم، والتي تضمنت زبائنها ج. ك. رولينغ، ونيكول كيدمان، وأفراد من العائلة البريطانية المالكة.
- إغلاق الخطر: معركة لونغ تان (2019) - فيلم حرب أسترالي حول معركة لونغ تان خلال حرب فيتنام
- المياه المظلمة (2019) - فيلم إثارة قانوني أمريكي من إخراج تود هاينز وكتبه ماريو كوريا وماثيو ميشيل كارناهان. ويستند إلى معركة روبرت بيلوت القانونية الواقعية ضد دوبونت بشأن إطلاق مادة كيميائية سامة في باركرسبورغ، وإمدادات المياه في ولاية فرجينيا الغربية، والتي تؤثر على 70.000 من سكان البلدة والماشية.
- الوسخ (2019) - فيلم درامي كوميدي سيرة ذاتية حول فرقة هافي ميتال موتلي كرو.
- دولميت هو اسمي (2019) - فيلم سيرة ذاتية كوميدي أمريكي من إخراج كرايغ بروير وكتبه سكوت ألكساندر ولاري كاراسيفسكي. يقوم ببطولة الفيلم إدي مورفي في دور المخرج رودي راي مور، الذي اشتهر بتصوير شخصية دولميت
- إليسا ومارسيلا  (2019) - إليزا سانشيز لوريغا تتنكر بطريقة غير شرعية كرجل في عام 1901 لتتزوج من مارسيلا غراسيا إيبيس، قبل قرن من قانونية زواج المثليين في إسبانيا.
- مؤذي للغاية، شرير بصورة مروعة و حقير (2019) - فيلم إثارة سيرة ذاتية أمريكي عن حياة القاتل المتسلسل تيد بندي. الفيلم من إخراج جو بيرلينغر مع سيناريو من مايكل ويروي، ويستند الفيلم على مذكرات صديقة بوندي اليزابيث كيندال، فانتوم برينس: حياتي مع تيد بندي.
- القتال مع عائلتي (2019) - فيلم سيرة ذاتية درامي كوميدي رياضي كتبه وأخرجه ستيفن ميرشانت. استنادًا إلى مهنة للمصارع المحترف الإنجليزي بايج.
- أصدقاء الصياد (2019) - فيلم سيرة ذاتية درامي كوميدي من إخراج كريس فوغين من سيناريو من إخراج نيك موركروفت وميغ ليونارد وبييرس أشورث. ويستند الفيلم إلى قصة حقيقية عن أصدقاء صيادي بورت إيساك، وهي مجموعة من صيادي كورنيش من بورت إيساك تم توقيعهم من قبل شركة يونيفرسال ريكوردز وحققوا أعلى 10 أغاني بألبومهم الأول من أكواخ البحر التقليدية.
- فورد ضد فيراري  (2019) - فيلم سيرة ذاتية درامي رياضي أمريكي تتبع فريقًا من المصممين والمهندسين الأمريكيين، بقيادة كارول شيلبي صاحب الرؤية والسائق البريطاني كين مايلز، اللذين أرسلهما هنري فورد الثاني ولي إياكوكا بمهمة بناء فورد جي تي 40، سيارة سباق جديد لها القدرة على هزيمة فريق سباق فيراري المهيمن بشكل دائم في سباق لومان الذي استمر لمدة 24 ساعة عام 1966 في فرنسا. من إخراج جيمس مانغولد، وكتبه جيز بتروورث وجون هنري بتروورث وجيسون كيلر.
- القفاز الذهبي (2019) - فيلم درامي رعب عالمي مشترك، الفيلم مقتبس من رواية تحمل اسم هاينز سترنك ويحكي قصة السفاح الألماني فريتز هونكا الذي قتل أربع نساء بين عامي 1970 و 1975 وأخفى أجزاء من الجثث في شقته.
- غومنامي (2019) - فيلم غموض بنغالي هندي من إخراج سريجيت موخرجي، الذي يتعامل مع لغز موت نيتاجي، استنادًا إلى جلسات لجنة موخرجي. في تناقض مع الادعاءات السابقة، يأتي صحفي بنظرية تدور حول الوجود الغامض وموت نيتاجي سوبهاش تشاندرا بوز مثل جومنامي بابا.
- هاريت  (2019) - فيلم سيرة ذاتية أمريكي عن هاريت توبمان، ناشطة وُلد في العبودية، والتي هربت من العبودية وقادت مئات الأشخاص المستعبدين إلى الحرية على السكك الحديدية تحت الأرض. من إخراج كاسي ليمونز
- محتالون - فيلم درامي كوميدي جريمة أمريكي استنادًا إلى مقال نشرته جيسيكا بريسلر في مجلة نيويورك لعام 2015، وقصة مجموعة من المتعريات الذين يثريون أنفسهم عن طريق التخدير والسرقة من الرجال الأثرياء الذين يترددون على ناديهم.
- مطاردة شارون تيت (2019) - فيلم إثارة رعب أمريكي لعام 2019 من تأليف وإخراج دانيال فاراندز وبطولة هيلاري داف وجوناثان بينيت وليديا هيرست وباول ساجدا وريان كارجيل. الفيلم مأخوذ عن جرائم قتل تيت 1969 ممزوجة بعناصر خيالية.
- الطريق السريع  (2019) - يتحد حارس تكساس السابق فرانك هامر وماني غولت في محاولة للقبض على الخارجين عن القانون بوني باركر وكلايد بارو.
- الأيرلندي (2019) - فيلم جريمة ملحمي أمريكي يستند على حياة قاتل فرانك شيران والأحداث التي حددت مسيرته على أنه قاتل، ولا سيما الدور الذي لعبه في اختفاء زعيم العمل جيمي هوفا، صديقه القديم، وتورطه مع عائلة الجريمة بوفالينو.
- ايب مان 4: خاتمة (2019) - فيلم صيني لفنون الدفاع عن النفس من إخراج ييب ويلسون والتي تنتجها ريموند وونغ. هذا هو الفيلم الرابع والأخير في سلسلة من الأفلام ايب مان على أساس حياة غراند ماستر وينغ تشون الذي يحمل نفس الاسم ويتميز دوني ين تكرر هذا الدور.
- جودي  (2019) - فيلم سيرة ذاتية درامي للمغنية والممثلة الأمريكية جودي غارلند.
- الرحمة العادلة (2019) - فيلم يستند إلى مذكرات تحمل اسم بريان ستيفنسون ، المحامي وناشط العدالة الاجتماعية ومؤسس مبادرة العدالة المتساوية ، تدور أحداث حول ستيفنسون الشاب الذي يذهب إلى ألاباما لمساعدة أولئك الذين لا يستطيعون تحمل تكاليف التمثيل القانوني المناسب. يلتقي والتر ماكميليان ، وهو أمريكي من أصل أفريقي ينتظر تنفيذ حكم الإعدام فيه بتهمة قتل امرأة بيضاء ، وهو ما لم يرتكبه.
- الطفل (2019) - فيلم أمريكي غربي شبه سيرة من إخراج فينسينت دي أونوفريو، يتركز حول ريو كاتلر الذي يشكل تحالفًا غير متوقع مع الشريف المحلي بات غاريت وخارج القانون المشهور بيلي ذا كيد في مهمة لإنقاذ أخته سارة من جرانت كاتلر، عم الصبي البلطج وزعيم العصابات.
- فريق القتل (2019) - فيلم حرب أمريكي من تأليف وإخراج دان كراوس. تكيف خيالي للأحداث التي تم استكشافها بواسطة فيلم وثائقي سابق يحمل نفس الاسم. من بطولة ألكسندر سكارسجارد، نات وولف، روب مورو، آدم لونج، جوناثان وايتسيل، براين مارك، أوسي إيكايل، وآنا فرانكوليني.
- الملك (2019) - استنادًا إلى الملك هنري الخامس ملك إنجلترا.
- لانكستر سكايز (2019) - فيلم حرب بريطاني يركز على حملة القاذفات البريطانية في الحرب العالمية الثانية.
- المغسلة (2019) - فيلم سيرة ذاتية درامي كوميدي أمريكي يستند إلى فضيحة أوراق بنما.
- الإجراء الأخير الكامل (2019) - فيلم درامي حربي يحكي القصة الحقيقية لبطل حرب فيتنام ويليام هـ.بيتسينبرجر (جيريمي إيرفين)، أحد أفراد القوات الجوية الأمريكية (المعروف أيضًا باسم بي جي) الذي أنقذ شخصياً أكثر من ستين رجلاً وطار على ما يقرب من 300 مهمة انقاذ خلال الحرب لمساعدة الجنود والطيارين. خلال مهمة إنقاذ في 11 أبريل 1966، عرض عليه فرصة الهروب على آخر طائرة هليكوبتر من منطقة قتال تتعرض لإطلاق نار كثيف، لكنه بقي خلفه لإنقاذ حياة جنود فرقة المشاة الأولى بالجيش الأمريكي والدفاع عنها، قبل التضحية القصوى في واحدة من أكثر المعارك دموية في الحرب.
- المنارة (2019) - فيلم رعب نفسي يبدأ حارسان منارة في فقدان عقلهما عندما تحاصرتهما عاصفة في الجزيرة النائية التي يتمركزان فيها (استنادًا جزئيًا إلى حادثة منارة سمولز التي وقعت في عام 1801).
- منتصف الطريق (2019) - فيلم حرب أمريكي يعتمد على الهجوم على بيرل هاربور وما بعدها من معركة ميدواي خلال الحرب العالمية الثانية.
- زوجات العسكرية (2019) - فيلم درامي كوميدي بريطاني من إخراج بيتر كاتانيو. الفيلم مستوحى من القصة الحقيقية لجوقة زوجات العساكر مع شركائهم الذين يخدمون في أفغانستان، تشكل مجموعة من النساء في الجبهة الداخلية جوقة ويجدن أنفسهن بسرعة في مركز الإحساس الإعلامي والحركة العالمية. الفيلم مستوحى من القصة الحقيقية لجوقة الزوجات العسكرية، وهي شبكة مكونة من 75 جوقة في القواعد العسكرية البريطانية عبر المملكة المتحدة وخارجها، ظهرت في المسلسل التلفزيوني البريطاني الجوقة.
- موفي (2019) - فيلم سيرة ذاتية درامي رومانسي حربي جنوب إفريقي البريطاني كتبه وأخرجه أوليفر هيرمانوس. تدور القصة حول شخصيتين مثليتين نيكولاس فان دير سوارت وديلان ستاسن اللذان يحاولان التأقلم مع الشذوذ الجنسي. الفيلم مأخوذ عن رواية سير ذاتية للمؤلف أندريه كارل فان دير ميرفي.
- السيد جونز (2019) - فيلم درامي يحكي قصة الصحافي الويلزي غاريث جونز، الذي سافر في عام 1933 إلى الاتحاد السوفيتي وأوكرانيا واكتشف المجاعة السوفيتية في الفترة 1932-1933 والحقائق غير السارة.
- السيدة لوري والابن (2019) - فيلم سيرة ذاتية درامي يؤرخ حياة الفنان الشهير
- جريمة قتل نيكول براون سيمبسون (2019) - فيلم أمريكي يقوم على قتل نيكول براون سيمبسون. يقدم الفيلم نظرية بديلة عن من يمكن أن يكون قاتلها، القاتل المتسلسل غلين إدوارد روجرز، على عكس المشتبه به الرئيسي، زوجها السابق، أو.
- التاريخ الشخصي لديفيد كوبرفيلد (2019) - فيلم درامي كوميدي من إخراج أرماندو أيانوتشي، استنادًا إلى رواية العصر الفيكتوري ديفيد كوبرفيلد من تشارلز ديكنز.
- الأسرار الرسمية (2019) - فيلم درامي وثائقية بريطانية أمريكية من إخراج جافين هود، استنادًا إلى حياة المبلغين كاثرين غون الذين سربوا مذكرة تفصل أن الولايات المتحدة قد تنصتت على دبلوماسيين من الدول المكلفة بتمرير قرار ثان للأمم المتحدة بشأن غزو
- ذات مرة في لندن (2019) - فيلم جريمة بريطاني من إخراج سيمون روملي وكتبه ويل جيلبي وروملي وتيري ستون. الفيلم يدور حول العصابات سيئة السمعة بيلي هيل وجاك كومر.
- الأستاذ والمجنون (2019) - فيلم سيرة ذاتية درامي من إخراج فرهاد صافينيا. يدور الفيلم حول البروفيسور جيمس موراي، الذي بدأ في عام 1879 في تجميع قاموس أكسفورد الإنجليزي وقاد لجنة الإشراف، ودبليو سي مينور، وهو طبيب قدم أكثر من 10000 مشاركة أثناء خضوعه للعلاج في مستشفى برودمور للأمراض النفسية
- المشعة (2019) - فيلم سيرة ذاتية بريطاني من إخراج مرجان ساترابي وبطولة روزاموند بايك في شخصية ماري كوري.
- منتجع البحر الأحمر للغوص (2019) - فيلم إثارة جاسوسية يستند بشكل فضفاض إلى أحداث عملية موسى وعملية جوشوا في 1984-1985، حيث قام الموساد بإخلاء اللاجئين اليهود الإثيوبيين سراً إلى إسرائيل.
- التقرير (2019) - فيلم درامي أمريكي من تأليف وإخراج سكوت زي بيرنز وبطولة آدم درايفر، أنيت بينينغ، تيد ليفين، مايكل سي هول، تيم بليك نيلسون، كوري ستول، ماورا تيرني وجون هام. وتأتي المؤامرة بعد الموظف دانييل جونز ولجنة المخابرات بمجلس الشيوخ أثناء تحقيقهما في استخدام وكالة المخابرات المركزية للتعذيب بعد هجمات 11 سبتمبر. وهو يغطي أكثر من عقد من الدسائس السياسية الواقعية، واستكشاف وضغط تقرير جونز المكون من 6700 صفحة.
- ريتشارد جويل (2019) - فيلم درامي عن السيرة الذاتية الأمريكية من إخراج وإنتاج كلينت إيستوود، وكتبه بيلي راي. يصور الفيلم قصف الحديقة المئوية الأولمبية وعقب ذلك خلال دورة الألعاب الأولمبية الصيفية لعام 1996 في أتلانتا، جورجيا، حيث عثر حارس الأمن ريتشارد جويل على قنبلة وأبلغ السلطات بالإخلاء، ثم اتهم خطأً فيما بعد بوضع الجهاز بنفسه.
- ركوب مثل فتاة (2019) - فيلم سيرة ذاتية درامي أستراليا من إخراج راشيل غريفيث وبطولة تيريزا بالمر وسام نيل. ويستند إلى القصة الحقيقية ميشيل باين، أول فارس أنثى تفوز بكأس ملبورن في عام 2015.
- روكيتمان (2019) - فيلم سيرة ذاتية درامي يعتمد على حياة الموسيقي التون جون.
- سيبيرغ (2019) - فيلم إثارة سياسي عن جين سيبيرغ، الذي استهدفه مكتب التحقيقات الفدرالي في أواخر الستينيات بسبب دعمها لحركة الحقوق المدنية ومشاركتها الرومانسية مع حكيم جمال، من بين آخرين.
- تصوير كلارك (2019) - فيلم سيرة ذاتية درامي بريطاني أمريكي كوميدي إخراج كريستوفر داوني وبطولة بريان أوهالرون، مارك فروست، جيسن ميويس، سكوت شيافو، وكيفن سميث. يصف الفيلم كيف قام كيفن سميث بتمويل فيلمه الأول الذي تبلغ قيمته 27000 دولارًا ببطاقات ائتمان قصوى وكسب اهتمامًا مهنيًا مهنيًا في مهرجان صندانس السينمائي عندما ظهر كليركس لأول مرة في عام 1994.
- ملفات طشقند (2019) - فيلم إثارة مؤامرة باللغة الهندية عن وفاة رئيس الوزراء الهندي السابق لال بهادور شاستري.
- توجو (2019) - فيلم درامي أمريكي حول "شخصيتين رئيسيتين في مصل 1925 الممتد إلى نوم، والمعروف أيضًا باسم سباق الرحمة العظيم، حيث تنتقل فرق الزلاجات الكلاب لنقل مصل الدفتريا المضاد للسموم من خلال ظروف قاسية على مدى 700 ميل تقريبًا إلى أنقذ مدينة نومي في ألاسكا من مرض وبائي، وقد تسلم المصل من قبل مربي الكلاب النرويجية، المدرب والمرشد ليونارد "سيب" سيبالا.
- تولكين (2019) - فيلم سيرة ذاتية درامي أمريكي من إخراج دوم قاروكوسكي وتأليف ديفيد جليسون وستيفن بيريسفورد. حول الحياة المبكرة لأستاذ اللغة الإنجليزية ج.ج.ر.تولكين، مؤلف الهوبيت ورب الخواتم، بالإضافة إلى الأعمال الأكاديمية البارزة.
- الخائن (2019) - فيلم درامي إجرامي عن السيرة الذاتية الإيطالي شارك في كتابته وإخراجه ماركو بيلوتشيو، عن حياة توماسو بوسيتا، أول رئيس مافيا صقلية تم التعامل معه من قبل البعض على أنه pentito.
- التاريخ الحقيقي لعصابة كيلي (2019) - فيلم غربي سيرة بريطانية أسترالية أخرجه جاستن كروزيل ويستند إلى قصة الأسترالي نيد كيلي وعصابته أثناء فرارهم من السلطات خلال سبعينيات القرن التاسع عشر.
- الباباوان (2019) - فيلم سيرة ذاتية درامي إخراج فرناندو ميريليس. تدور أحداث الفيلم في الغالب في مدينة الفاتيكان في أعقاب فضيحة تسريبات الفاتيكان، ويتبع الفيلم البابا بنديكتوس السادس عشر، الذي يلعبه أنتوني هوبكنز، بينما يحاول إقناع الكاردينال خورخي ماريو بيرغوليو، الذي يلعبه جوناثان برايس، لإعادة النظر في قراره بالاستقالة باعتباره رئيس الأساقفة وهو يخفي نواياه بالتنازل عن البابوية.
- غير مخطط لها (2019) - فيلم درامي أمريكي ضد الإجهاض كتبه وأخرجه كاري سولومون وتشاك كونزيلمان. ويستند إلى المذكرات المتنازع عليها التي لم يخطط لها آبي جونسون.
- أوري: الضربة الجراحية (2019) - فيلم عمل عسكري باللغة الهندية الهندية، إخراج وإخراج المبتدئ أديتيا دهار. يقود الرائد فيهان سينغ شيرجيل من الجيش الهندي عملية سرية ضد مجموعة من المسلحين هاجموا قاعدة في أوري بكشمير عام 2016 وقتلوا العديد من الجنود.
- براين بانكس (2019) - فيلم سيرة ذاتية درامي من إخراج توم شادياك وبطولة ألديس هودج في دور براين بانكس، مدافع كرة قدم في المدرسة الثانوية اتهم زوراً بالاغتصاب وعند إطلاق سراحه حاول تحقيق حلمه في تحقيق دوري كرة القدم الوطني.
- فيروس  (2019) - سرد للحياة الحقيقية لتفشي فيروس نيباه القاتل في ولاية كيرالا، والمعركة الشجاعة التي شنها العديد من الأفراد والتي ساعدت على احتواء الوباء.
- امشي. اركب. روديو. (2019) - فيلم سيرة ذاتية أمريكي من أخرج كونور ألين من سيناريو من إخراج شون دواير وجريج كوب وايت حول حياة أمبرلي سنايدر، متسابق براميل روديو ذو تصنيف وطني يتحدى احتمالات العودة إلى الرياضة بعد أن نجا بالكاد من حادث سيارة يخرج مشلولة من الخصر إلى الأسفل.
- الملكة المحاربة جانسي (2019) - فيلم درامي الفترة البريطانية على 1857 تمرد هندي ضد شركة الهند الشرقية البريطانية.
- الحلم الممنوع (2019) - فيلم سيرة ذاتية كوري (عنوانه بالكورية: علم الفلك: المطلوب في السماء 천문: 하늘에 묻는다) يستند استنادًا إلى قصة الملك سيجونج العظيم، ملك سلالة جوسون في كوريا ، وعلاقته بأعظم عالمه ، جانغ يونغ سيل.
- السماء وردية - فيلم كوميدي دارمي هندي مقتبس من القصة الحقيقية لعائشة تشودري، التي عانت من نقص المناعة الشديد والتليف الرئوي ، وتحكي قصة والديها أديتي ونرين وهما يتنقلان في زواجهما أثناء تعاملهما مع مرض ابنتهما.
- تعليم سيئ - فيلم دراما أمريكي يستند إلى القصة الحقيقية لأكبر اختلاس من المدارس العامة في التاريخ الأمريكي.
- الكابتن  - أو مسمى «كابتن الصين» فيلم درامي سيرة ذاتية صيني عام 2019، يستند إلى حادثة رحلة طيران سيتشوان 8633، عندما تحطم الزجاج الأمامي لطائرته التجارية على ارتفاع 30 ألف قدم في الهواء ، يعمل الطيار وطاقمه على ضمان سلامة الركاب والهبوط بالطائرة، من مخرج هونغ كونغ

## عقد 2020

### 2020
- قلبين (2020) - فيلم درامي رومانسي مستوحى من القصة الحقيقية لليزلي وخورخي باكاردي وكريستوفر غريغوري.[31]
- 18 هدية (2020) - فيلم درامي إيطالي يعتمد على امرأة إيطالية حقيقية تدعى إليسا جيروتو، التي خططت وخصصت 17 عامًا من هدايا عيد الميلاد لابنتها آنا قبل وفاتها في سبتمبر 2017 بسبب إصابتها بسرطان الثدي.[32]
- كلاشنيكوف (2020) - فيلم سيرة ذاتية روسي عن تجارب ميخائيل كلاشنيكوف، مخترع البندقية الهجومية أيه كيه-47.[33]
- أليكس ويتل (2020) - فيلم درامي تاريخي مخصص للتلفزيون عن أليكس ويتل، روائي بريطاني أسود حُكم عليه بالسجن بعد انتفاضة بريكستون 1981.[34]
- كل حياتي (2020) - فيلم درامي رومانسي مستوحى من القصة الحقيقية لسولومون تشاو وجنيفر كارتر، وهما زوجان شابان يسارعان إلى إقامة حفل زفافهما معًا بعد تشخيص إصابة سولومون بسرطان الكبد.[35]
- عمونيت (2020) - فيلم درامي رومانسي بريطاني أسترالي من تأليف وإخراج فرانسيس لي. ويستند إلى حياة جامع الأحفوري وعلم الحفريات الإنجليزية ماري أنينغ.
- باك نورد (2020) - فيلم درامي إجرامي فرنسي يستند إلى فضيحة حدثت في عام 2012 داخل فرقة مكافحة الجريمة (BAC) في مرسيليا: تمت إحالة ثمانية عشر من أعضائها إلى الإصلاحية بتهمة تهريب المخدرات والابتزاز.[36]
- المصرفي (2020) - فيلم درامي أمريكي من إخراج وإخراج جورج نولفي. الفيلم من بطولة أنتوني ماكي، نيكولاس هولت، نيا لونغ، جيسي تي أوشر وصمويل إل جاكسون. تتبع القصة جو موريس (جاكسون) وبرنارد غاريت (ماكي)، وهما من أوائل المصرفيين الأمريكيين من أصل أفريقي في الولايات المتحدة الذين اشتروا بنوكًا في تكساس لإعطاء فرص الإقراض للسود الذين كانوا يتطلعون إلى امتلاك منازل وبدء الأعمال التجارية عقد 1950، عندما جعلت قوانين جيم كرو مثل هذه الطموحات شبه مستحيلة في أعماق الجنوب.
- بينز (2020) - فيلم درامي كندي من إخراج المخرجة الموهوك تريسي دير ، يحكي قصة أزمة أوكا التي عاشتها تريسي دير عندما كانت طفلة ، من خلال قصة تيكنتاه خوا (الملقب بـ «الفول»)، فتاة موهوك صغيرة منظورها تغيرت الحياة جذريًا بفعل أحداث الأزمة
- الخائن (2020) - فيلم درامي تاريخي تشيكي مخصص للتلفزيون عن إمانويل مورافيك.[37]
- ما وراء هذا الجبل (الكورية: 저 산 너머) (2020) - فيلم سيرة ذاتية كوري جنوبي عن طفولة ستيفن كيم سو هوان، الكاردينال السابق للكنيسة الرومانية الكاثوليكية ورئيس أساقفة سيول.[38]
- بلاك جاك: قصة جاكي رايان (2020) - فيلم سيرة ذاتية درامي رياضي يصور قصة لاعب كرة الشارع جاكي رايان المقيم في بروكلين.[39]
- كابوني (2020) - فيلم سيرة ذاتية أمريكي من تأليف وإخراج وتحرير جوش ترانك ، مع توم هاردي بطولة رجل العصابات سيئ السمعة آل كابوني
- أمسك في الوقت المناسب (بالصينية: Chúbào) (2020) - فيلم جريمة صيني مستوحى من السارق والقاتل المتسلسل تشانغ جون.[40]
- تشارلاتان (التشيكية: شارلاتان) (2020) - فيلم درامي تشيكي-بولندي-أيرلندي-سلوفاكي مستوحى من المعالج جان ميكولاسيك الذي عالج مئات الأشخاص باستخدام العلاجات النباتية.[41]
- تشاباك (2020) - فيلم درامي هندي يستند إلى حياة الشابة الهندية لاكسمي ديكسيت.[42][43]
- أخوات كلارك: السيدات الأوائل للإنجيل (2020) - فيلم سيرة ذاتية عن مجموعة الإنجيل أخوات كلارك.[44]
- الغيوم (2020) - فيلم سيرة ذاتية درامي موسيقي رومانسي للمراهقين يعتمد على مذكرات لورا سوبيتش عن حياة زاك سوبيتش، مراهق من ولاية مينيسوتا كان مصابًا بساركوما عظمية وقرر ليحقق حلمه في أن يصبح موسيقيًا، بعد أن اكتشف أنه يحتضر.[45]
- الساعي (2020) - فيلم تجسس تاريخي من بطولة بنديكت كومبرباتش في دور جريفيل وين، وهو رجل أعمال بريطاني تم تجنيده من قبل جهاز المخابرات السرية لتسليم رسائل إلى العميل السري أوليغ بنكوفسكي خلال أزمة الصواريخ الكوبية في الستينيات.
- التفكير النقدي (2020) - فيلم درامي عن السيرة الذاتية يعتمد على القصة الحقيقية لفريق الشطرنج في مدرسة ميامي جاكسون الثانوية عام 1998.
- كيرفبول (2020) – فيلم سياسي ألماني ساخر يعتمد على أحداث حقيقية سبقت حرب العراق عام 2003.
- ديغول (2020) - فيلم سيرة ذاتية درامي تاريخي فرنسي يرتكز على الزوجين شارل ديغول وزوجته إيفون، أثناء الانهيار العسكري والسياسي مع احتدام معركة فرنسا.
- دريم هورس (2020) - فيلم درامي عن حصان دريم ألاينس الذي فاز في سباق ويلز الوطني الكبير لعام 2009.
- الدوق (2020) - فيلم درامي بريطاني يعتمد على سرقة صورة دوق ويلينغتون الحقيقية.
- الشرق (بالهولندية: De Oost) (2020) - فيلم حرب هولندي تدور أحداثه في جزر الهند الشرقية الهولندية عام 1946 أثناء الثورة الوطنية الإندونيسية.
- التعليم (2020) - فيلم درامي يستند إلى أحداث واقعية وقعت في السبعينيات، عندما اتبعت بعض مجالس لندن سياسة غير رسمية تتمثل في نقل أعداد غير متناسبة من الأطفال السود من التعليم العادي إلى المدارس لما يسمى "دون المستوى التعليمي"
- الثمانمائة (الصينية : 八佰) (2020) - فيلم درامي حربي تاريخي صيني يعتمد على أحداث واقعية: الدفاع عن مستودع سيهانغ في شنغهاي عام 1937 من قبل قوات الجيش الوطني الثوري الصينية خلال معركة شنغهاي والحرب الصينية اليابانية الثانية.
- الإمبراطور (2020) - فيلم درامي تاريخي مستوحى من القصة الحقيقية لشيلدز جرين، وهو عبد أمريكي من أصل أفريقي يُلقب بـ "الإمبراطور"، هرب إلى الحرية وشارك في غارة جون براون الداعية لإلغاء عقوبة الإعدام على هاربرز فيري.
- الهروب من بريتوريا (2020) - فيلم إثارة كتبه وأخرجه فرانسيس أنان، بناءً على هروب السجن الواقعي من قبل ثلاثة سجناء سياسيين شباب من السجن في جنوب أفريقيا في عام 1979.
- فاطمة (2020) - فيلم درامي ديني مستوحى من أحداث سيدة فاطمة عام 1917.
- فونزو (2020) - فيلم سيرة ذاتية جريمة من تأليف وإخراج وتحرير جوش ترانك، مع توم هاردي بطولة العصابات سيئة السمعة آل كابوني بعد حكمه لمدة 11 عامًا في السجن الفيدرالي وهو يصارع مع الزهري.
- المعركة المنسية (بالهولندية: De Slag om de Schelde) (2020) - فيلم هولندي عن الحرب العالمية الثانية يصور معركة شيلدت في عام 1944.
- الفارس الأخضر (2020) - فيلم خيالي من العصور الوسطى كتبه وأخرجه ديفيد لوري. القصة مستوحاة من قصيدة سير غواين والفارس الأخضر.
- سنكون منسيين (بالإسبانية: El olvido que seremos) (2020) - فيلم درامي كولومبي مستوحى من القصة الحقيقية لهيكتور أباد غوميز، أستاذ جامعي كولومبي يتحدى مؤسسة البلاد.
- أربعة أيام جيدة (2020) - فيلم درامي مستوحى من مقال إيلي ساسلو في صحيفة واشنطن بوست لعام 2016 "كيف حال أماندا؟ قصة حقيقة وأكاذيب وإدمان أمريكي".
- فوكوشيما 50 (2020) - فيلم درامي ياباني يعتمد على كارثة فوكوشيما دايتشي النووية التي نتجت عن زلزال وتسونامي توهوكو عام 2011.
- غلورياس (2020) - فيلم سيرة ذاتية أمريكي من إخراج جولي تيمور. من بطولة جوليان مور الناشطة والصحفية الأمريكية غلوريا ستاينم.
- سلوقي (2020) - فيلم حرب أمريكي من إخراج آرون شنايدر وبطولة توم هانكس. يتبع الفيلم قائد البحرية الأمريكية في أول مهمة له في وقت الحرب في منتصف الحرب العالمية الثانية خلال معركة المحيط الأطلسي، حيث يقود مجموعة مرافقته متعددة الجنسيات وهم يدافعون عن قافلة من السفن التجارية أثناء هجوم الغواصات.
- جونجان ساكسينا: فتاة كارجيل (2020) - فيلم درامي هندي عن السيرة الذاتية بطولة جانفي كابور في دور طيار في القوات الجوية الهندية جونجان ساكسينا، واحدة من أوائل طياري القوات الجوية الهندية في القتال.
- هاميلتون - فيلم درامي موسيقي خيالي تاريخي مستوحى من سيرة ألكسندر هاميلتون لعام 2004 بقلم رون تشيرنو
- هافيل (2020) - فيلم تاريخي تشيكي مستوحى من حياة المنشق والرئيس التشيكي السابق فاتسلاف هافيل.
- سرقة القرن (بالإسبانية: El robo del siglo) (2020) - فيلم تشويق كوميدي أرجنتيني مستوحى من قصة حقيقية، سرقة فرع بانكو ريو في بلدة أكاسوسو في بوينس آيرس في 13 يناير 2006، والذي تعرض لهجوم من قبل عصابة مكونة من ستة لصوص مسلحين بأسلحة لعبة.
- أحملك معي (بالإسبانية: Te Llevo Conmigo) (2020) - فيلم درامي رومانسي مكسيكي باللغة الإسبانية يستند إلى القصة الحقيقية لطاهي طموح ومعلم والضغوط المجتمعية التي واجهوها.
- ما زلت أؤمن (2020) -فيلم سيرة ذاتية مسيحي من إخراج إروين براذرز ويستند إلى حياة المغني وكاتب الأغاني جيريمي كامب وزوجته الأولى ميليسا لين هينينج كامب، التي تم تشخيصها بسرطان المبيض قبل فترة وجيزة من الزواج.
- آيرون بارك (2020) - فيلم أمريكي-بريطاني من إخراج دومينيك كوك وبطولة بنديكت كومبرباتش دور الجاسوس البريطاني غريفيلي وين.
- كنت لورينا بوبيت (2020) - فيلم درامي عن السيرة الذاتية لجون ولورينا بوبيت، زوجان من فيرجينيا أصبح زواجهما المضطرب خبرًا عالميًا في عام 1993 عندما قطعت لورينا قضيب زوجها بسكين.
- جو بيل (2020) - فيلم طريق درامي عن السيرة الذاتية يتتبع القصة الحقيقية لأب وابنه المثلي الذي انطلق إلى الارتباط أثناء المشي عبر البلاد.
- قفزة (2020) - فيلم رياضي صيني عن السيرة الذاتية يعتمد على قصص الفريق الوطني الصيني للكرة الطائرة للسيدات المنتشرة على مدى أكثر من 40 عامًا.
- فتيات مفقودات (2020) - فيلم درامي غامض أمريكي، من إخراج ليز غاربوس على أساس حياة الناشطة الأمريكية ومحامية ضحايا القتل ماري جيلبرت، وهي امرأة تبحث بلا كلل عن ابنتها المفقودة شنان، خلال بحثها تعثر الشرطة على 10 جثث أخرى عبر لونغ آيلند خلال عمليات القتل لونغ آيلاند.
- الرجل الواقف تاليا (2020) - فيلم درامي سياسي كوري جنوبي. يروي قصة كبار المسؤولين في الحكومة الكورية ووكالة المخابرات المركزية الكورية خلال رئاسة بارك تشونغ هي قبل 40 يومًا من اغتياله في عام 1979.
- مانك (2020) - فيلم سيرة ذاتية درامي أمريكي حول كاتب السيناريو هيرمان ج. مانكيفيتش، ومعاركه مع المخرج أورسن ويلز حول فيلم المواطن كين (1941)
- مؤامرة الماريجوانا (2020) - فيلم درامي كندي يرتكز على مجموعة من الشابات في عام 1972، تم احتجازهن في المستشفى لمدة 98 يومًا وأجبرن على تدخين الماريجوانا يوميًا كجزء من دراسة بحثية طبية حول تأثيرات الحشيش على النساء
- سوء السلوك (2020) - دراما كوميدية بريطانية عن جينيفر هوستن ، أول منافس أسود في مسابقة ملكة جمال العالم 1970
- ميناماتا (2020) – فيلم درامي عن السيرة الذاتية بطولة جوني ديب في دور دبليو يوجين سميث، مصور صحفي أمريكي قام بتوثيق آثار التسمم بالزئبق على مواطني ميناماتا، كوماموتو، اليابان
- السيدة أمريكا (2020) - دراما تاريخية تصور الحركة السياسية الفاشلة لتمرير تعديل الحقوق المتساوية ورد الفعل العنيف غير المتوقع بقيادة الناشطة المحافظة فيليس شلافلي في السبعينيات
- إيفان الوحيد (2020) – فيلم درامي خيالي مستوحى من القصة الحقيقية لإيفان الغوريلا
- ليلة واحدة في ميامي... (2020) - فيلم درامي يصور قصة خيالية لاجتماع حقيقي في فبراير 1964 بين مالكولم إكس ومحمد علي وجيم براون وسام كوك في غرفة في هامبتون هاوس، احتفالًا بفوز علي المفاجئ باللقب. سوني ليستون
- عملية إسقاط عيد الميلاد (2020) - فيلم كوميدي رومانسي لعيد الميلاد يعتمد بشكل فضفاض على المهمة الإنسانية الواقعية لعملية إسقاط عيد الميلاد للقوات الجوية الأمريكية
- المخفر (2020) - فيلم حرب مستوحى من الكتاب غير الخيالي لعام 2012 المخفر: قصة لا توصف من الشجاعة الأمريكية بقلم جيك تابر
- البطريقة بلوم (2020) - فيلم درامي أسترالي أمريكي مقتبس من الكتاب الذي يحمل نفس الاسم عن عائلة بلوم المتعثرة في أعقاب حادث أصاب سام بلوم بشلل جزئي.
- بيرسي (2020) - فيلم درامي عن السيرة الذاتية كندي-أمريكي-هندي يدور حول مزارع بلدة صغيرة في ساسكاتشوان يبلغ من العمر 70 عامًا بيرسي شمايزر، الذي يتولى شركة عملاقة بعد أن تتداخل الكائنات المعدلة وراثيًا مع محاصيله.
- كو فاديس، عايدة؟ (2020) - فيلم بوسني يصور أحداث مذبحة سربرنيتسا، والتي أرسلت خلالها القوات الصربية رجالًا وأولادًا بوسنيين إلى الموت في يوليو 1995 بقيادة مجرم الحرب الصربي المدان راتكو ملاديتش
- المقاومة (2020) - فيلم سيرة ذاتية درامي من تأليف وإخراج جوناثان جاكوبوفيتش، بناءً على حياة مارسيل مارسو.
- رولد وبياتريكس: ذيل الفأر الفضولي (2020) - فيلم درامي تلفزيوني مستوحى من القصة الحقيقية لرولد دال البالغ من العمر ست سنوات الذي التقى بمثله الأعلى بياتريكس بوتر
- رو ضد وايد (2020) - فيلم درامي قانوني سياسي يعد بمثابة تصوير درامي للقرار التاريخي لعام 1973 الذي يحمل نفس الاسم، والذي أصدرته المحكمة العليا الأمريكية بشأن مسألة دستورية القوانين التي تجرم أو تقيد الوصول إلى عمليات الإجهاض
- جزيرة روز (إيطالي: L'incredibile storia dell'Isola delle Rose) (2020) - فيلم درامي كوميدي إيطالي مستوحى من القصة الحقيقية للمهندس جورجيو روزا وجمهورية جزيرة روز.
- السلامة (2020) - فيلم عائلي درامي رياضي عن السيرة الذاتية يستند إلى قصة راي ماكيلراثبي، لاعب كرة قدم حارب الشدائد العائلية للانضمام إلى نمور كليمسون.
- صنع ذاتي (2020) - دراما سيرة ذاتية مبنية على السيرة الذاتية على أرضها الخاصة بقلم A'Lelia Bundles
- سيرجيو (2020) - فيلم درامي أمريكي عن السيرة الذاتية لدبلوماسي الأمم المتحدة سيرجيو فييرا دي مالو.
- شاكونتالا ديفي (2020) - فيلم درامي عن السيرة الذاتية باللغة الهندية يتتبع حياة عالم الرياضيات شاكونتالا ديفي، الذي كان يُعرف أيضًا باسم "الكمبيوتر البشري"
- شيرلي (2020) - فيلم درامي عن السيرة الذاتية عن حياة الروائية شيرلي جاكسون خلال الفترة الزمنية التي كانت تكتب فيها روايتها Hangsaman عام 1951
- الجلوس في عالم النسيان (2020) - فيلم درامي مخصص للتلفزيون حول فضيحة ويندراش مع التركيز على تجارب الحياة الواقعية لرجل بريطاني مولود في جامايكا، أنتوني بريان، أحد ضحايا سياسة البيئة المعادية لوزارة الداخلية البريطانية بشأن الهجرة
- ابن الجنوب (2020) - فيلم درامي تاريخي عن السيرة الذاتية، استنادًا إلى السيرة الذاتية لبوب زيلنر، الجانب الخطأ من Murder Creek: جنوبي أبيض في حركة الحرية
- ستاردست (2020) - فيلم سيرة ذاتية بريطاني-كندي عن المغني وكاتب الأغاني الإنجليزي ديفيد باوي وشخصيته البديلة زيغي ستاردست
- الناجون من الشوارع: القصة الحقيقية لتحطم طائرة (2020) - فيلم درامي موسيقي أمريكي للبقاء على قيد الحياة من إخراج جاريد كوهن وكتبه كوهن بريان بيريرا. سيرة ذاتية عن فرقة الروك لينيرد سكاينيرد ، التي تحطمت طائرتها في 20 أكتوبر 1977، مما أسفر عن مقتل ثلاثة من أعضاء الفرقة روني فان زانت (غناء رئيسي)، وستيف جاينز (غيتار)، وكاسي جاينز (غناء احتياطي)، ودين كيلباتريك (مساعد مدير الطريق) والطياران ، بينما نفد الوقود من الطائرة السياحية فوق ميسيسيبي.
- سواريز: الكاهن الشافي (2020) – فيلم سيرة ذاتية فلبيني يصور حياة الكاهن الفلبيني والمعالج الإيماني فرناندو سواريز.
- تانهاجي (2020) - فيلم سيرة ذاتية هندية من بطولة أجاي ديفجن وسيف علي خان وكاجول. وهو من إخراج أوم راوت وإنتاج أجاي ديفجن وبوشان كومار وكيشان كومار. تدور أحداث القصة في القرن السابع عشر، وتدور حول حياة تانهاجي مالوساري، وتصور محاولاته لاستعادة قلعة كوندانا بمجرد أن تنتقل إلى الإمبراطور المغولي أورنجزيب الذي ينقل سيطرته إلى حارسه الموثوق اديبهان سينغ راثور.
- تسلا (2020) - فيلم سيرة ذاتية أمريكي عن المخترع الأمريكي الصربي والمهندس الكهربائي والمهندس الميكانيكي والمستقبلي نيكولا تيسلا.
- توف (2020) - فيلم فنلندي عن السيرة الذاتية للمؤلف والرسام السويدي الفنلندي توف يانسون
- محاكمة 7 من شيكاغو (2020) - فيلم درامي جريمة أمريكي كتبه وأخرجه آرون سوركين. يستند الفيلم إلى قصة شيكاغو 7، وهي مجموعة من سبعة متهمين اتهمتهم الحكومة الفيدرالية بالتآمر والتحريض على الشغب، واتهامات أخرى تتعلق بالحرب ضد فيتنام والاحتجاجات المضادة للثقافة التي وقعت في شيكاغو، إلينوي، على بمناسبة المؤتمر الوطني الديمقراطي 1968.
- أطفال ويندرمير (2020) - فيلم درامي عن السيرة الذاتية يعتمد على تجربة الأطفال الناجين من الهولوكوست، ويتتبع الأطفال والعاملين في معسكر أقيم في مقاطعة كالغارث في جسر تروتبيك، بالقرب من بحيرة ويندرمير، إنجلترا، حيث كان الناجون وساعدتهم على إعادة تأهيلهم وإعادة بناء حياتهم والاندماج في المجتمع البريطاني.[46]
- استحقاق (2020) - فيلم سيرة ذاتية يصور الفيلم تعامل محامٍ كينيث فاينبيرغ مع صندوق تعويض ضحايا حادثة 11 سبتمبر.[47]

### 2021
- الملوك الأربعة (Thai: 4 KINGS าชีวะ ยุค) (2021) - فيلم درامي تايلاندي عن الجريمة يعتمد على أحداث فعلية في المجتمع التايلاندي حول قضية المشاجرات بين طلاب المدارس المهنية المراهقين والتي تؤدي إلى إصابة أشخاص غير مرتبطين أيضًا
- 12 من الأيتام الأقوياء (2021) - فيلم رياضي والذي يستند إلى مدرسة الأيتام.
- 83 (2021) - فيلم درامي رياضي هندي باللغة الهندية يعتمد على فريق الكريكيت الوطني الهندي بقيادة كابيل ديف، الذي فاز بكأس العالم للكريكيت عام 1983
- كلب اسمه بالما (بالروسية: Пальма) (2021) - فيلم درامي روسي للأطفال مستوحى من أحداث حقيقية وقعت في 1974-1976 في مطار فنوكوفو الدولي بموسكو
- مجلة من أجل جوردن (2021) - فيلم درامي مستوحى من مذكرات مجلة للأردن: قصة حب وشرف بقلم دانا كانيدي
- آيك هاي نيجار (2021) - فيلم سيرة ذاتية درامي باكستاني مُصمم للتلفزيون يستند إلى جنرال الجيش الباكستاني ذو الثلاث نجوم، نيجار جوهر، ويركز على حياتها ومسيرتها المهنية من عام 1975 (عندما كانت جوهر صغيرة) حتى الوقت الحاضر
- إيلين وورنوس: البعبع الأمريكية (2021) - فيلم رعب تشويق يعتمد على وقائع السيرة الذاتية للقاتلة المتسلسلة إيلين وورنوس ومكمل بعناصر من الخيال
- ألين (2021) – فيلم درامي كوميدي موسيقي يصور صورة خيالية لحياة سيلين ديون
- كل مخاوفنا (البولندية: Wszystkie nasze strachy) (2021) - فيلم سيرة ذاتية بولندي مستوحى من الناشط المثلي الكاثوليكي دانييل ريتشارسكي
- المستضعف الأمريكي (2021) - فيلم رياضي عن السيرة الذاتية عن رحلة لاعب الوسط في الدوري الوطني لكرة القدم (NFL) كورت وارنر كلاعب غير مصقول صعد إلى الفوز بـ Super Bowl XXXIV
- الخائن الأمريكي: محاكمة المحور سالي (2021) - فيلم درامي يرتكز على حياة ميلدريد جيلارز، المغني والممثل الأمريكي الذي بث خلال الحرب العالمية الثانية دعاية نازية للقوات الأمريكية وعائلاتهم في الوطن.
- أمينة (2021) – فيلم أكشن نيجيري عن السيرة الذاتية عن حياة محارب إمبراطورية زازاو في القرن السادس عشر الملكة أمينة
- الحيوانات (2021) - فيلم إثارة نفسي مستوحى من مقتل الرجل المثلي إحسان جارفي في لييج عام 2012. تم استنكار جريمة القتل باعتبارها جريمة كراهية وأصبحت أول حالة عنف ضد المثليين يعترف بها القانون في بلجيكا
- أنيتا (صينى: 梅艷芳) (2021) - فيلم درامي موسيقي عن السيرة الذاتية في هونغ كونغ عن نجمة كانتوبوب أنيتا موي
- أساكوسا كيد (اليابانية: 浅草キッド) (2021) - فيلم درامي عن السيرة الذاتية ياباني يعتمد على التلمذة المهنية لتاكيشي كيتانو بواسطة سينزابورو فوكامي، ومقتبس من مذكرات كيتانو عام 1988 التي تحمل نفس الاسم.
- تقرير أوشفيتز (بالسلوفاكية: Správa) (2021) - فيلم درامي عن السيرة الذاتية السلوفاكي يستند إلى القصة الحقيقية لرودولف فربا وألفريد فيتزلر، وهما سجينان في معسكر اعتقال أوشفيتز تمكنا من الهروب مع تفاصيل حول عملية المعسكر بما في ذلك ملصق من علبة من المبيد الحشري Zyklon-B المستخدم في جرائم القتل هناك
- باجيو: ذيل الحصان الإلهي (بالإيطالية: Il Divin Codino) (2021) - فيلم سيرة ذاتية رياضي إيطالي يستند إلى أحداث الحياة الحقيقية للاعب كرة القدم الإيطالي روبرتو باجيو
- أن تكون ريكاردوس (2021) – فيلم درامي عن السيرة الذاتية حول العلاقة بين نجمتي I Love Lucy لوسيل بول وديزي أرناز
- بينيديتا (2021) - فيلم درامي عن السيرة الذاتية مستوحى من بينيديتا كارليني، راهبة مبتدئة في القرن السابع عشر انضمت إلى دير إيطالي ولديها علاقة حب مثلية مع راهبة أخرى
- مباركة (2021) – فيلم سيرة ذاتية درامي تاريخي عن سيغفريد ساسون
- بهوج: فخر الهند (2021) - فيلم سيرة ذاتية هندي باللغة الهندية يصور القصة الحقيقية لقائد سرب القوات الجوية الهندية فيجاي كارنيك - الذي كان حينها مسؤولاً عن قاعدة بوج الجوية، والذي أعاد، بمساعدة 300 امرأة محلية، بناء القاعدة. مهبط الطائرات المتضررة خلال 72 ساعة
- الكبير الثور (2021) - فيلم تشويق مالي هندي باللغة الهندية مستوحى من سمسار الأوراق المالية هارشاد ميهتا الذي تورط في جرائم مالية على مدى 10 سنوات خلال الفترة 1980-1990.
- المعجزة الزرقاء (2021) - فيلم درامي يصور وصيًا وأطفاله شريكًا مع قبطان قارب جرفته الأمواج للحصول على فرصة للفوز بمسابقة صيد مربحة في محاولة لإنقاذ دار الأيتام.
- سماسرة الجسد (2021) - فيلم جريمة وإثارة يستند إلى القصة الحقيقية لمدمن متعافي سرعان ما يتعلم أن مركز إعادة التأهيل لا يهدف إلى مساعدة الناس، بل هو غطاء لعملية احتيال بمليارات الدولارات تجند المدمنين لتجنيد مدمنين آخرين
- كسر كل سلسلة (2021) – فيلم درامي عن السيرة الذاتية المسيحية مستوحى من رواية السيرة الذاتية التي تحمل الاسم نفسه للكاتب جوناثان هيكوري
- شارلوت (2021) – فيلم رسوم متحركة درامي كندي-بلجيكي-فرنسي عن السيرة الذاتية للرسامة الألمانية شارلوت سالومون
- تشيرنوبيل: الهاوية (بالروسية: Черобыль) (2021) - فيلم كارثة روسي عن رجل إطفاء يصبح مصفيًا خلال كارثة تشيرنوبيل
- غرفة الألوان (2021) – فيلم درامي بريطاني عن السيرة الذاتية مستوحى من حياة فنانة السيراميك كلاريس كليف في عشرينيات وثلاثينيات القرن الماضي
- تعال من بعيد (2021) - فيلم موسيقي درامي عن السيرة الذاتية يحكي القصة الحقيقية لـ 7000 راكب طيران تقطعت بهم السبل في بلدة صغيرة في نيوفاوندلاند، حيث تم إيواؤهم والترحيب بهم، بعد هجمات 11 سبتمبر الإرهابية
- قصص الخلق (2021) – فيلم عن السيرة الذاتية لآلان ماكجي وسجلات الخلق
- الموت أنقذ حياتي (2021) – فيلم تشويق مخصص للتلفزيون مستوحى من قصة نويلا روكوند، التي نجت بعد أن دفع زوجها ثمن قتلة محترفين لقتلها وواجهته في جنازتها.
- الحفرة (2021) - فيلم درامي بريطاني مأخوذ عن رواية عام 2007 التي تحمل الاسم نفسه للكاتب جون بريستون ، والتي تعيد تصور أحداث التنقيب عن ساتون هوو عام 1939
- حافة العالم (2021) - فيلم درامي مغامرات مقتبس عن الجندي والمغامر البريطاني جيمس بروك
- إيفل (2021) – فيلم درامي رومانسي فرنسي يصور حياة غوستاف إيفل
- الحياة الكهربائية للويس وين (2021) – فيلم سيرة ذاتية بريطاني يصور حياة الرسام البريطاني لويس وين
- الهروب من مقديشو (كوري: Mogadisyu) (2021) - فيلم درامي أكشن كوري جنوبي تدور أحداثه خلال الحرب الأهلية الصومالية وجهود الكوريتين للانضمام إلى الأمم المتحدة في أواخر الثمانينيات وأوائل التسعينيات ويصور تفاصيل الهروب المحفوف بالمخاطر محاولة قام بها موظفو سفارة كوريا الشمالية والجنوبية الذين تقطعت بهم السبل أثناء الصراع
- الجميع يتحدثون عن جيمي (2021) - فيلم درامي كوميدي موسيقي عن السيرة الذاتية يستند إلى قصة الحياة الحقيقية لتلميذ بريطاني يبلغ من العمر 16 عامًا جيمي كامبل، وهو يتغلب على التحيز والتنمر، ليخرج من الظلام وتصبح ملكة السحب
- كل شيء سار على ما يرام (فرنسي: Tout s'est bien passé) (2021) - فيلم درامي فرنسي عن امرأة شابة تواجه تدهور صحة والدها وطلب مساعدتها في الانتحار بمساعدة طبية.
- عيون تامي فاي (2021) - فيلم درامي عن السيرة الذاتية يستند إلى الفيلم الوثائقي لعام 2000 الذي يحمل نفس الاسم من تأليف فينتون بيلي وراندي بارباتو، يصور الفيلم تاريخ الدعاة التلفزيونيين المثيرين للجدل تامي فاي باكر وجيم باكر
- فايربيرد (2021) - فيلم درامي رومانسي مبني على مذكرات قصة رومان لسيرجي فيتيسوف ، والتي تدور أحداثها خلال الحرب الباردة
- يوم العلم (2021) – فيلم درامي يصور ابنة فنان محتال تكافح من أجل التصالح مع ماضي والدها، ويتضمن ذلك رابع أكبر مصادرة للأوراق النقدية المزيفة في تاريخ الولايات المتحدة، ما يقرب من 20 مليون دولار. استنادًا إلى كتاب جنيفر فوجل لعام 2004، رجل فليم-فلام: تاريخ عائلي حقيقي.
- هالستون (2021) - مسلسل درامي عن السيرة الذاتية مستوحى من حياة المصمم هالستون
- خلية النحل (بالألبانية: Zgjoi) (2021) - فيلم درامي كوسوفي عن امرأة تدعى فاهريجة مع زوجها المفقود، والتي تصبح رائدة أعمال وتبدأ في بيع الأجفار والعسل الخاص بها، وتجنيد نساء أخريات في هذه العملية
- بيت غوتشي (2021) - فيلم درامي عن السيرة الذاتية والجريمة استنادًا إلى كتاب عام 2001 The House of Gucci: قصة مثيرة عن القتل والجنون والسحر والجشع بقلم سارة جاي فوردن. تدور أحداث الفيلم حول باتريسيا ريجياني وماوريتسيو غوتشي حيث تتحول علاقتهما الرومانسية إلى صراع من أجل السيطرة على ماركة الأزياء الإيطالية غوتشي.
- أنا كل الفتيات (2021) - فيلم إثارة غامض من جنوب إفريقيا يصور محققًا في الجرائم الخاصة يشكل رابطة غير محتملة مع قاتل متسلسل لإسقاط نقابة عالمية للاتجار بالجنس مع الأطفال
- يهوذا والمسيح الأسود (2021) - فيلم سيرة ذاتية درامي عن خيانة فريد هامبتون ، رئيس فرع إلينوي لحزب الفهود السود في شيكاغو في أواخر الستينيات ، على يد ويليام أونيل ، مخبر مكتب التحقيقات الفيدرالي
- ملك الضحك (إيطالي: Qui Rido io) (2021) - فيلم درامي عن السيرة الذاتية إيطالي-إسباني عن المعركة القانونية للممثل والكاتب المسرحي إدواردو سكاربيتا ضد غابرييلي دانونزيو.
- الملك ريتشارد (2021) – فيلم درامي عن السيرة الذاتية يتتبع حياة ريتشارد ويليامز، الأب والمدرب للاعبي التنس المشهورين فينوس وسيرينا ويليامز
- كوروب (2021) - فيلم سيرة ذاتية هندي عن سوكومارا كوروب، مطلوب مجرم سيئ السمعة من ولاية كيرالا الهندية
- سيدة الجنة (2021) – فيلم درامي تاريخي ملحمي بريطاني عن حياة الشخصية التاريخية فاطمة في عهد النبي الإسلامي محمد وبعده. بالإضافة إلى القصة الإسلامية في القرن السابع، يتناول الفيلم أيضًا تنظيم الدولة الإسلامية في القرن الحادي والعشرين وأصول الإرهاب الإسلامي.
- المناظر الطبيعية (2021) - مسلسل بريطاني درامي كوميدي أسود عن الجريمة الحقيقية استنادًا إلى القصة الحقيقية لمقتل ويليام وباتريشيا ويتشرلي عام 1998.
- لانسكي (2021) - دراما جريمة السيرة الذاتية عن رجل العصابات الشهير ماير لانسكي
- المبارزة الأخيرة (2021) - فيلم درامي تاريخي مستوحى من كتاب صدر عام 2004 يحمل نفس الاسم من تأليف إريك جاغر، وتدور أحداثه في فرنسا في العصور الوسطى، ويتبع الفيلم جان دي كاروج، الفارس الذي يتحدى صديقه ويرافق جاك لو جريس في مبارزة. بعد أن اتهمت مارغريت زوجة كاروج لو جريس باغتصابها
- لا تترك آثارًا (بولندية: Żeby nie było śladów) (2021) - فيلم درامي بولندي يستند إلى جريمة قتل طالب المدرسة الثانوية Grzegorz Przemyk بموافقة الدولة
- مدام كلود (2021) – فيلم سيرة ذاتية فرنسي عن حارسة بيت الدعارة الفرنسية سيئة السمعة مدام كلود
- خادمة (2021) - مسلسل درامي عن السيرة الذاتية مستوحى من المذكرات الأكثر مبيعًا في نيويورك تايمز الخادمة: العمل الجاد والأجر المنخفض وإرادة الأم للبقاء على قيد الحياة بقلم ستيفاني لاند والتي تحكي قصة تجربة لاند في العمل كخادمة تمشي على حبل مشدود من الفقر والتشرد لسنوات مطاردة الحلم الأمريكي
- رجل الله (اليونانية: Ο Άνθρωπος του Θεού) (2021) - فيلم درامي يوناني عن السيرة الذاتية يصور تجارب ومحن القديس نكتاريوس إيجينا، وهو يتحمل الكراهية الظالمة لأعدائه أثناء الكرازة بكلمة الله
- مركار: أسد بحر العرب (مالايالامية: مركار: Arabikadalinte Simham) (2021) - فيلم حرب ملحمي هندي تدور أحداثه في كاليكوت في القرن السادس عشر، الفيلم مستوحى من كونجالي مركار الرابع المسمى محمد علي، أميرال أسطول الزامورين
- مارغريت: ملكة الشمال (بالدنماركية: Margrete den Første) (2021) - فيلم درامي تاريخي دنماركي مستوحى من "False Oluf"، المحتال الذي ادعى عام 1402 أنه الملك المتوفى أولاف الثاني/أولاف الرابع ملك الدنمارك والنرويج ، ابن شخصية اللقب مارغريت الأولى من الدنمارك
- لويس وين (2021) - فيلم سيرة ذاتية بريطاني كتبه ويل شارب وسيمون ستيفنسون، من إخراج شارب. يصور حياة الرسام البريطاني لويس وين.
- الموريتاني (2021) - فيلم بريطاني أمريكي تشويقي قانوني يتبع الموريتاني محمدو ولد صلاحي (رحيم)، الذي اعتقلته الحكومة الأمريكية واحتجز في معتقل خليج غوانتانامو دون تهمة أو محاكمة.
- البحر الأبيض المتوسط: قانون البحار (2021) - فيلم درامي إسباني-يوناني يصور نشأة سفينة الإنقاذ Open Arms من إخراج أوسكار كامبس
- المتحول الأكثر ترددًا (2021) - فيلم سيرة ذاتية درامي بريطاني عن حياة وتحول الكاتب البريطاني واللاهوتي العلماني سي إس لويس، مؤلف سلسلة سجلات نارنيا
- ميونيخ – حافة الحرب (2021) – فيلم درامي ألماني/بريطاني مستوحى من رواية ميونيخ لعام 2017 للكاتب روبرت هاريس
- نيترام (2021) - فيلم سيرة ذاتية درامي نفسي أسترالي مستوحى من مارتن براينت، والأحداث التي أدت إلى تورطه في مذبحة بورت آرثر عام 1996 في تسمانيا، أستراليا.
- ليس رجل من الله (2021) - فيلم جريمة غامض يعتمد على نصوص واقعية مختارة من المحادثات بين القاتل المتسلسل تيد بندي والعميل الخاص لمكتب التحقيقات الفيدرالي بيل هاغماير التي حدثت بين عامي 1984 و1989
- نياي: العدالة (2021) - فيلم سيرة ذاتية درامي باللغة الهندية باللغة الهندية يعتمد على سوسانت سينغ راجبوت وريا تشاكرابورتي
- أونودا: 10000 ليلة في الغابة (فرنسي: Onoda، 10 000 nuits dans la Jungle) (2021) - فيلم درامي فرنسي خيالي للغاية عن السيرة الذاتية عن هيرو أونودا، جندي ياباني رفض تصديق أن الحرب العالمية الثانية قد انتهت واستمر في القتال. جزيرة فلبينية نائية حتى عام 1974
- أوسلو (2021) – فيلم درامي مخصص للتلفزيون حول المفاوضات السرية لاتفاقيات أوسلو
- ورقة (الهندية: Kaagaz) (2021) - فيلم سيرة ذاتية كوميدي باللغة الهندية باللغة الهندية يرتكز على حياة وكفاح لال بيهاري، وهو مزارع من قرية أميلو مباركبور الصغيرة، الذي أُعلن عن وفاته بأوراق رسمية.
- شبح الانفتاح (2021) - فيلم سيرة ذاتية درامي كوميدي بريطاني يعتمد على حياة موريس فليتكروفت ومسيرته المهنية
- الطيار. معركة من أجل البقاء (بالروسية: Лётчик) (2021) - فيلم روسي عن الحرب العالمية الثانية مستوحى من القصة الحقيقية للطيار أليكسي ماريسيف
- احترام (2021) - فيلم سيرة ذاتية درامي من إخراج ليزيل تومي استنادًا إلى حياة المغنية أريثا فرانكلين.
- ساينا (2021) – فيلم سيرة ذاتية رياضي هندي مستوحى من حياة لاعبة كرة الريشة ساينا نيهوال
- سردار أودهام (2021) - فيلم درامي تاريخي عن السيرة الذاتية باللغة الهندية يستند إلى حياة أودهام سينغ كامبوج، وهو مناضل من أجل الحرية من البنجاب اغتال مايكل أودوير في لندن للانتقام من مذبحة جاليانوالا باغ عام 1919 في أمريتسار
- شيرشاه (2021) - فيلم حرب سيرة ذاتية هندي باللغة الهندية يتتبع حياة الكابتن فيكرام باترا الحائز على جائزة بارام فير شقرا، منذ أول تعيين له في الجيش حتى وفاته في حرب كارجيل
- سكاي (بالروسية: Небо) (2021) - فيلم حرب طيران روسي عن الطيارين العسكريين الروس في سوريا، وإسقاط طائرة Su-24 عام 2015 فوق المجال الجوي التركي السوري.
- سبنسر (2021) - فيلم سيرة ذاتية درامي نفسي عن ديانا أميرة ويلز ويتبع قرار ديانا بإنهاء زواجها من الأمير تشارلز وترك العائلة المالكة البريطانية.
- قمة الآلهة (بالفرنسية: Le Sommet des Dieux) (2021) - فيلم رسوم متحركة فرنسي عن جورج مالوري وأندرو إيرفين ومحاولتهما تسلق جبل إيفرست
- الناجي (2021) - فيلم سيرة ذاتية درامي يصور قصة هاري هافت، أحد الناجين الحقيقيين من معسكر اعتقال أوشفيتز، حيث حاصر زملائه السجناء من أجل البقاء
- تيد بندي: البعبع الأمريكي (2021) – فيلم جريمة تاريخي مستوحى من حياة القاتل المتسلسل تيد بندي
- تيد ك (2021) - فيلم درامي جريمة تاريخية يصور القصة الحقيقية لتيد كازينسكي، المعروف باسم Unabomber، والأحداث التي أدت إلى اعتقاله.
- ثالايفي (2021) - فيلم سيرة ذاتية درامي هنديمستوحى من حياة الممثلة والسياسية الهندية ج. جايالاليثها
- ضع علامة، ضع علامة... بوم! (2021) - فيلم سيرة ذاتية درامي موسيقي يعتمد على المسرح الموسيقي الذي يحمل نفس الاسم لجوناثان لارسون، وهي قصة شبه سيرة ذاتية عن كتابة لارسون مسرحية موسيقية لدخول الصناعة
- إلى أوليفيا (2021) - فيلم درامي يصور القصة الحقيقية لرولد دال وباتريشيا نيل وهما يتصارعان مع فقدان ابنتهما أوليفيا
- تحت أضواء الملعب (2021) - فيلم درامي رياضي مستوحى من الكتاب الواقعي Brother's Keeper من تأليف آل بيكيت وتشاد ميتشل، عن اللاعبين والمدرب وقسيس فريق كرة القدم في المدرسة الثانوية في أبيلين، تكساس في عام 2009.
- الولايات المتحدة ضد بيلي هوليداي (2021) - فيلم سيرة ذاتية للمغنية بيلي هوليداي، استنادًا إلى كتاب مطاردة الصرخة: الأيام الأولى والأخيرة من الحرب على المخدرات للكاتب يوهان هاري
- الرجل المجهول (2021) - فيلم جريمة أسترالي حول شخصين غريبين يلتقيان ويقيمان صداقة ، أحدهما هو ضابط شرطة مخضرم متخفي يعمل على تأمين إدانة بجريمة قتل لم يتم حلها قبل سنوات.
- ويندي ويليامز: الفيلم (2021) - فيلم سيرة ذاتية مخصص للتلفزيون يعتمد على حياة الفنانة ويندي ويليامز.
- زاتوبيك (2021) - فيلم سيرة ذاتية درامي تشيكي يصور حياة ومسيرة لاعب القوى إميل زاتوبك وهو من إخراج ديفيد أوندريشيك وبطولة فاتسلاف نيوزيل.
- من الصفر إلى البطل (2021) - فيلم سيرة ذاتية درامي من هونغ كونغ عن سو وا واي، أول رياضي في هونغ كونغ يفوز بالميدالية الذهبية في دورة الألعاب البارالمبية.

### 2022
- 892 (2022) - فيلم درامي مثير عن اليوم الأخير من حياة المحارب القديم لانس كوربورال بريان براون إيزلي
- في مواجهة الجليد (2022) - فيلم تاريخي للبقاء على قيد الحياة مبني على القصة الحقيقية التي رُوِيت في فيلم اثنين ضد الجليد بواسطة اجنار ميكلسن
- كل شيء هادئ على الجبهة الغربية - فيلم ألماني بريطاني مناهض للحرب يصف الإجهاد الجسدي والعقلي الشديد للجنود الألمان أثناء الحرب، والانفصال عن الحياة المدنية الذي شعر به العديد من هؤلاء الجنود عند عودتهم إلى ديارهم من الجبهة.[48]
- قاتل أمريكي (2022) - دراما جريمة حقيقية أمريكية مبنية على القصة الحقيقية لجيسون ديريك براون - رجل محتال يتمتع بشخصية كاريزمية تحول إلى ملك الحزب الذي يمول أسلوب حياته الفاخر من خلال سلسلة من عمليات الاحتيال.[49]
- أمستردام (2022) - فيلم تشويق كوميدي تاريخي يعتمد على مؤامرة الأعمال، مؤامرة سياسية عام 1933 في الولايات المتحدة.[50]
- أبولو 10 1⁄2: طفولة في عصر الفضاء (2022) - فيلم رسوم متحركة قادم يعتمد بشكل فضفاض على طفولة الكاتب والمخرج والمنتج ريتشارد لينكلاتر
- الأرجنتين، 1985 (2022) - فيلم أرجنتيني أمريكي مبنية على أحداث حقيقية، تستند إلى الأحداث المحيطة بمحاكمة المجلس العسكري عام 1985، التي حاكمت زعماء آخر دكتاتورية مدنية عسكرية في الأرجنتين (1976-1983)، ويركز على العمل الضخم الذي قامت به مجموعة من المحامين بقيادة المدعين العامين خوليو سيزار ستراسيرا ولويس مورينو أوكامبو ضد المسؤولين عن الدكتاتورية الأكثر دموية في تاريخ الأرجنتين.[51]
- بابل (2022) - فيلم درامي كوميدي ملحمي يؤرخ صعود وسقوط شخصيات متعددة أثناء انتقال هوليوود من الأفلام الصامتة إلى الأفلام الصوتية في أواخر العشرينيات من القرن العشرين.[52]
- قاطع طريق (2022) - فيلم سيرة ذاتية جريمة كندي يستند إلى قصة الحياة الحقيقية لجيلبرت جالفان جونيور (المعروف أيضًا باسم قاطع الطريق الطائر)، الذي لا يزال يحمل الرقم القياسي لأكبر عدد من عمليات السطو المتتالية في التاريخ الكندي.[53]
- الشقراء (2022) - فيلم سيرة ذاتية درامي للممثلة والموديل والمغنية مارلين مونرو.
- إل بويمو (2022) - فيلم سيرة ذاتية درامي إيطالي عن حياة ومهنة الملحن التشيكي جوزيف ميسليفيتشيك.[54]
- شوفالييه (2022) - فيلم سيرة ذاتية يستند إلى حياة الموسيقار الفرنسي الكاريبي الفخري شوفالييه دي سان جورج.[55]
- إلفيس (2022) - فيلم سيرة ذاتية درامي موسيقي للمغني والممثل إلفيس بريسلي
- الأب ستو (2022) - فيلم سيرة ذاتية درامي يتبع قصة واقعية للأب ستيوارت لونغ
- جانجباي كاثياوادي (2022) - فيلم سيرة ذاتية درامي هندي باللغة الهندية ، مستوحاة من كتاب «مافيا ملكات مومباي» من تأليف س.حسين زيدي ، يستند إلى قصة جانجباي كوثوالي ووقعها في براثن الاتجار بالجنس.
- روبي في الإنقاذ (2022) - فيلم سيرة ذاتية درامي يتبع جنديًا يدعى دان ، والذي يحلم بالانضمام إلى فريق البحث والإنقاذ كي-9 التابع لشرطة الولاية ، لكنه لم ينجح في القيام بذلك حتى أصبح صديقًا لكلب مأوى اسمه روبي
- وينا - فيلم سيرة ذاتية نيوزيلندي عن حياة السيدة وينا كوبر.[56]
- أود الرقص مع شخص ما (2022) - فيلم سيرة ذاتية درامي موسيقي عن للمغنية والممثلة ويتني هيوستن.[57]
- ويتني هيوستن: أود الرقص مع شخص ما (2022) – فيلم سيرة ذاتية درامي موسيقي للمغنية والممثلة ويتني هيوستن.
- من هو برافين تامبي؟ (الهندية: كاون برافين تامبي؟) (2022) - فيلم سيرة ذاتية درامي رياضي باللغة الهندية يعتمد على حياة لاعب الكريكيت الهندي برافين تامبي.[58]
- المرأة الملك (2022) - فيلم ملحمي تاريخي عن أجوجي، الوحدة المحاربة النسائية التي قامت بحماية مملكة داهومي الأفريقية في القرن التاسع عشر.[59]

### 2023
- 80 لبرادي (2023) - فيلم كوميدي رياضي يتتبع أربعة أصدقاء مدى الحياة يسافرون لمشاهدة توم برادي وفريقه نيو إنجلاند باتريوتس وهم يلعبون في Super Bowl LI في عام 2017؛ مستوحاة من مجموعة حقيقية من مشجعي باتريوتس المعروفين باسم نادي "أكثر من 80 عامًا لبرادي"
- فوي! فوي! فوي! (2023) - فيلم مصري يحكي قصة فريق من الرياضيين المكفوفين ذهبوا إلى بولندا للمشاركة في بطولة للمكفوفين، لكن عند وصولهم اختفى بعض اللاعبين.

## روابط خارجية
- قائمة الأفلام المستندة إلى القصص الحقيقية
- التاريخ في الأفلام: أفلام فترة وتاريخ
- Internet Movie Database list
- Films based on historical events and people